# Gotik

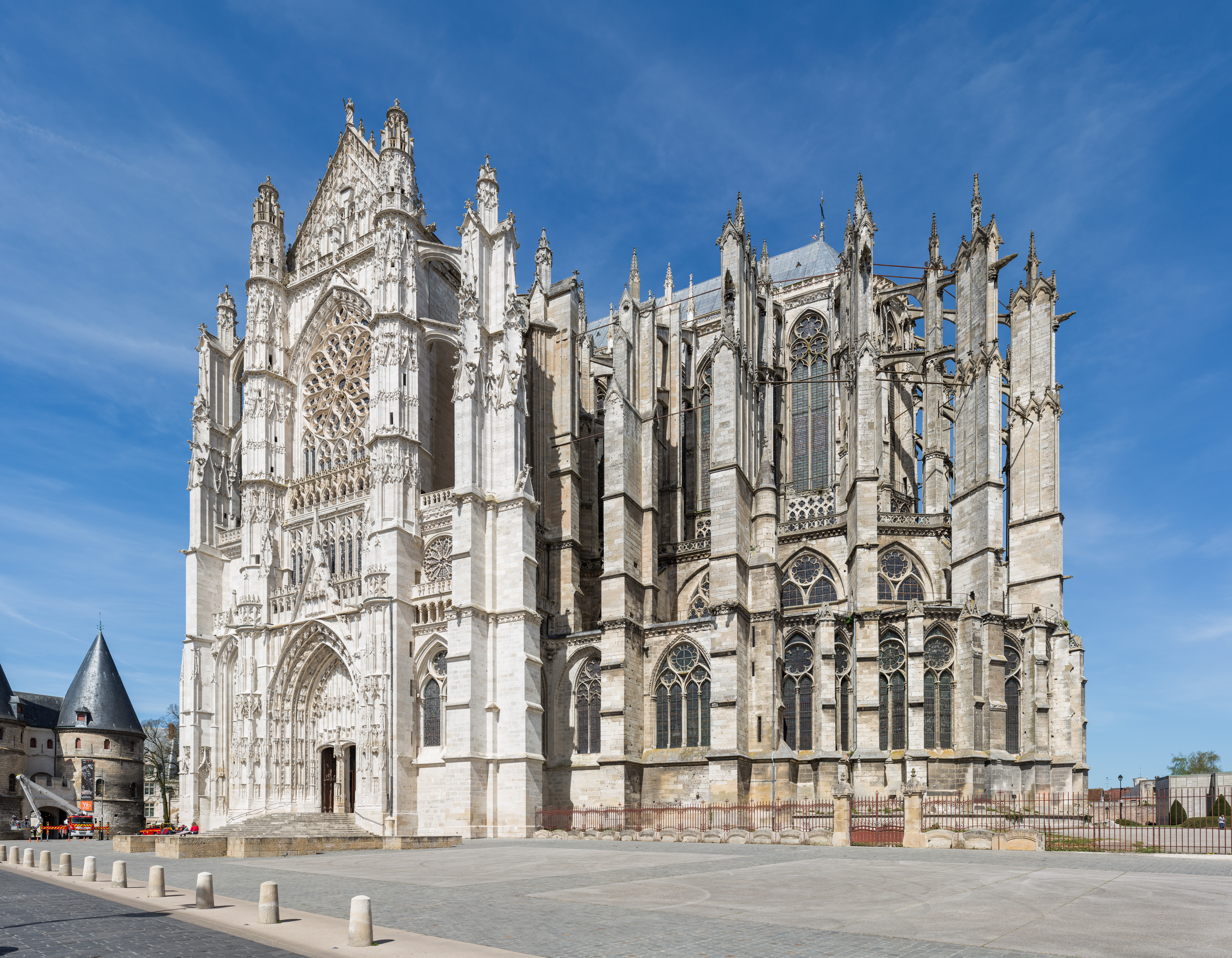
Kathedrale von Beauvais, nach zwei Einstürzen unvollendet geblieben, nur Chor und Querschiff stehen

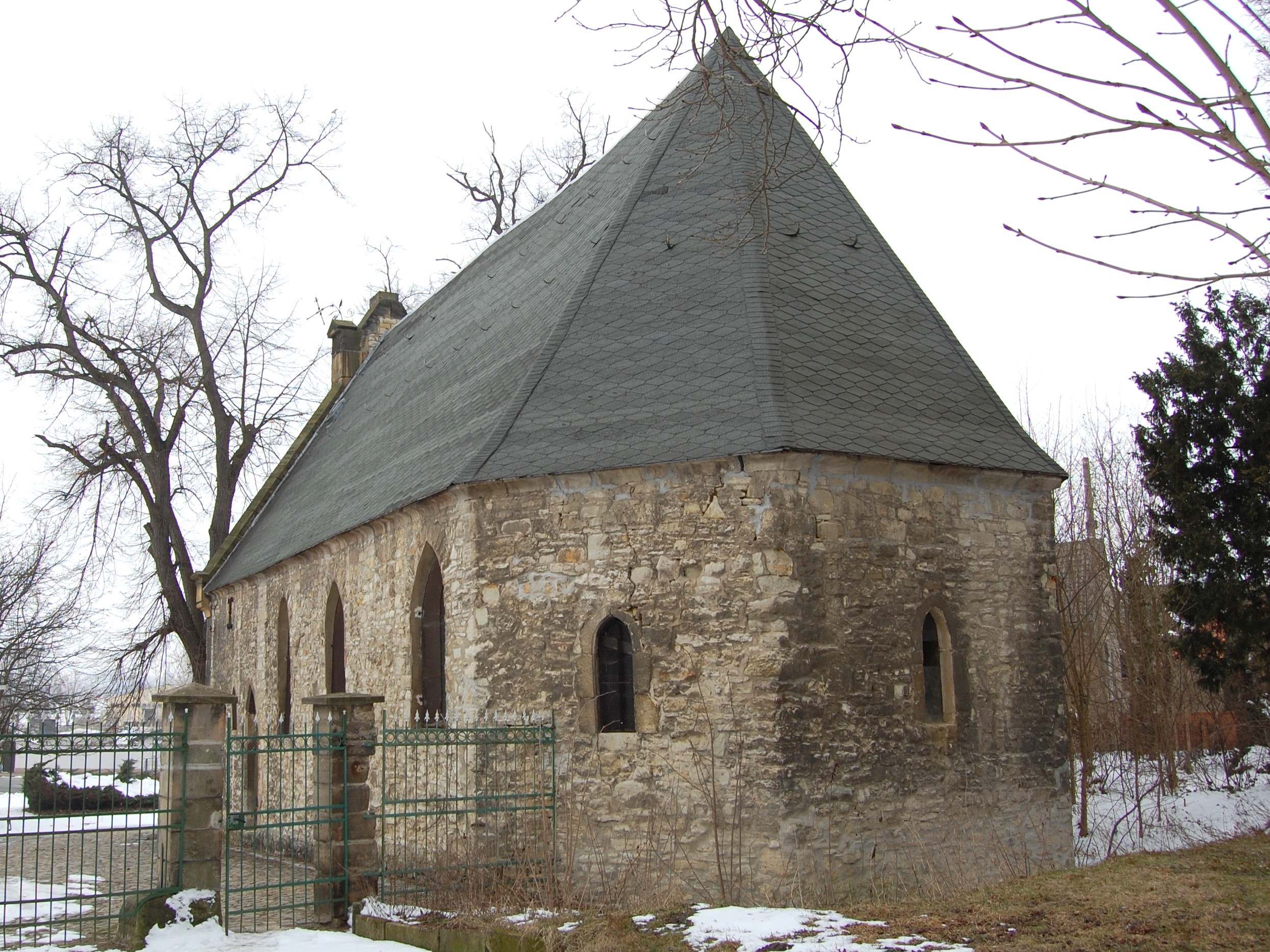
Auch das ist Gotik: Hospitalkirche St. Georg in Hadmersleben, Sachsen-Anhalt, wohl vor 1470, mit Spitzbogenfenstern und polygonalem 5/8-Chorschluss

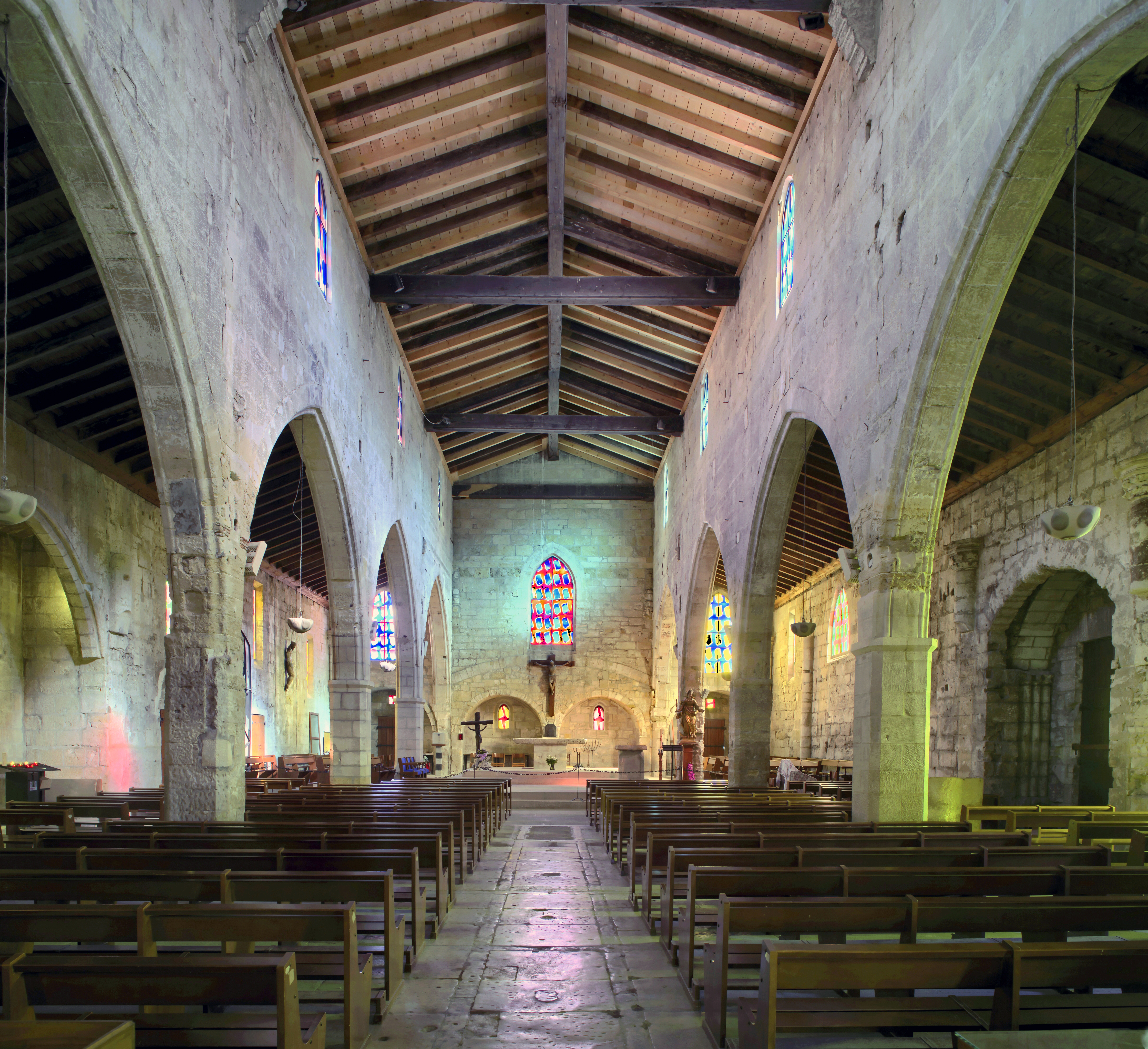
Notre-Dame-des-Sablons in Aigues-Mortes, Südfrankreich, 1. Hälfte 13. Jh., eine gotische Basilika ohne Gewölbe

Die Gotik bezeichnet eine Epoche der europäischen Architektur und Kunst des Mittelalters, die sich in ihren verschiedenen nationalen Ausprägungen der Früh-, Hoch- und Spätgotik zeitlich etwa von der Mitte des 12. Jahrhunderts bis um 1500 erstreckt. Der zuvor vorherrschende Bau- und Kunststil ist als Romanik, der nachfolgende als Renaissance bekannt.
Zunächst durch Giorgio Vasari als abwertende Beschreibung der Architektur verbreitet, etablierte sich der Begriff im Laufe des 19. Jahrhunderts allmählich auch für die zeitgleich entstandene Malerei in der Gotik und die gotische Bildhauerei. Die gotische Architektur entstand um 1140 in der Île-de-France (Paris und Umgebung) und währte nördlich der Alpen bis in die erste Hälfte des 16. Jahrhunderts. Der gotische Stil ist nur in der Architektur genau abzugrenzen, während dies auf den Gebieten der Plastik und Malerei nicht in gleicher Klarheit möglich ist. Herausragende Kunstschöpfung ist die gotische Kathedrale, die als Gesamtkunstwerk Architektur, Plastik und (Glas-)Malerei des Mittelalters vereint. Sie steht am Anfang einer neuen Gestaltung des Kirchenraums, die durch die erstmalige Vereinigung burgundischer (Spitzbogen) und normannischer Formelemente (Rippengewölbe) und die weitere Entwicklung innovativer Baumaßnahmen in Erscheinung tritt. Außerdem erlebte auch die Profanarchitektur besonders im städtischen Umfeld eine erste Blüte: Neben adeligen Wohnsitzen sind besonders Rathäuser und die nur selten im ursprünglichen Zustand erhaltenen Bürgerhäuser wichtige Bauaufgaben.
In der Architektur unterscheidet man die Phasen der Früh-, Hoch- und Spätgotik, die in den verschiedenen europäischen Kunstlandschaften zu unterschiedlichen Zeitpunkten übernommen wurden und sich dann teilweise auch voneinander unabhängig weiterentwickelten. So spricht man in England vom Early English Style, dem Decorated Style und dem Perpendicular Style. In Frankreich unterscheidet man die Frühgotik Gothique primitif (1130–1180), den ausgereiften Gothique classique (1180–1230), dann den verfeinerten Gothique rayonnant, auf den der spätgotische Style flamboyant folgt. Nicht nur im Norden Deutschlands ist die Backsteingotik vorzufinden.
In der Nachgotik lebte der gotische Baustil auch außerhalb seiner Epoche fort und ist als Barockgotik als Mischform zwischen Barock und Gotik sogar in der Barockzeit nachweisbar. Im 19. Jahrhundert fand der Baustil der Neugotik als Spielart des Historismus neues Interesse.

## Entwicklung der Stilbezeichnung

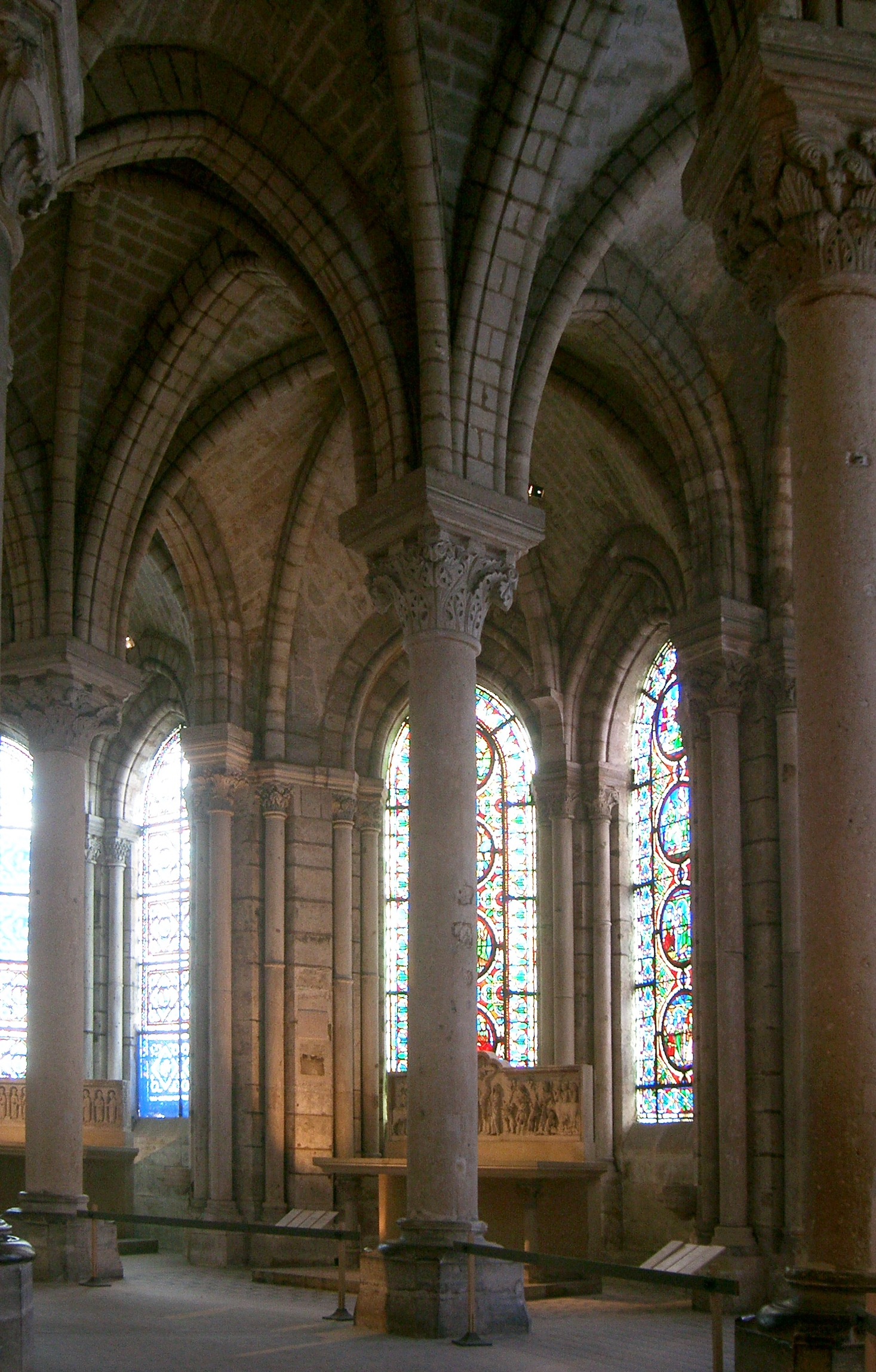
Erster gotischer Chorumgang der ehemaligen Klosterkirche Saint-Denis, vor 1144

Der in Frankreich entwickelte Stil und die neue Bautechnik wurden um 1280 als opus francigenum bezeichnet. Auch im 20. Jahrhundert findet sich in der Fachliteratur wieder der Begriff French style oder französischer Stil. Da der Spitzbogen als ein zentrales Element der Baukunst der Gotik gilt, wurde der Stil ursprünglich als Spitzbogenstil bezeichnet. Die heutige Bezeichnung Gotik (von italienisch gotico „fremdartig, barbarisch“, ursprünglich ein Schimpfwort, abgeleitet von der Bezeichnung des Germanenstammes der Goten) wurde in der Renaissance durch den italienischen Kunsttheoretiker Giorgio Vasari geprägt, der damit seine Geringschätzung der gotischen Kunst gegenüber dem „goldenen Zeitalter“ der Antike ausdrückte. Auch wenn die Bewertung Vasaris heute nicht mehr geteilt wird, wurde diese Bezeichnung übernommen, bürgerte sich allmählich ein und verlor später ihren negativen Beiklang. Auch die in der Renaissance übliche Bezeichnung der Gotik als maniera tedesca (deutsche Manier) soll von Vasari stammen.
Christopher Wren kritisierte die Bezeichnung „gotisch“ für diesen Baustil. Sein Studium der gotischen Kathedralen in Europa hatte ihn zu der Überzeugung geführt, dass die gotische Architektur ein von den Arabern erfundener Stil war, der von zurückgekehrten Kreuzfahrern bzw. davor über das muslimische Spanien (al-Andalus) eingeführt wurde. Die korrekte Bezeichnung sollte also nicht „gotisch“ sein, sondern „arabisch, sarazenisch oder maurisch“ (Arabic, Saracenic, or Moresque):
„Wie kann man [den Goten] einen Baustil zuschreiben, der erst im zehnten Jahrhundert unserer Zeitrechnung eingeführt wurde? Einige Jahre nach der Zerstörung all jener Reiche, die die Goten auf den Ruinen des römischen Reiches errichtet hatten, und zu einer Zeit, in der der Name Goten völlig in Vergessenheit geraten war: Von allen Merkmalen der neuen Architektur her kann sie nur den Mauren zugeschrieben werden; oder, was dasselbe ist, den Arabern oder Sarazenen.“
In Deutschland setzte eine neue Begeisterung für die Gotik durch Goethes 1773 gedruckten Text Von Deutscher Baukunst ein, der sie zum „deutschen Stil“ erklärte. Das Missverständnis, die Gotik sei in Deutschland entstanden, ließ sich erst Mitte bis Ende des 19. Jahrhunderts durch die kunstgeschichtliche Forschung aufklären. In Deutschland wie in vielen anderen Ländern wurde die Gotik im 19. Jahrhundert als Nationalstil betrachtet, was unter anderem zu einer positiven Neubewertung der bis dahin verachteten mittelalterlichen Kunst führte.

## Baukunst

### Historische Grundlagen im 12. und 13. Jahrhundert

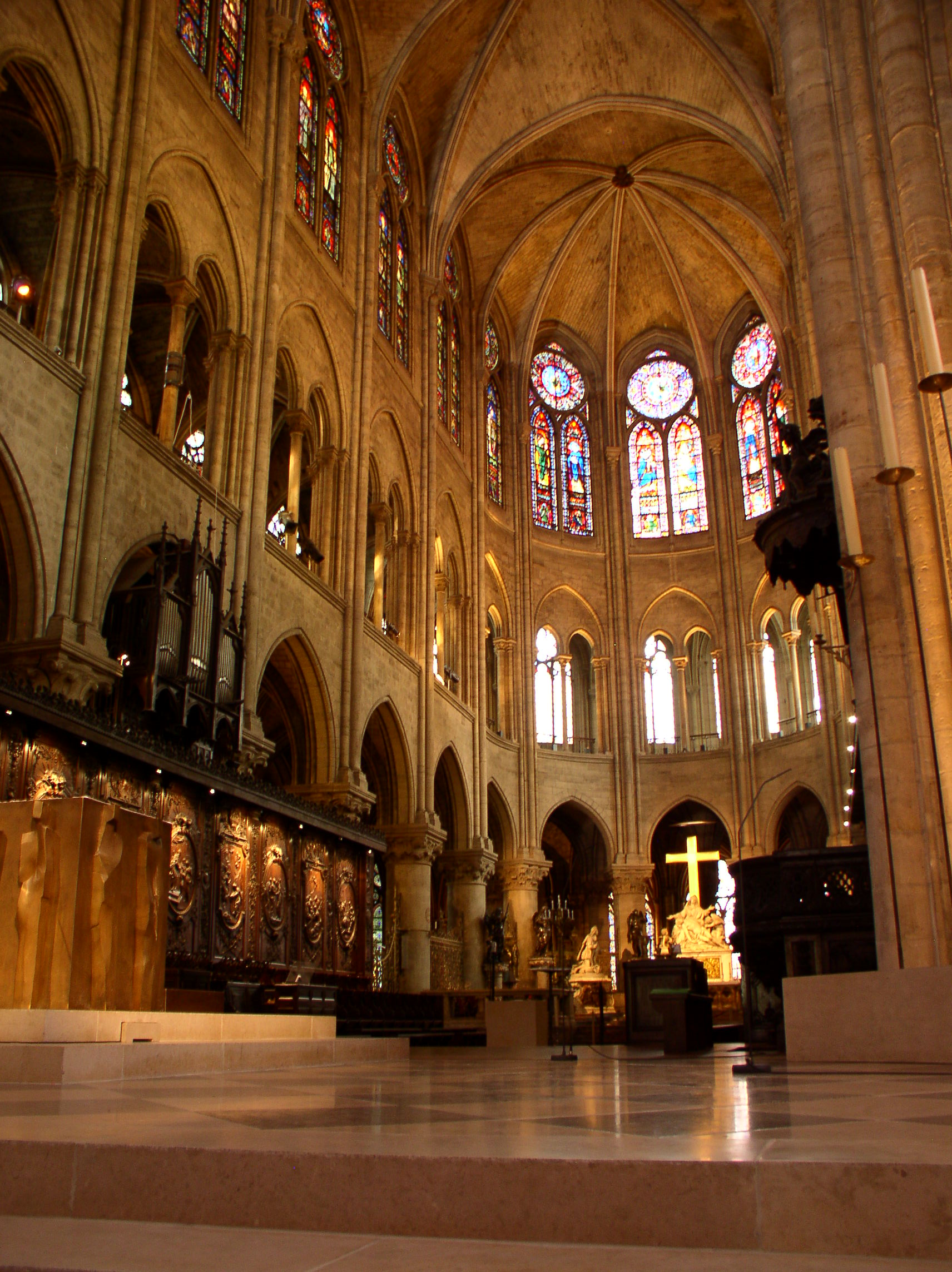
Chor von Notre-Dame de Paris, frühgot. Emporenbasilika 1162–1183, nach 1220 Triforium entfernt u. große Maßwerkfenster eingebaut

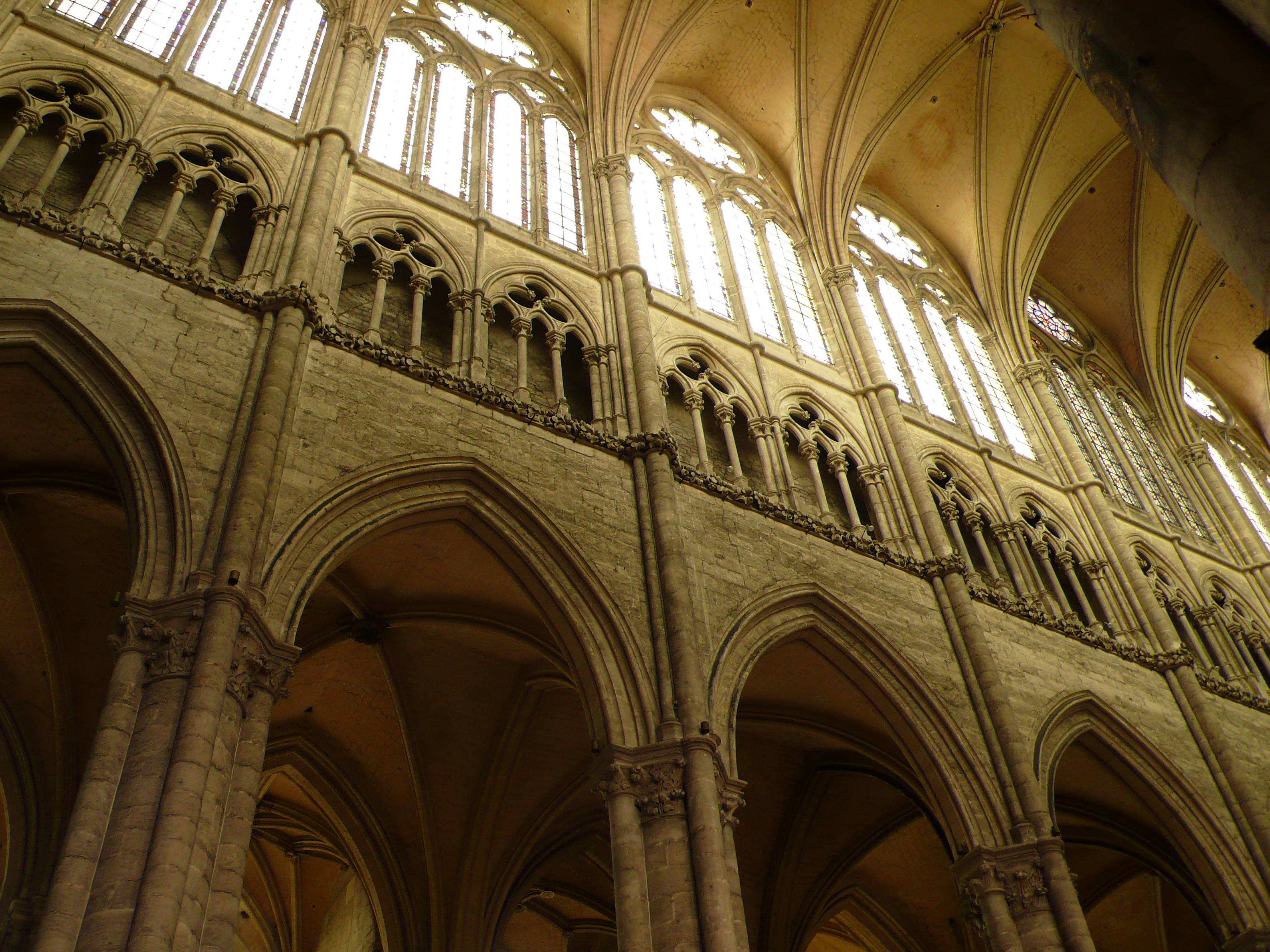
Hochgotischer dreigeschossiger Wandaufriss am Langhaus der Kathedrale von Amiens, ab 1220

Das 12. und 13. Jahrhundert war geprägt von einem geistigen, theologischen, politischen, wirtschaftlichen und technischen Aufbruch. Die Ansprüche an den Kirchenbau veränderten sich deshalb:
- Wie auch in der Romanik waren Kirchenbauten Demonstrationen der Macht der Herrschenden und des Klerus. Neben der Macht des Königs und der Bischöfe wuchs in Frankreich im 12. Jahrhundert der Einfluss der Ordensgemeinschaften wie z. B. der Zisterzienser. Daneben traten verschiedene große Laienbewegungen wie z. B. die Katharer als Konkurrenz zur Amtskirche auf. Aber auch die Stärkung der Städte führte zu „Bauten der Macht“ in der Mitte der Stadt.[6] In dieser Konkurrenzsituation versuchten aus unterschiedlichen Motiven der König, der monarchisch orientierte Adel, Domkapitel, Bischöfe und Städte sich mit immer prächtigeren Bauten gegenseitig zu übertrumpfen – als Demonstration ihres Führungsanspruchs, aber auch aus echter frommer Begeisterung.
- Am Anfang der Epoche setzte eine Phase der generellen Umstrukturierung im Wirtschaftsleben des Landes ein. Die Wirtschaft entwickelte sich in bestimmten Regionen und in den Städten positiv. Der Handelsschwerpunkt verlagerte sich vom Land in die Stadt. Die Landbevölkerung strömte in die Städte (Landflucht). In Frankreich war die wirtschaftliche Grundlage das Erstarken des französischen Königtums im 12. Jahrhundert auf Kosten des niederen Adels und die wirtschaftliche Stärkung der durch die Könige geförderten aufblühenden Bürgerstädte. Gerade die Städte entwickelten die Kraft, um die aufwendigen Bauten der Gotik finanzieren und realisieren zu können. Durch das Wachstum der Städte entstand auch Bedarf an neuen Kirchenbauten.
- Die gotische Architektur konnte auf die Grundlagen der technisch entwickelten Baukunst und das handwerkliche Können der Romanik zurückgreifen. Rippengewölbe, Spitzbogen und Strebepfeiler waren in der Romanik bereits erfolgreich eingeführt worden und romanische Bauten wurden zunehmend höher und stärker belichtet gebaut. Die Weiterentwicklung des Bauhüttenwesens schuf die Voraussetzungen, die immer anspruchsvolleren und komplexeren gotischen Architekturen auch in sehr großen Maßstäben bauen zu können.
- In theologischer Hinsicht wurden Kirchen als ein gebauter Teil der Liturgie verstanden. Sie wiesen auf das Neue Jerusalem. Die Kathedrale von Saint-Denis sollte nach Abt Suger von Saint-Denis der neue Tempel Salomons werden. Durandus von Mende († 1296) schrieb: „Alles, was zu den kirchlichen Gottesdiensten, Dingen und Schmuck (ornamenta) gehört, ist voller göttlicher Zeichen und Geheimnisse.“[7] Die Kirchenbauten sollten wie der Kosmos eine vollkommene Einheit werden: schön, harmonisch und klar durch Licht, Geometrie, Proportionen, Material und Farbe. In der Romanik gab es relativ kleine Fensteröffnungen und große Wandflächen. In der Gotik wurden die Mauerflächen zunehmend aufgelöst und großflächig durch Glasfenster ersetzt, die von innen wie durchscheinende „Glaswände“ wirkten und zu einem wesentlichen Gestaltungselement der Kirchenarchitektur wurden. Die Strahlen der Sonne, das Licht Gottes, sollten die ganze Kirche erfassen und das Bauwerk zur gebauten Metaphysik verwandeln. In Frankreich entwickelte sich diese Lichtarchitektur von Saint-Denis (ab 1130/35) bis zur Kathedrale von Chartres (1194–1260) und der Sainte-Chapelle (1244–1248) in Paris zur Vollkommenheit.

### Entstehung des Stils

#### Von der Romanik zur Gotik
Der gotische Stil entwickelte sich im Mittelalter aus dem Stil der Romanik heraus. Viele Einzelelemente des gotischen Systems finden sich bereits in der Romanik, vor allem in der Normandie, in den französischen Kronländern der Île-de-France, im Burgund und im normannischen Sizilien. Den Chorumgang gab es in der Romanik bereits im 11. Jahrhundert; er wurde in der Gotik mit Umgang und Kapellenkranz zu einem zusammenhängenden System von Stützen und Gewölben weiterentwickelt. Erste doppeltürmige Westfassaden wurden etwa gleichzeitig in der Normandie und im Burgund errichtet. Aber erst als die Konstruktion des gotischen Kreuzrippengewölbes mit tragenden Rippen gelang, konnte sich ein neues Bausystem entwickeln, das Gewölbezuschnitte über verschiedensten Grundrissen und eine weitgehende Durchbrechung der Wand ermöglichte. Die Gotik schuf keine grundsätzlich neuen Bautypen. Das gotische Bauwerk wurde jedoch im Lauf seiner Entwicklung zunehmend als Einheit verstanden, in dem jedes Einzelteil vom Ganzen abhängt. So entwickelte die Gotik ihr eigenes Architektursystem sowie eine Reihe neuer Architekturelemente. Allerdings übernahm man schon bei großen Hallenkirchen aller Phasen der Gotik nicht sämtliche Elemente gotischer Basiliken. Erst recht bei Dorfkirchen und weltlichen Bauwerken verwendete man zwar in Mode gekommene Stilelemente, aber nicht das ganze System aus den perfekten Vorreiterbauten.

#### Normannische Vorläufer

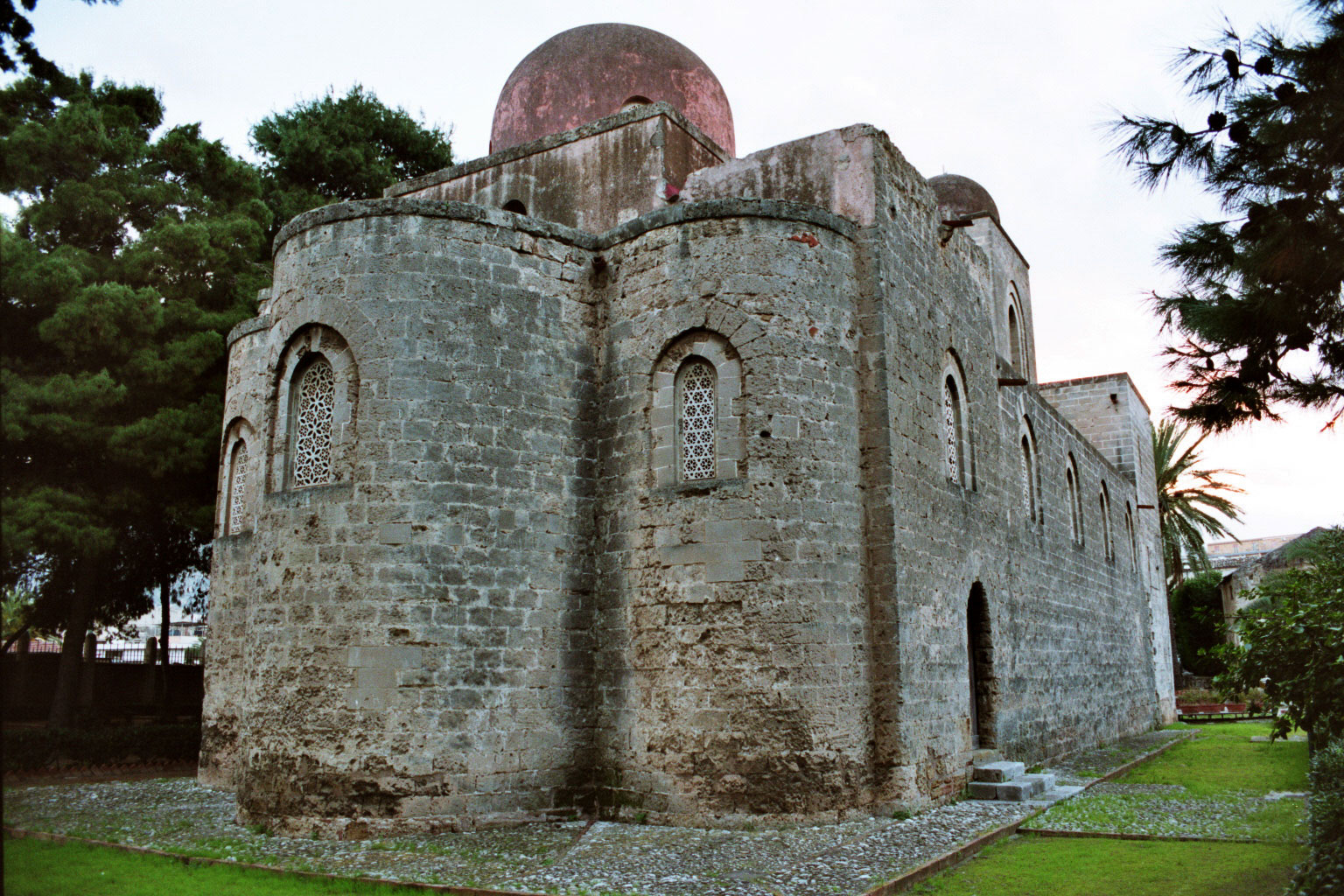
San Giovanni dei Lebbrosi, Palermo, 1071

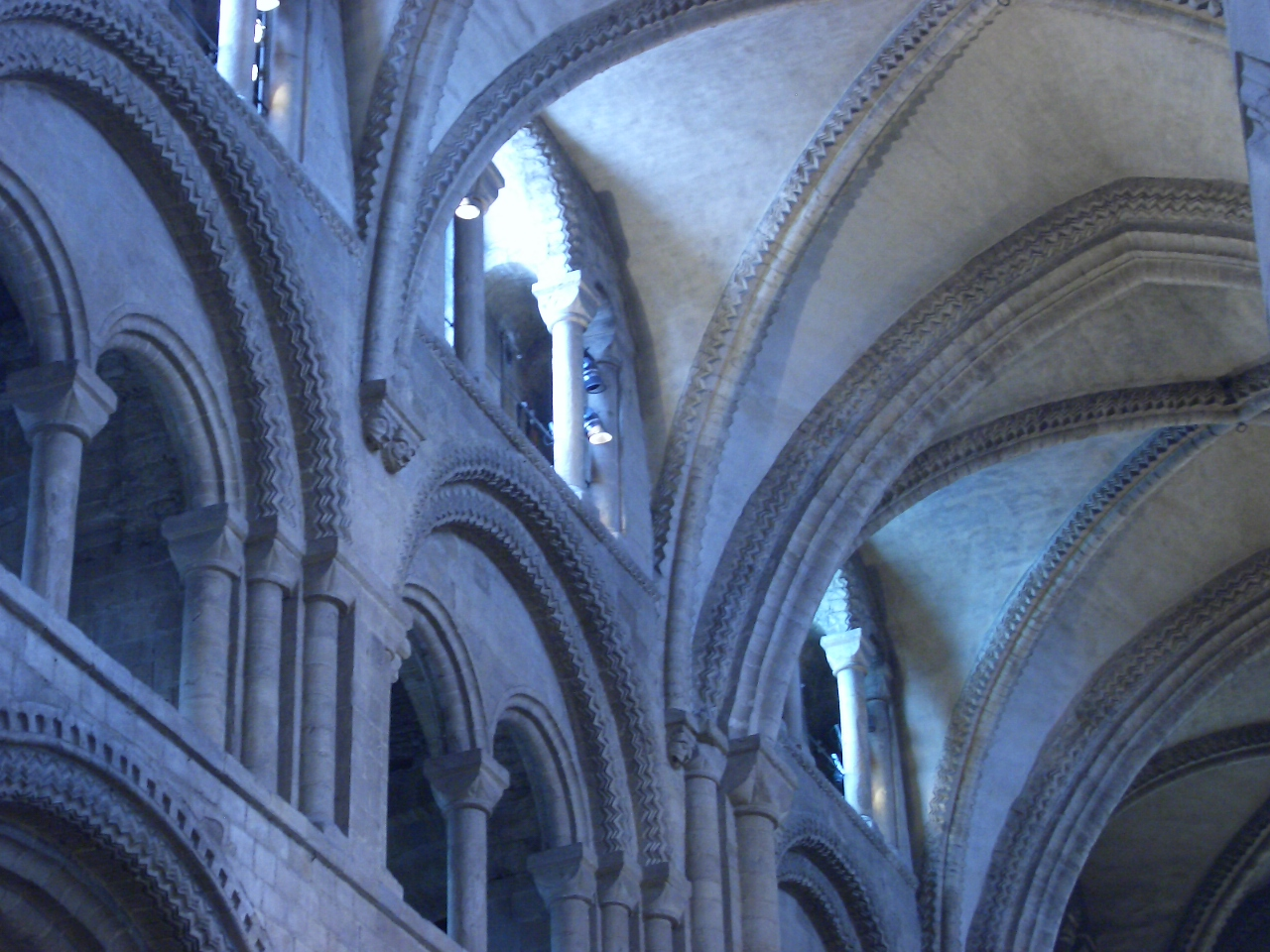
Durham Cathedral, ab 1093

Als wichtigster Schritt zum gotischen spitzbogigen Kreuzrippengewölbe kann eine Reihe von normannischen Basiliken gelten, die von Wilhelm dem Eroberer gestiftet wurden oder von ihm eingesetzte geistliche Würdenträger als Bauherren hatten. Dazu zählen die Abteikirche von Lessay, die Männerabtei Saint-Étienne und die Damenabtei Sainte-Trinité in Caen (beide um 1060 gestiftet) und die Durham Cathedral in Nordengland. Alle haben romanische Portale und Fenster. Bei allen hat wenigstens das Mittelschiff Kreuzrippengewölbe und zweischichtiges Obergadenmauerwerk. Bei den kontinentalen Kirchen sind diese Rippengewölbe rundbogig. Allein in Durham, ab 1093 errichtet, sind die Gewölbe spitzbogig. Erste Spitzbogengewölbe gab es vorher in einzelnen Kapellen kleiner normannischer Kirchen in England, aber es dauerte noch Jahrzehnte, bis bei anderen englischen Kathedralen Gewölbe die Holzdecken der Mittelschiffe verdrängten.
Die ersten Spitzbogenfenster und Spitzbogenportale christlicher Bauten wurden gleichzeitig in einer anderen Gegend Europas errichtet, aber ebenfalls unter normannischer Herrschaft. Es sind, ab 1071, Werke der normannisch-arabisch-byzantinischen Baukunst im normannisch beherrschten Süditalien.

#### Burgundische Spätromanik

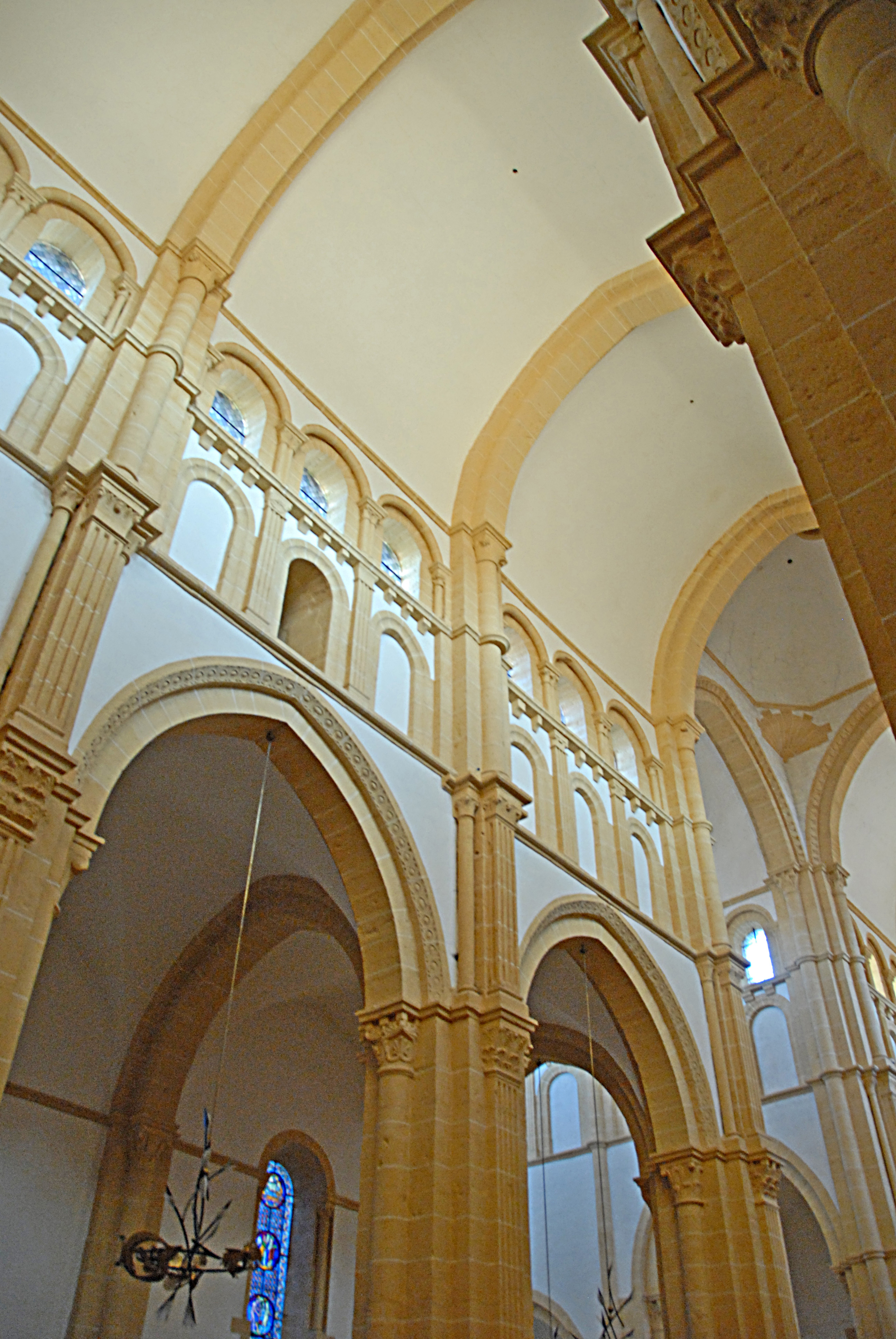
Sacré-Cœur (ab 1090) in Paray-le-Monial: Tonnen- u. Kreuzgratgewölbe, Spitz- und Rundbogenfenster

Im Burgund entstanden, beginnend mit der ab 1088 errichteten dritten Basilika der Benediktinerabtei Cluny, einige anspruchsvolle Basiliken mit romanischen Fassaden, aber spitzbogigen Gewölben und Arkadenbögen. Die Spitztonnen der Mittelschiffe und Querhausarme und die spitzen Kreuzgratgewölbe der Seitenschiffe hatten jedoch noch keine Rippen.
Beim Baubeginn von Cluny III war das meiste an arabonormannischer Architektur noch nicht errichtet, aber es gab noch die arabische Architektur auf Sizilien, die mit der Zeit unter der Bauherrschaft bzw. Regierung der Normannen umgebaut (so in Palermo der Sommerpalast des Emirs zum normannischen Königsschloss) oder ersetzt wurde. Da die lateinischen Mönchsorden im damals von orthodoxen Klöstern dominierten Sizilien wieder Fuß fassen wollten, reisten Mönche nach Sizilien (und auch wieder zurück). So war Ansgerius, der Gründungsbischof der lateinischen Diözese Catania, ein 1091 nach Sizilien gerufener Benediktiner aus der Normandie.
Die Abteikirche „Cluny III“, wurde bis 1130, also zehn Jahre vor dem Baubeginn der Abteikirche Saint-Denis aus der Not heraus mit Strebebögen versehen, nachdem das erste Mittelschiff hier eingestürzt war.

#### Die Anfänge in Frankreich
Die ersten spitzbogigen Kreuzrippengewölbe im Frankreich wurden um 1110 und um 1130 in der Kirche der Benediktinerabtei Morienval im Valois nordöstlich von Paris errichtet, aber noch in Verbindung mit romanischer Wandgestaltung.

Schwelle zur Gotik
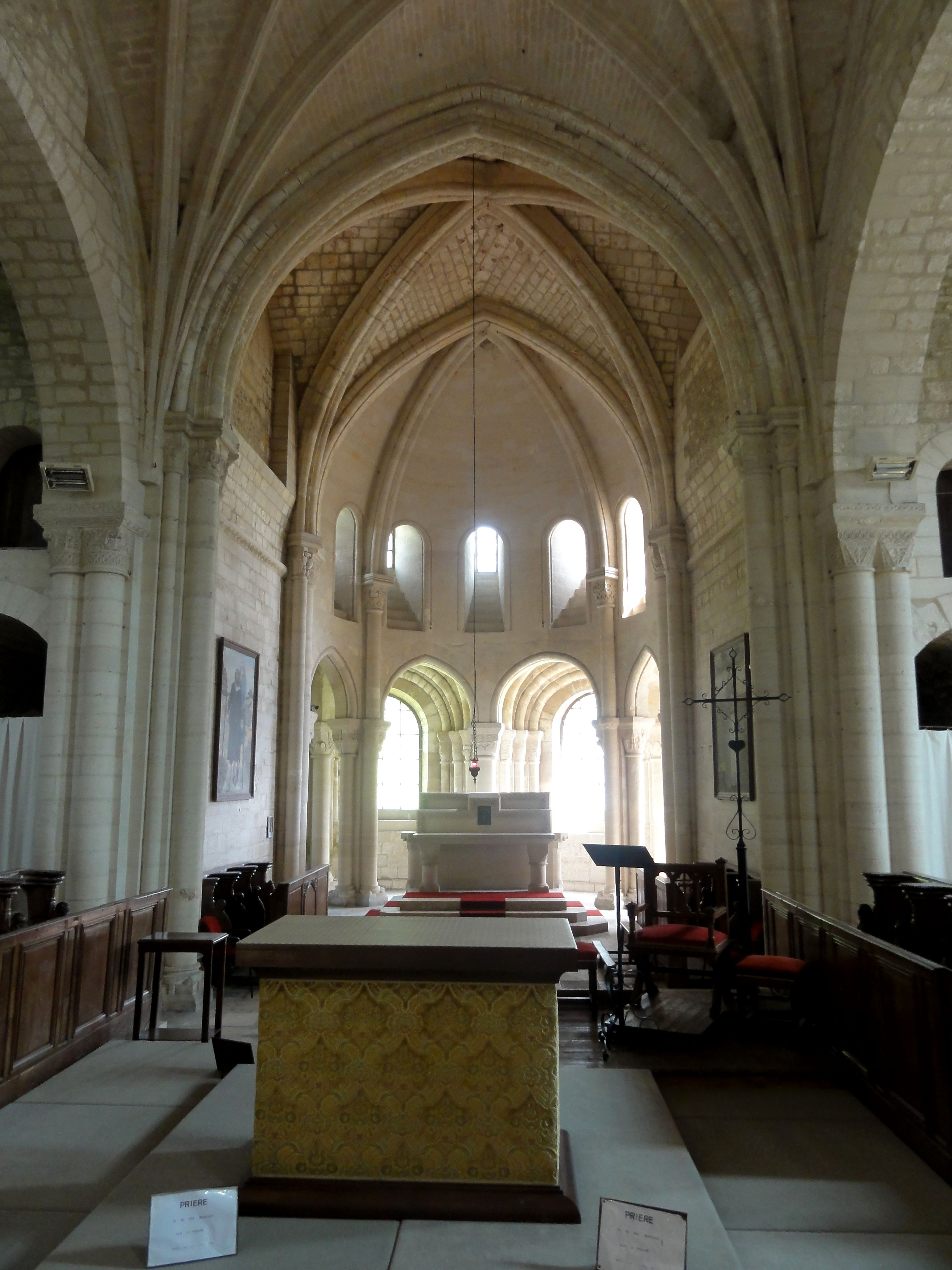
Morienval: Vierung, Chorquadrum, Apsis (1130), Umgang (1110)
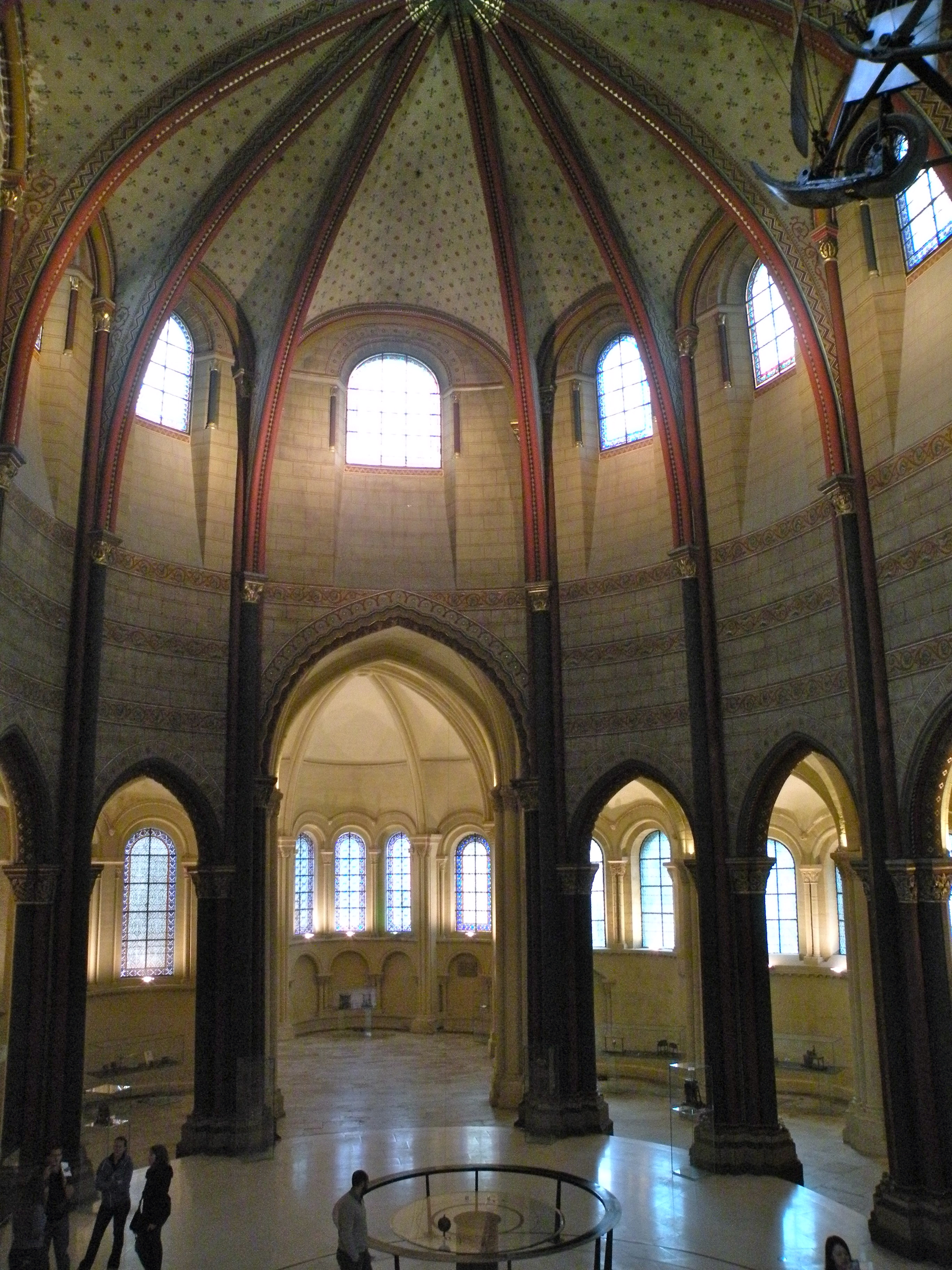
St-Martin-des-Champs, Paris, 2. Viertel des 12. Jh., Übergang Romanik/Gotik

Als erster gotischer Kirchenbau gilt im Allgemeinen die damalige Abteikirche von Saint-Denis in Paris. Die dem König direkt unterstellte Abtei war Grablege des französischen Königshauses und nahm schon in der Zeit der Romanik eine besondere Stellung ein. Unter Abt Suger wurde 1137–1140 der Westbau mit Doppelturmfassade errichtet sowie ab 1140 der mit großen Fenstern durchlichtete Umgangschor mit Kapellenkranz, Strebepfeilern und Kreuzrippengewölben, der alle Architekturelemente zu einem einheitlichen Raum verband. Paris, Saint-Denis und (wenn auch juristisch exemt) die Zisterzienserabtei Pontigny lagen im Erzbistum Sens. Im zweiten Viertel des 12. Jahrhunderts entstanden auch der Chor mit Umgang der Pariser Abtei St-Martin-des-Champs, die ein frühes Beispiel der Umsetzung eines gotischen Raumkonzeptes in Kombination mit Einzelelementen der Romanik zeigen. Mit dem gleichzeitigen Bau der Kathedrale von Sens (ab 1135) beginnt eine rasche Entwicklung der Frühgotik. Als Beispiele können die Emporenbasiliken der Kathedralen von Senlis (ab 1153), Laon (ab 1155) und Noyon (ab ca. 1157) sowie als ein Höhepunkt Notre Dame de Paris (ab 1163) genannt werden. Erfolgsrezept für die Entwicklung des Stils war, dass jeder Großbau das vor ihm Erreichte zusammenfasste und zugleich Grundlage für die Nachfolgebauten wurde. Beim Bau der Abteikirche von Pontigny (ab 1138) verzichtete man in zisterziensischer Schlichtheit auf Westtürme und zunächst auf äußeres Strebewerk, verwendete aber wie in Saint-Denis konsequent Spitzbogenfenster und im Mittelschiff Kreuzrippengewölbe, beides in der cluniazensischen Romanik des Burgund unüblich. Bis 1180 hatten alle gotischen Chöre halbrunde Grundrisse von Binnenchor, Umgang und Kapellen. Nachdem der spätromanische Wormser Dom seinen 1181 geweihten polygonalen Westchor erhalten hatte, begann man auch in der Gotik mit den polygonalen Chorschlüssen, die fortan für diesen Stil typisch wurden.
Nach anderer Betrachtungsweise wird die französische Frühgotik nur als Vorstufe gewertet und lässt die „eigentliche“ Gotik erst mit dem Gothique classique (klassische Gotik, nicht zu verwechseln mit Hochgotik, s. u.) Ende des 12. Jahrhunderts beginnen. Dieser Stil setzt mit den Kathedralen von Chartres (ab 1194) und Bourges (ab 1195) ein. Im zweiten Jahrzehnt des 13. Jahrhunderts beginnt mit dem ausgereiften Profilmaßwerk die Hochgotik, angefangen mit der Kathedrale von Reims (ab 1211) und der von Amiens (ab 1218).

Fassaden
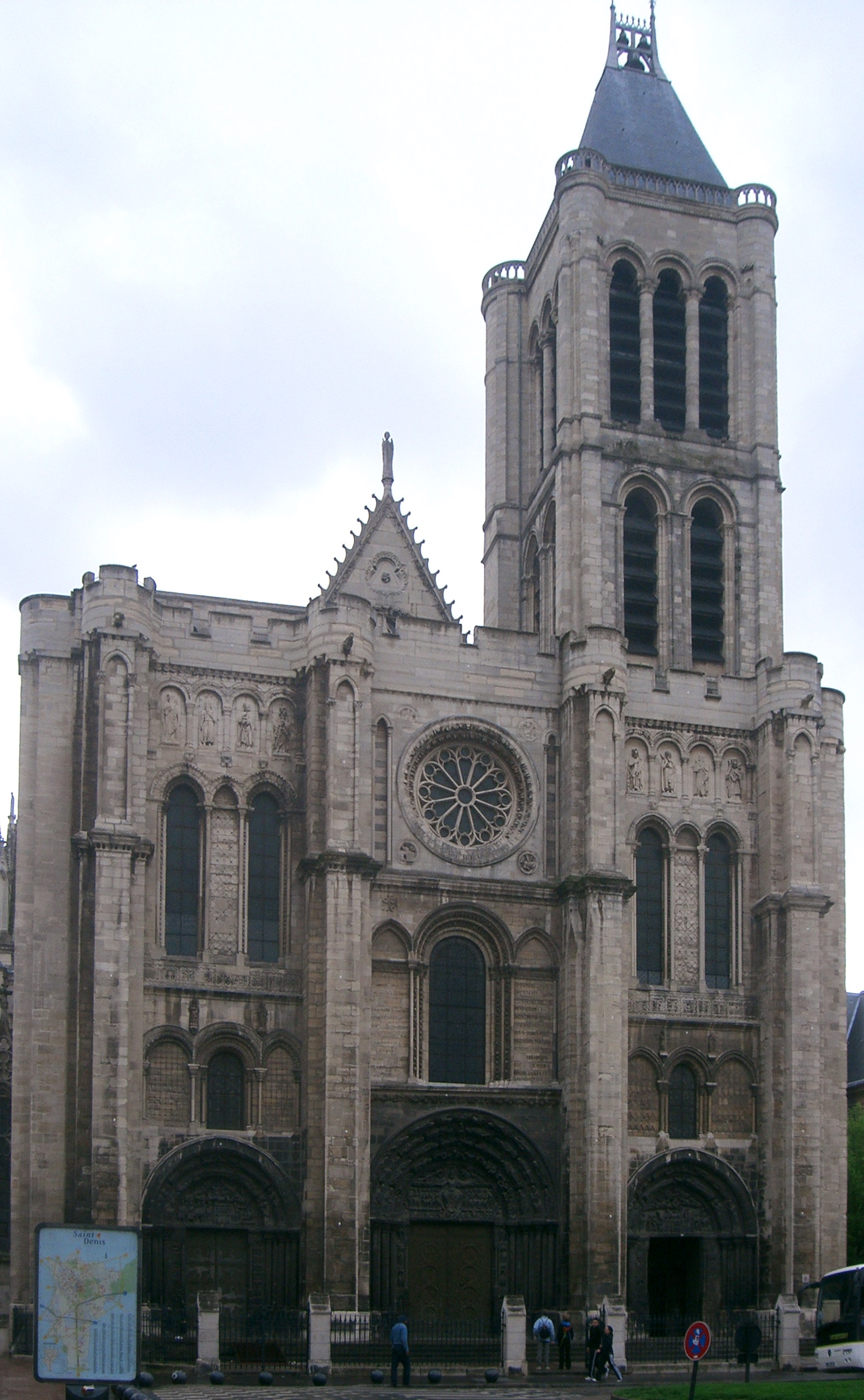
Kathedrale (ehem. Abteikirche) Saint-Denis, vor 1140 (im 18. und 19. Jh. verändert, Turmverlust)
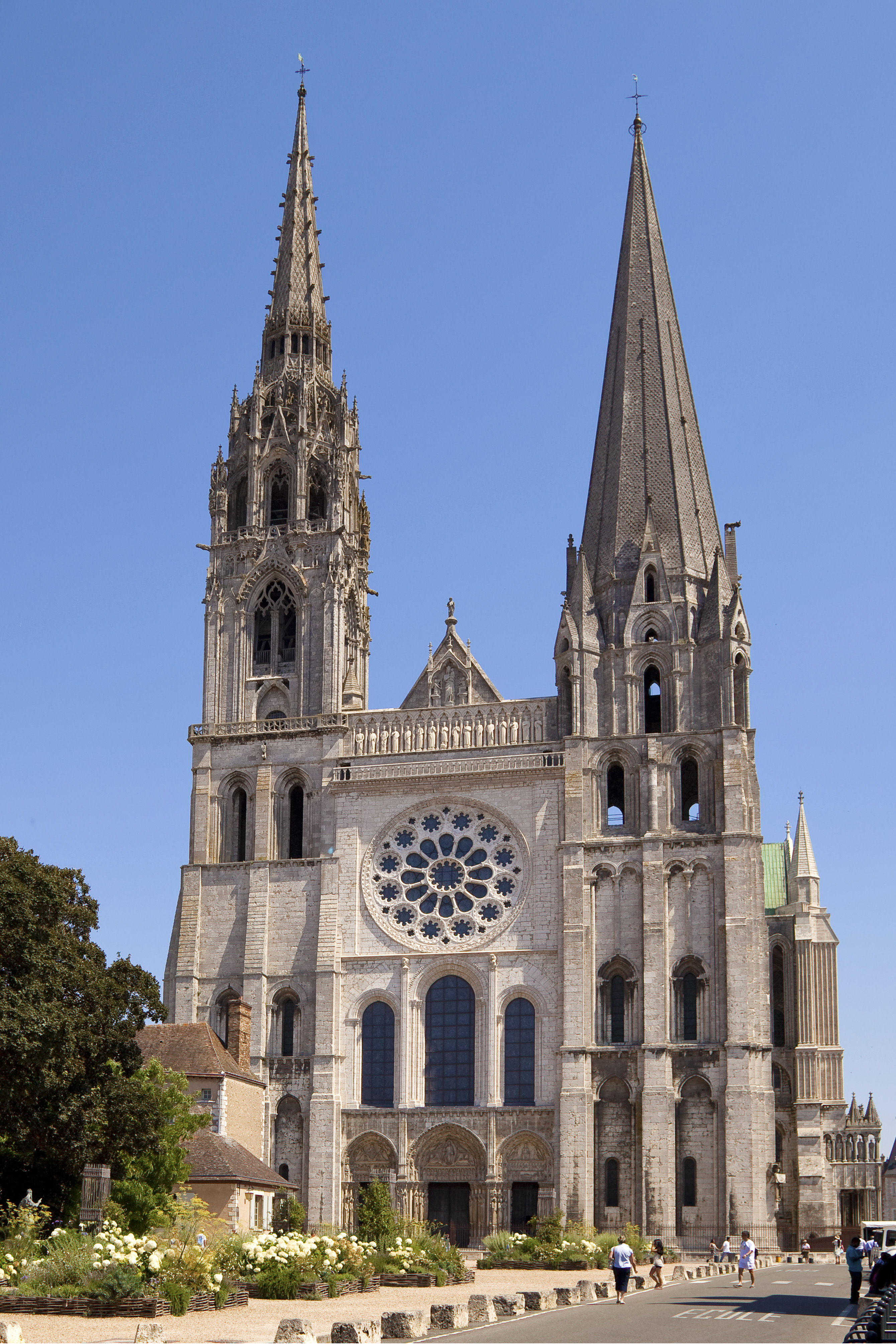
Notre-Dame de Chartres, Fassade, Portale um 1150, Rose und linker Turm ab 1194
Notre-Dame de Chartres, Nordportal
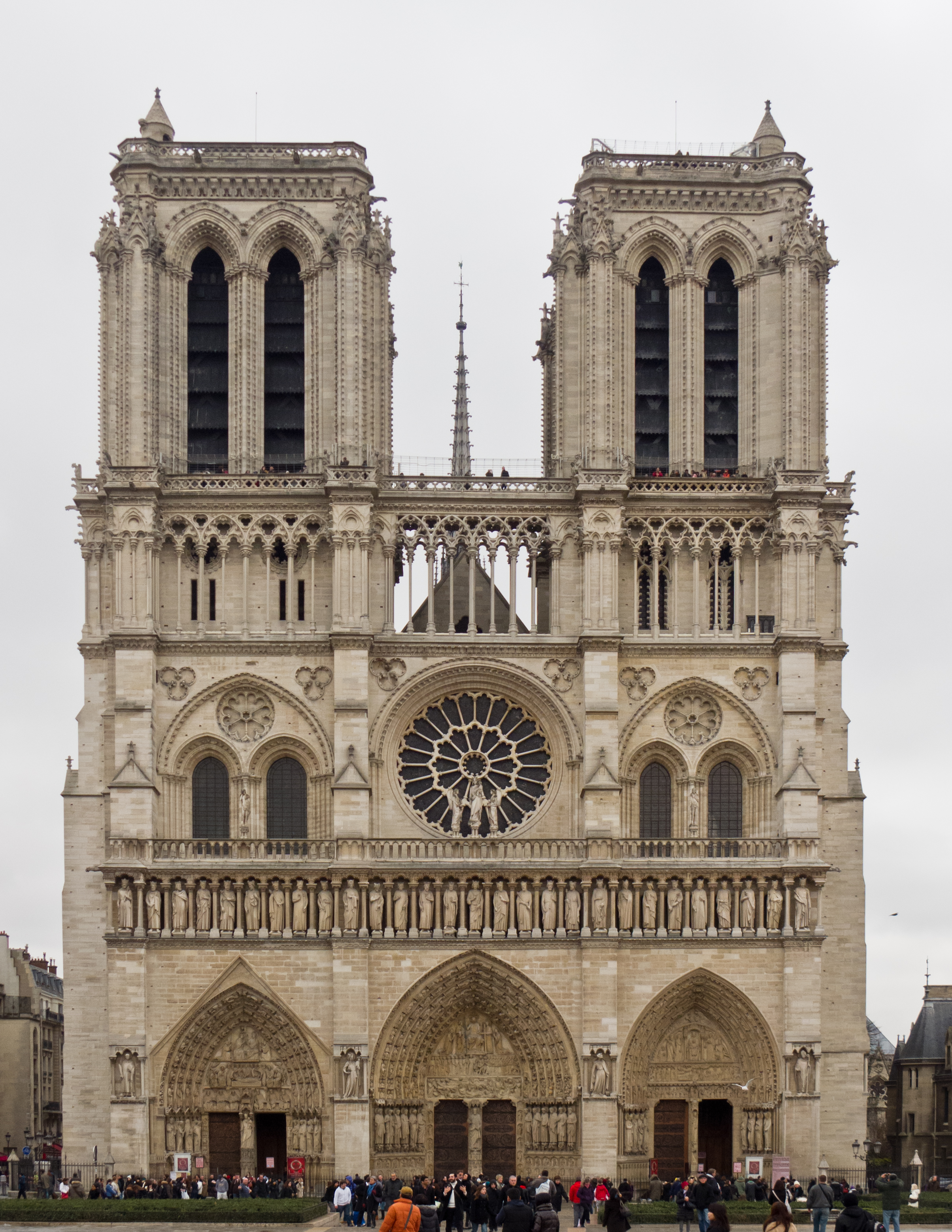
Doppelturmfassade von Notre-Dame de Paris, 1190–1250
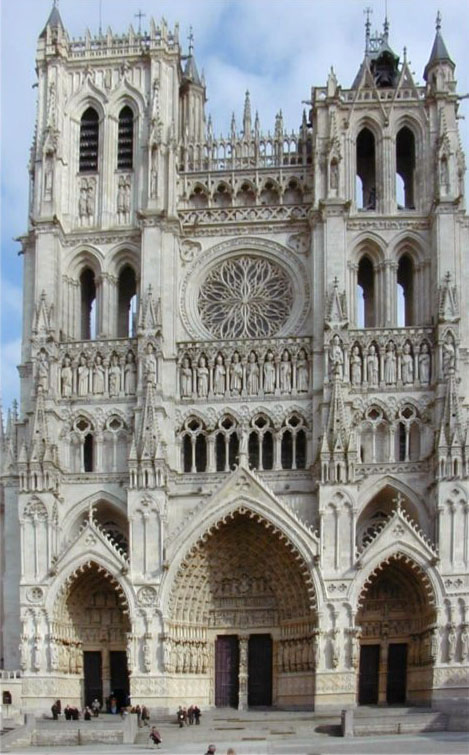
Hochgotische Fassade der Kathedrale von Amiens, Portale 1220–1230, Rosette und Türme 1375–1402

#### Entwicklung außerhalb Frankreichs

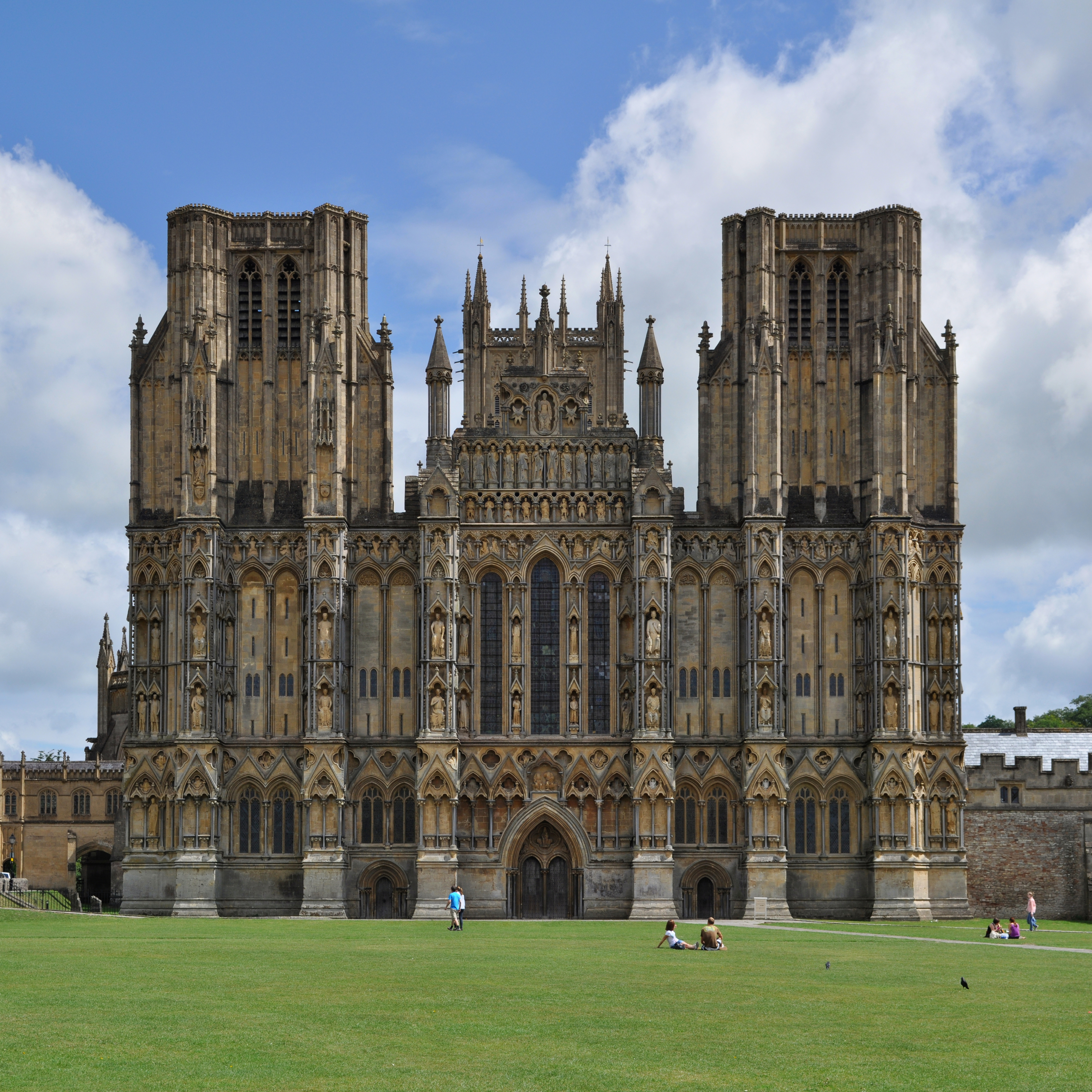
Early English: Westfassade der Kathedrale von Wells, um 1260

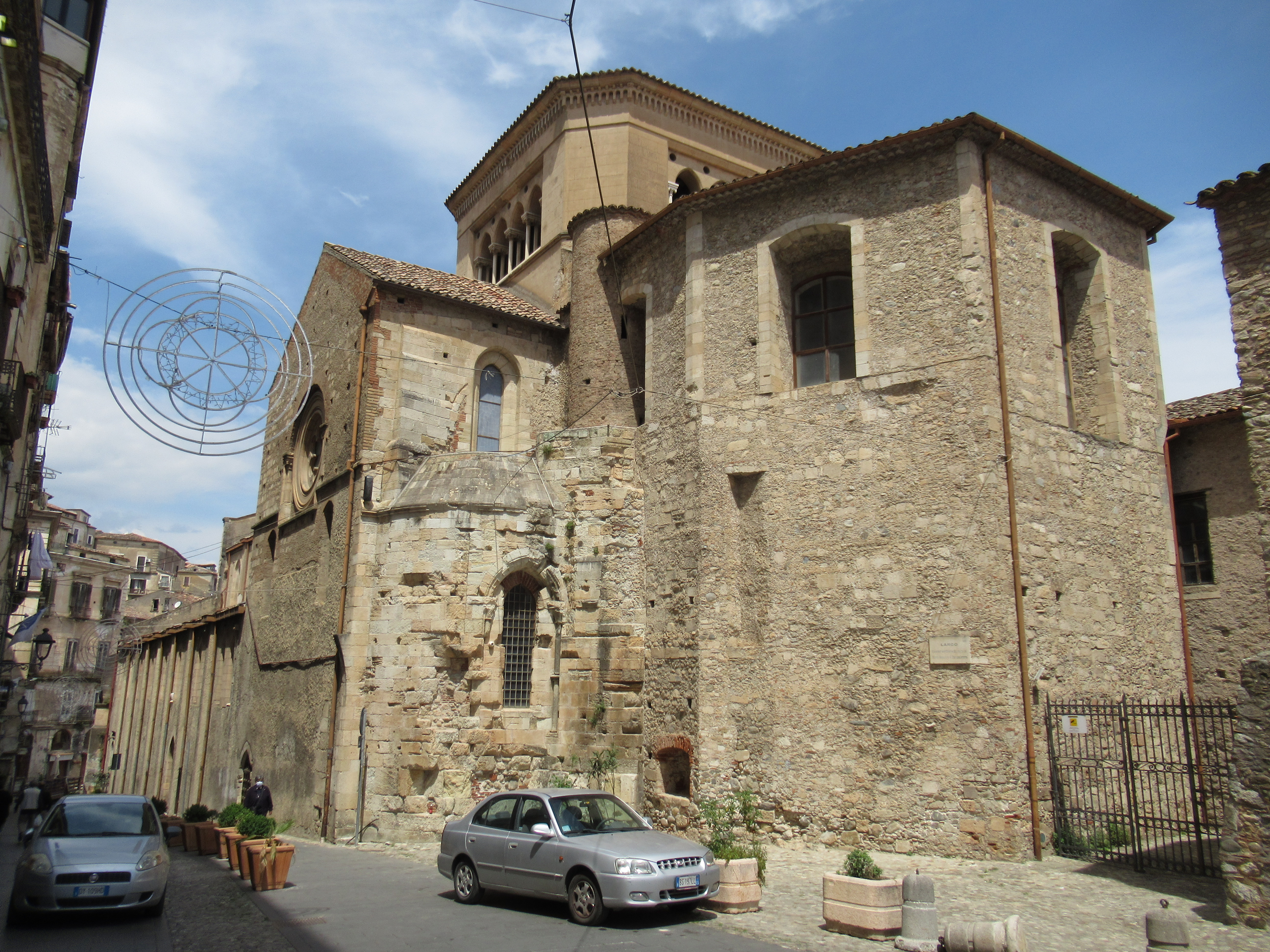
Kathedrale von Cosenza mit frühgotischen Fenstern

Außerhalb von Frankreich wird die gotische Baukunst zuerst in England aufgenommen, die als eigentliche englische Gotik (Early English) mit dem Neubau der Kathedrale von Wells 1180 beginnt. Immer wieder wurden auch gotische Bauformen durch Klostergründungen der aus Frankreich stammenden Zisterzienser in die französischen Nachbarländer exportiert, bevor sich die Gotik dort allgemein durchgesetzt hatte.
Im Römisch-Deutschen Reich blieb die Romanik zunächst der vorherrschende Stil. Allerdings wurde der im 11. Jahrhundert errichtete Limburger Dom nach 1180 nach dem Vorbild der französischen Frühgotik modernisiert, beim Innenraum orientierte man sich an der Kathedrale von Laon. Lausanne lag im 12. Jahrhundert zwar im Römisch-Deutschen Reich, aber seit jeher im französischen Sprachgebiet. Hier wurde 1190 mit dem Bau der gotischen Kathedrale begonnen. Am Straßburger Münster begann die Verwendung gotischer Formen um 1200, vierzig Jahre vor dem großen hochgotischen Umbau. Der Magdeburger Dom (ab 1209) wurde mit Chorumgang und Chorempore nach Vorbildern wie Senlis und Noyon begonnen, allerdings mit seinen polygonalen Grundrissen doch etwas moderner, trotzdem im Chorumgang teilweise ohne Rippen. Bei Binnenchor (1230er Jahre) und Querhaus (Mitte 13. Jh.) näherte man sich der Kathedrale von Reims. Ein oft verkanntes Werk der Frühgotik ist das Dekagon (1219–1227) der Kirche St. Gereon in Köln. Die Zisterzienserkirche Liliefeld in Österreich (1202–1263) hat schon gotische Gewölbe, aber der zugehörige Kreuzgang noch romanische Arkaden. Frühgotisch sind die Zisterzienserkirchen Walkenried (Querhaus 1209/1210–1240) und Riddagshausen (ab 1215). Die Capella Speciosa in Klosterneuburg (1222) lässt sich nicht mehr untersuchen, da sie 1799 abgetragen wurde. Ab 1224 wurde der Bremer Dom eingewölbt und dabei gotisch umgestaltet, ohne allerdings die romanischen Arkaden zu entfernen. Als gotische Neubauten wurden ab 1230 die Liebfrauenkirche in Trier und ab ca. 1230 die Abteikirche St. Mauritius in Tholey errichtet. Der heutige Bau des Paderborner Doms war 1210 als romanische Basilika begonnen worden, wurde aber nach Fertigstellung der ersten beiden Joche ab 1231 von anderen Bauleuten als gotische Hallenkirche fortgeführt. Von vornherein als gotische Hallenkirche wurde ab 1235 die Elisabethkirche in Marburg errichtet. Mit dem 1248 begonnenen Kölner Dom fand Deutschland den Anschluss an die französische Hochgotik. Sechs Jahre später begann man in gleichem Stil mit dem Utrechter Dom. In den Niederlanden war diese Werksteingotik nicht konkurrenzlos. Gleichzeitig verbreitete sich hier auch die Backsteingotik. Selbst am Turm des Utrechter Doms gibt es sichtbaren Backstein.
In Flandern wird der Übergangsstil als Scheldegotik bezeichnet. Später breitete sich hier die prächtige Brabanter Gotik nach Norden aus. Die Backsteingotik Flanderns hatte keine romangotische Frühphase. Schließlich verband die kempische Gotik Backsteinbau mit der Steinmetzkultur der Brabanter Gotik.
Die Verbreitung gotischer Bauformen beim Kirchbau in Italien, wo auf viele Merkmale der französischen Kathedralgotik verzichtet wurde, geht auf Bettelorden wie die Franziskaner und Dominikaner zurück. In der weltlichen Architektur Italiens machte man reichen Gebrauch von gotischen Formen, beispielsweise am Palazzo Pubblico von Siena. In Süditalien hat die 1222 im Beisein Kaiser Friedrichs II. nach Erdbebenschaden wiedergeweihte Kathedrale von Cosenza zwar ein innen romanisches Langhaus, aber Vierung und Querhausarme sind gotisch und die romanisch proportionierte Apsis ist innen mit einer gotischen Blendarkade geschmückt. Einen stärkerer Impuls zur Übernahme der Gotik verursachte die Einsetzung des französischen Königsbruders Karls I. von Anjou als König von Sizilien, der den Gotico Angioiano initiierte.
In Spanien holte man sich für die Einführung der Gotik Fachleute aus Nordfrankreich. Daher kommen etliche gotische Kirchen in Spanien der Architektur des französischen Kronlandes näher als Bauten in Südfrankreich, wo sich der eher kantige Gothique méridional entwickelte. Daneben verbanden in Aragón und Altkastilien muslimische Handwerker Anregungen aus der Gotik mit orientalischen Traditionen zum Gotico-Mudéjarstil.
Erhebliche Abstriche vom Programm der französischen Kathedralgotik finden sich in allen Regionen Europas, auch in Frankreich selbst, bei ländlichen und kleinstädtischen Kirchen.

### Baukörper

#### Von der romanischen zur gotischen Basilika
Die Gotik schuf keine grundsätzlich neue Gebäudetypologie, entwickelte jedoch die bisherigen Formen zu einem eigenen Architektursystem weiter.
Die Urform des romanischen Kirchenbaus orientierte sich am römischen Profanbau der Basilika. Die Elemente Atrium, Vorhalle, Westwerk und Turm bzw. Seitentürme, Langhaus mit oder ohne Seitenschiffe, Querhaus, Hauptapsis, evtl. Nebenapsiden und Chor (selten mit Chorumgang) sowie auch Doppelchöre im Osten und Westen addierten sich zu einem komplexen Raumgefüge; man spricht von dem additiven Prinzip in der Romanik.
In der Gotik werden Westvorhallen nur noch selten gebaut, jedoch erhalten mehrere im Kern romanische Kirchen in der Gotik ihre Westvorhallen. Dazu gehören die monumentalen Vorhallen der Kathedrale von Autun (ab 1178, Aufstockung und Türme im späten 13. Jahrhundert) und der Kathedrale von Peterborough, 1201–1222, ebenfalls die Vorhalle der Kathedrale von Ely (zwischen 1200 und 1215). Die romanischen Elemente Atrium und Westchor entfallen grundsätzlich, jedoch wird am Naumburger Dom die frühromanische, nicht über die Westtürme hinausragende Westapsis ab 1250 durch den heutigen gotischen Westchor ersetzt. Westwerke in ihrer ursprünglichen Form werden nicht mehr gebaut, jedoch können gotische Zweiturmfassaden entweder den Blick auf den Dachfirst des Langhauses freigeben, wie bei der Kathedrale von Reims und der Marienkirche (Lübeck), oder aber doch hohe Querriegel bilden, wie beim Straßburger Münster und beim Magdeburger Dom. Ein Kompromiss findet sich bei Notre-Dame de Paris, wo eine Maßwerkarkade zwischen den zweitobersten Turmgeschossen einen Durchblick zum Dachfirst freigibt.

Westtürme, Westbauten
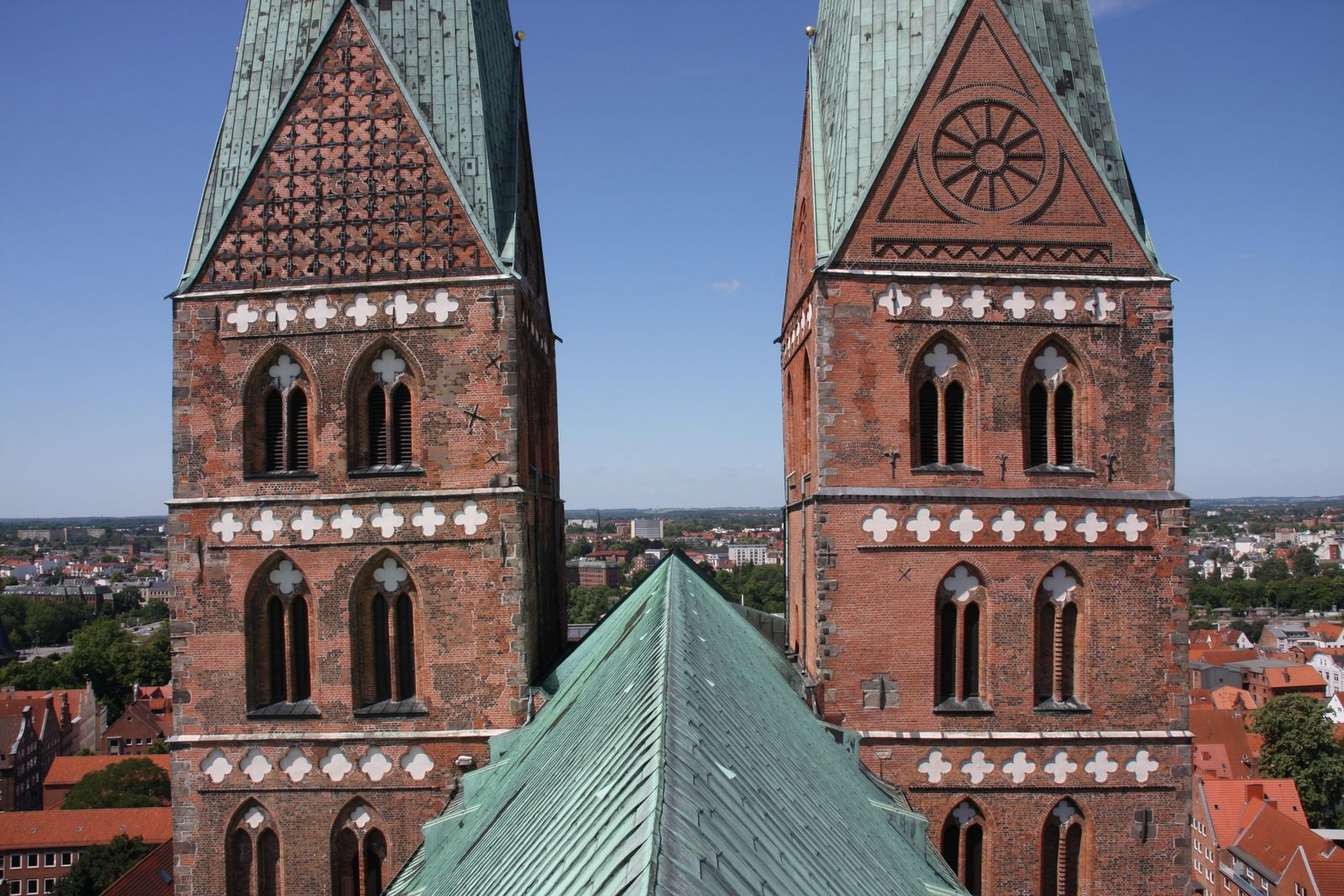
Lübecker Marientürme, vom Dachreiter des Kirchenschiffs gesehen.
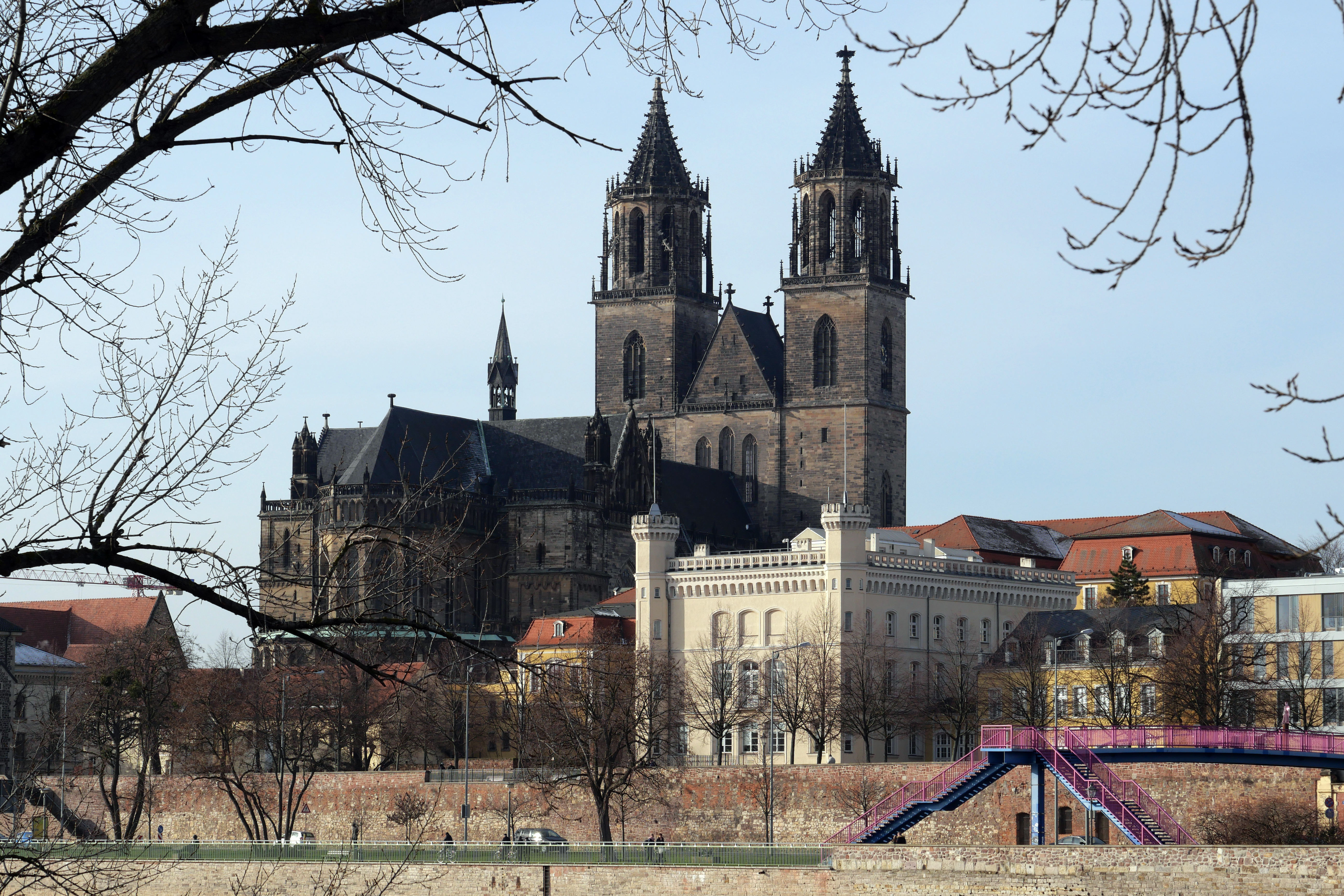
Magdeburger Dom: Der Giebel des Westbaus überragt das Kirchenschiff bei weitem.
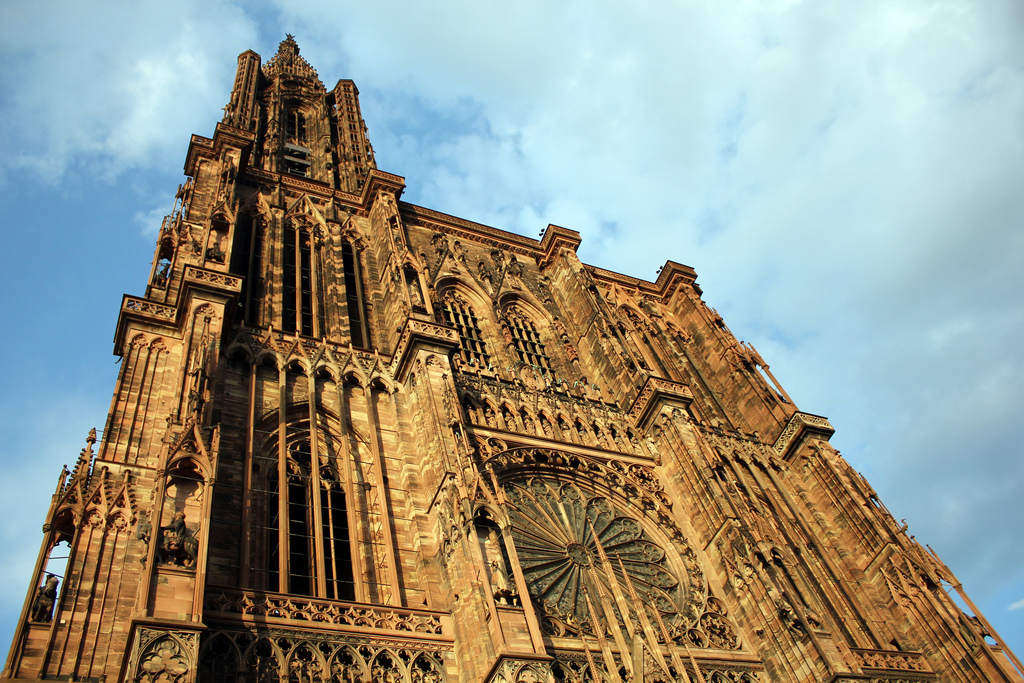
Straßburger Münster: prächtige Fassade mit waagerechtem Abschluss, Turm etwas später.
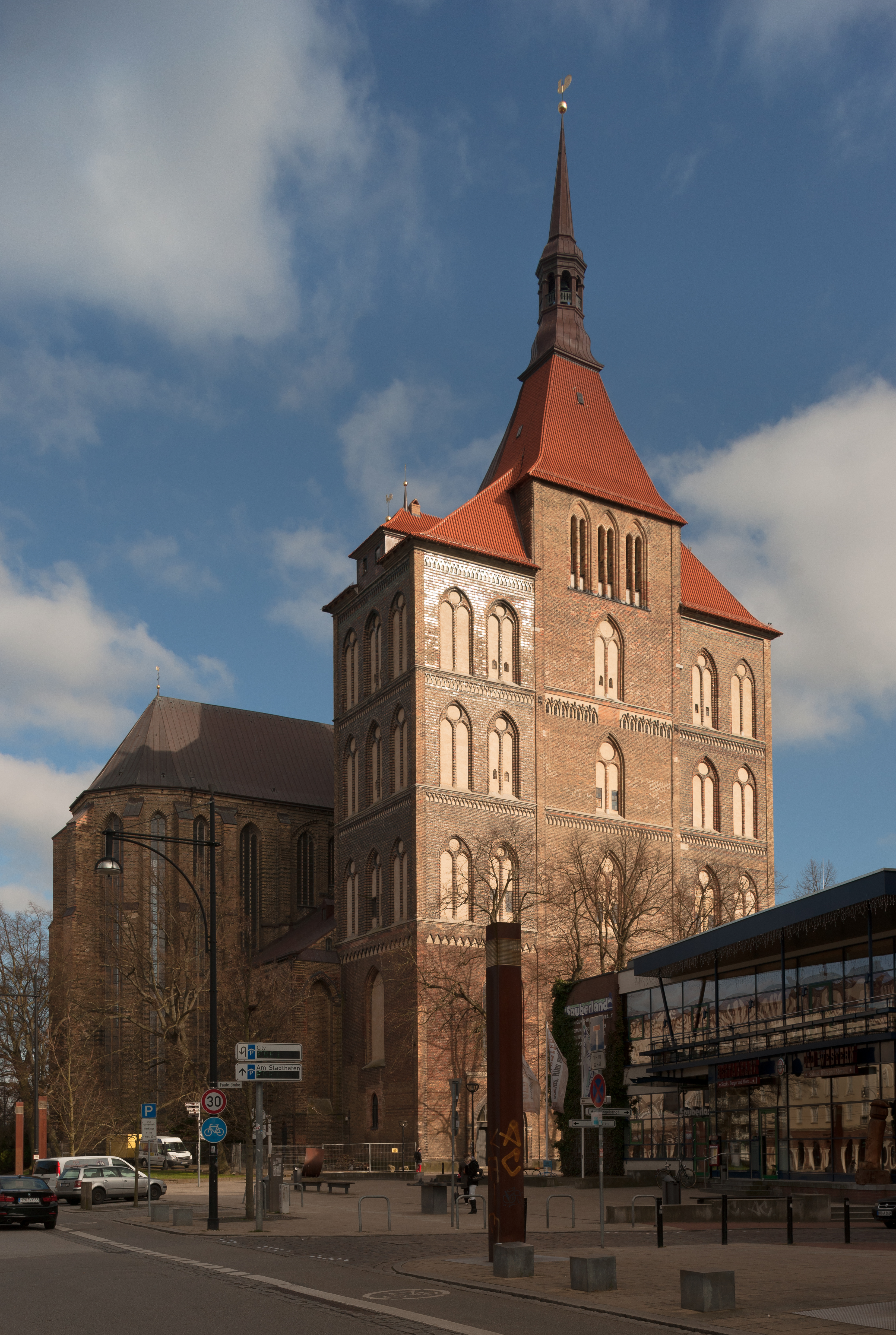
Rostocker Marienkirche: späte Entscheidung für einen Mittelturm, links der Chor des Querhauses.

Gotische Kirchen habe üblicherweise nur im Osten einen Chor. Dieser kann aber sehr groß ausfallen. Sind romanische Chöre selten mehr als ein bis zwei Joche lang, so sind gotische mancherorts länger als das Kirchenschiff. Während bei romanischen Kirchen der Chor normalerweise mit einem Giebel abschließt, an den eine halbrunde Apsis anschließt, die deutlich niedriger sein kann, enden gotische Chöre oft in einem Polygon, um das noch ein Chorumgang geführt sein kann. Die Anlage von Chorumgängen setzte sich in der Gotik für anspruchsvolle Kirchen durch, hatte aber schon im 11. Jahrhundert angefangen, in Frankreich sogar in großer Zahl (siehe romanische und frühgotische Chorumgänge). In England und Teilen Norddeutschlands überwiegen allerdings rechteckige Chorabschlüsse, in gotischer Zeit ohne Apsis. Bei nicht wenigen ursprünglich in romanischem Stil errichteten Kirchen wurde in gotischer Zeit die Apsis entfernt. Einzelne gotische Kreuzbasiliken haben ein griechisches Kreuz als Grundriss. Dort kann das sehr große und lange Querhaus ebenfalls einen Chor haben – Beispiel Rostocker Marienkirche.

#### Grundriss
Die häufigste Grundrissform war wie in der Romanik der einfache Langbau mit Querhaus. Die frühgotischen Kirchen folgen noch dem gebundenen System, bei dem einem quadratischen Mittelschiffsjoch mit sechsteiligem Gewölbe je zwei Joche in den Seitenschiffen zugeordnet sind. Als querschiffslose gotische Kirche stand am Anfang die dreischiffige Kathedrale von Sens (1140–1160) mit einfachem Chorumgang ohne Nebenkapellen. Als Richtungsbauten folgten z. B. die Kathedrale von Senlis (ab 1153) als dreigeschossige, dreischiffige Emporenbasilika. Die kreuzförmige Kathedrale von Laon (ab 1155) zeigt dagegen ein breit ausladendes Querhaus sowie als Besonderheit einen rechteckigen Chorgrundriss nach englischer Tradition. Besondere hochrangige Bauten wurden durch einen fünfschiffigen Grundriss hervorgehoben wie bei der frühgotischen Emporenbasilika der Kathedrale Notre-Dame de Paris (ab 1163) oder der hochgotischen Basilika von Bourges (ab etwa 1195).
In der Hochgotik wird das gebundene System zugunsten querrechteckiger Mittelschiffsjoche aufgegeben. Das Muster für die „klassische“ französische Kathedrale, die Basilika mit dreischiffigem Langhaus und ausladendem Querhaus, Doppelturmfassade sowie Chorumgang mit Kapellenkranz, gaben die hochgotischen Bauten von Chartres (ab 1194), Reims (ab 1211) und Amiens (ab 1218) vor. Im Lauf der Entwicklung von immer komplizierteren Gewölbeformen treten insbesondere bei Hallenkirchen die rhythmisierenden Joche immer mehr in den Hintergrund, Mittel- und Seitenschiffe, Vierung und Chor können zu einem einheitlich wirkenden Raum verschmelzen.

Grundrisse
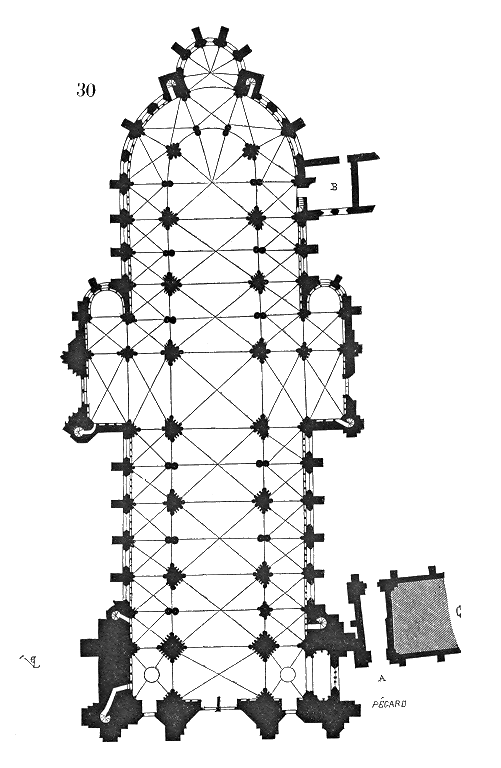
Kathedrale von Sens, ab 1135, mit 1490–1517 angefügtem Querhaus, aber ohne Kapellen des 16. u. 18. Jh.
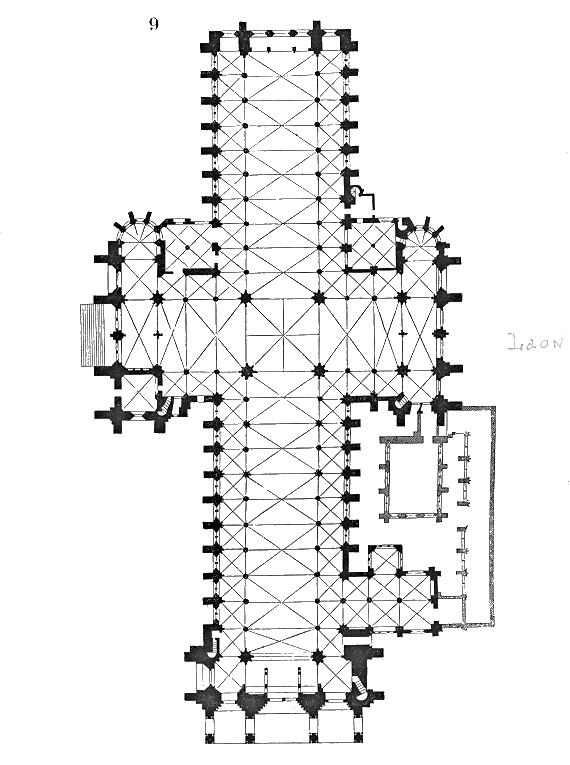
Kathedrale von Laon (1155–1235), frühgotisch, Mittelschiff mit 6-feldrigen Doppeljochen
Kathedrale von Chartres, ab 1294, klassische Gotik mit querrechteckigen Mittelschiffsgewölben, Chor 5-schiffig
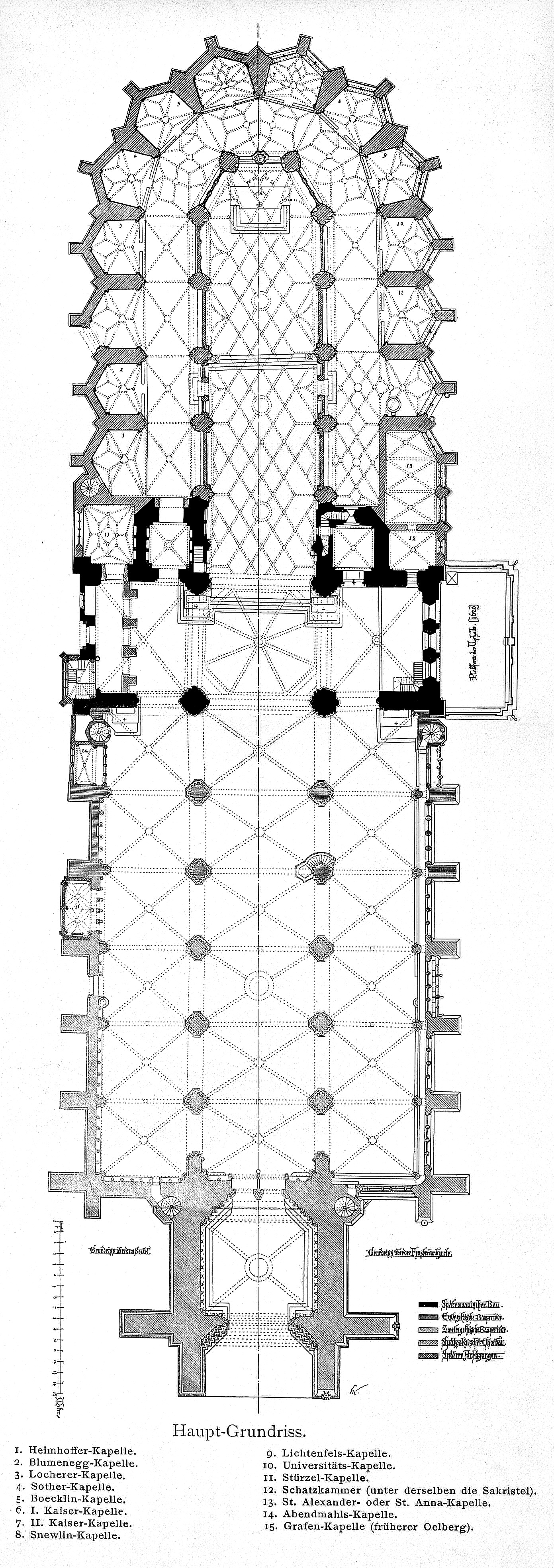
Freiburger Münster mit hochgotischem Langhaus und spätgotischem Chor
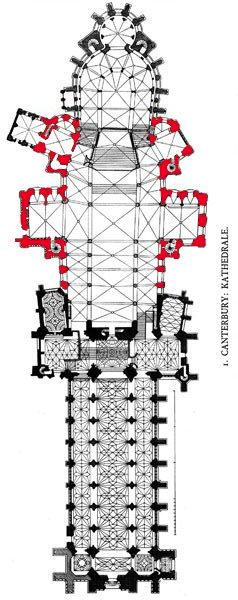
Kathedrale von Canterbury: Trinity Chapel („oben“) frühgotisch, Chor samt Ostquerhaus zuvor frühgotisch umgebaut, West-Querhaus und Langhaus spätgotisch

#### Entwicklung des Chorbereichs

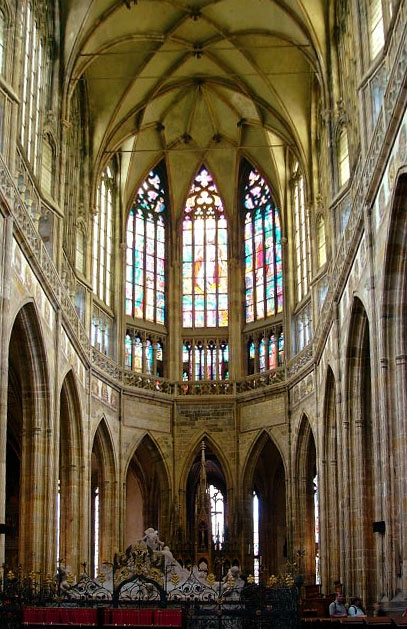
Lichtdurchfluteter Raum: Chor des Veitsdoms in Prag

Im Chorbereich brachte die gotische Architektur erhebliche Veränderungen. Der schon in der Romanik bekannte Chorumgang mit Kapellenkranz aus angesetzten Kapellen wurde von der Gotik durch die Kreuzrippenwölbung zu einem einheitlichen Raum zusammengefasst, bei dem im Lauf der Entwicklung die Kapellen auch mit dem Umgang weitgehend verschmelzen können. Im Vergleich zu den relativ kleinen Chorbereichen romanischer Kirchen wird der gotische Chorbereich in der Länge und Breite erheblich ausgedehnt, der auch mehrschiffig sein und doppelte Umgänge haben kann. Teilweise wird die Kapellenreihe auch entlang des Langchores weitergeführt, was den Einbau einer Vielzahl von Altären ermöglichte. Zugleich boten die erweiterten Chöre Platz für den Einbau großer Chorgestühle für eine Vielzahl von Kanonikern.
Auf die in der Romanik noch oft gebauten Krypten, durch die der Chorfußboden erheblich höher lag, wird bei gotischen Kirchen in der Regel verzichtet. Der nur noch leicht erhöhte Chor wurde häufig durch Lettner vom Laienraum abgetrennt. Als neues Element hält im 13. Jahrhundert die von den Predigtkirchen der Bettelorden stammende Kanzel Einzug in den Kirchenraum. Eine weitere Schöpfung der Gotik ist das Sakramentshaus als Kleinarchitektur.

#### Die Türme

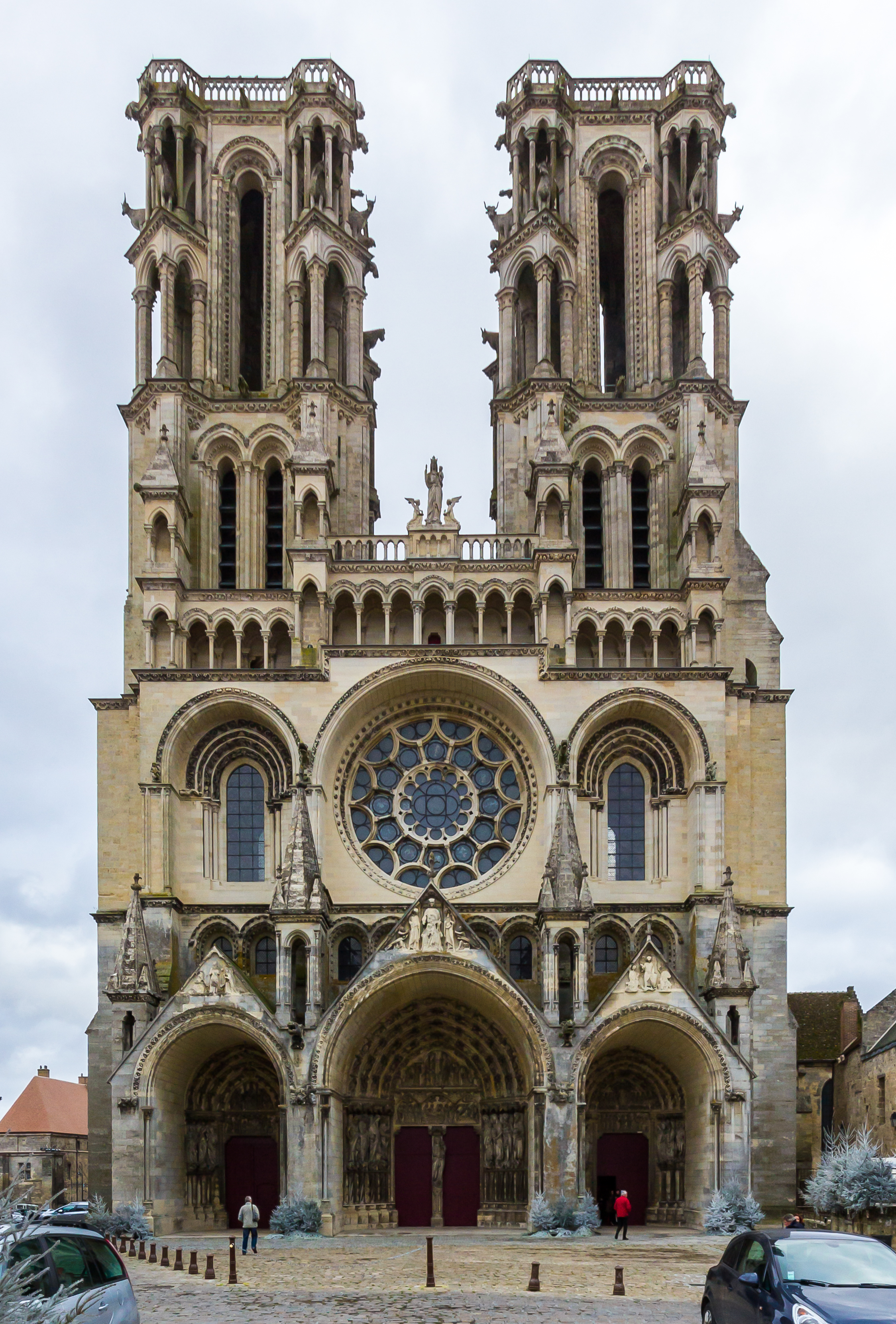
Doppelturmfassade der Notre-Dame de Laon, vor 1200 begonnen

Die Kirchtürme sollten den Machtanspruch ihrer Erbauer verkünden. In der Gotik wurde dieser Anspruch bis an die Grenzen des technisch Möglichen gesteigert: höher, leichter und organischer, als Teil des Gesamtbaus. Viele der weltweit höchsten Kirchtürme stammen aus der Gotik oder von späteren Vollendungen gotischer Bauten.

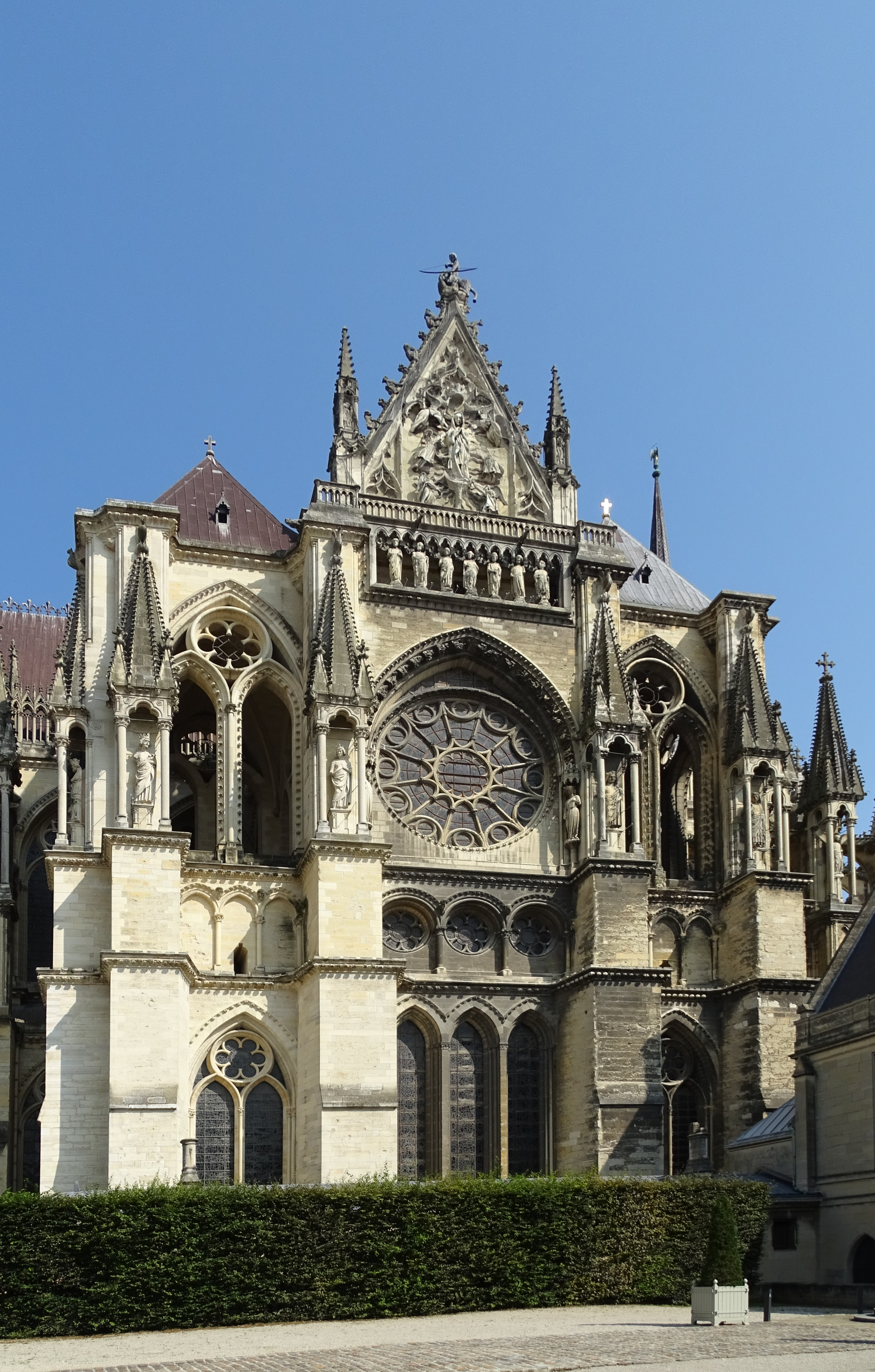
Kathedrale von Reims, Südquerhaus mit 2 der 4 laubenförmigen Ecktürme

Der Bautyp vieltürmiger Basiliken stammt aus der Romanik und ließ langsamer nach als vielfach angenommen. Die dreischiffige Kathedrale von Laon mit ihren fünf Türmen war mit sieben Türme geplant: Zwei Westtürme, jeweils zwei an den Querhaus-Fassaden und ein Vierungsturm. Auch die Reimser Kathedrale sollte sieben Türme erhalten, aber der Vierungsturm ging 1481 verloren und seine vier Flankentürme enden in Zeltdächern in Höhe des Mittelschiffsdaches. In Chartres waren sogar neun Türme geplant, kamen jedoch nicht zur Ausführung, die Ecktürme neben den Querhausgiebeln enden mit Flachdächern in Traufenhöhe. Bamberger Dom und Naumburger Dom waren zwar romanisch konzipiert, wurden aber erst in der Zeit der Gotik und mit gotischen Formen vollendet. Der Limburger Dom entstand durch den frühgotischen Umbau einer frühromanischen Stiftskirche. Jeder seiner Türme vereint romanische und gotische Elemente, und zwei Türme wurden erst im 19. Jahrhundert ausgeführt.

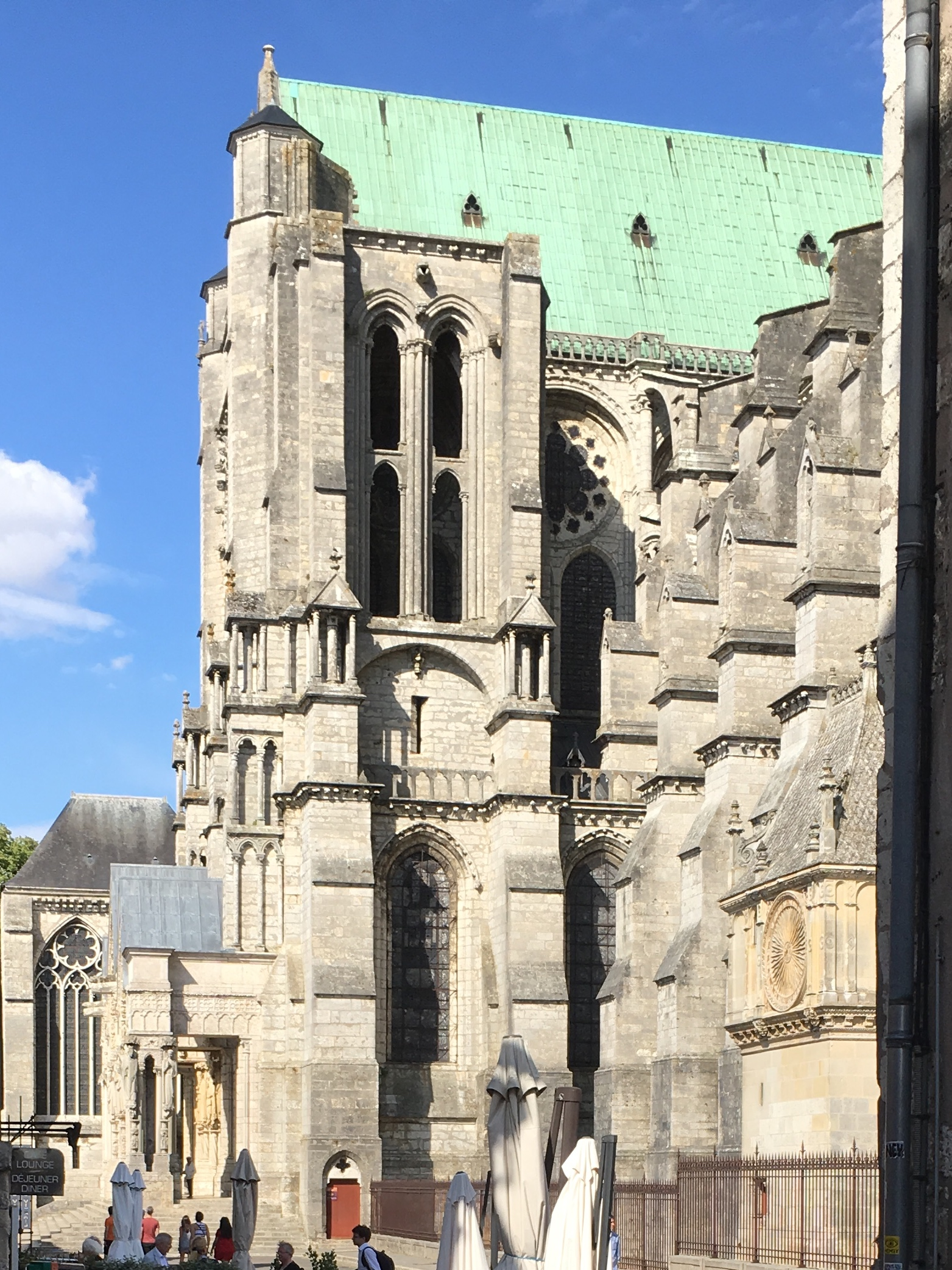
Kathedrale von Chartres, Ecktürme nur bis zu den Traufen der Querhausarme.

Die Doppelturmfassade ist der geradezu „klassische“ Bautyp der französischen gotischen Kathedrale (Bischofskirche), die auch für bedeutende Stifts- oder Abteikirchen genutzt werden konnte. Die Fassade mit den Türmen sollte sich organisch in das gotische Gesamtgebäude einfügen, und so stehen die beiden Türme vor bzw. über den Seitenschiffen; dazwischen liegt das Mittelschiff. Die häufig reich dekorierten Fassaden konnten auch mit großen Portalanlagen sowie zum Teil mit sehr umfangreichen Skulpturenzyklen ausgestattet sein. Doppelturmfassaden haben z. B. die Kathedralen von Paris, Reims und Amiens oder die Elisabethkirche in Marburg. Eine Variante mit seitlich der Seitenschiffe stehenden Türmen bietet die englische Kathedrale von Wells. Im Mittelalter blieben gotische Doppelturmfassaden häufig unvollendet oder bekamen unterschiedliche Türme wie in Chartres und Bourges. Das Straßburger Münster erhielt statt der von Erwin von Steinbach entworfenen Doppelturmfassade einen quaderförmigen Westriegel (s. o.), dem in einer weiteren Planänderung asymmetrisch der hohe Turm aufgesetzt wurde. Etliche Bauten konnten erst im 19. Jahrhundert vollendet werden, so der Kölner Dom, der mit seiner riesigen Doppelturmfassade als dritthöchstes Kirchengebäude der Welt gilt.

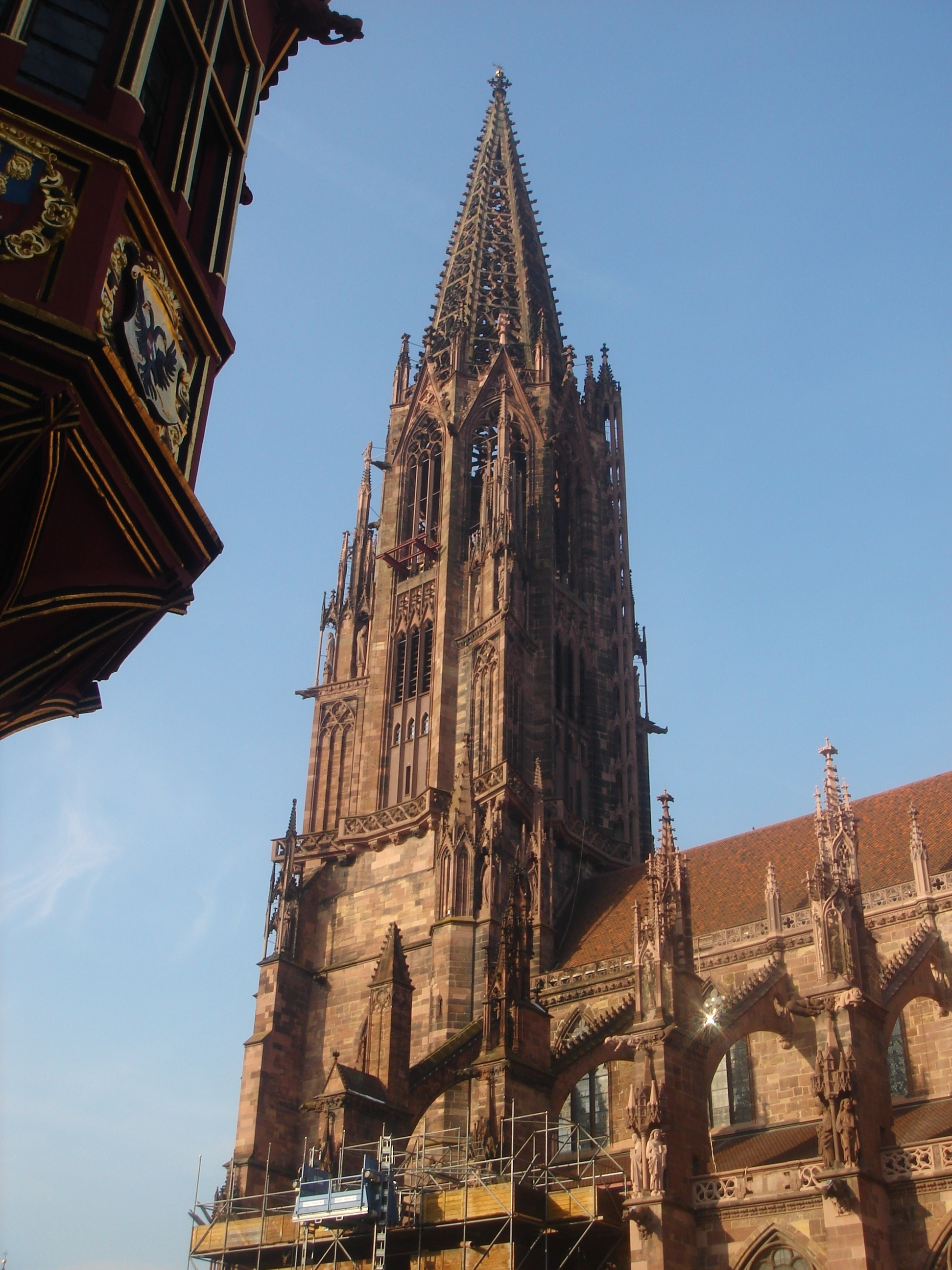
Freiburger Münsterturm, eine der wenigen in der Gotik fertiggestellten großen Einturmfassaden

Gotische Pfarrkirchen bekamen üblicherweise nur einen Hauptturm bzw. eine Einturmfassade, die jedoch in der deutschen und niederländisch-flämischen Gotik – getragen vom aufstrebenden Bürgertum der Städte – teilweise mit den Dimensionen der größten Kathedralen (Bischofskirchen) konkurrieren konnte. Als ein architektonisch herausragendes Beispiel ist das Freiburger Münster zu nennen, dessen 116 Meter hoher Westturm die Fassade dominiert. Nachdem dieser Turm vollendet war, setzte ein Wettbewerb der Städte ein. Einzeltürme entstanden beispielsweise in Landshut, Frankfurt am Main, Hamburg oder in Delft. Der Ulmer Münsterturm, mit 161,53 Metern höchster Kirchturm der Welt, wurde erst im 19. Jahrhundert vollendet, wie nicht wenige gotische Kirchtürme in Mitteleuropa. Ein Sonderfall ist der 136,67 Meter hohe Südturm (1359–1433) des Wiener Stephansdoms, der als Chorflankenturm seitlich des Kirchenschiffs errichtet wurde. Seine Position ist im südlichen Mitteleuropa so selten nicht: Das Münster in Donauwörth hat einen Flankenturm, desgleichen viele Pfarrkirchen südlich der Donau. In Italien waren Westtürme zu allen Zeiten die Ausnahme.
Ein Beispiel eines im Mittelalter vollendeten Westturms mitten vor dem Kirchenschiff einer Kathedrale bietet der Utrechter Dom. Dort ist allerdings das Kirchenschiff 1674 durch einen Orkan eingestürzt und wurde nicht wieder aufgebaut.
Während die Bedeutung von Vierungstürmen in Frankreich und Deutschland in der Gotik zurückging, blieb in England der Vierungsturm wichtig, oft der wichtigste. Als Beispiele seien Salisbury und das Lincoln Minster genannt. An der Kathedrale von Burgos ist der Vierungsturm zwar nicht so hoch wie die Westtürme, aber mächtiger. Der an Stilbrüchen reiche Mainzer Dom hatte bis ins 19. Jahrhundert einen gotischen Vierungsturm.

Vierungstürme
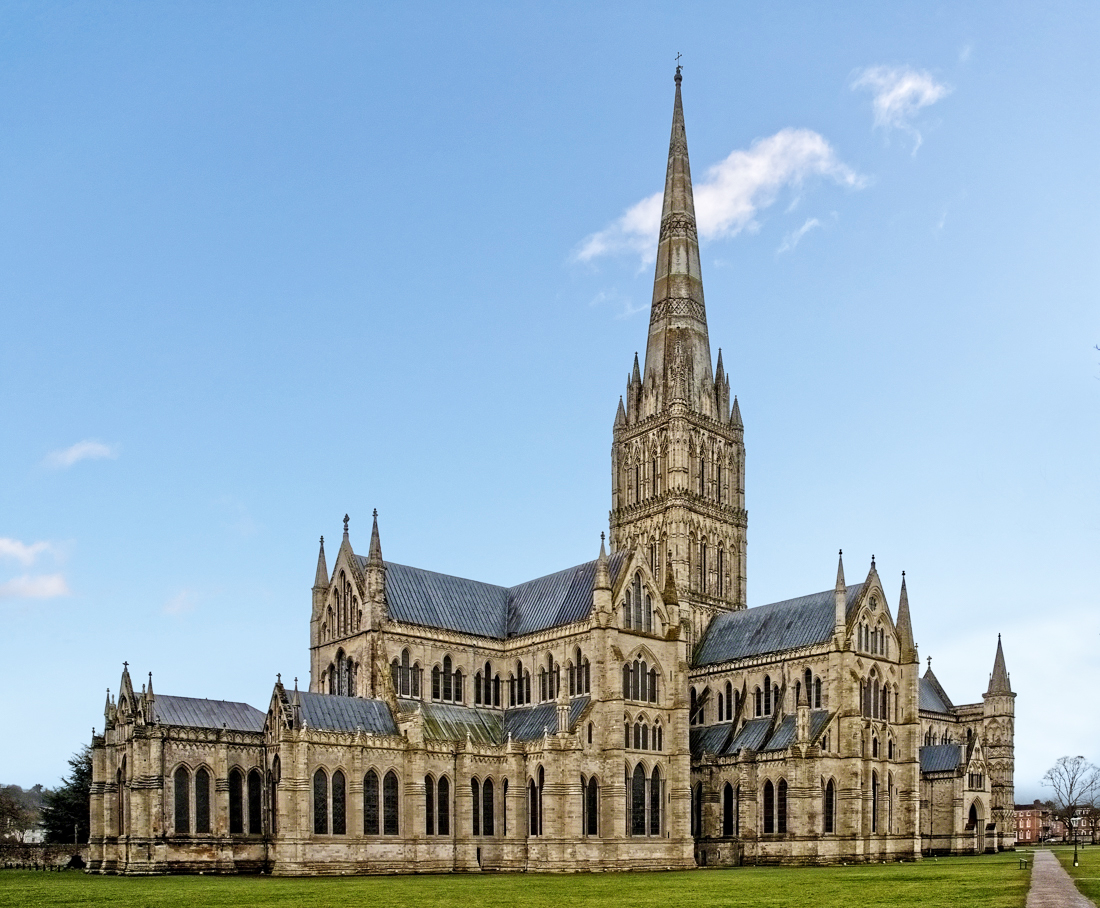
Salisbury Cathedral
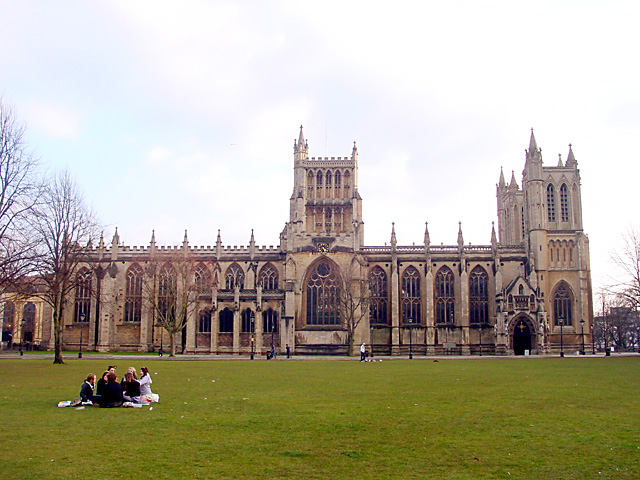
Bristol Cathedral
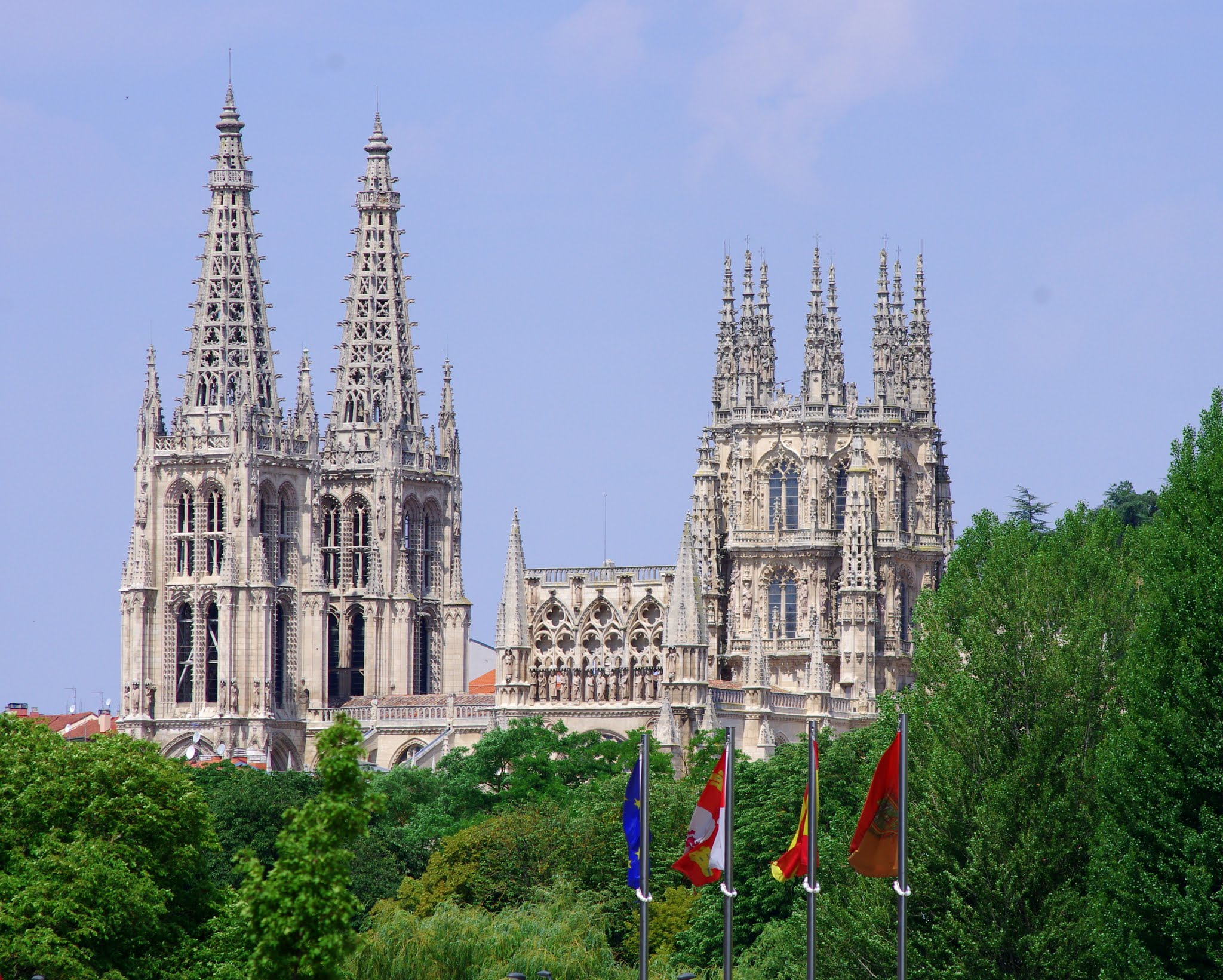
Türme der Kathedrale von Burgos

### Konstruktion und Stil

#### Allgemeine Merkmale

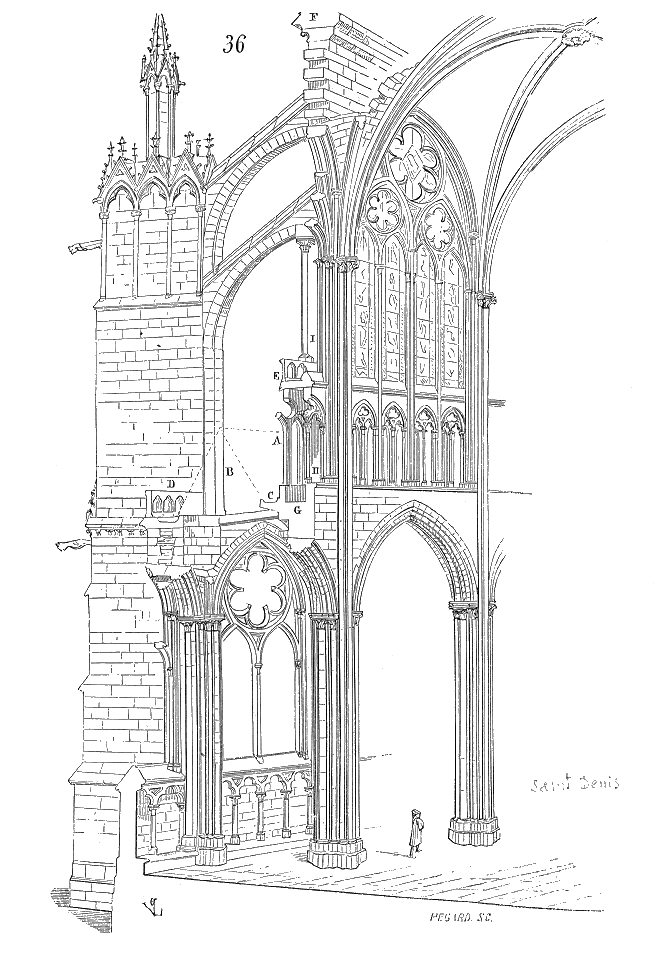
Schnitt durch die hochgotischen Bauteile der Abteikirche St. Denis

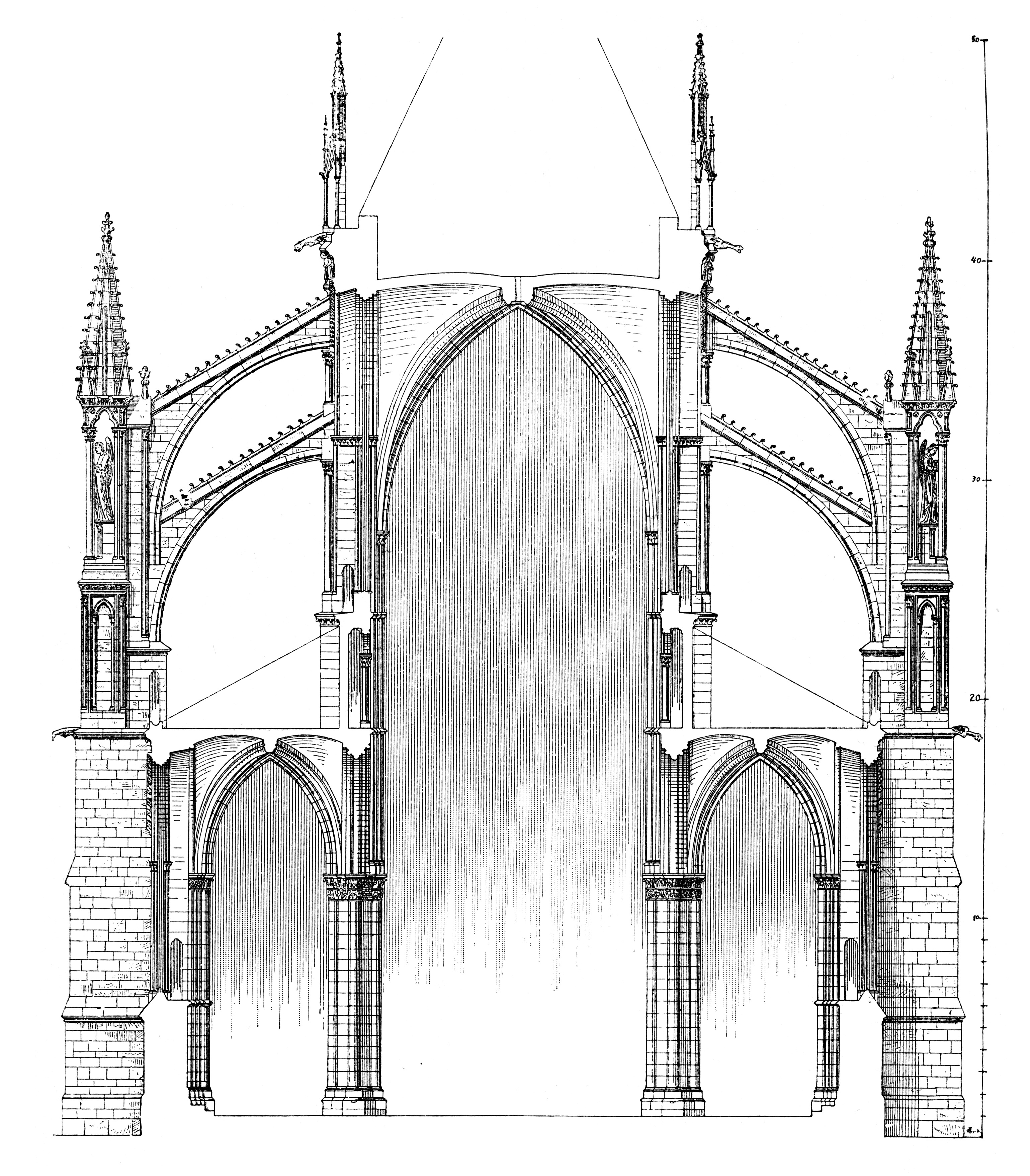
Schnitt durch das Langhaus der Kathedrale von Reims
Oberhalb der Seitenschiffe die übereinanderliegenden Strebebögen. Neben den Seitenschiffen, eingebunden in die Außenwände, stehen die Strebepfeiler.

Ein zentrales Merkmal der gotischen Architektur ist eine weitgehende Durchbrechung der Außenwandflächen durch Fenster sowie eine Reduzierung der Wandstärken und Gewölbemasse auf ein Minimum. Um dieses zu erreichen, wurden die schon in der Romanik bekannten Konstruktionselemente wie Rippengewölbe, Spitzbogen und Strebepfeiler konsequent zu einem neuen System weiterentwickelt, bei dem sich gestalterische und statische Belange verbanden. Das konstruktive System der Gotik entwickelte das Prinzip der antiken Baukunst von Stütze und Last erheblich weiter.
Die entscheidende Neuerung der gotischen Konstruktion bestand darin, die tragenden Elemente der Konstruktion weitgehend in den Außenbau zu verlagern, sodass zum Innenraum hin eine weitgehende Entlastung und Durchbrechung der Wände möglich wurde, die nun mit Glasfenstern gefüllt werden konnten und den gesamten Innenraum leicht und scheinbar schwerelos erscheinen ließen. Gleichzeitig ermöglichte die leichtere gotische Konstruktion die Errichtung von immer höheren Bauten. Schon ab dem 3. Jahrzehnt des 13. Jahrhunderts begann man aber außerhalb Frankreichs, gotische Proportionen und gotische Lichtfülle mit wenig äußerem Strebewerk zu erreichen.
Eine wichtige technische Neuerung ist ab dem 13. Jahrhundert die Verwendung von Zugankern und Ringankern aus Eisen, die zur Versteifung und Stabilisierung der Statik von Gebäudeteilen und der gesamten Gebäudekonstruktionen dienen können. Für die immer größeren Maßwerke der Fenster werden Eisenstangen ebenfalls zum integralen Bestandteil der Fensterkonstruktion.

#### Basilika
Das Prinzip eines statischen Gleichgewichts wird bei der Basilika-Bauform hergestellt, indem die seitlich wirkenden Schubkräfte der Gewölbe auf an der Gebäudeaußenseite stehende Strebepfeiler abgeleitet und durch aufliegende Druckkräfte ausgeglichen werden. Bei der dreischiffigen Basilika ist einem Mittelschiffsjoch seitlich jeweils ein niedrigeres Seitenschiffsjoch zugeordnet. Über dem Mittelschiffsjoch lastet ein spitzbogiges Kreuzrippengewölbe, dessen diagonal verlaufende Rippen von den Mittelschiffspfeilern getragen werden, die den nach unten wirkenden Gewölbeschub auffangen. Der nach außen wirkende Gewölbeschub wird über das aus Strebebögen gebildete Strebewerk über die Seitenschiffgewölbe hinweg auf Strebepfeiler geleitet, die den seitlichen Schub aufnehmen. Die Stabilität der Strebepfeiler kann durch Auflasten aus Mauerwerk erhöht werden, die durch ihre Masse dem Schub entgegenwirken.
Eine weitere Möglichkeit den zur Gebäudeaußenseite wirkenden Gewölbeschub aufzufangen oder zu reduzieren ist das Anbringen von Zugstangen oder Zugbalken unter dem Gewölbefuß von einer Wandseite zur anderen, was besonders bei Hallenkirchen häufig zu finden ist, da es hier kein Strebewerk gibt.
An den Wänden von Obergaden und Seitenschiff wird das zwischen den Pfeilern eines Jochs gespannte Gewölbe von einem Spitzbogen aufgefangen, der als Entlastungsbogen dient. Dadurch kann die Seitenwand zwischen dem tragenden Skelett der Pfeiler vollständig durchbrochen und durch Fenster gefüllt werden. Ein Höhepunkt dieser Entwicklung ist in der Hochgotik erreicht, bei dem große Maßwerkfenster fast die gesamte Wandfläche des Obergadens einnehmen und die Rückwand des darunterliegenden Triforiums zusätzlich mit Fenstern durchbrochen wird. Erstmals ist ein durchlichtetes Triforium um 1231 bei der Kathedrale von Saint-Denis zu finden.

#### Hallenkirchen
Eine besondere Form des gotischen Kirchenbaus stellt die Hallenkirche dar. Im Gegensatz zur Basilika besitzen hier alle Seitenschiffe die gleiche Höhe, sodass das Kirchenschiff einer riesigen Halle ähnelt. Das Vorbild hierzu lieferte allerdings nicht die Île-de-France, sondern das von 1128 bis 1204 in West- und Nordfrankreich bestehende Angevinisches Reich. Dort waren im Poitou vorher Hallenkirchen in romanischem Stil errichtet worden, mit Tonnengewölben. Nun entwickelte man, gleichsam als Alternative zum spitzen Kreuzrippengewölbe das Domikalgewölbe als ebenfalls spitzes Rippengewölbe. In der Kathedrale von Poitiers und einigen anderen Bauten errichtete man nun Hallen aus gleich hohen Schiffen mit Domikalgewölben, die der Ästhetik der aufkommenden Gotik entsprachen. Wohl durch das dortige Exil Heinrichs des Löwen und Bernhards zur Lippe wurde sie zum Vorbild für den Bau von Hallenkirchen in Deutschland.
Die Kathedrale von Poitiers ist im Langhaus eine Staffelhalle, ihr Mittelschiff dort also etwas höher als die Seitenschiffe. Zwischen dem Querschnitt der Staffelhalle und der Basilika liegt jener der Pseudobasilika, hier befinden sich die Kämpfer der Mittelschiffsgewölbe auf oder über der Scheitelhöhe der Seitenschiffsgewölbe. In Spanien schuf man umgekehrt Basiliken mit dem Querschnitt von Staffelhallen, bei denen kleine Fenster des Mittelschiffs über den Scheiteln der nur wenig niedrigeren Seitenschiffsgewölbe liegen. Die Form der einzelnen Gewölbejoche und die Frage nach Basilika oder Hallenkirche waren nicht fest miteinander gekoppelt: In der deutschen Spätromanik entstanden mehrere Basiliken mit Domikalgewölben, aber noch romanischen Fenstern und Portalen, und viele wenn nicht die meisten gotischen Hallenkirchen erhielten Kreuzgratgewölbe.
Hallenkirchen kommen mit deutlich weniger äußerem Strebwerk aus als Basiliken, bei Stabilisierung durch eine Kapellenzeile sogar ganz ohne. Und gleich hohe Schiffe ermöglichten innovative Gewölbekonstruktionen, von dem durch eine Zentralsäule („Palmier“) gestützten Chorpolygon der zweischiffigen Jakobinerkirche in Toulouse (1230) bis zur Auflösung der Jochgrenzen in der St.-Annen-Kirche in Annaberg-Buchholz (1499–1525).
Der Bautypus der Hallenkirche war zwar besonders in Deutschland beliebt, kommt aber auch in anderen Ländern vor. Das wohl höchste im Mittelalter errichtete Hallenschiff ist das der Münchener Frauenkirche mit 37 m. Eine Höhe von 29 Metern haben die Gewölbe der Jakobinerkirche in Toulouse und die der Danziger Marienkirche. Insbesondere aber durchaus nicht nur Stadtpfarrkirchen wurden oft als Hallen oder Staffelhallen realisiert. Pseudobasiliken entstanden manchmal durch Erweiterung einschiffiger Kirchen oder durch Vereinfachung.
Oft wurden romanische Basiliken nachträglich zu gotischen Hallenkirchen umgebaut. Zweischiffige Hallenkirchen wurden regional besonders in Österreich errichtet und vom Zweck her besonders als Ordenskirchen. Eine der größten ist die Franziskaner-/Jakobinerkirche in Toulouse (Chor um 1290 fertiggestellt, Schiff um 1330).
Doppelte Seitenschiffe werden üblicherweise nicht zu den Hallen gezählt. Die Kathedrale Notre-Dame de Paris und der Kölner Dom sind in ganzer Länge fünfschiffig. Der doppelte Chorumgang der Kathedrale von Reims bot Platz für die Krönungsfeierlichkeiten der französischen Könige. Die doppelten Seitenschiffe des Augsburger Doms entstanden im Zuge der Erweiterung des ursprünglich romanischen Langhauses. Beim dreischiffig geplanten Ulmer Münster wurde ein drohender Einsturz durch Längsteilung der Seitenschiffe abgewendet. Unter den fünfschiffigen gotischen Basiliken sind allein beim Mailänder Dom die äußeren Seitenschiffe niedriger als die inneren.

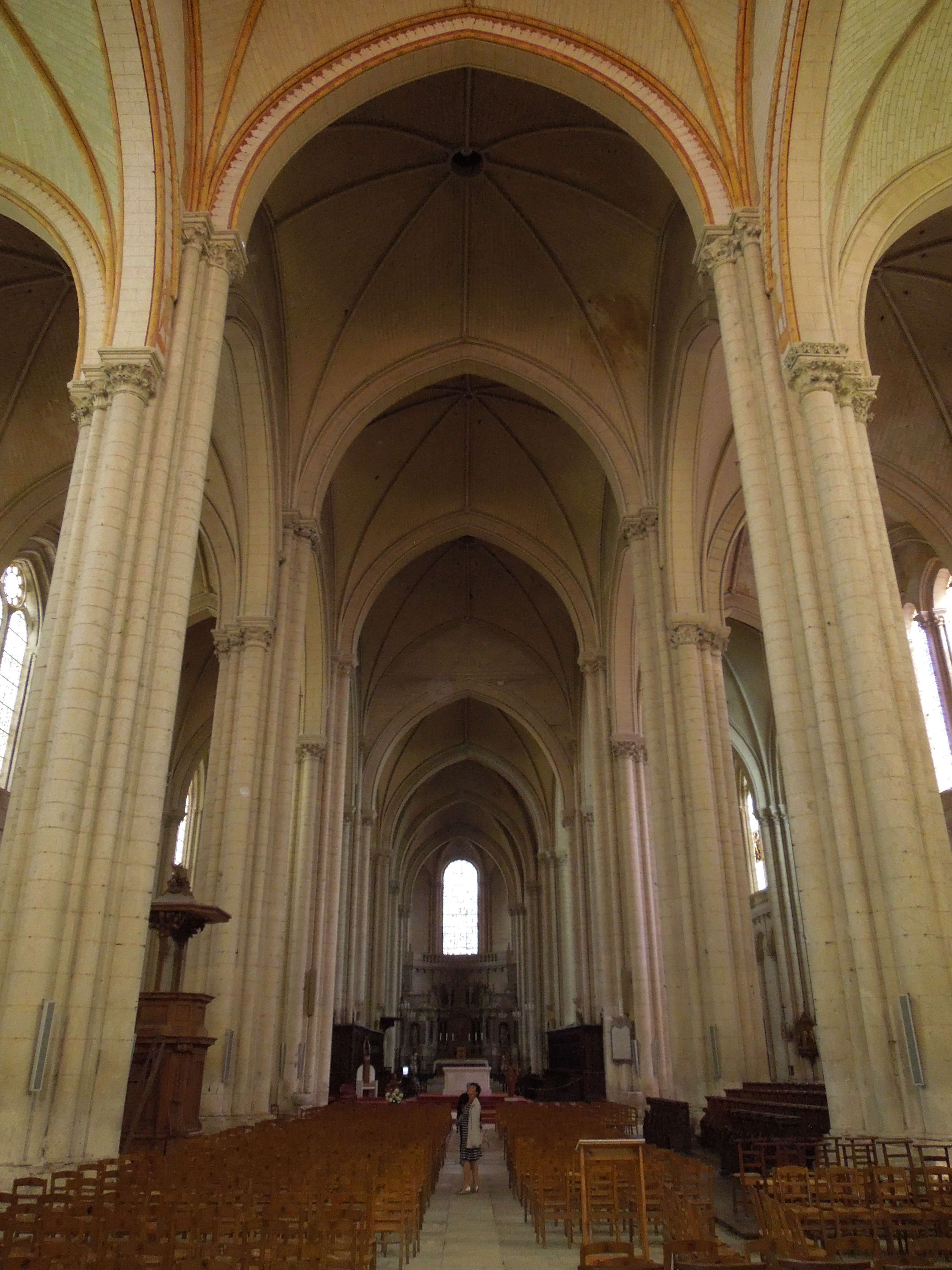
Kathedrale von Poitiers, ab 1166, gilt als Vorbild der deutschen Hallenkirchen
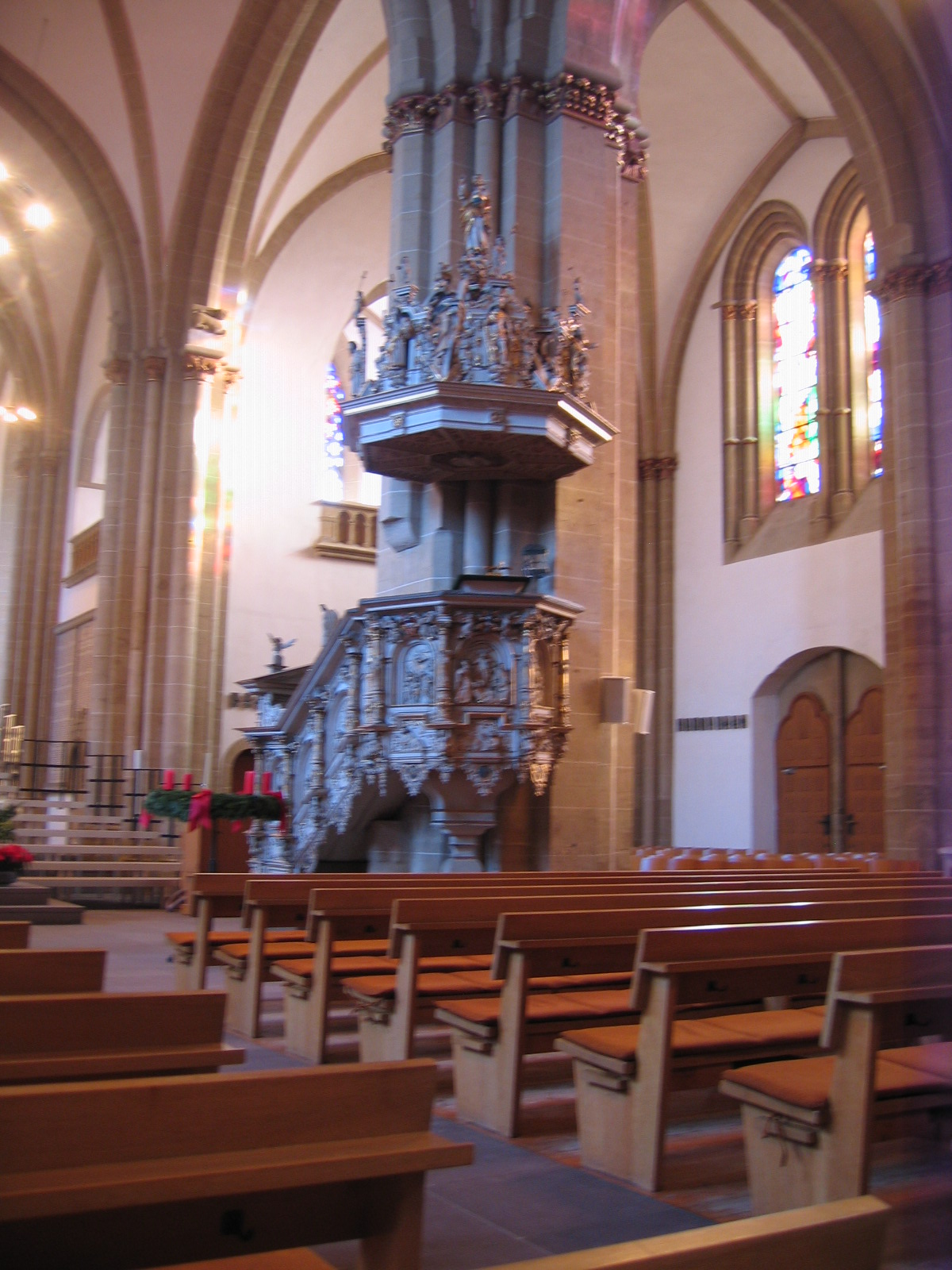
Herforder Münster 1220–1250, teilw. romanische Mauern, gotische Gewölbe
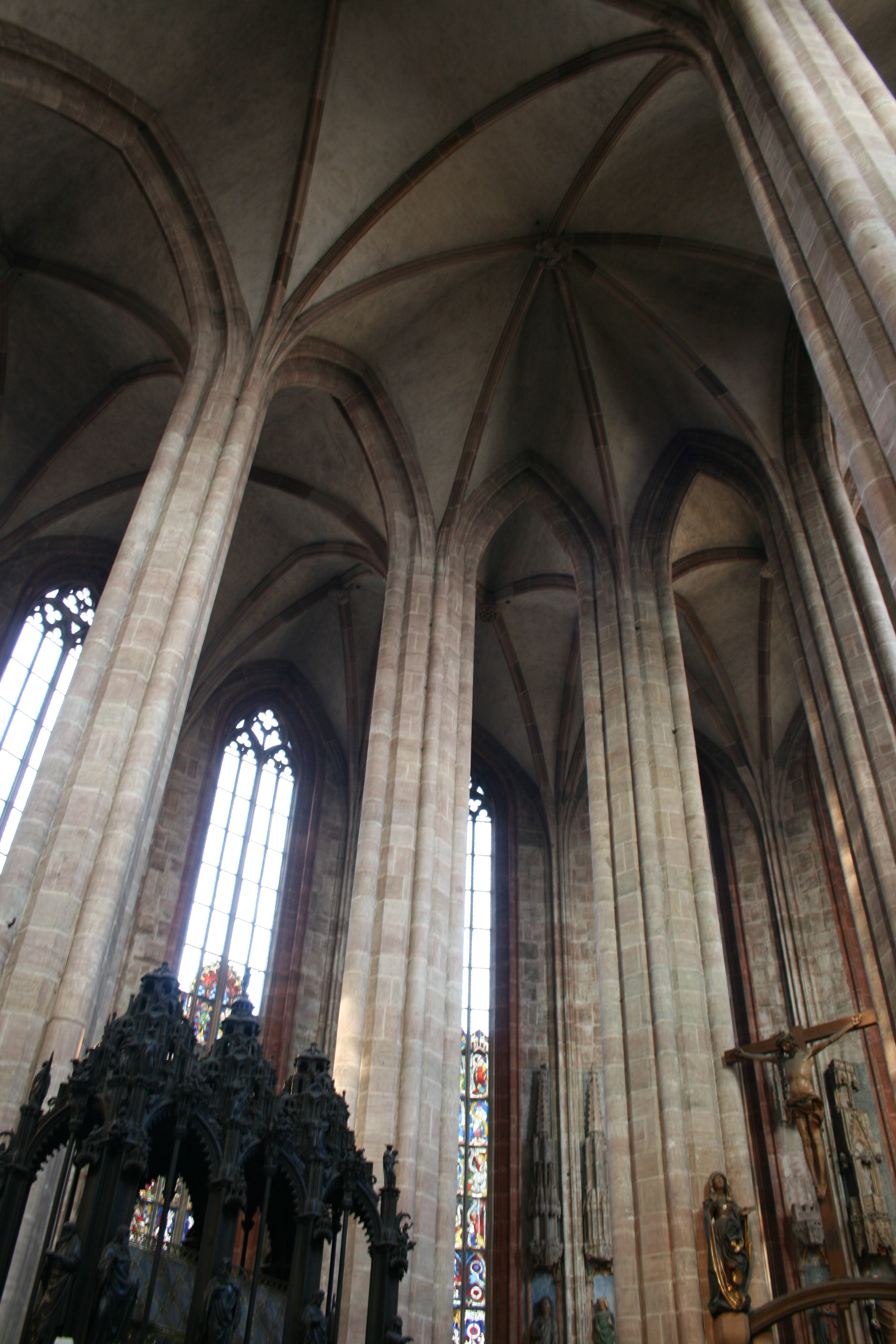
Hallenschiff von St. Sebald in Nürnberg
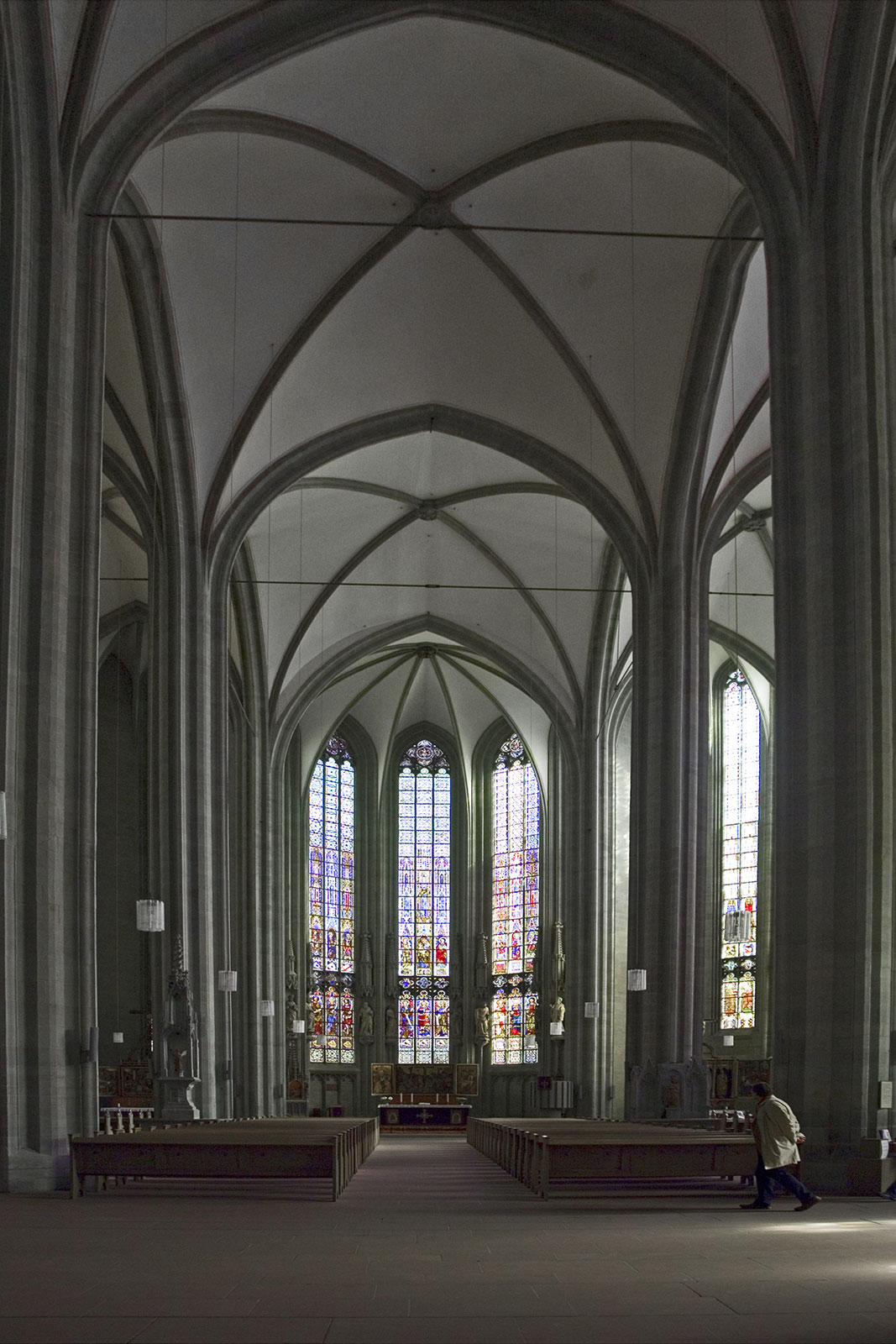
St. Maria zur Wiese in Soest, vor 1421, kämpferlose Pfeiler
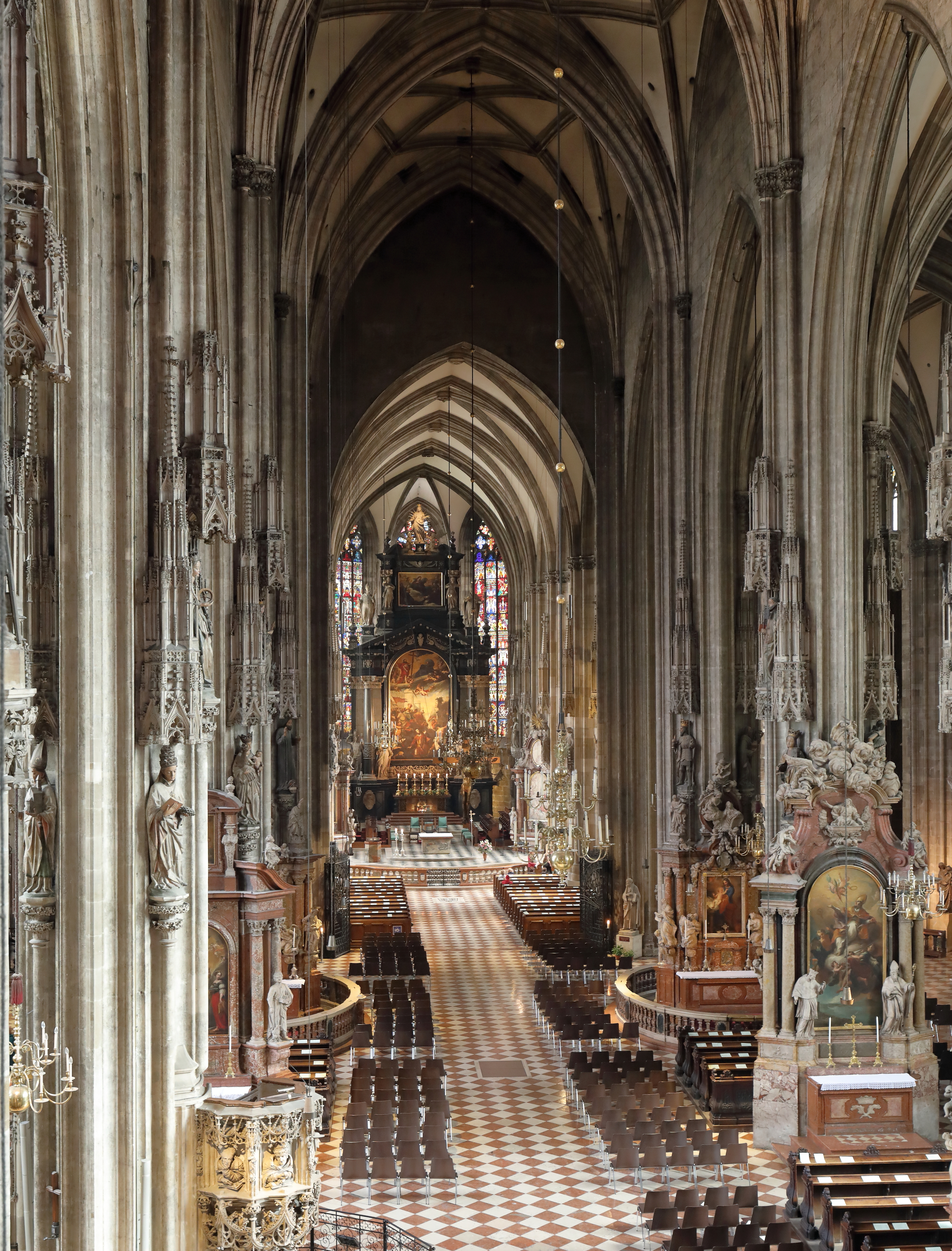
Mittelschiff des Stephansdoms in Wien, 1. Hälfte 15. Jahrhundert
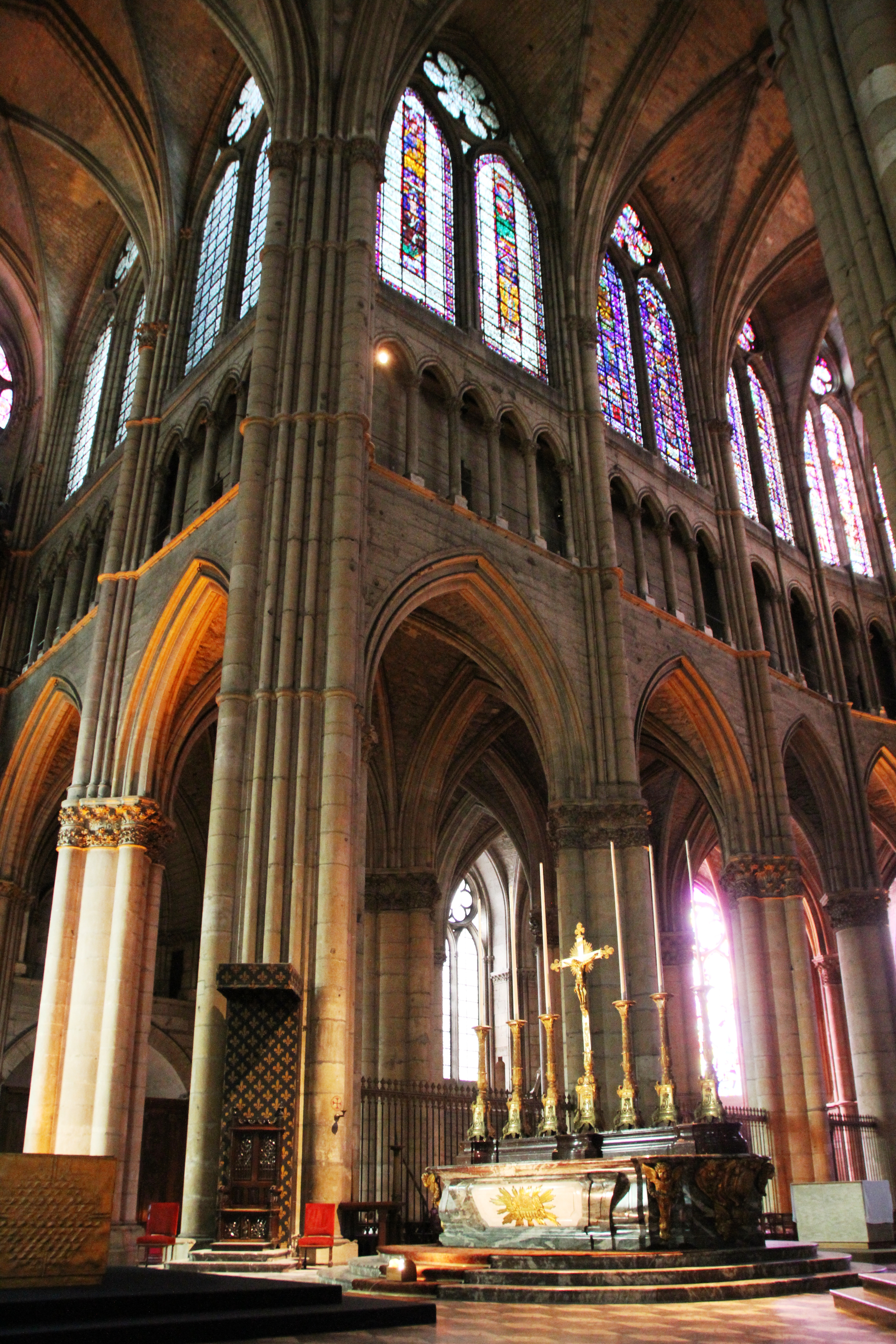
Kathedrale von Reims: doppelter Chorumgang, kein Hallenchor

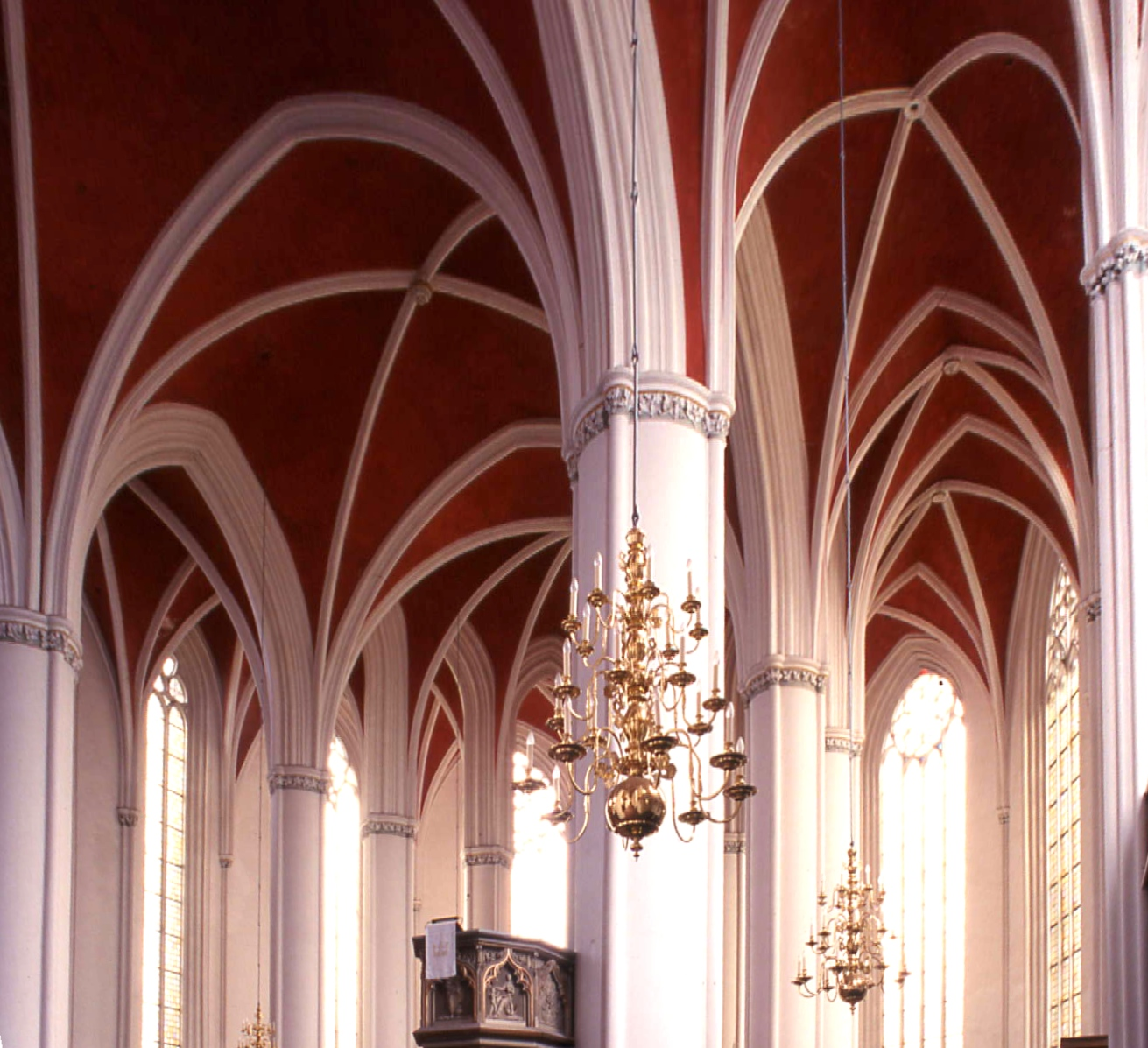
Dom in Verden (Aller), Hallenchor ab 1290
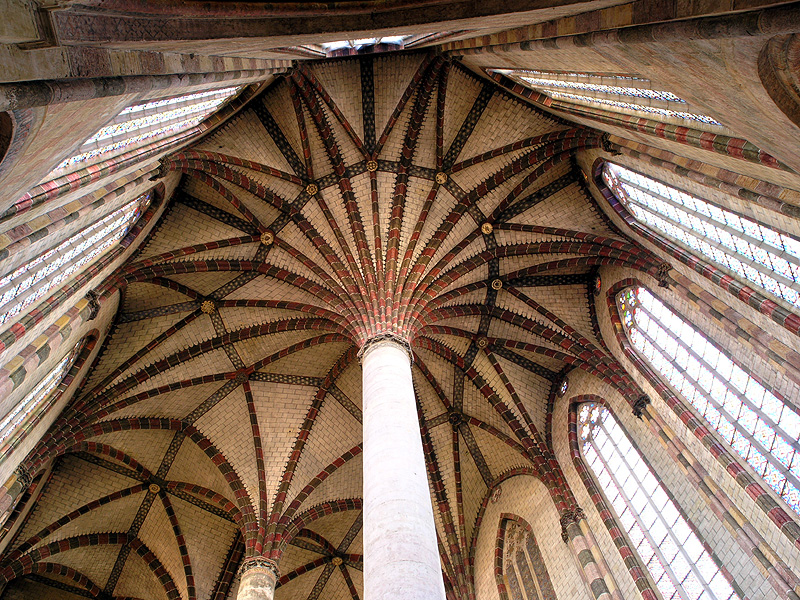
Jakobinerkirche in Toulouse, Chor um 1290
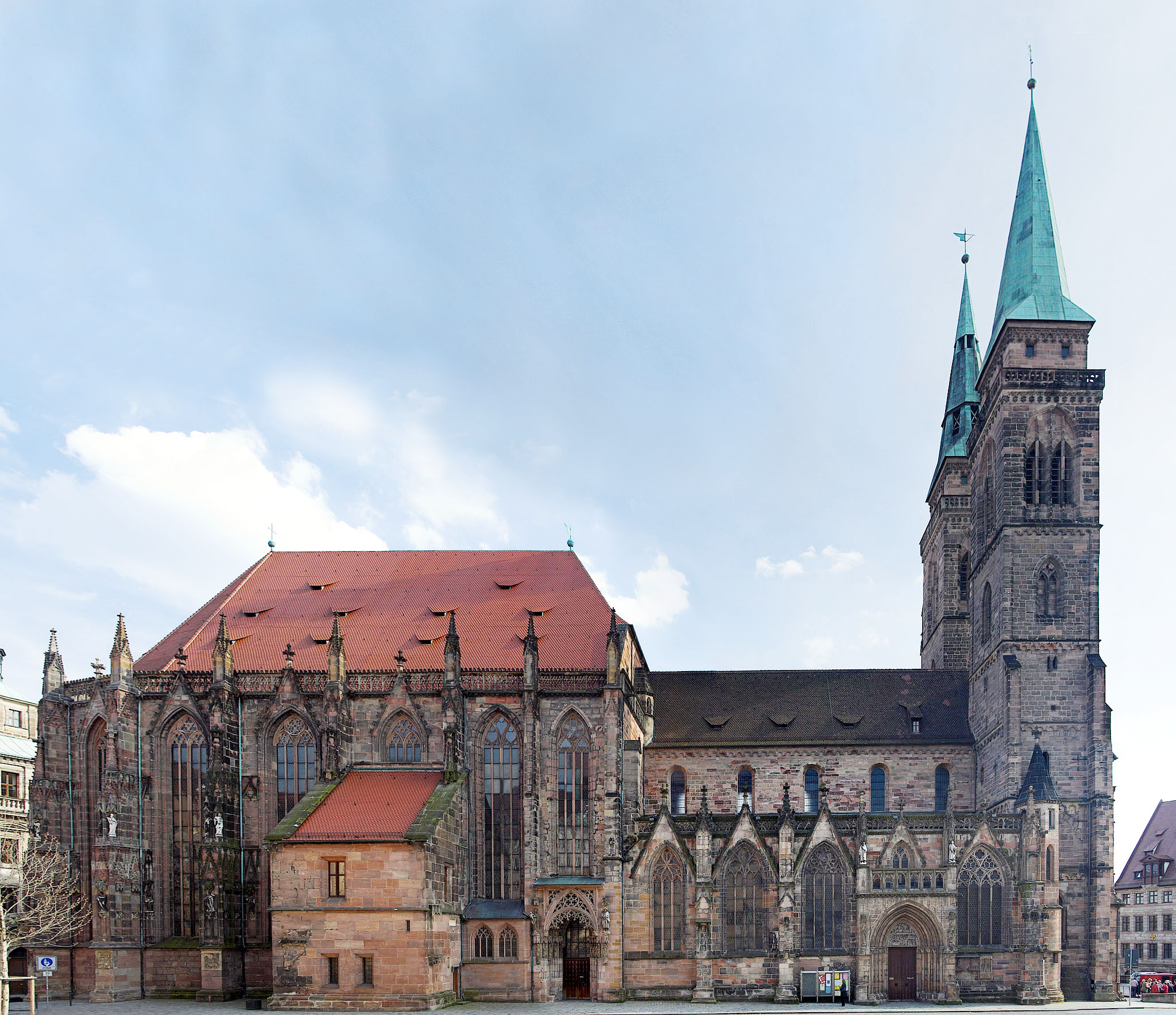
St. Sebald in Nürnberg, Chor ab 1361
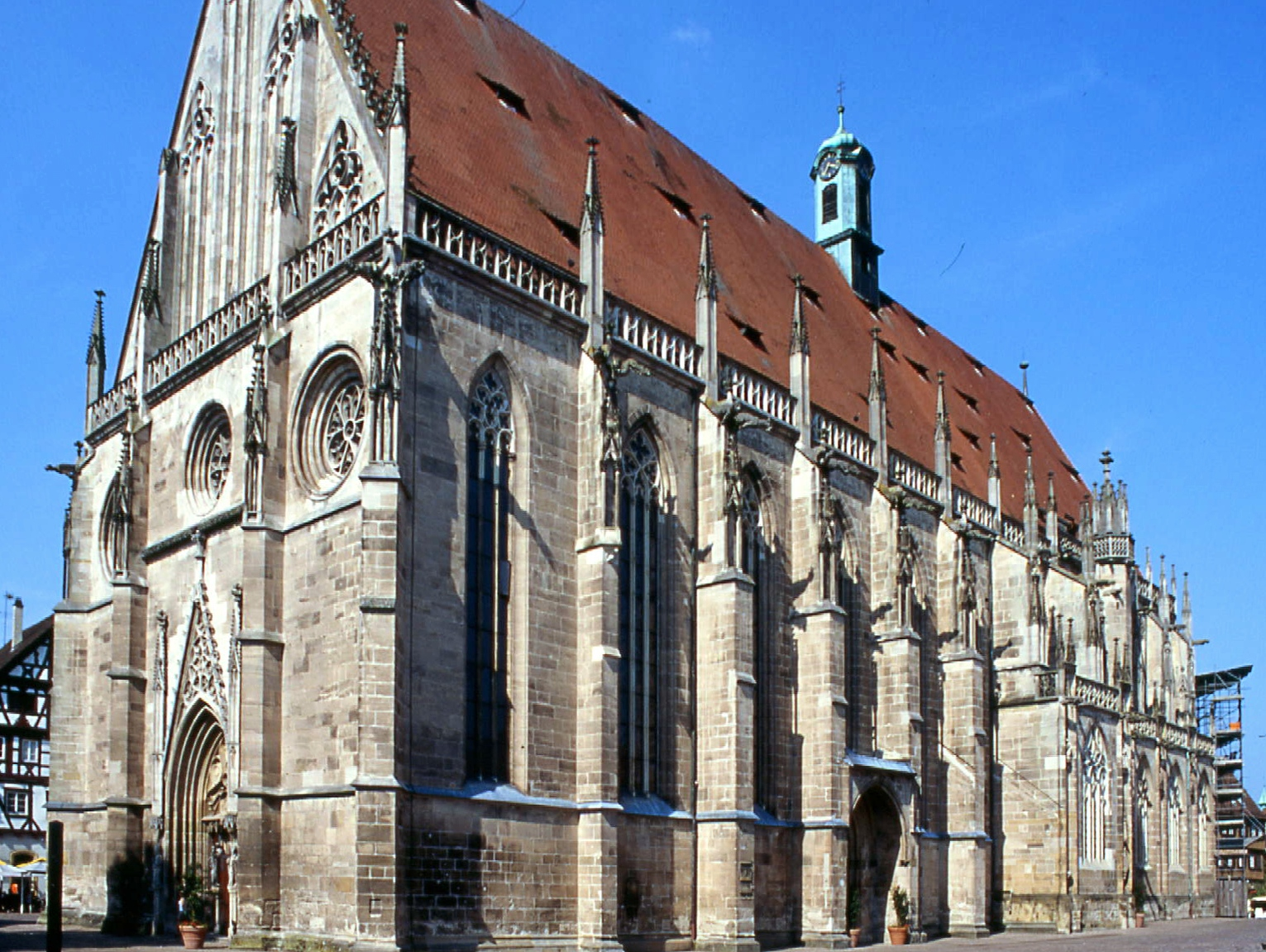
Schwäbisch Gmünder Münster, ab 1330, Gewölbe um 1500
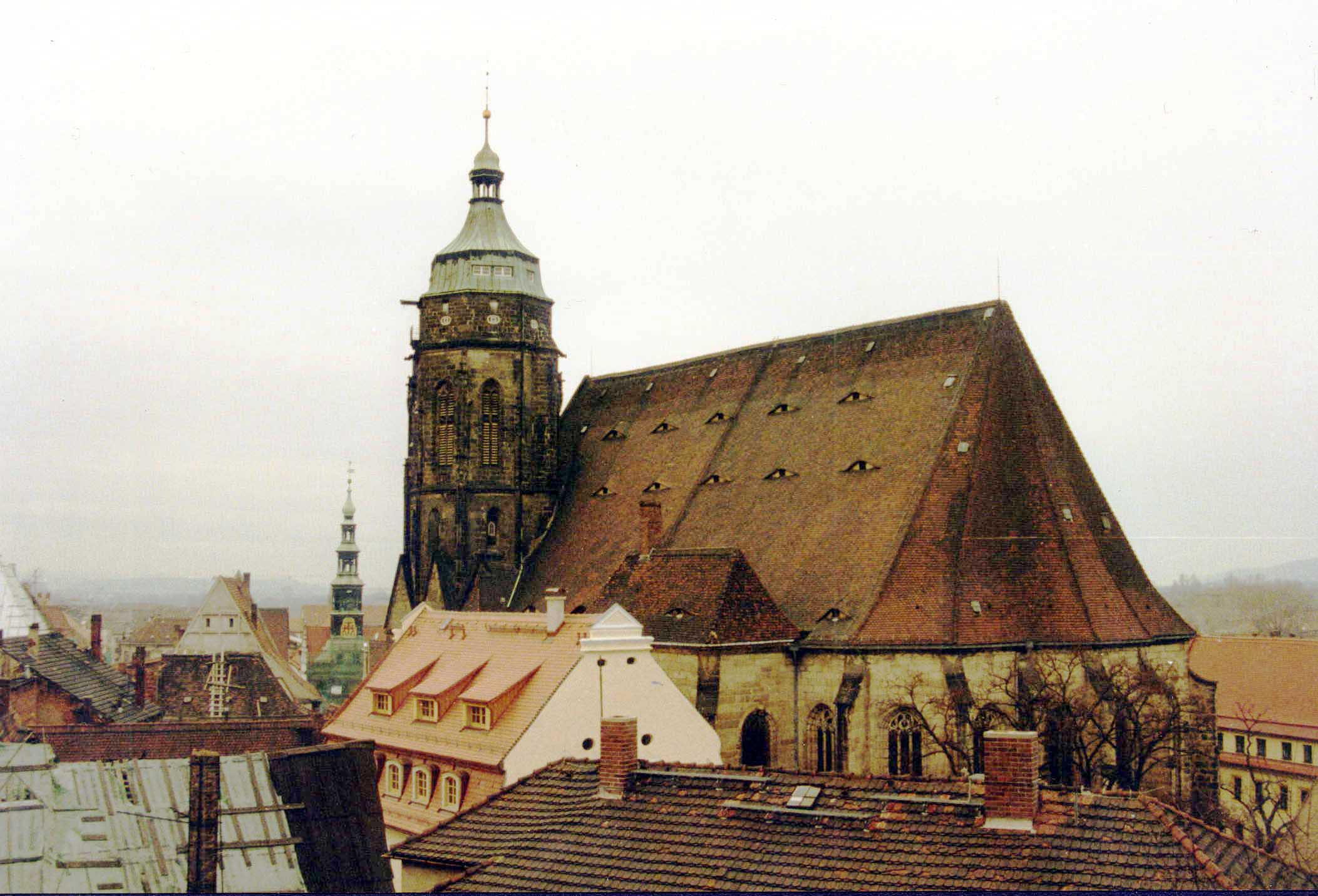
Marienkirche in Pirna, ab 1502

#### Einzelelemente gotischer Baukunst

##### Kreuzrippengewölbe

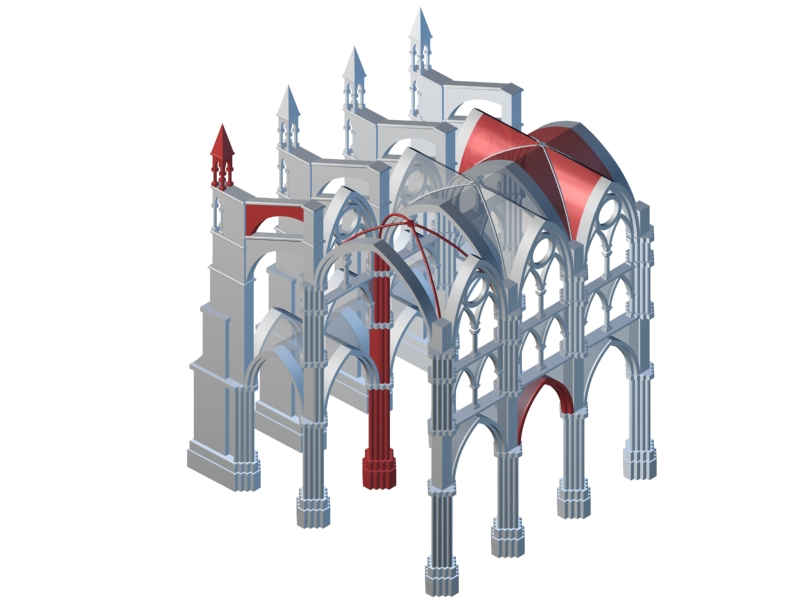
Schematischer Aufbau eines gotischen Gewölbes

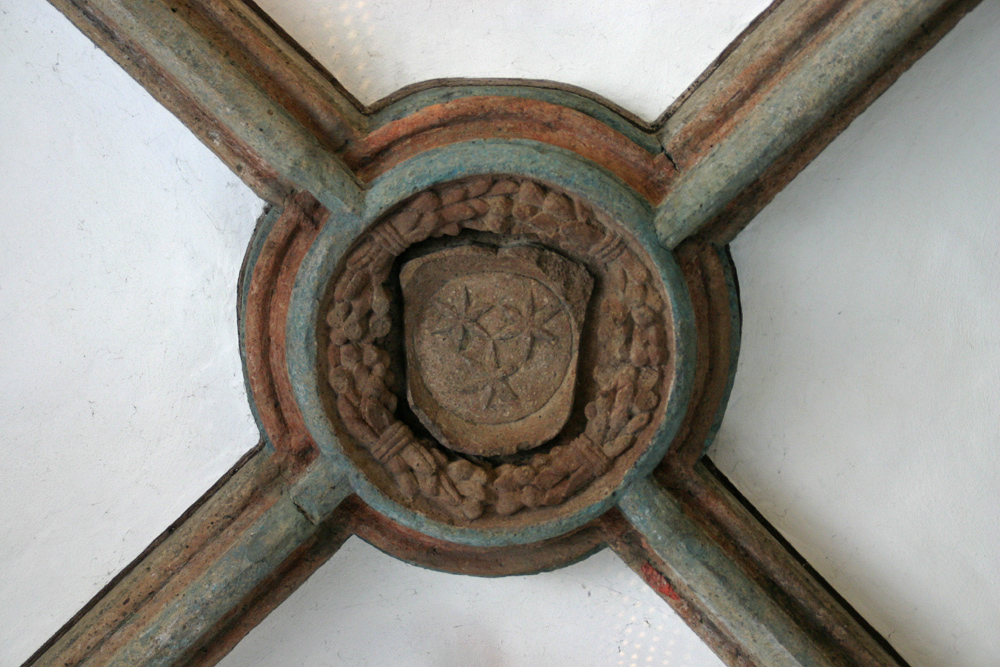
Gotisches Gewölbe: Schlussstein an der Kreuzung der Rippen

Kreuzgratgewölbe wurden schon in der römischen Kaiserzeit gebaut. Die ersten Kreuzrippengewölbe entstanden in der normannischen Baukunst, in England sogar von Anfang an mit spitzen Gurtbögen. Als älteste gelten neben dem Turmerdgeschoss der Abteikirche von Moiyssac einige Joche in den Seitenschiffen der Kathedrale von Durham, ab 1098, die außer diesen Gurtbögen zu der Zeit nur Rundbögen hatte. Die Neuerung bestand darin, dass beim Gewölbe mit einem viereckigen Grundriss zwei Rundbögen kreuzförmig über die beiden Diagonalen gestellt wurden, zumeist mit einem dekorativen Schlussstein an der Kreuzung. Dadurch war die Stabilität des Gewölbes verbessert, und die Gewölbeschalen konnten dünner und damit leichter sein. Die Gurt- und Schildbögen über den vier Außenseiten wurden spitz nach oben gebaut und konnten so die gleiche Höhe wie die beiden längeren und höheren Rundbögen über den Diagonalen erhalten. Allerdings steigen die Scheitel der Gewölbeviertel bei den meisten Kreuzrippengewölben von den Außenseiten zum zentralen Schlussstein hin an. Die Rippen ermöglichten beliebig viele Zwischenformen zwischen einem Kreuzgewölbe und einem Kuppelgewölbe (Domikalgewölbe). Beim Bau konnten die Gewölbekappen zwischen den Kreuzrippen nun frei aufgemauert werden, ohne eine volle Verschalung zu erstellen. Nicht selten sind auch die Rippen spitzbogig. Es wurde möglich, ein Gewölbejoch über einem rechteckigen Grundriss zu erstellen, statt nur über einem quadratischen Grundriss wie beim romanischen Kreuzgratgewölbe. In der weiteren Entwicklung des Stils wurden auch komplexere und komplizierte Formen wie z. B. Netzgewölbe erstellt. Kennzeichnend für den Stil blieb die Verwendung von Gewölberippen.
So sehr diese gemauerten Rippengewölbe die Gotik kennzeichnen, baute man eine große Zahl gotischer Kirchen und anderer Repräsentationsräume mit hölzernen Deckenkonstruktionen. Säle hatten nicht selten hölzerne Tonnengewölbe. Im preußischen Ordensland, in Flandern und vor allem auf den britischen Inseln hatten nur die aufwändigsten Kirchen gemauerte Gewölbe, die große Masse aber Holzdecken, teils als Tonnengewölbe, teils den Dachneigungen folgend.

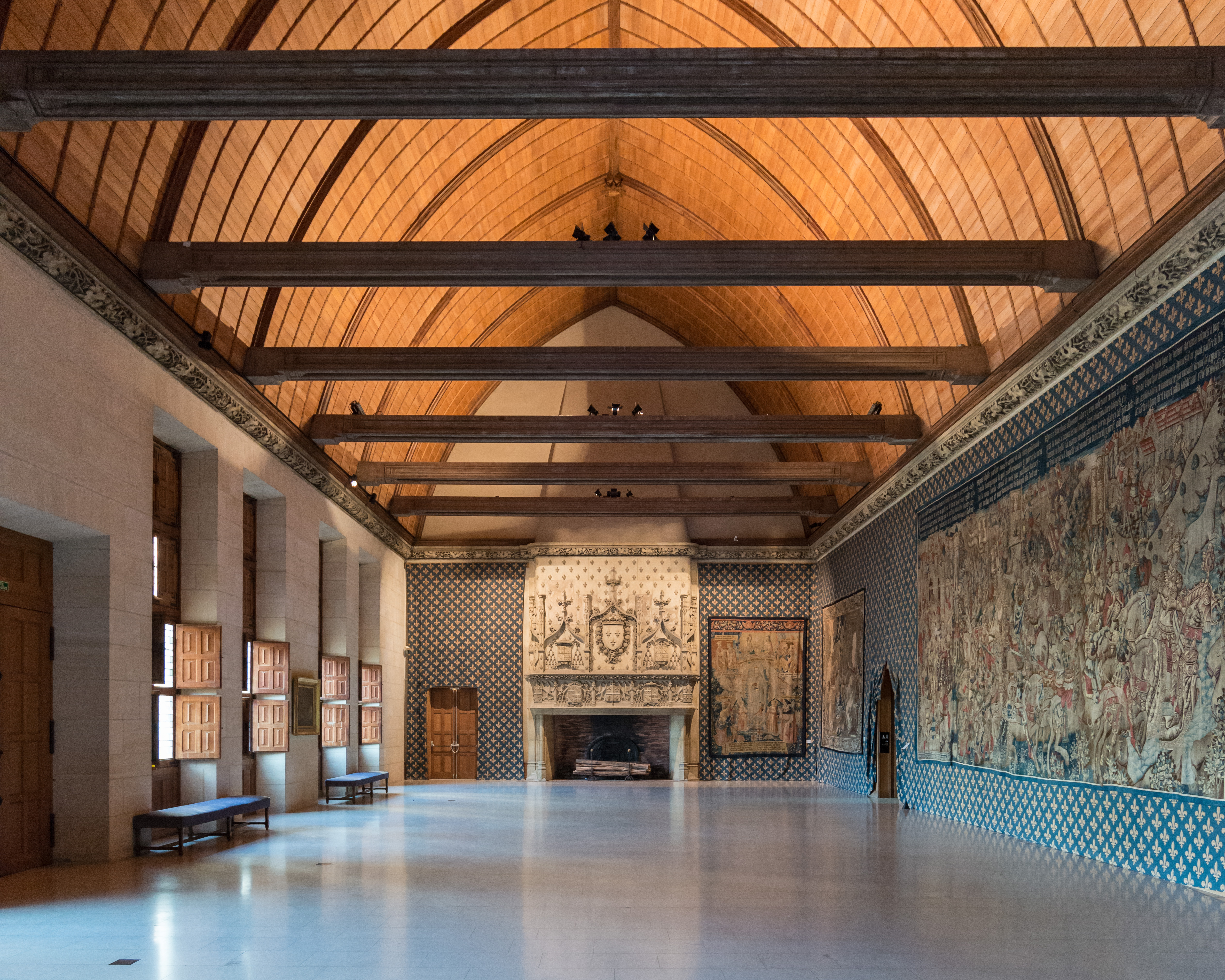
Palais du Tau neben der Kathedrale von Reims
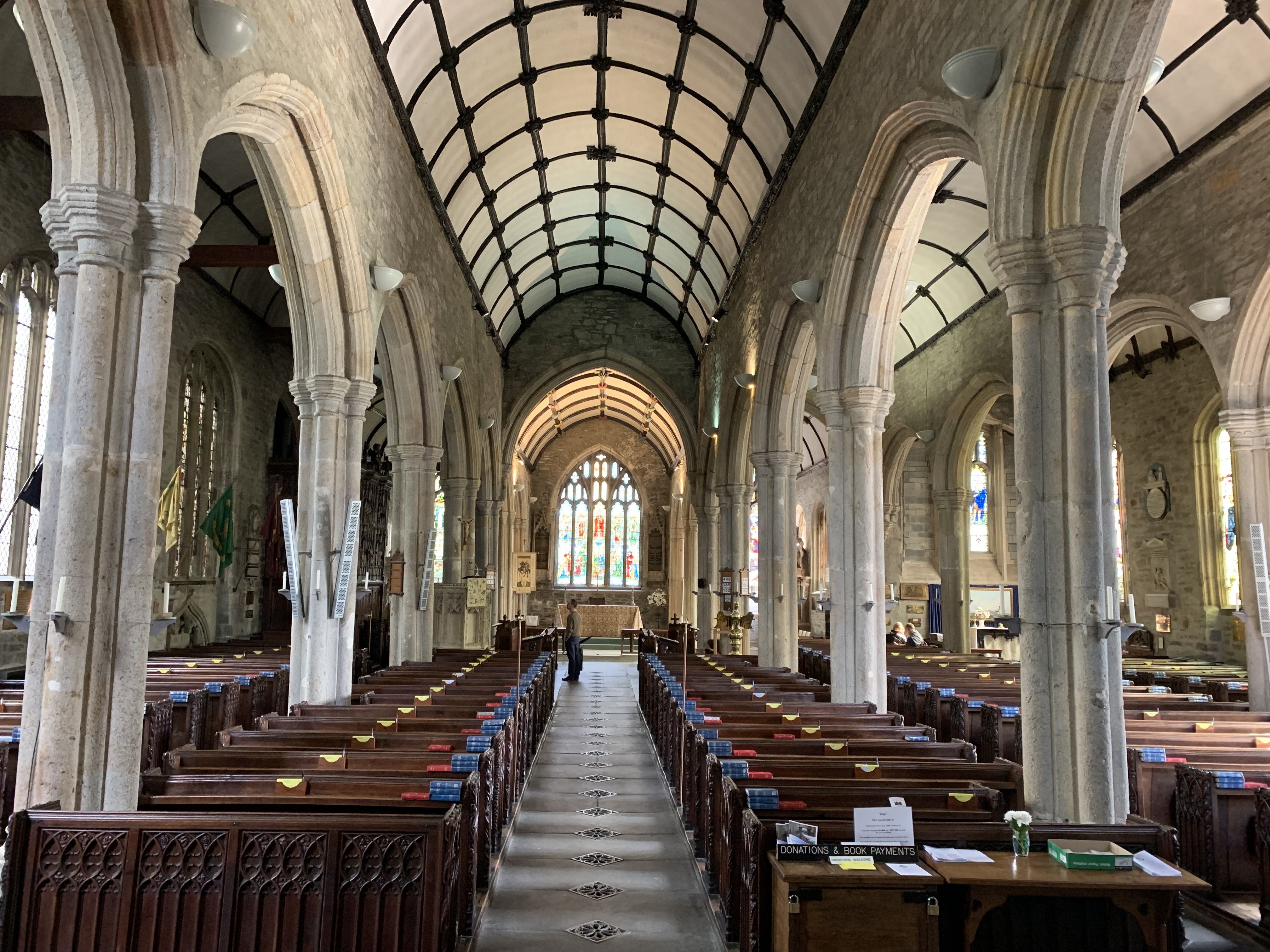
St. Eustachius in Tavistock, Devon, eine von weit über 1000 holzgedeckten gotischen Hallenkirchen in England

##### Spitzbogen
Der Spitzbogen gilt als ein zentrales Element der gotischen Baukunst, die deswegen früher auch als „Spitzbogenstil“ bezeichnet wurde. Spitzbögen sind zwar als Einzelelement bereits aus der Romanik bekannt, dort herrschte jedoch noch die Verwendung von Rundbögen vor. Der Spitzbogen ist konstruktiv eine Annäherung an die Bogenform, die dem günstigen statischen Kräfteverlauf einer Parabel entspricht. Spitzbögen bestimmen das Erscheinungsbild gotischer Bauten und finden sich praktisch durchgängig im Querschnitt aller Gewölbe, in der Form der Fenster- und Portalgewände sowie im Maßwerk. Kielbögen sind eine spätgotische Spitzbogenvariante, die allerdings nur durch Eisenanker möglich ist; die Konvexität der oberen Bogenabschnitte widerspricht dem Grundprinzip der Gewölbestatik. Im gotischen Profanbau waren auch Kreuzstockfenster mit rechteckigen Gewänden ohne Spitzbogen üblich. Des Weiteren wurden wie in den vorangegangenen und den nachfolgenden Stilen Stichbögen gebaut. Neu hinzu kam der Korbbogen.

##### Strebewerk

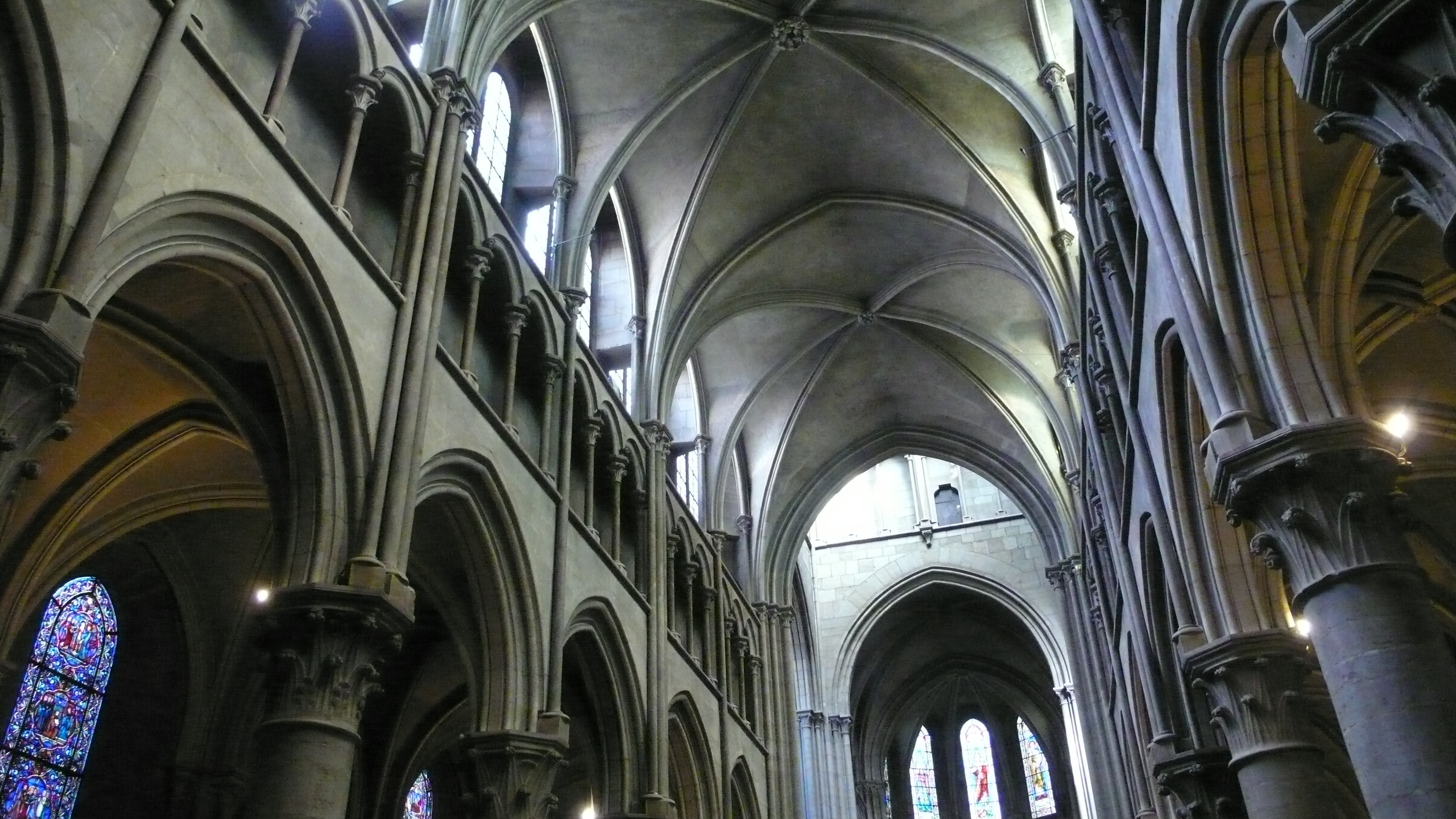
Notre-Dame de Dijon, (vor) 1230–1251, doppelschaliges Mauerwerk im Mittelschiff

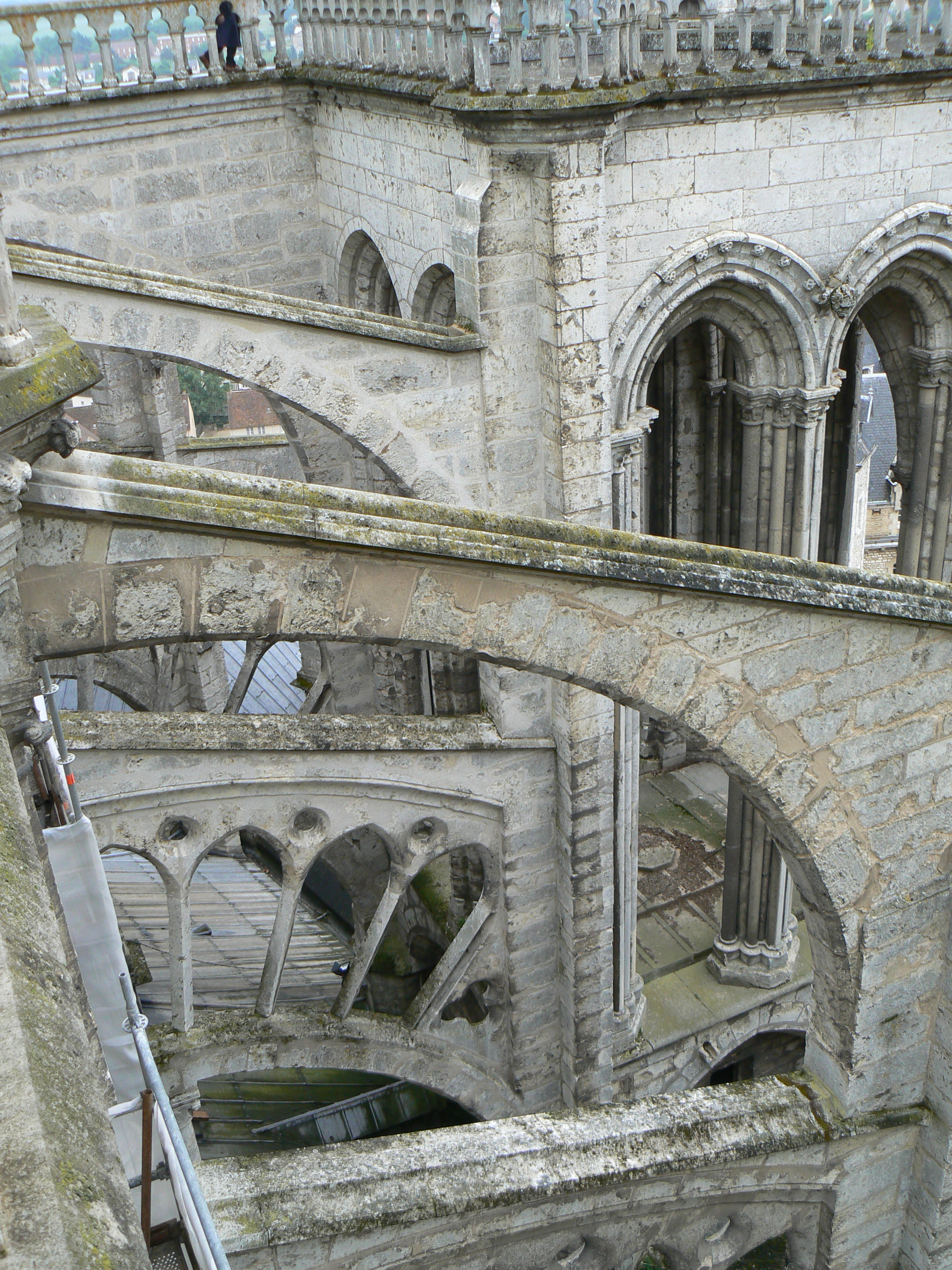
Strebebögen der Kathedrale von Chartres

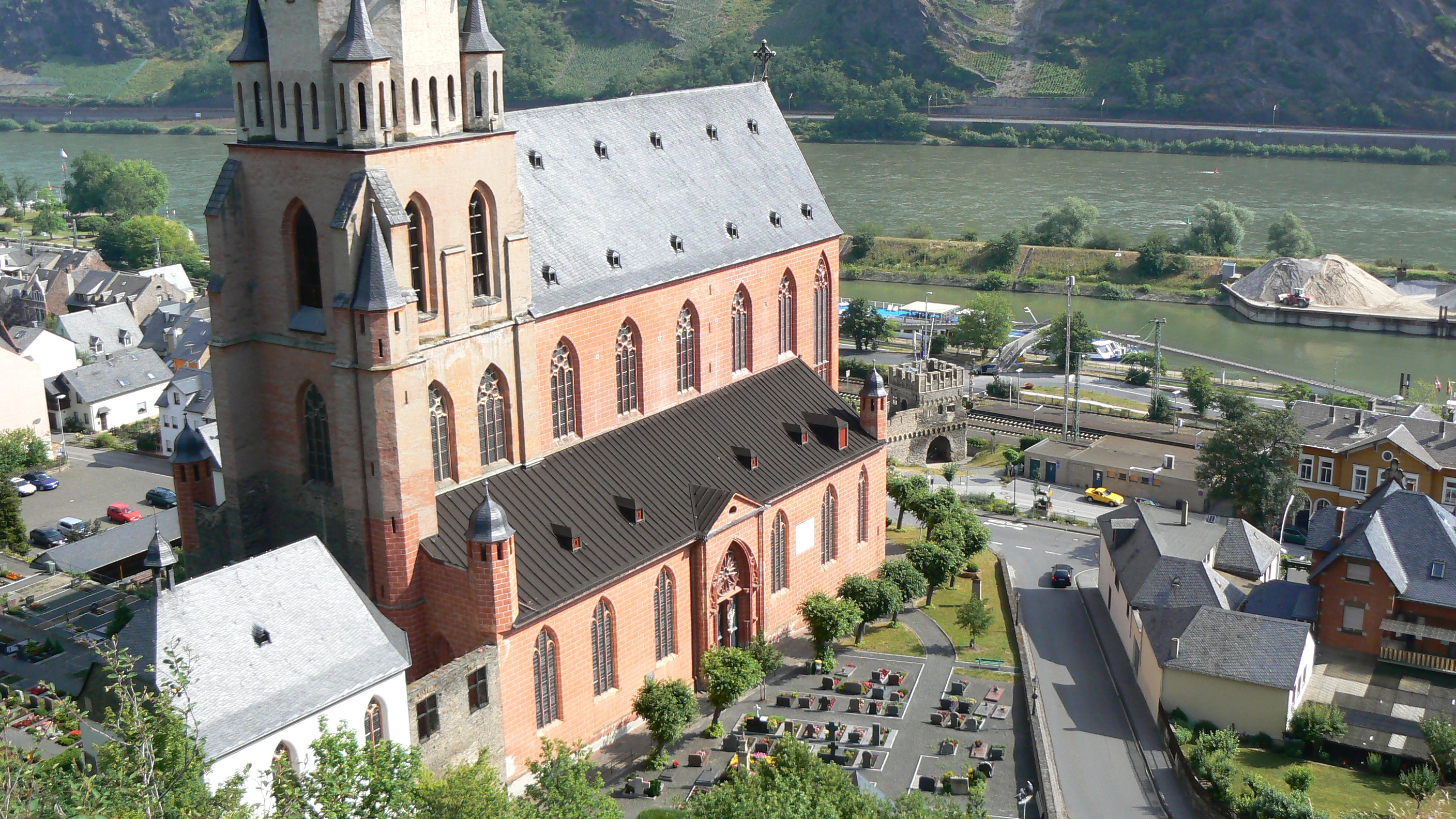
Liebfrauenkirche, Oberwesel, 1308–1331/Turm 1351, dünne Mauern, keine Strebebögen

Das Strebewerk ist ein weiteres zentrales konstruktives und gestalterisches Element der höher werdenden Kirchenbauten. Es setzt sich aus Strebepfeilern und Strebebögen zusammen und dient bei einer Basilika dazu, den seitlichen Gewölbeschub und die Windlast von Mittelschiff und Hochchor aufzufangen. Die Stabilität der Strebepfeiler wird durch Auflasten erhöht, die als Zierelemente wie Fialen gestaltet sein können. In das Strebewerk wurden auch die Abläufe für Regen- und Schmelzwasser integriert, das über Wasserspeier im Bogen vom Gebäude wegschießt und so von Mauerwerk und Fundamenten ferngehalten wurde. Während das Strebewerk in der Frühzeit der Gotik vor allem statische Funktion hatte, entwickelte es sich später zu einem wichtigen baukünstlerischen Element und wird deutlich hervorgehoben. Chor und Schiff des Magdeburger Doms, der ersten gotisch konzipierten Basilika in Deutschland, kommen allerdings ohne Strebebögen aus, und da die Seitenschiffe frei stehende Querdächer tragen, gibt es auch keine verborgenen Strebebögen. Während in Magdeburg das Langhaus vollendet wurde, errichtete man in Oberwesel am Mittelrhein in der ersten Hälfte des 14. Jahrhunderts die Liebfrauenkirche, bei der das Strebewerk nach innen verlagert ist, was eine Basilika ohne Strebebögen mit so geringen Mauerstärken ermöglichte, wie sie sonst erst gegen Ende der Gotik aufkamen.
(Nebenbei sei bemerkt, dass man in Oberwesel Maßwerkformen der Magdeburger Chorobergaden übernahm.)

##### Auflösung der Wand

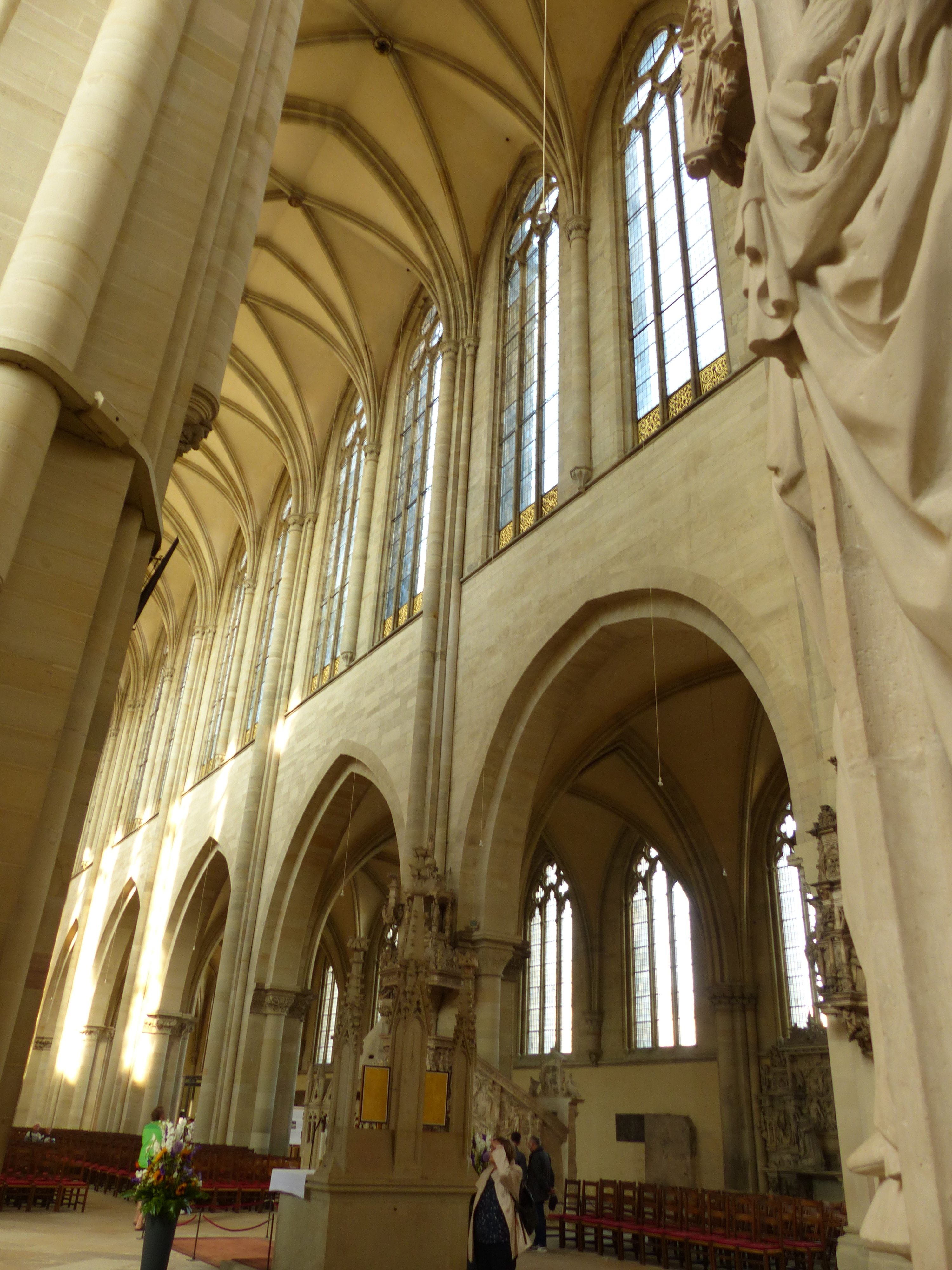
Magdeburger Dom, Langhaus: bis nah zu den Arkaden herab gezogene Obergaden (statt Fenster-Triforium)

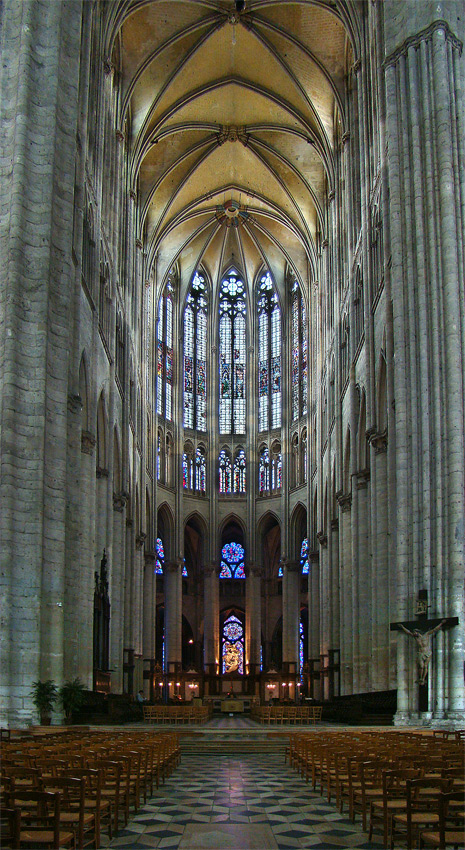
Betonung der Vertikalen: Kathedrale von Beauvais, mit 48,5 m das höchste Kirchengewölbe der Welt

Die Romanik prägt noch eine massive, festungsartige Bauweise von Wand und Baukörper, bei der die Mauerstärke oft noch bewusst betont wird. Bei der Gotik ermöglichten nun die leichtere Bauweise durch Spitzbögen, Kreuzrippengewölbe, Strebewerk und Strebepfeiler eine Verlagerung der tragenden Elemente in den Außenbau, eine starke Reduzierung der Mauerstärken sowie eine weitgehende Durchbrechung der Wände durch Fenster. Die statische Funktion der Bauglieder wird im Innenraum bewusst überspielt, um eine Illusion von Leichtigkeit und Schwerelosigkeit der Architektur zu schaffen.
Im Innenraum wird über den Arkaden zu den Seitenschiffen und Chorumgang hin ein als Triforium bezeichneter Laufgang in die Wand eingelassen, sodass eine „innere“ und „äußere“ Mauerschale entsteht. Diese Doppelschaligkeit findet sich allerdings schon in den normannischen Basiliken. Ein exemplarisches Beispiel der gotischen doppelschaligen Wandbauweise bietet Notre-Dame de Dijon in Burgund. Ebenso wie einige gotische Basiliken in der Normandie ist hier auch die Obergadenzone doppelschalig, im Unterschied zum französischen Kronland und nach deren Vorbild den meisten gotischen Basiliken. In die Außenwand wurde eine Vielzahl großflächiger Fenster eingelassen, die das Gebäude leicht und lichtdurchflutet erscheinen lassen. In der Hochgotik wird schließlich auch noch die Rückwand des Triforiums durchfenstert, sodass die Wand vollständig durchbrochen erscheint. Dennoch ist praktisch jedes Element eines gotischen Baukörpers tragend. Die Baumeister der Gotik schufen neue Konstruktionen durch evolutionäre Weiterentwicklung nach dem Prinzip „Versuch und Irrtum“. Deswegen stürzten einige Bauten schon während der Bauphase ein oder mussten nachträglich aufgrund auftretender Risse mit weiteren kraftableitenden Elementen verstärkt werden.

##### Betonung der Vertikalen
Dieses Stilmerkmal ist besonders in der französischen Gotik ausgeprägt. Als Höhepunkt erreichten die Gewölbe der Kathedrale von Beauvais eine Scheitelhöhe von 48,5 m, der Kölner Dom hat z. B. 45 m. Im Vergleich dazu hat der Gewölbescheitel des romanischen Doms zu Speyer nur 33 m Höhe. Die Höhe stieg im Verhältnis zur Breite. In der Romanik liegt dieses Verhältnis z. B. bei St. Michael in Hildesheim bei 1:1,9 und beim Bauabschnitt Speyer I des Domes zu Speyer bei 1:2,5. Ein Sprung fand dann in der Gotik statt. Das Breiten-/Höhenverhältnis bei der Kathedrale von Reims liegt bei 1:3 und bei der Kathedrale von Amiens bei 1:3,3. In der englischen Kathedralgotik verzichtete man auf große Raumhöhen mit betonter Vertikale und steigerte dagegen die Gebäudelänge im Verhältnis zur Breite.

##### Pfeiler und Kapitelle

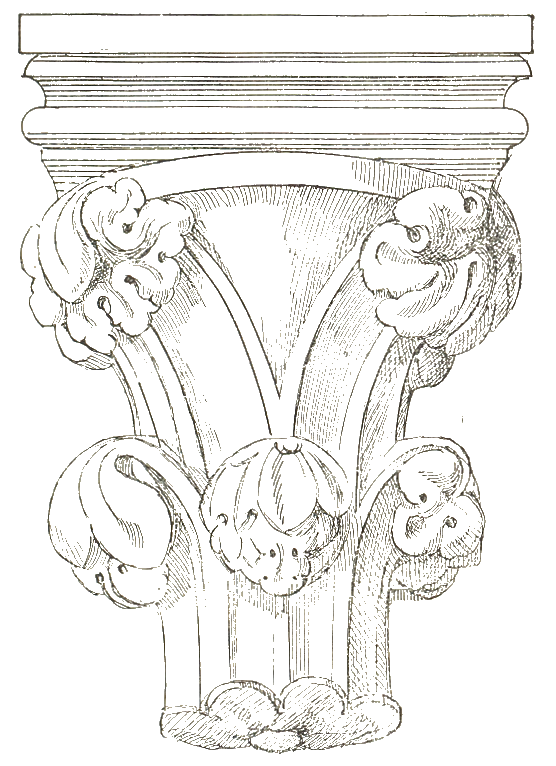
Frühgotisches Kelchknospenkapitell

In der Romanik folgt der Wandaufriss noch dem antiken Prinzip von „Stütze und Last“, bei dem die rundbogigen Arkaden von Säulen getragen werden, deren Kapitelle auf einem Block als Grundform basieren und oft reich mit Figuren, Ornamenten oder Pflanzenmotiven verziert sind.
In der Gotik werden diese antikischen Säulen durch schlanke strukturierte Rundpfeiler ersetzt, die oft mit Diensten umstanden sind oder selbst weitere Dienste tragen. Die frühgotischen Knospenkapitelle haben nun eine kelchartige Grundform und sind in der Regel nur noch mit Pflanzenmotiven verziert. Durch eine zunehmende Zahl begleitender Dienste entwickelt sich der Bündelpfeiler, bei dem das Kapitell immer weiter zurücktritt, bis in der Spätgotik die Formen verschmelzen und das Kapitell als Architekturelement ganz verschwindet, was eine völlige Abkehr von antiken Bauprinzipien bedeutet.
Eine Sonderform der Pfeileranordnung in gotischen Kirchen ist der sogenannte Einstützenraum.

##### Maßwerk und andere Zierelemente

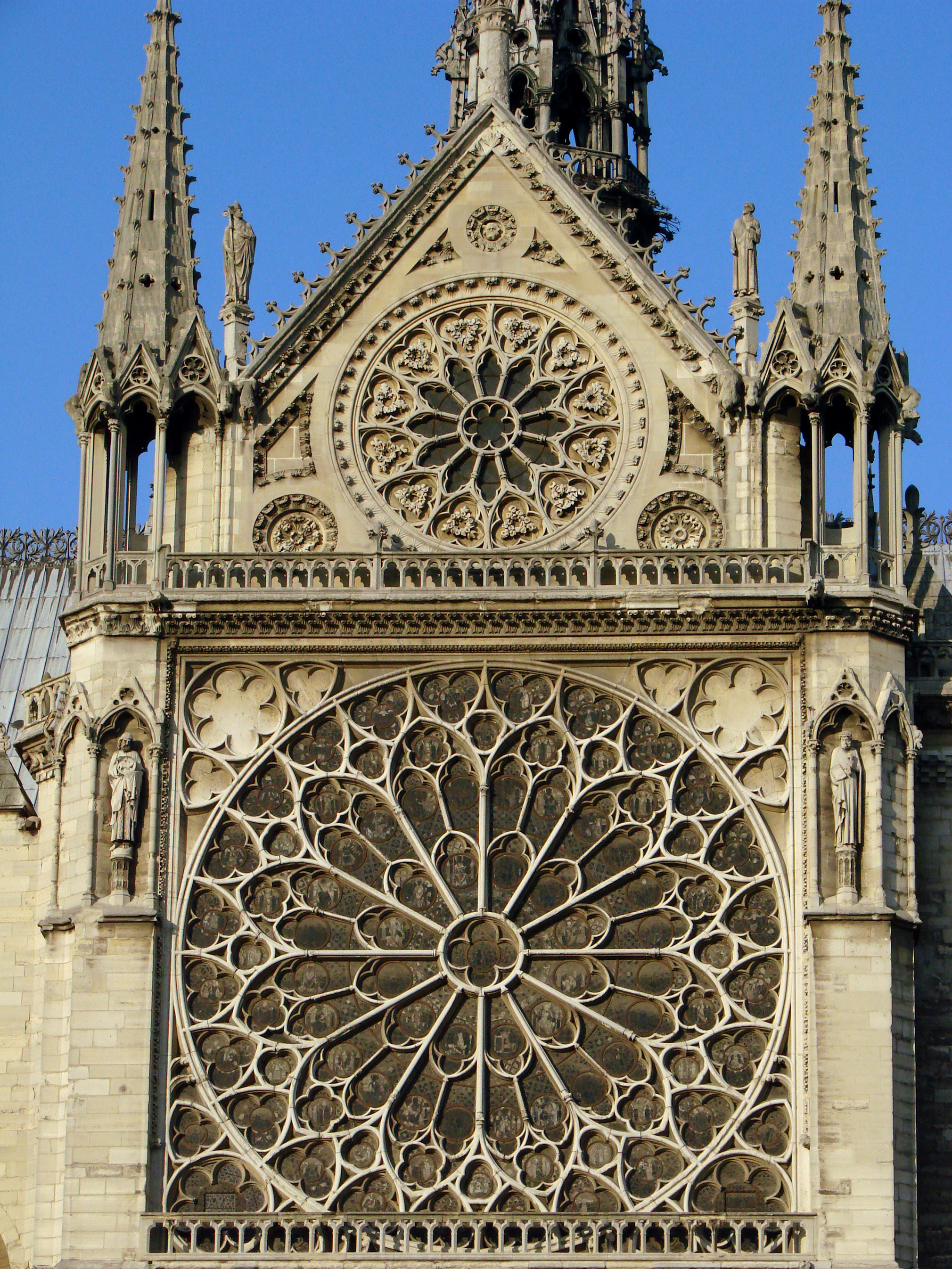
Großflächiges Rosettenfenster mit filigranem Maßwerk im Rayonnant-Stil am Südquerhaus der Kathedrale Notre-Dame in Paris

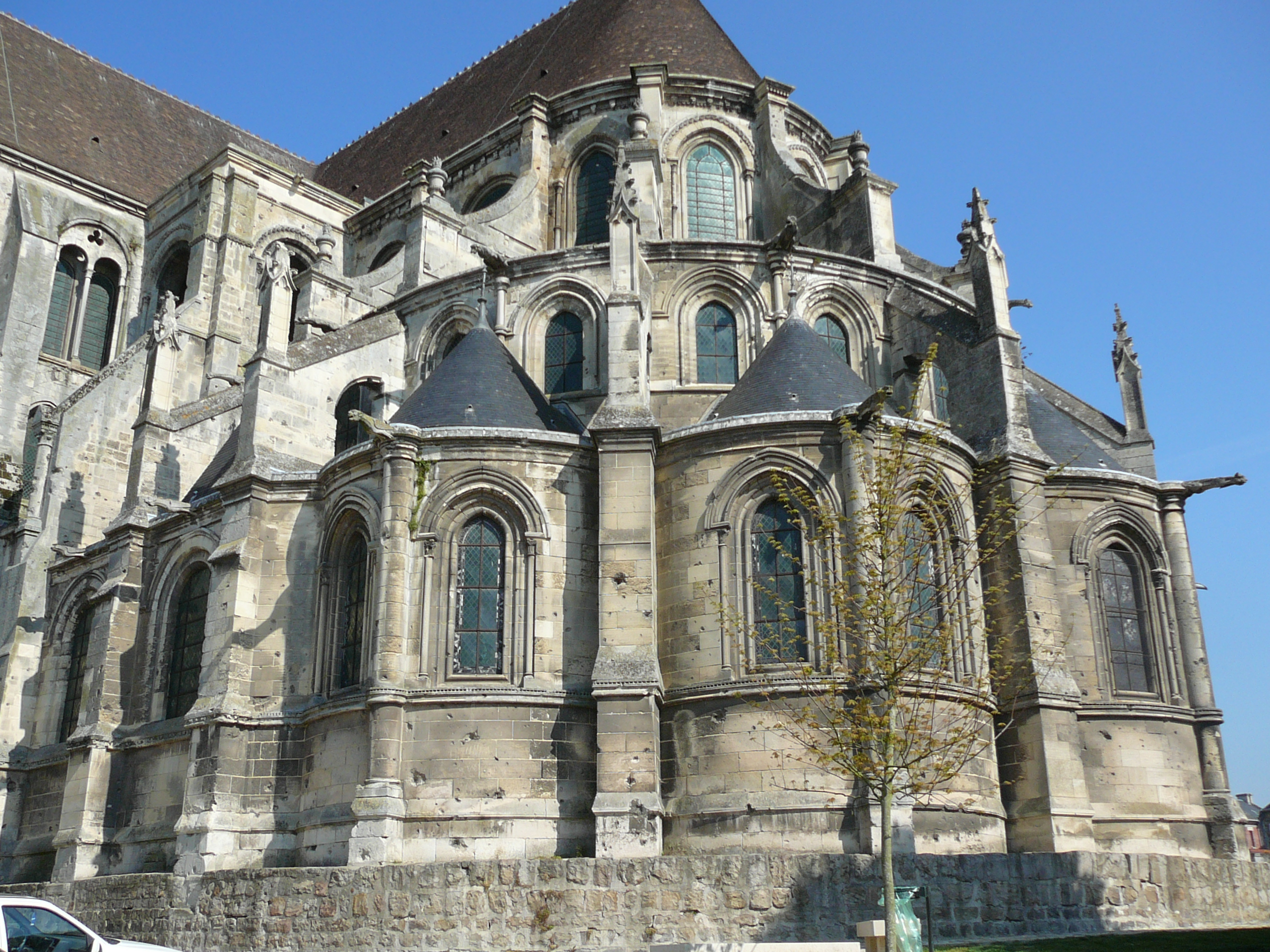
Frühgotische Fenster noch ohne Maßwerk: Noyon, ab 1150
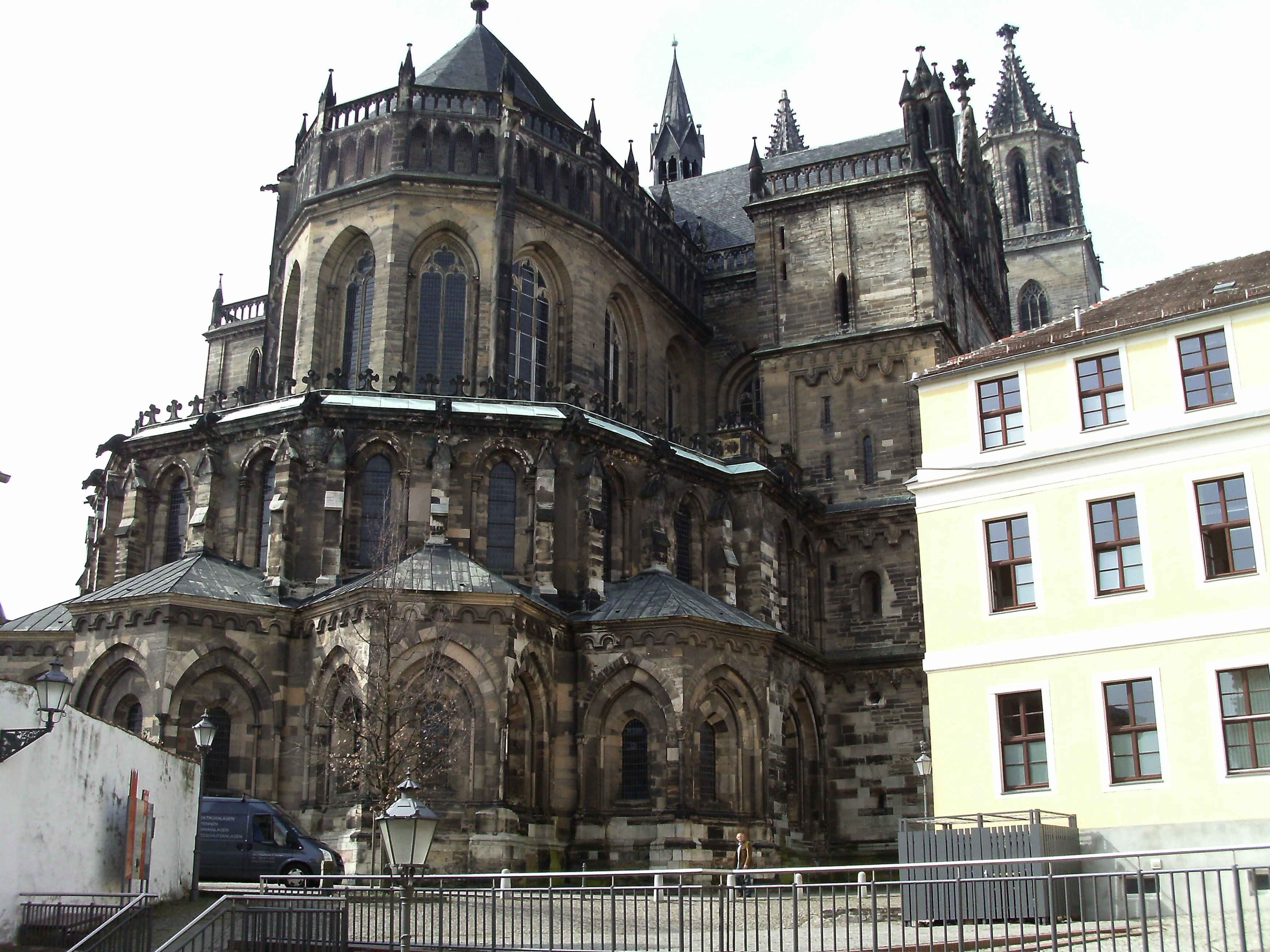
Frühgotische Kapellen- und Emporenfenster noch ohne Maßwerk: Magdeburger Dom, ab 1209/1215
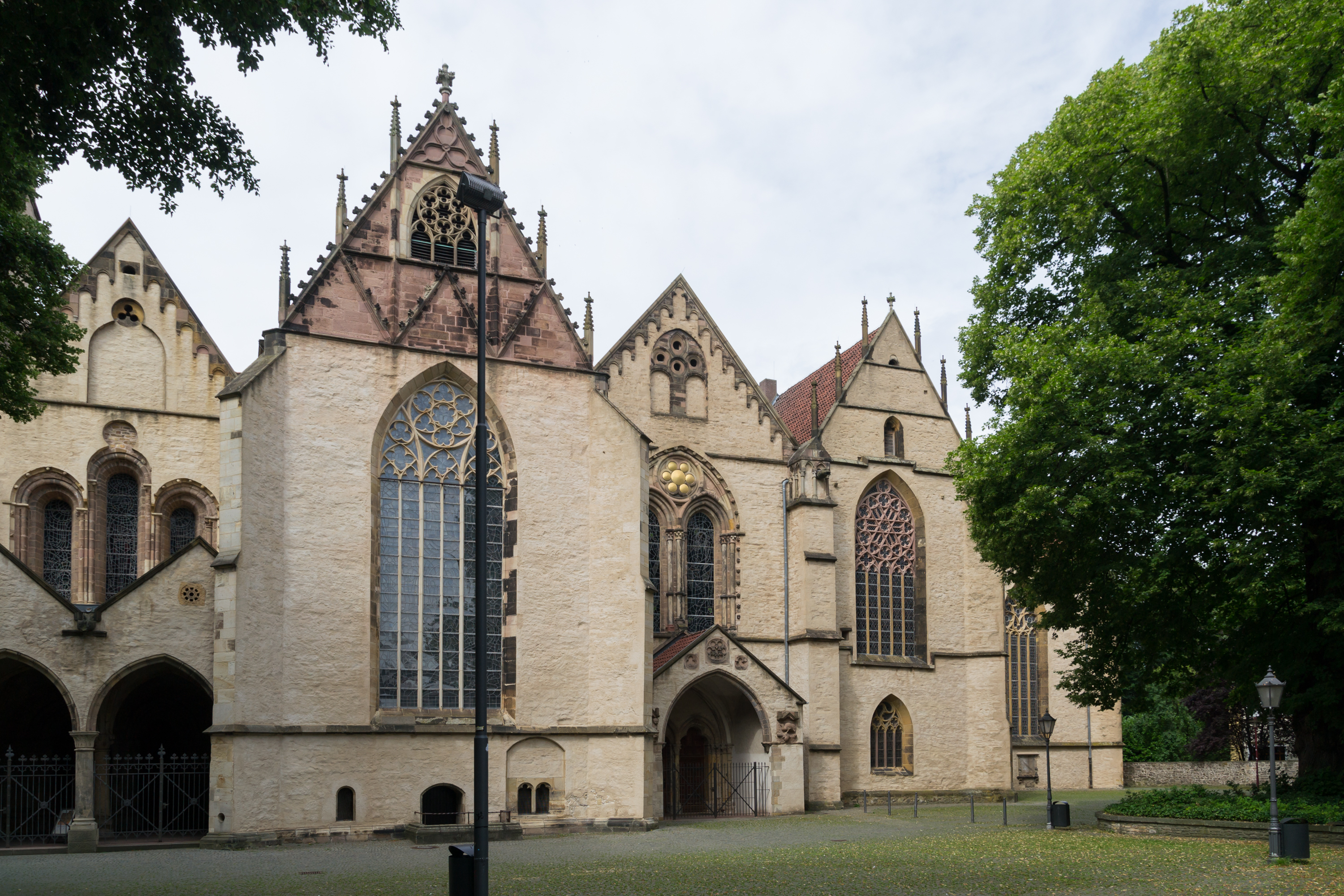
Fenster am Herforder Münster, v. l. n. r.: romanisch, spätgotisch, frühgotisch, spätgotisch
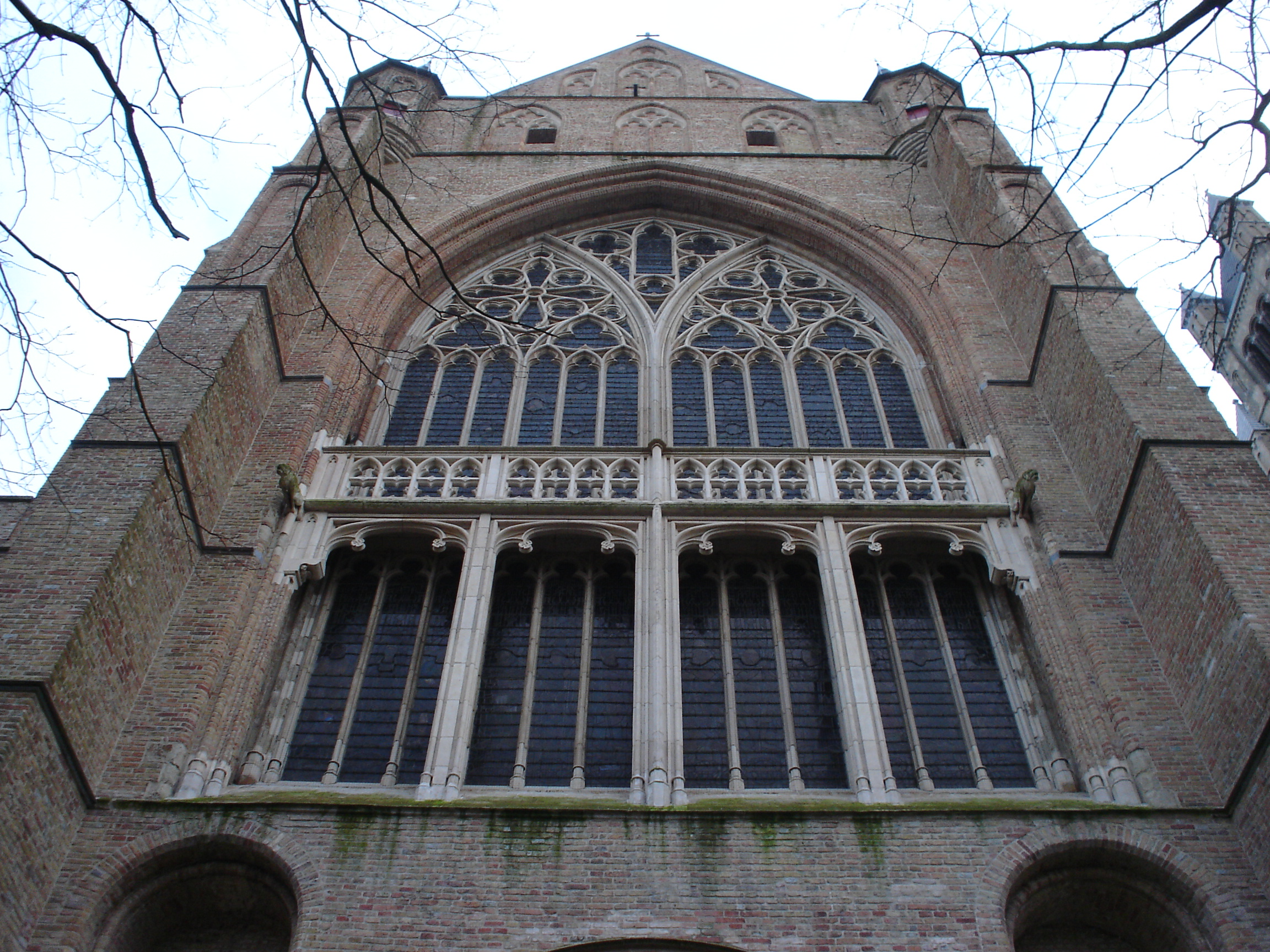
Backsteingotik mit Werksteinmaßwerk: Kathedrale von Brügge, spätgotisch
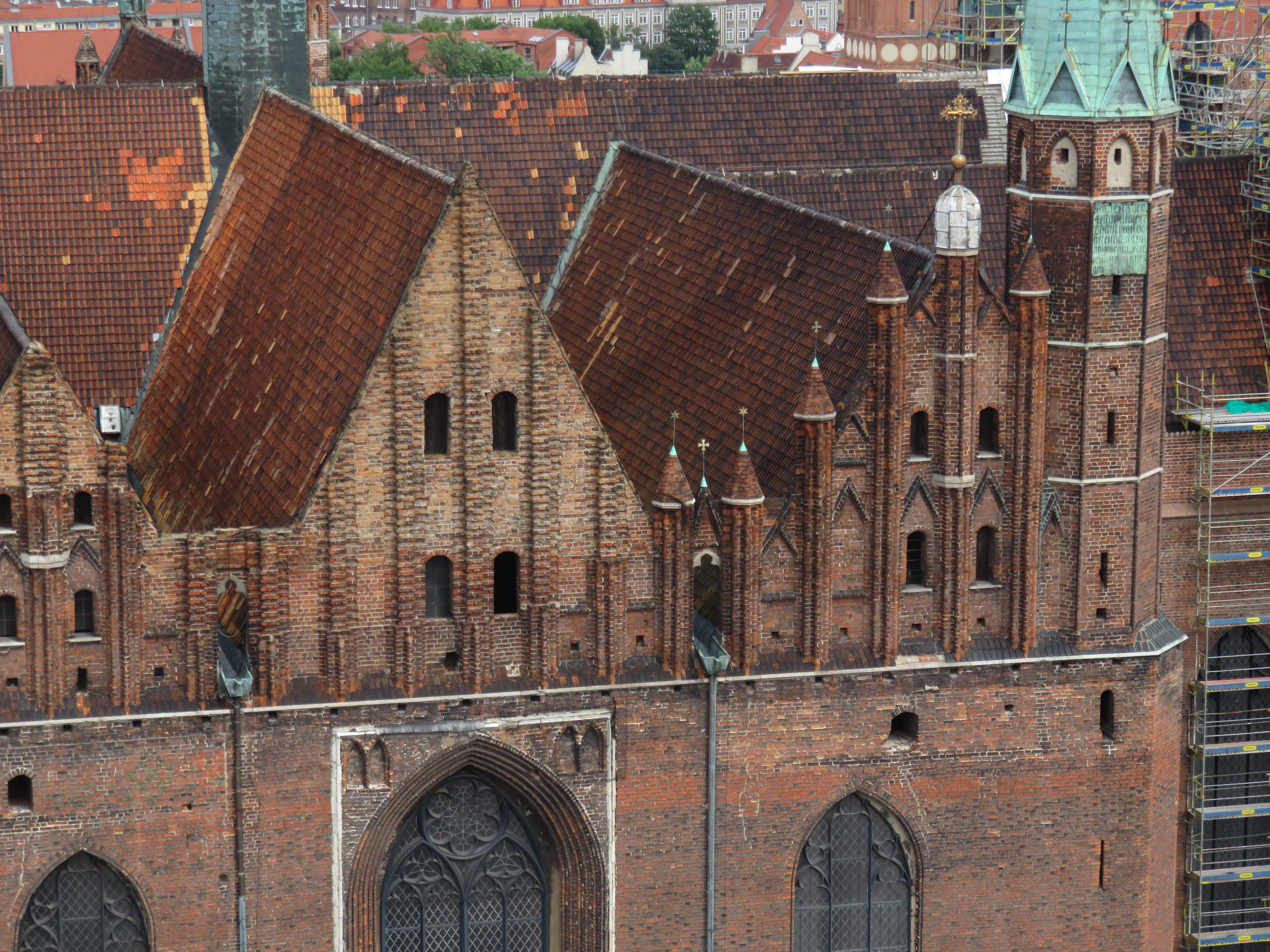
Maßwerk seit jeher aus Eisen: Fenster der Danziger Marienkirche, spätgotisch
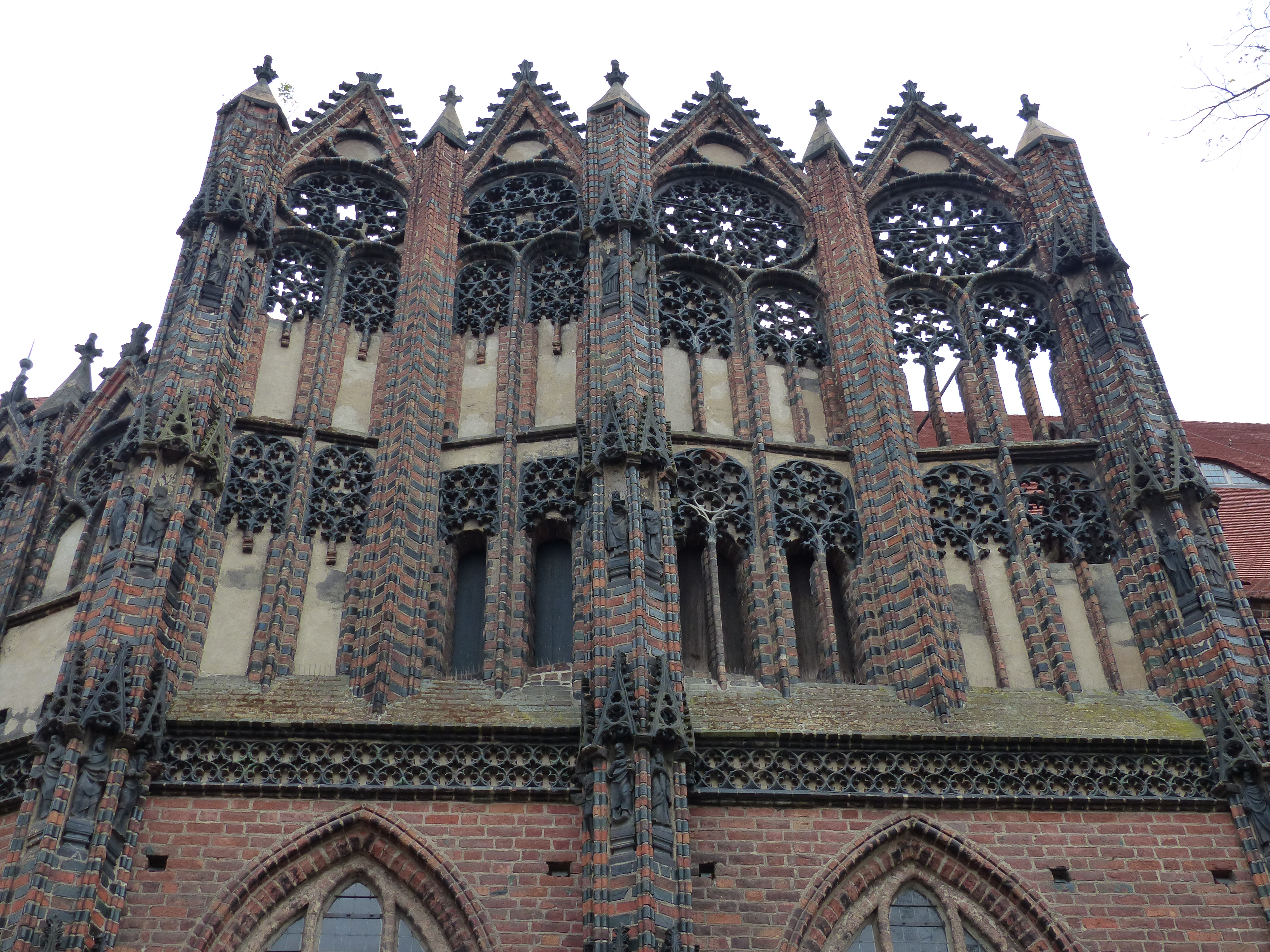
Maßwerk aus gebranntem Ton: Katharinenkirche in Brandenburg

Das Maßwerk ist ein typisches Bauornament der Hoch- und Spätgotik, das aus geometrischen Formen, wie z. B. Kreisen und Bögen entwickelt wird. Es kann in Werk- oder Backstein ausgeführt werden und wird im Bogenfeld von Fenstern, aber auch bei Brüstungen und Wandflächen verwendet. Die Erfindung des Maßwerks wird auch als „Geburt der eigentlichen Gotik“ bezeichnet und tritt erstmals um 1215/20 bei der Kathedrale von Reims auf. Neben spitzbogigen Maßwerkfenstern sind auch kreisrunde Rosettenfenster zu finden, die in der Gotik auf Abmessungen bis zur Fassadenbreite gesteigert werden können. In der Spätgotik schließlich wurden auch verschlungenere und kompliziertere Maßwerkformen in vielfältigen Fischblasen- und Flammenmustern (Flamboyant) ausgebildet.
Die Vorlagen zu vielen gotischen Ornamenten stammen aus der Pflanzenwelt. Eine besondere Rolle spielte dabei das Eichenlaub. Die Spitzen von Giebeln und Türmen erhielten als Ornament oft eine Kreuzblume oder eine Fiale als Abschluss (vergleiche auch Wimperg).

### Bauherren und Baumeister

#### Bauherr
Der Bauherr einer Bischofskirche war als Hausherr das Kapitel (siehe Domkapitel, Stiftskapitel) und nicht der Bischof. Der Bau von Stifts- und Klosterkirchen wurde vom Abt oder der Äbtissin eingeleitet und vom Patronatsherren finanziell und auch inhaltlich bestimmt oder beeinflusst. Kapitel und Bischof oder Stadt und Stadtpfarrer einigten sich über die Organisation zur Ausführung einer Bischofs- oder Pfarrkirche in unterschiedlichster Weise und bestellten wie z. B. in Narbonne zum Bau der Kathedrale von Narbonne jeweils zwei Kanoniker und zwei Kleriker als Administratoren auf Zeit. Bauherren wurden auch als Kirchmeister, procuratoren, magister fabrice, magister operis, operarius oder auch als architectus bezeichnet.
Den neuen Stil befürworteten das Königshaus, das städtische Bürgertum, der monarchisch orientierte Adel, das Kirchenkapitel und zum Teil auch die Bischöfe.
Dagegen standen die mit Abstieg bedrohten Führungsschichten des Feudaladels mit seinen Ländereien, die in den gotischen Kathedralen Manifestationen einer neuen, ihnen feindlichen Macht sahen. Auch dagegen waren diejenigen Mönchsorden, deren Machtstellung auf dem Land gefährdet wurde, zunächst also die Zisterzienser, später – nach 1220 – vor allem die neuen Bettelorden der Dominikaner und Franziskaner, die sich oft zum Sprachrohr der städtischen Unterschichten machten – und natürlich waren auch die Ketzerbewegungen gegen die neue prachtvolle Architektur. In Paris gab es deshalb schwere Konflikte zwischen dem Kathedralklerus und den an der Universität unterrichtenden Gelehrten dieser genannten Orden: Thomas von Aquin, Bonaventura von Bagnoregio und Albertus Magnus. Und all diese Orden bildeten denn auch für ihre Kirchen andere Baukonzepte aus, die sozusagen architektonische Leitbilder gegen die gotischen Kathedralen darstellen.
Auch unter den Befürwortern der Gotik gab es Zwist aus Konkurrenz- und Prestigedenken. Die Bischöfe und der Adel wollten mit den Kathedralen ihre Macht manifestieren. Die aufstrebenden Bürger der Städte wollten aber ebenfalls ihren frommen Beitrag leisten. Das duldeten Klerus und Adel aber nicht. Sie wiesen die Spenden der Bürger ab, da das Werk der Kathedrale allein ihr Verdienst sein sollte. Darüber gab es sogar Aufstände der Bürger, die ihren Beitrag erzwingen wollten. Später errichteten Bürger deshalb auch die nach ihnen benannten Bürgerkirchen als eigene Machtdemonstration gegen den Bischof, oft nah beim Dom. Dabei wurde versucht die Kathedrale zu übertrumpfen.

#### Baumeister

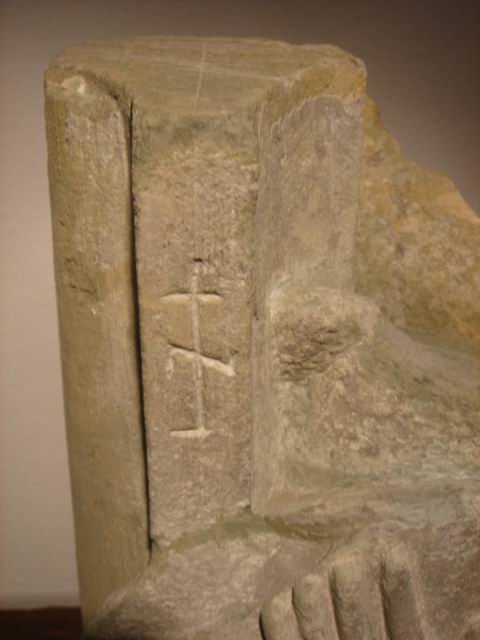
Typisches gotisches Steinmetzzeichen an einem Profil

Die Leiter der Bauausführung hießen oft Werkmeister (wercmeistere) oder Baumeister; sie gingen zumeist aus dem Steinmetzhandwerk hervor und waren die mittelalterlichen Architekten. Auch Bezeichnungen wie magister operis kamen vor. Bei der Ausführung hatten der Steinmetzmeister (magister lapicidae) und der Maurermeister (magister caementari) sowie der Sculptor Bedeutung. Die Meister der Bauausführung wechselten bei jedem Bauwerk häufiger, schon auf Grund der langen Bauzeiten.
Bekannt wurden einige bedeutende Dombaumeister oder Bau- und Steinmetzmeister der Gotik:
- am Kölner Dom als Kölner Dombaumeister insbesondere Meister Gerhard († 1271), Meister Arnold († 1308), Johannes von Köln, Meister Michael († nach 1387), Meister Andreas von Everdingen († vor 1412), Nikolaus van Bueren (1380–1445), Konrad Kuene van der Hallen (1400/10–1469)
- am Wiener Stephansdom insbesondere Michael Knab (1340/50– nach 1399), Wenzel Parler (vor 1360–1404), Hans Puchsbaum (1390–nach 1454), Laurenz Spenning (1400/10–1477), Anton Pilgram (1460–1515), Jörg Öchsl (um 1500)
- am Regensburger Dom die Baumeisterdynastie der Roriczer, deren Mitglieder von spätestens 1415 bis 1514 die Stelle des Dombaumeisters besetzten – beginnend mit dem aus Böhmen zugewanderten Meister Wenczlaw (vor 1415–1419), über Konrad Roriczer (1456- um 1476), bis zu den Brüdern Matthäus (1476–1495) und Wolfgang Roriczer (1495–1514)
- Wilhelm von Sens, Baumeister um 1175 an der Kathedrale von Canterbury und davor an der Kathedrale von Sens
- Werkmeister Guerin von der Kathedrale St. Denis (13. Jh.)
- Werkmeister Hugues Libergier (1229–1263) von der Abteikirche St-Nicaise in Reims.
- Werkmeister Pierre de Montreuil (um 1250) von der Kathedrale Notre-Dame de Paris
- Die Baumeisterfamilie Parler mit unter anderem Heinrich Parler der Ältere (1300/1310–1370), Michael Parler (um 1330–1390), Johann dem Jüngeren (um 1359–1405) und Johann dem Älteren wirkte beispielsweise am Basler, Freiburger, Gmünder, Straßburger und Ulmer Münster sowie am Veitsdom in Prag und am Dom der heiligen Barbara in Kutná Hora; aus dem Namen Parler entstand der Begriff Polier.

Die Meister konnten oft an ihrem Steinmetzzeichen erkannt werden, eine im Mittelalter übliche Markierung, die sie auf ihrer Arbeit anbrachten.

### Regionale Verbreitung und Weiterentwicklung
In der Architektur wird unterschieden in Früh-, Hoch- und Spätgotik, die sich in den verschiedenen Regionen unterschiedlich entwickelten:
| Frankreich                | Gothique primitif 1140–1190                                        | Gothique classique 1190–ca. 1230                                   | Gothique rayonnant 1231–1350  | Gothique flamboyant 1350–1520 | Gothique flamboyant 1350–1520 |
| England                   | Early English 1170–1250                                            | Early English 1170–1250                                            | Decorated 1250–1350           | Perpendicular 1350–1485       | Tudor Style 1485–1603 ff.     |
| Italien                   |                                                                    | seit 1200                                                          | seit 1200                     | seit 1200                     | seit 1200                     |
| Deutschland, Mitteleuropa | Frühgotik, einschl. Romano-Gotik 1180–ca. 1290 (überlappend mit …) | Frühgotik, einschl. Romano-Gotik 1180–ca. 1290 (überlappend mit …) | Hochgotik 1235 oder 1248–1350 | Spätgotik 1350–ca. 1520 ff.   | Spätgotik 1350–ca. 1520 ff.   |

Als sich Anfang des 16. Jahrhunderts die Renaissance nördlich, östlich und westlich der Alpen ausbreitete, verlor der gotische Stil schnell an Einfluss. Allerdings errichtete man in Flandern noch bis ins frühe 17. Jahrhundert gotische Hausgiebel. Mancherorts verwendete man in Kirchengebäuden noch längere Zeit gotische Formen, Vgl. Nachgotik.

#### Regionale Stilbegriffe
Neben der allgemeinen zeitlichen Unterscheidung in Früh-, Hoch- und Spätgotik sind für bestimmte regionale Stileigentümlichkeiten oder Bautechniken einige Sonderbegriffe gebräuchlich:
- Rayonnant, französisch für strahlend, steht für die hochgotische Stilphase von ca. 1230 bis 1350 mit maximal großen Fensterflächen und durchlichtetem Triforium. Beim Maßwerk sind die Fensterrosen in radial ausstrahlende Bahnen aufgeteilt wie bei den Nord- und Südrosen der Kathedrale Notre-Dame de Paris (nicht zu verwechseln mit deren frühgotischer Westrose).
- Als Flamboyant wird die Spätgotik in Frankreich, Flandern und England bezeichnet. Der Begriff wird auch für Maßwerk mit S-Formen in der deutschen Spätgotik verwendet.

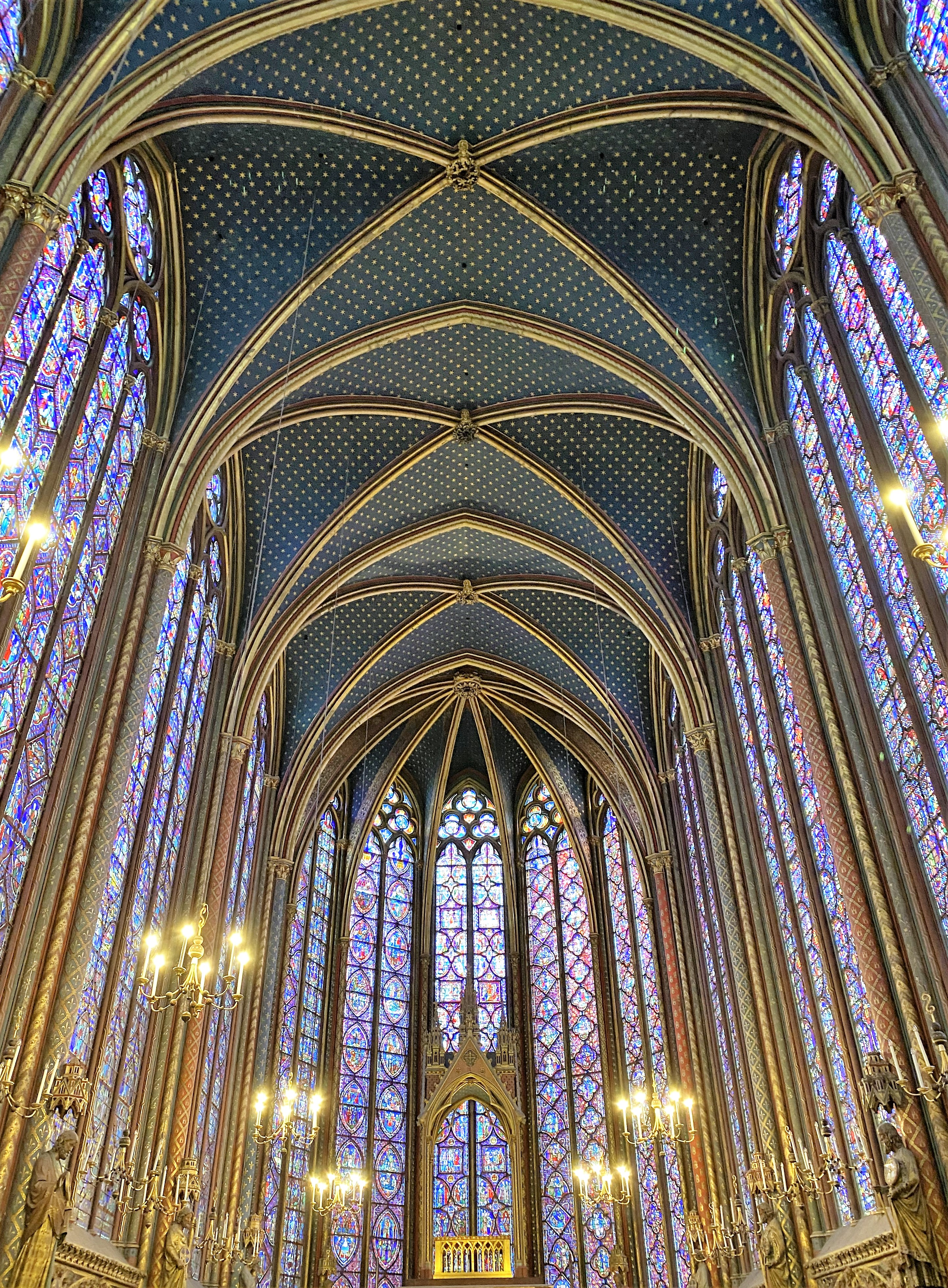
Die Sainte-Chapelle in Paris, ein Meisterwerk des hochgotischen Rayonnantstils
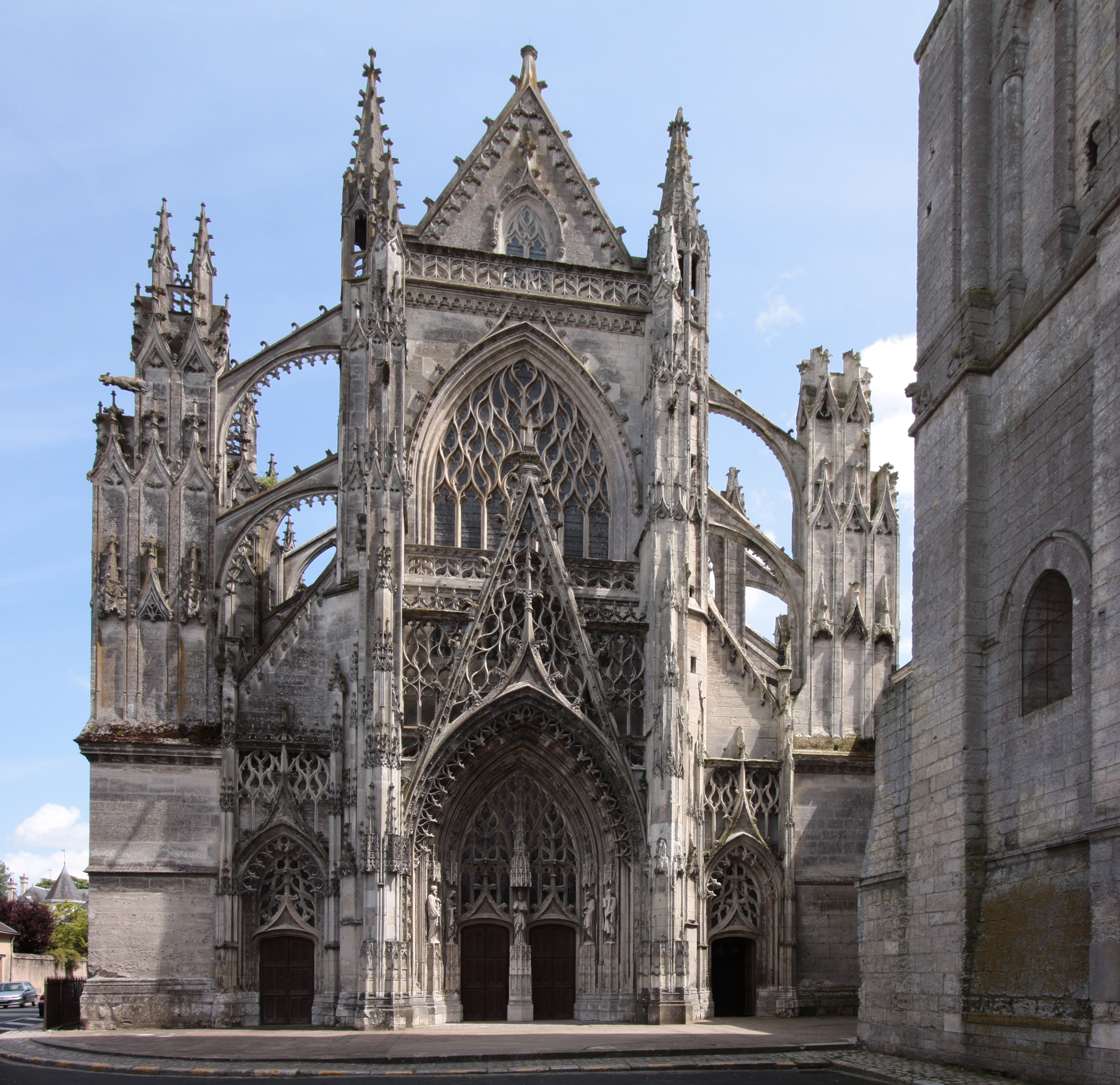
Spätgotischer Flamboyantstil der Abteikirche in Vendôme in Frankreich
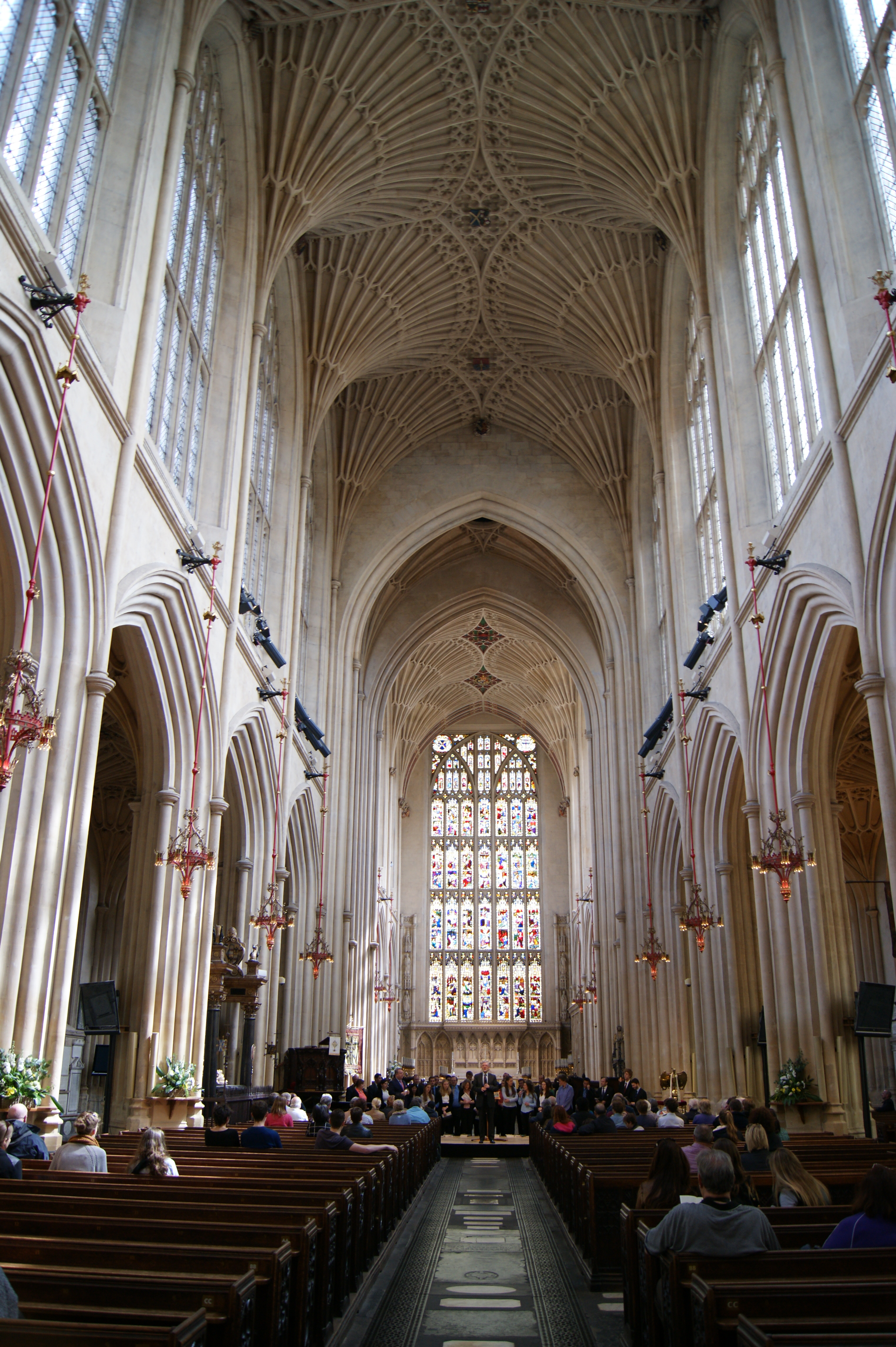
Abteikirche Bath im Perpendicular Style, Fächergewölbe, hier kein Triforium

- Der Decorated Style (auch Decorated Period) ist eine Phase in der englischen Gotik, die von 1250 bis 1370 dauerte.
- Der Perpendicular Style (englisch: „senkrechter Stil“) ist ein für England typische Stilstufe der Spätgotik.
- Die Backsteingotik bezeichnet die Umsetzung der Gotik mit dem Baumaterial Backstein, vom 13. bis 16. Jahrhundert als Norddeutsche Backsteingotik in Norddeutschland und dem Ostseeraum verbreitet, ohne diese Zusatzbezeichnung aber auch in anderen Regionen (siehe unten den Abschnitt zur Backsteingotik).
- Die Deutsche Sondergotik ist als Begriff eine umstrittene, ideologisierte Stilstufenbezeichnung der Gotik des 14. und 15. Jahrhunderts in Deutschland.
- Der Chiaramontestil ist ein gotischer Baustil des 14. Jahrhunderts in Sizilien.
- Als Nachgotik wird die Weiterführung des gotischen Baustils nach seiner eigentlichen Epoche in der Zeit der Renaissance und auch noch des Barock bezeichnet.
- Die Neugotik oder Neogotik ist eine der Stilarten des Historismus. Vielleicht ältestes Beispiel ist die Kathedrale von Dromore (südlich von Belfast), erbaut ab 1661 in Nachahmung des Early English Style. Ihre Formensprache orientierte sich je nach Qualität oft an einem idealisierten Bild der mittelalterlichen Gotik, in manchen Fällen sorgfältig an einzelnen Stilphasen oder Gebäuden. Teilweise wurden Materialien (z. B. Backstein) und Verzierungen in Gegenden gebracht, in denen sie in der mittelalterlichen Gotik nicht üblich waren. Problematisch waren nicht zuletzt neugotische Zutaten bei der Renovierung mittelalterlicher Bauten. In Nordamerika und anderen Gebieten, in den es keine mittelalterliche Gotik gegeben hatte, haftet der Neugotik nicht das Odium der Verlogenheit an.

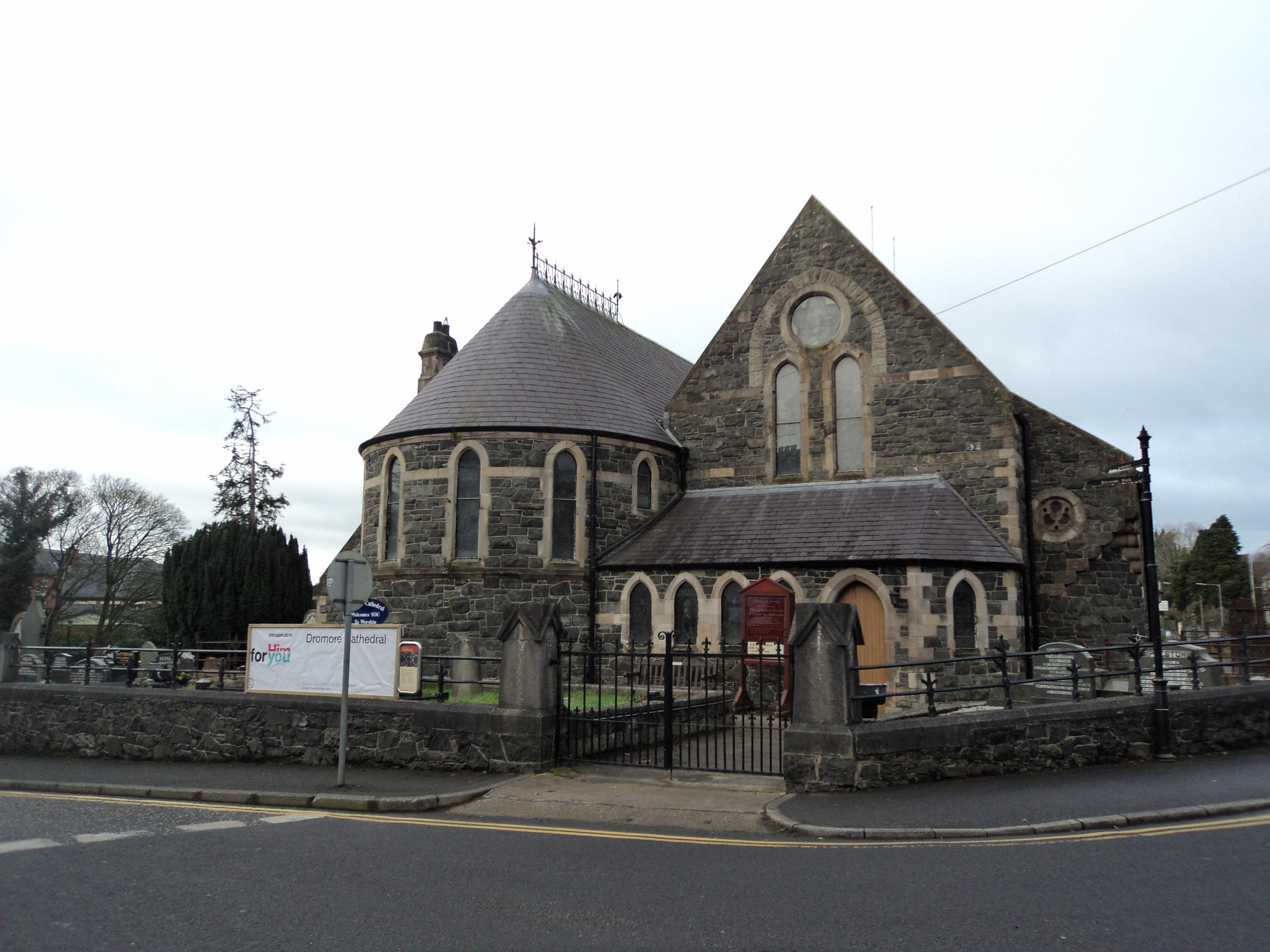
Dromore Cathedral, Nordirland, 1661, in Formen des Early English Style
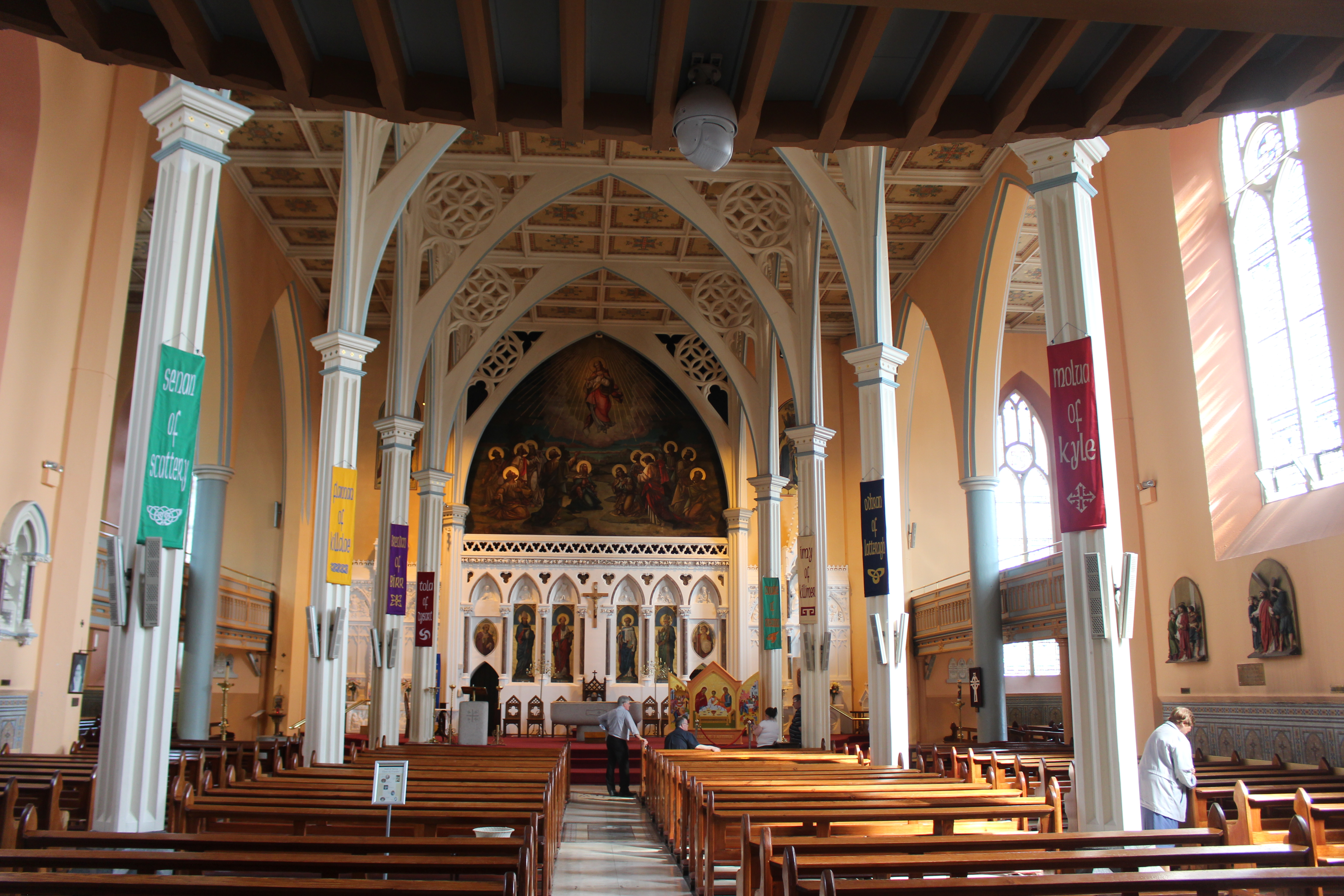
Katholische Kathedrale von Ennis, Republik Irland, 1831–1842, Maßwerk und Arkaden aus Gusseisen
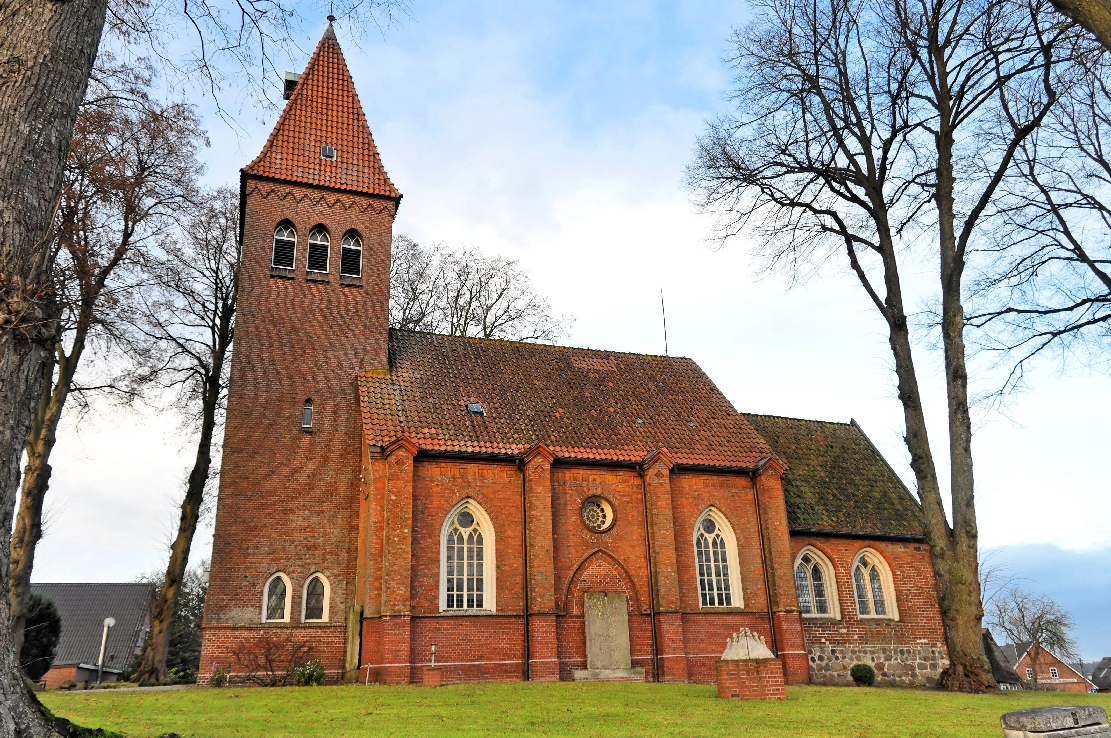
Flögeln, Lkr. Cuxhaven, nur Chor (um 1500) gotisch, Schiff 1852/53, Turm 1905

#### Frankreich
Um den Anfang des 13. Jahrhunderts entsteht mit den Bischofskirchen von Chartres (ab 1194), Reims (ab 1211) und Amiens (ab 1218) der Bautyp der „klassischen“ französischen Kathedrale als dreischiffige Basilika mit Umgangschor, dreigeschossigem Wandaufriss mit Triforium, Doppelturmfassade und Maßwerkfenstern. Der an der Schwelle zur Hochgotik stehende Großbau der Kathedrale von Bourges (ab 1195) brachte ebenfalls einige Neuerungen, blieb jedoch in seiner Form als fünfschiffige Basilika ohne Querhäuser einzigartig. Die Auflösung der Wand erreicht durch die doppelschalige Wandbauweise in Burgund einen Höhepunkt wie bei den Kathedralen von Lausanne (ab 1190, damals zum Reichsburgund, nie zu Frankreich) und Auxerre (ab 1215, damals nicht Burgund, wie Paris Erzbistum Sens) oder bei der Pfarrkirche Notre-Dame in Dijon (ab 1230).
Die Phase der Hochgotik beginnt mit der Einführung von Maßwerkfenstern um 1215/20 am Chor der Kathedrale von Reims.
Mit weitgehend durch Fenster aufgelösten Wandflächen, der Durchfensterung des Triforiums (erstmals um ca. 1230 am Langhaus von St.-Denis und in Amiens) sowie dem strahlenförmigen Maßwerk der Fensterrosetten wird um etwa 1230 der hochgotische Rayonnantstil geschaffen. Neue Maßstäbe setzte die noch im 13. Jahrhundert weitgehend vollendete Kathedrale von Amiens mit einer Mittelschiffshöhe von 42,30 m. Das Streben nach Größe und Maximierung der Fensterflächen gipfelte in der 1247 begonnenen Kathedrale von Beauvais, die mit einem Chor von über 46 m Mittelschiffshöhe Amiens übertraf, deren Gewölbe jedoch bereits 1287 teilweise einstürzten. Der gotische Gigantismus war in Beauvais allerdings erst beendet, als man 1569 auf den reparierten Chor einen rund 150 m hohen Vierungsturm aufsetzte, der nach vier Jahren ebenfalls einstürzte. Bis auf den Chor und die Querhäuser wurde die Kirche nie vollendet.
Neben den teilweise riesigen Kathedralen entstanden große Klosterkirchen sowie tausende Pfarrkirchen und Kapellen wie die berühmte Pariser Sainte-Chapelle (1244–1248), deren Gewölbe auf leuchtenden „Glaswänden“ zu schweben scheinen.

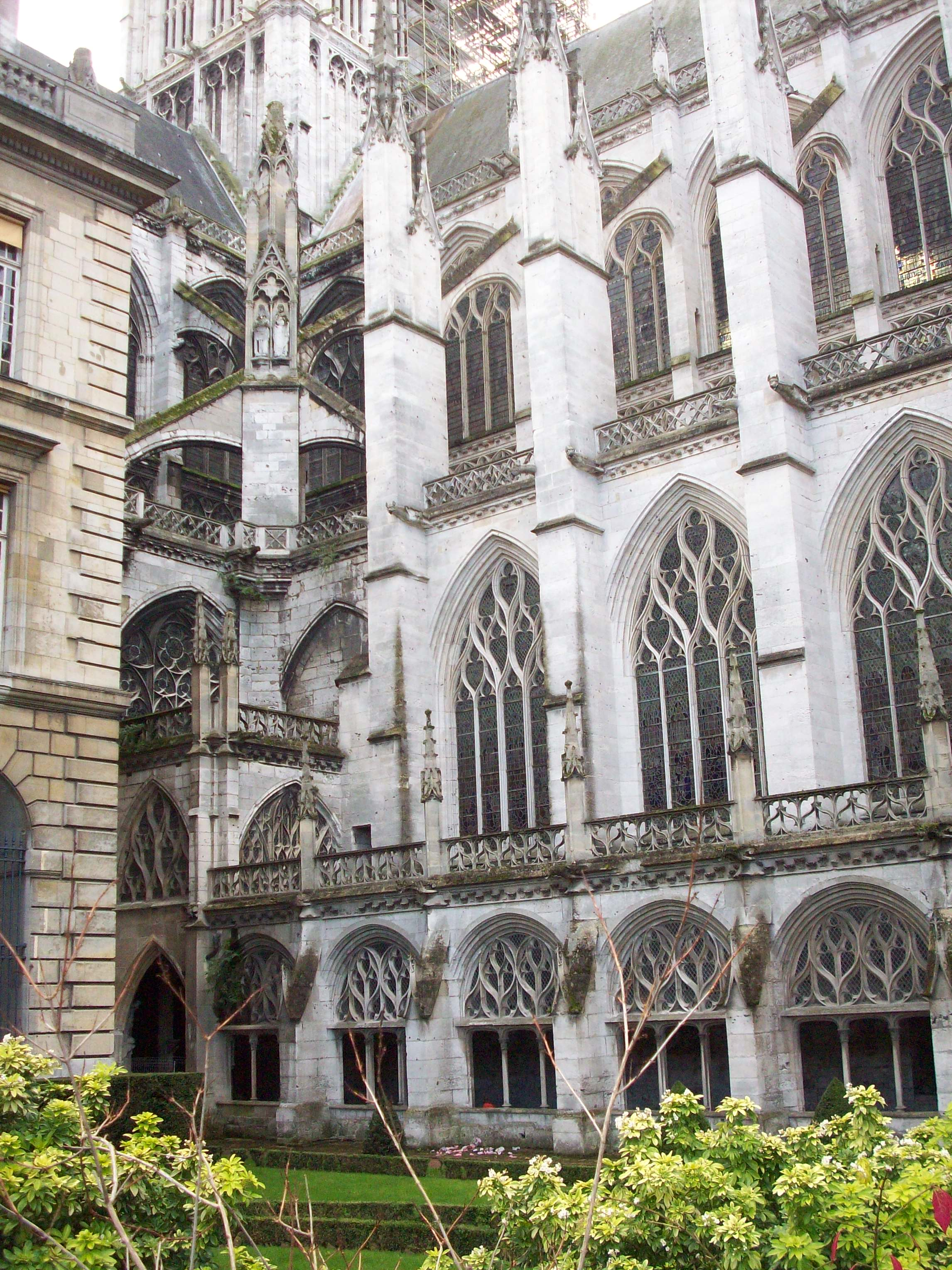
Flamboyant-Maßwerk der Abteikirche St. Ouen in Rouen

Bereits gegen 1300 setzen manche Kunsthistoriker die Vorläufer der französischen Spätgotik an. Bei den Bautypen findet keine nennenswerte Entwicklung mehr statt, das Schema der „Kathedralgotik“ wird eher vereinfacht. Der Hundertjährige Krieg (1337–1453) mit England brachte die Bautätigkeit nach dem ersten Drittel des 15. Jahrhunderts weitgehend zum Erliegen. Ein größerer Kathedralneubau wurde nur noch 1434 in Nantes begonnen, dafür allerdings zahlreiche große Pfarrkirchen für die nach Ende des Krieges rasch anwachsende Stadtbevölkerung gebaut. Viele unterbrochene Großbauten wurden jedoch auch weiter- und fertiggebaut. Da an den meisten großen Kirchen jahrhundertelang gebaut wurde, weisen viele Bauten auch Elemente der verschiedenen gotischen Epochen auf. Man hielt sich nicht sklavisch an die ursprünglichen Pläne, sondern arbeitete im aktuellen Stil weiter.
Ab etwa 1350 tritt als Dekorationsstil der spätgotische Flamboyant-Stil in den Vordergrund, der seinen Namen von den flammenförmigen Maßwerk- und Zierformen hat, die oft riesige Flächen überziehen. Manche Großbauten wurden nun durch prachtvolle Westfassaden abgeschlossen, auch Querhausfassaden entstanden im Flamboyantstil. Ein früher Flamboyant-Bau ist die Abteikirche Saint-Ouen in Rouen (ab 1318). Weitere Beispiele sind z. B. die Basilika Notre-Dame de L’Épine (ab ca. 1405), die Abteikirche von Vendôme, die Kapelle von Brou (ab 1513) oder die Querhäuser der Kathedrale von Senlis (16. Jahrhundert).
Die tiefe Verankerung der Gotik in Frankreich zeigt sich in ihrem Weiterleben in der Nachgotik, die noch in der Renaissancezeit Bauten wie die Kathedrale von Orléans (ab 1601) oder Saint-Eustache in Paris (1532–1649) hervorbrachte.

Frühe Gotik in Frankreich und Deutschland
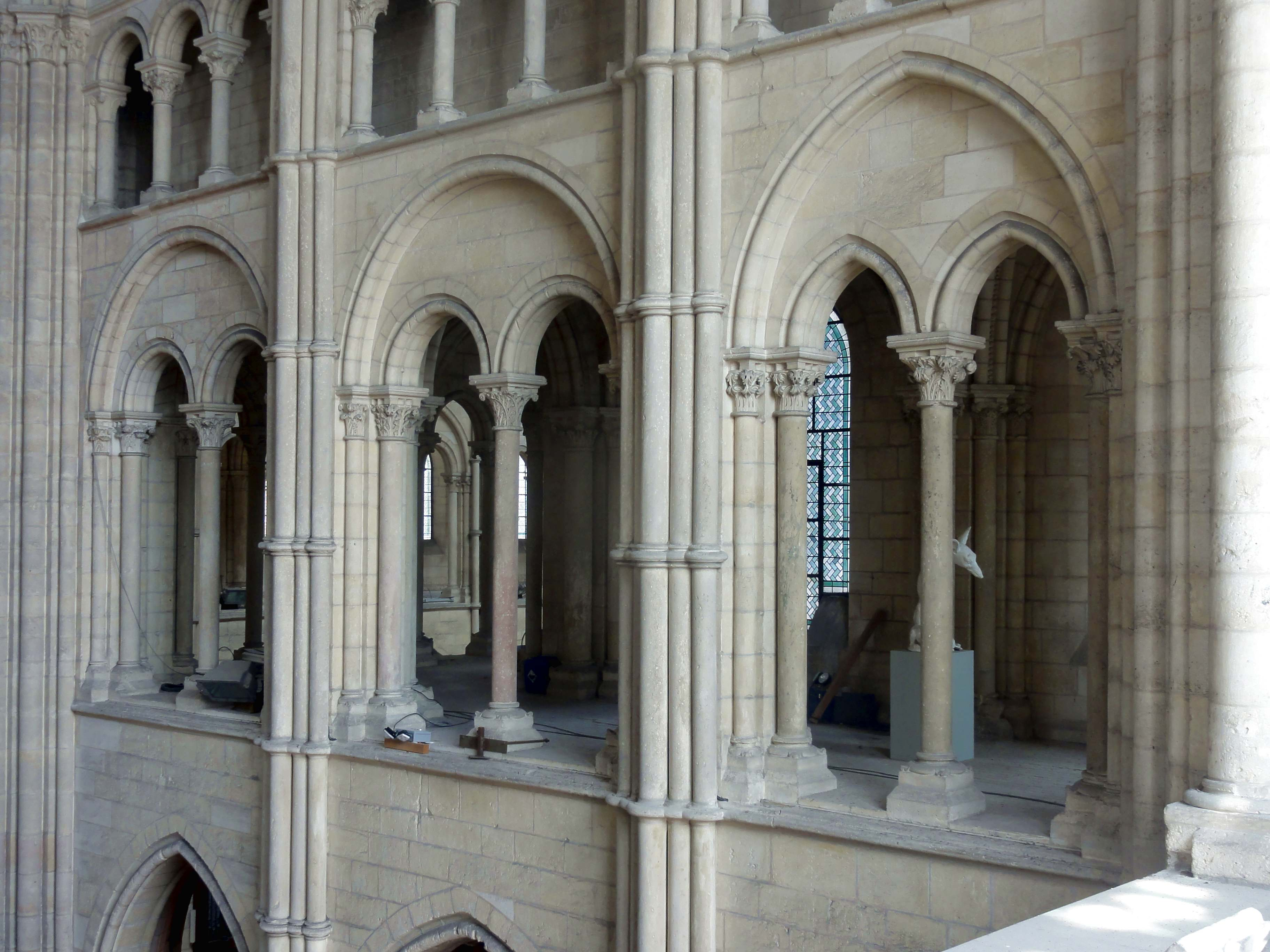
Emporengeschoss der Kathedrale von Laon 1155–1235
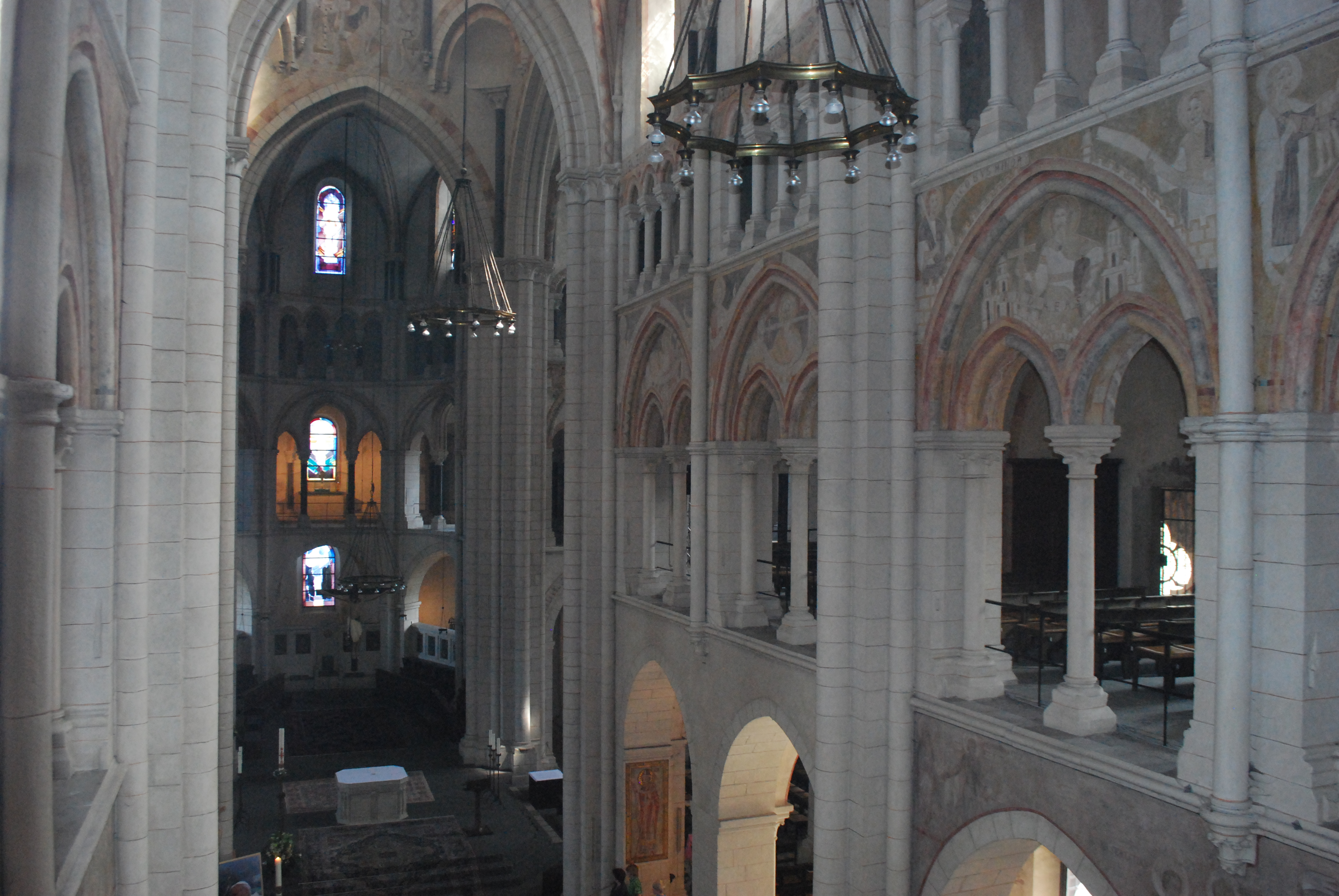
Emporengeschoss des Limburger Doms, (ca. 1190) –1235

#### Deutschland

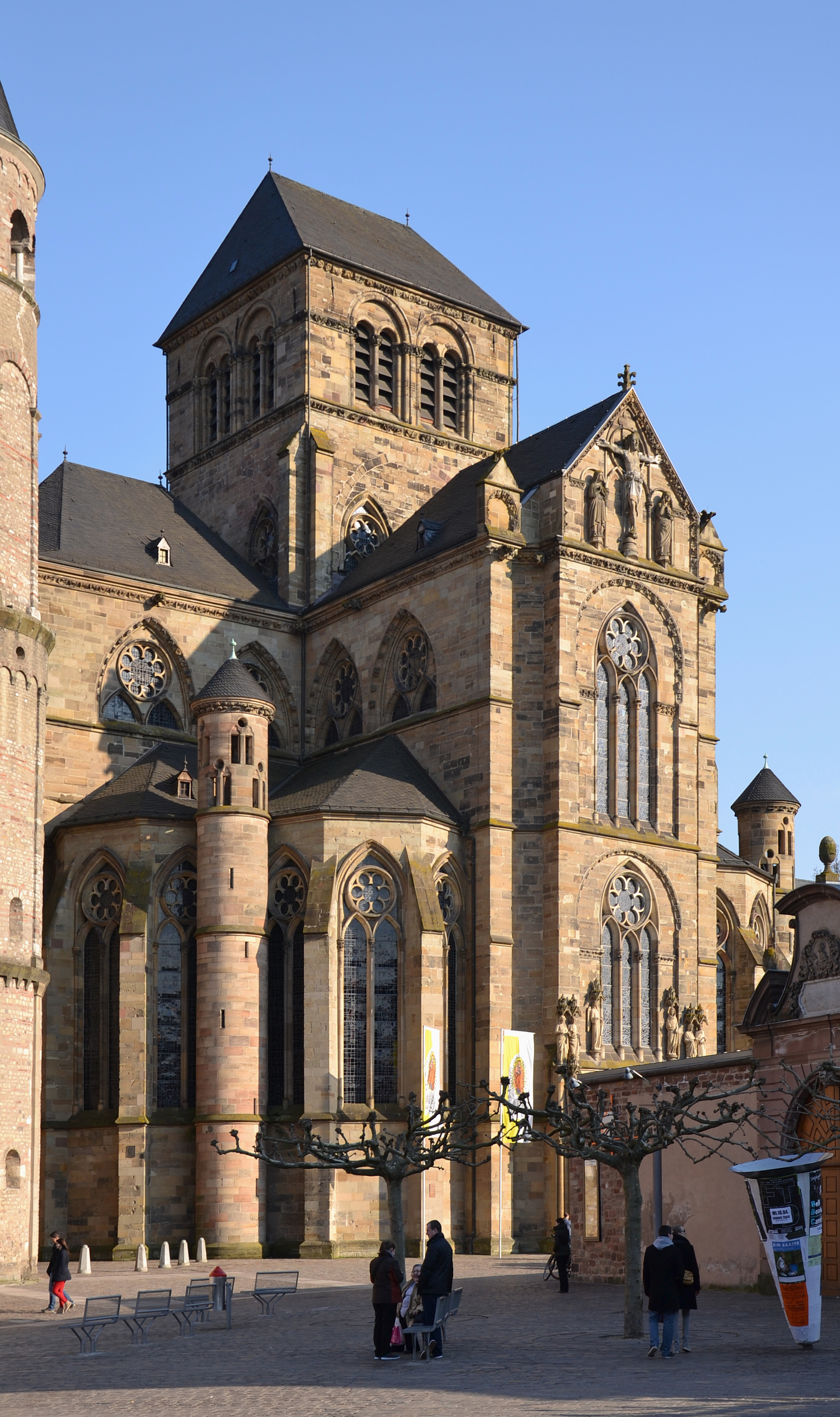
Die Liebfrauenkirche in Trier, ab 1230

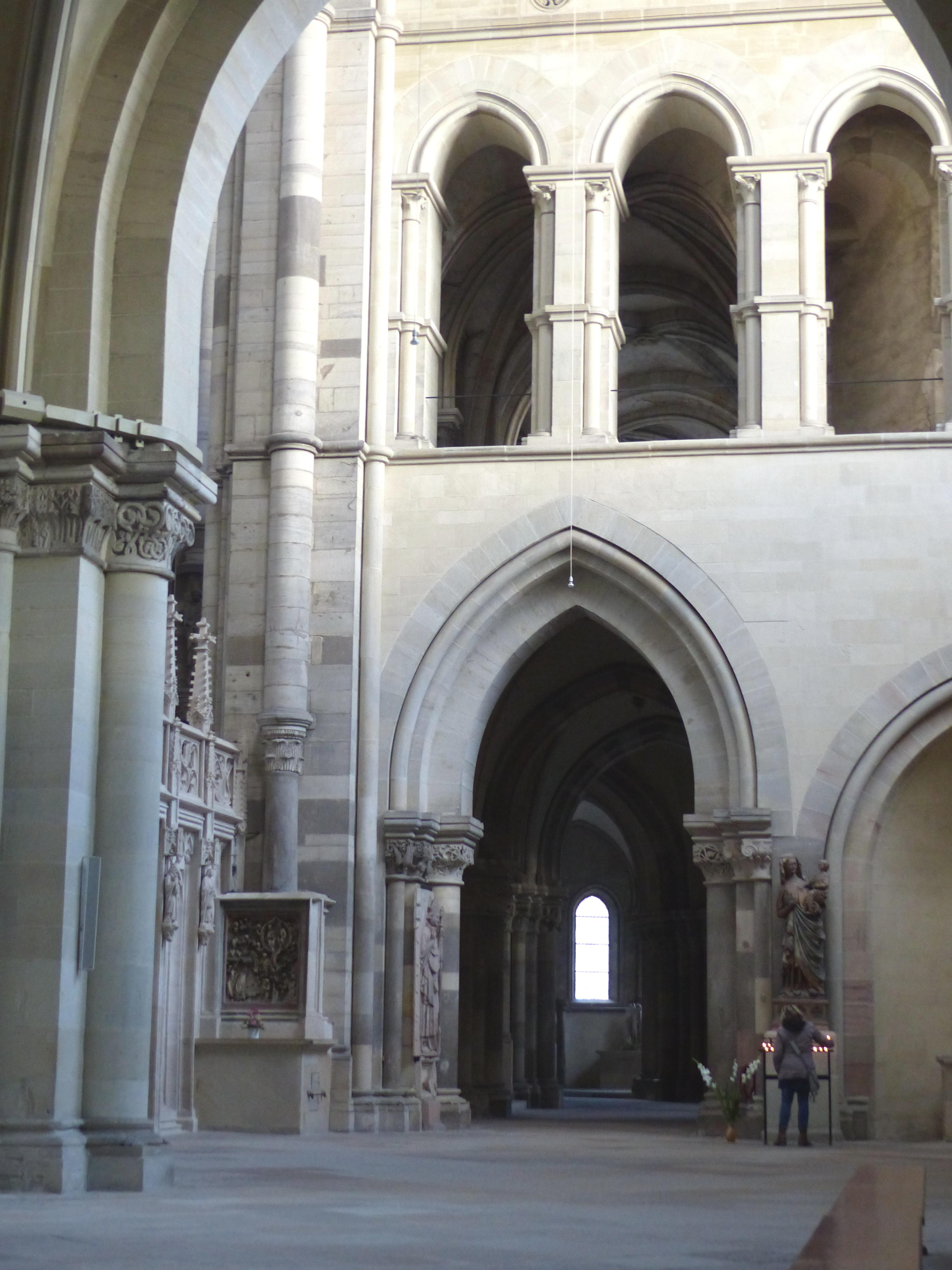
Magdeburger Dom, ab 1207/1209, von Anfang an gotisch konzipiert

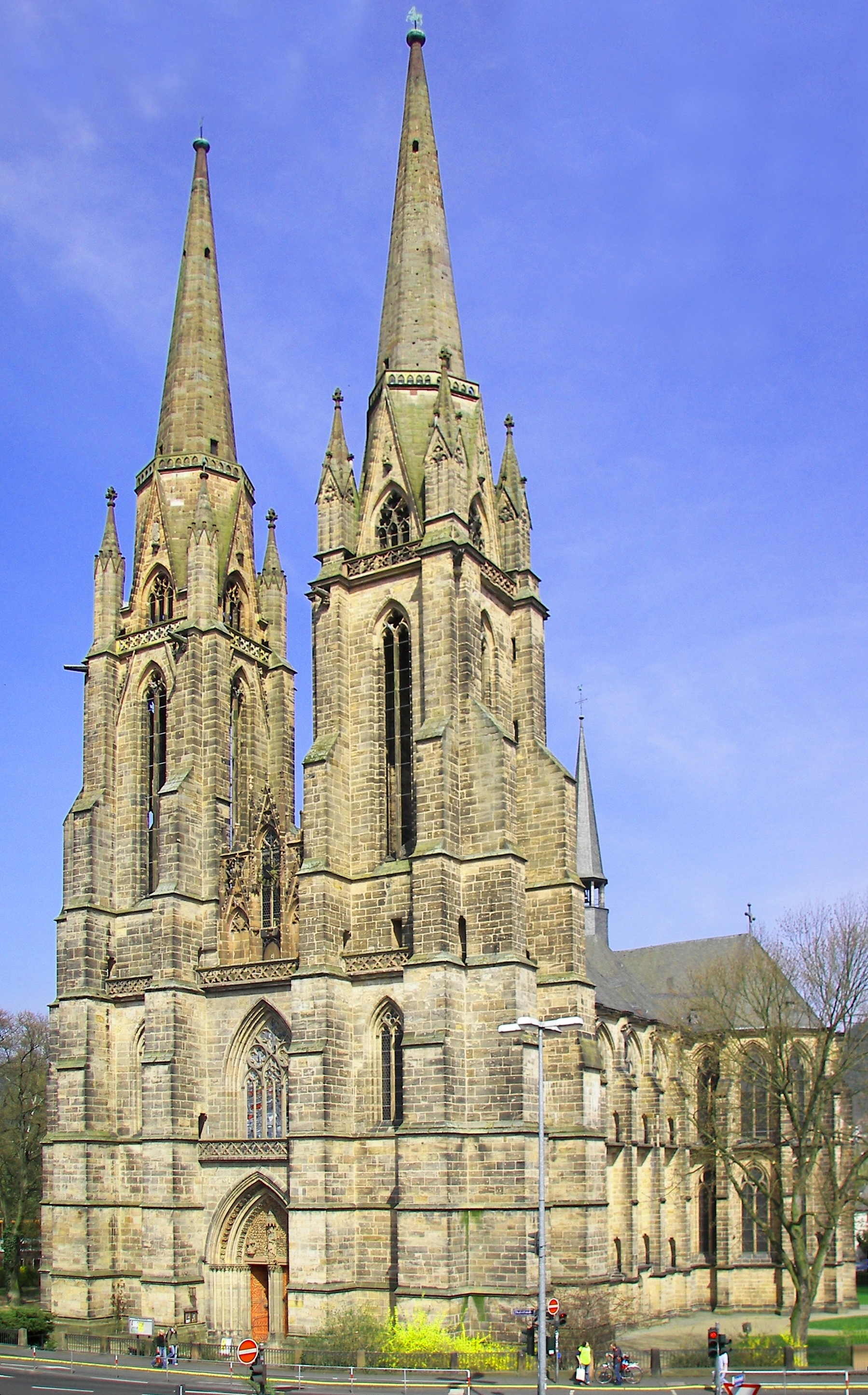
Elisabethkirche in Marburg, ab 1235

In Zeit und Stil der französischen Anfangsgotik («Gothique primitif») wurde Deutschland nur ein einziges bedeutendes Werk dieses Stils begonnen, ab etwa 1180 der gotische Umbau des Limburger Doms. Allerdings wurde bei mehreren Kirchen der Spätromanik zwar an den überkommenen Gesamtproportionen und den rundbogigen Portalen und Fenstern festgehalten, aber für die Decken schon die statisch vorteilhafte Neuerung der spitzbogigen Rippengewölbe übernommen. Prominentestes Beispiel ist der Wormser Dom, dessen erste spitzbogige Kreuzrippengewölbe, östliches Chorquadrum und Querhaus, um 1140 errichtet wurden, gleichzeitig mit Initialbauten der französischen Gotik wie dem Umgangschor von Saint-Denis.
In Westfalen wurden, in der Großen Marienkirche in Lippstadt und in Kloster Marienfeld um 1200 die ersten Domikalgewölbe nach dem Vorbild der Angevinischen Gotik Westfrankreichs errichtet, allerdings noch in romanisch gestalteten Außenmauern.
Der erste gotisch begonnene Großbau, der Magdeburger Dom (ab 1207/1209/1215), fällt in Zeit und Stil der französischen klassischen Gotik, was nicht als „Hochgotik“ missverstanden werden darf (siehe Vergleich der Stileinteilungen) und weist in seinen ältesten Teilen Züge der ersten beiden französischen Stilphasen auf, der Umgangschor hat den Querschnitt einer Emporenbasilika und maßwerklose Spitzbogenfenster. Im Gegensatz zu den meisten gotischen Basiliken hat der Magdeburger Dom keine Strebebögen, was bei einigen östlich benachbarten Bauten Schule machte. Alle Aspekte der französischen Frühgotik, dabei teils der Anfangsgotik und teils der klassischen Gotik erfüllt das Dekagon von St. Gereon in Köln – trotz altrömischem Unterbau.
Frühgotische Zisterzienserkirchen ohne Maßwerkfenster werden wegen ihrer betont schlichten und dadurch spröden Gestaltung oft als „romanisch“ verkannt. Die Kirche von Kloster Walkenried erhielt ihr frühgotisches Querhaus ab 1209 oder 1210. Die frühgotische Kirche von Kloster Riddagshausen wurde von 1215 bis 1240 errichtet. Nicht zuletzt aufgrund unzureichenden Überblicks werden als erste rein gotische Kirchenbauten auf heutigem deutschen Staatsgebiet gerne der Zentralbau der Liebfrauenkirche in Trier (ab ca. 1230) und die Hallenkirche der Elisabethkirche in Marburg (ab 1235) gesehen. Die Zisterzienserklosterkirche Haina ist ebenfalls eine Hallenkirche und geht möglicherweise der Marburger Kirche zeitlich voraus. Alle drei haben keine Triforien, an deren Fensterlosigkeit oder Befensterung in Frankreich zwischen klassischer Gotik und dem Gothique rayonnant unterschieden wird, der „strahlenden Gotik“, der die deutsche Hochgotik entspricht. Sie weisen aber andere Züge des Gothique rayonnant auf, sodass es korrekt ist, sie als hochgotisch zu bezeichnen.

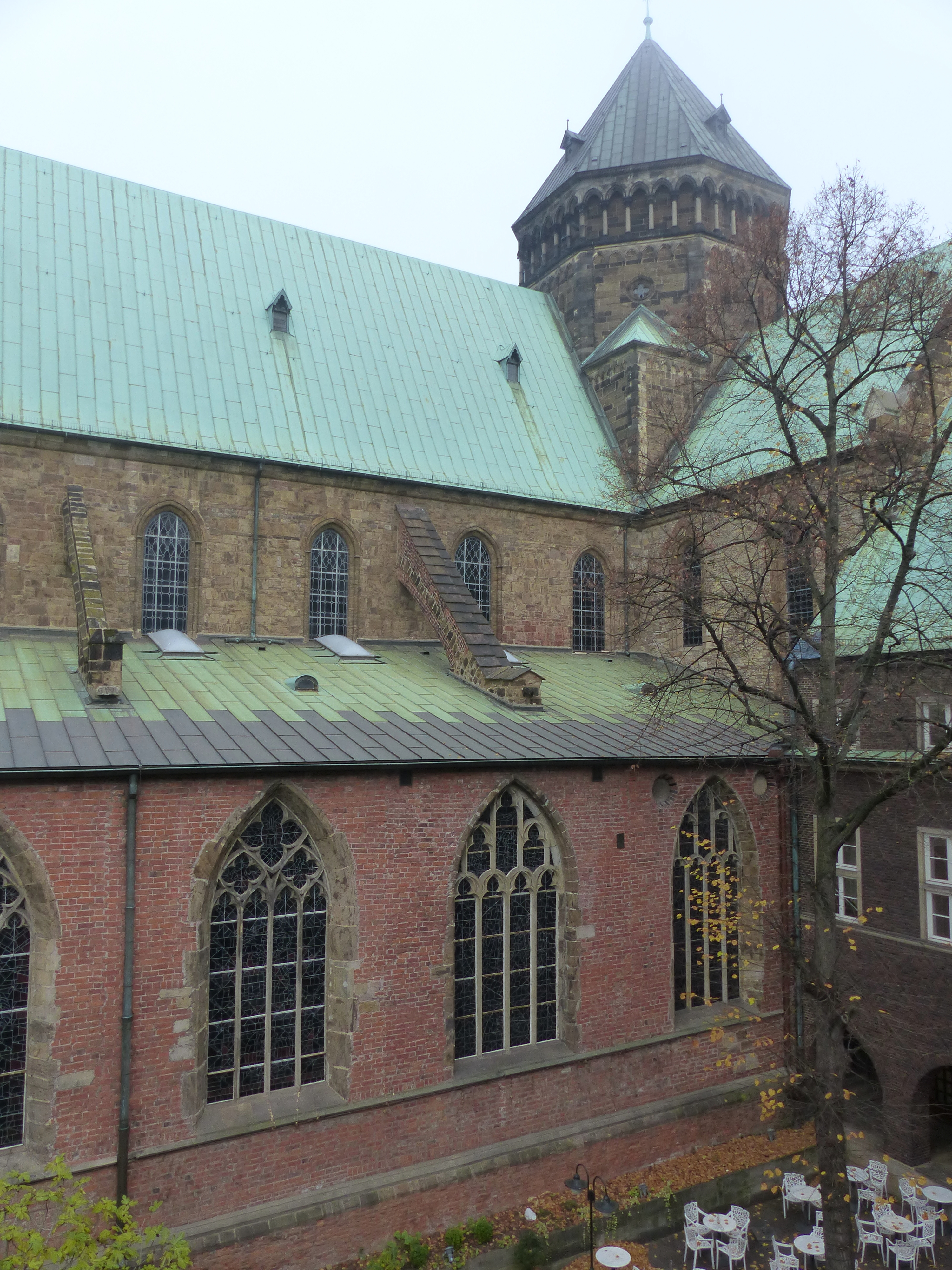
Bremer Dom mit den am Magdeburger und einigen Zisterzienserkirchen vermissten Strebebögen. Backsteinkapellen hochgotisch, Vierungsturm um 1900

Schon ab bald nach 1221 erhielt der Brandenburger Dom eine frühgotische Hallenkrypta; sie ist erhalten, während der zugehörige Hochchor Mitte des 15. Jahrhunderts durch einen spätgotischen ersetzt wurde.
Um 1224 begann der frühgotische Umbau des Bremer Doms. Parallel dazu wurden in der Stadt zwei Pfarrkirchen gotisch umgebaut und zwei neu errichtet. Dabei entstand wohl schon ab 1220 in der Liebfrauenkirche die erste gotische Vierstützenhalle Norddeutschlands, mit angevinischen Gewölben. Die heutige Wandgestaltung oberhalb der Sohlbänke der Fenster stammt allerdings aus späteren Phasen der Gotik und neuzeitlichen Restaurierungen. Schon vor der Jahrhundertmitte entstanden in Bremen gotische Außenwände aus sichtbarem Backstein.
Wohl um 1225 begann man in Regensburg mit dem Bau der frühgotischen Ulrichskirche,
Um 1230 wurden als gotische Umbauprojekte der Chor des Wetzlarer Domes sowie das Langhaus des Freiburger Münsters begonnen. Beim Paderborner Dom, dessen beide westliche Joche noch dem Konzept einer romanischen Basilika entsprechen, wurde ab 1231 gotisch weitergebaut, allerdings nicht nach dem Muster der Île de France, sondern in Anlehnung an die Angevinische Gotik.
Ein abgesehen vom etwas älteren Sockelbereich frühgotischer Bau ganz aus Backstein sind Chor und Querhaus der Kirche des Klosters Sonnenkamp in Neukloster, fertiggestellt 1243 (d). Bei ein paar weiteren Klosterkirchen ist der Beginn der Gotik erkennbar, aber nicht so genau zu datieren.
Am Straßburger Münster war man schon beim Bau des Querhauses ab 1207 zu gotischen Formen übergegangen. 1245–1275 entstand sein hochgotisches Langhaus. Beim Bau der Westfassade ab 1277 gab es mehrere Planänderungen, das Ergebnis steht auf einer Stufe mit den besten Leistungen französischer Baumeister. Obwohl Straßburg heute zu Frankreich gehört, ist es historisch gesehen ein Hauptwerk der deutschen Hochgotik. 1248 folgte der Kathedralbau des Kölner Doms, der mit einem fünfschiffigen Grundriss und gewaltigen Dimensionen sein Vorbild der Kathedrale von Amiens zu übertreffen versuchte, die wiederum in Frankreich als Ausgangsbau des Gothique rayonnant gilt. Im Mittelalter wurde der Dom nicht einmal zur Hälfte fertiggestellt und konnte erst im 19. Jahrhundert nach den Originalplänen als eine der weltweit größten Kirchen vollendet werden.
Die 1250–1350 erbaute Lübecker Marienkirche wurde als eintürmige Hallenkirche begonnen, aber während des Baus entschied man sich für eine Basilika mit zwei Türmen nach dem Schema französischer Kathedralen. Indem sie auch höher und größer wurde als der Lübecker Dom, demonstrierte die Bürgerschaft der Hansestadt ihre Macht gegenüber dem Bischof. Die Kirche ist nicht der erste Bau der Backsteingotik, wurde aber zum weitreichenden Vorbild besonders für den Ostseeraum. Das gilt nicht zuletzt für ihre Türme ohne Strebepfeiler und ohne die für französische Kathedraltürme typischen Kolossalgeschosse. Nur wenige Backsteintürme an der Ostsee, etwa der spätgotische der Danziger Marienkirche, wurden stattdessen nach flämischem Muster gebaut.
Um 1260 begann nach Reimser Vorbild der Umbau des Halberstädter Doms, von dem zunächst nur drei Langhausjoche realisiert werden konnten; der übrige Bau zog sich bis gegen 1500 hin. Als einziger Bau in Bayern nach französischem Kathedralschema wurde um 1285/90 der Regensburger Dom nach dem Vorbild von St-Urbain in Troyes begonnen.
Neben den großen Bischofskirchen entstanden rasch zahlreiche Pfarrkirchen in den Städten, die manchmal die Ausmaße der Dombauten erreichten oder sogar übertrafen. In Freiburg im Breisgau entstand mit dem Münster ein frühes Hauptwerk deutscher Gotik, dessen um 1330 vollendeter Hauptturm mit seinem durchbrochenen Helm Vorbild für viele spätere Turmlösungen wurde und der als einer der wenigen gotischen Großtürme im Mittelalter fertig wurde. In noch größere Dimensionen stieß ab 1377 das Ulmer Münster vor, dessen Hauptturm als weltweit höchster Kirchturm erst im 19. Jahrhundert vollendet werden konnte. Als Klosterkirche ragt die ab 1259 begonnene Zisterzienserklosterkirche von Altenberg heraus, die ohne Türme und mit reduziertem Bauschmuck zisterziensische „Bescheidenheit“ ausdrückt, in ihren Abmessungen jedoch auftrumpft.
Die deutsche bzw. mitteleuropäische Gotik hatte von der Frühgotik (Umbau des Limburger Doms nach dem Vorbild der Kathedrale von Laon) bis zur Spätgotik eine große Bandbreite zwischen enger Anlehnung an französische Vorbilder und eigenen Ideen. Interessant ist das Verhältnis der Werke der Baumeister aus der Familie Parler, darunter als letztes St. Barbara in Kutná Hora, Böhmen, 1388–1588, zur Flamboyantgotik; manche kreativen Einfälle finden sich in der „Parlergotik“ früher als in Frankreich.
Die deutsche Vorliebe für Hallenkirchen wurde im Rheinland kaum geteilt und in den südwestlichen Ostseestädten von Lübeck bis Stralsund wurde – in Backstein – jeweils mindestens eine große Basilika mit Strebebögen errichtet. Für Abweichungen vom Vorbild des kapetingischen Frankreich, darunter auch den Verzicht auf Chorumgang und Kapellenkranz, gibt es die Bezeichnung „Reduktionsgotik“. Der Begriff „Deutsche Sondergotik“ ist überholt. Der Begriff „Reduktionsgotik“ drückt noch ein weiteres Phänomen aus, den Verzicht auf Elemente, die in früheren Stilphasen als essentiell für gotische Baukunst gelten, also Dienste, Kapitelle, Pfeilersockel.
Die Halle ermöglichte die Entwicklung aufwendiger Wölbesysteme, bei der die Abgrenzung der einzelnen Joche immer weiter zurücktrat, die zu einem einheitlichen Raum verschmelzen und oft vom prächtigen Netz- oder Schlingrippengewölben überspannt werden (Annaberg, Freiberg). Besonders die Spätgotik schuf hier bedeutende Beispiele. Zu lokalen Zentren der gotischen Baukunst entwickeln sich die süddeutschen Reichsstädte, besonders Nürnberg und Regensburg sowie die Hansestädte an der Ostseeküste, hier vor allem Lübeck und Stralsund.
Lange Zeit hielt man, vor allem im 19. Jahrhundert, die Gotik für einen typisch deutschen Stil. Nach den Befreiungskriegen gegen Napoleon wurde die gotische Baukunst zum Inbegriff einer urdeutschen, christlichen, mittelalterlichen Weltordnung verklärt. Dieses romantische Traumbild wurde zum positiven Gegenbild erhoben. Der damals noch nicht vollendete Kölner Dom wurde zum architektonischen Inbegriff deutscher Größe und gleichzeitig wurde die Gotik zu einem deutschen Stil umgedeutet. In der Hochphase der Glorifizierung der deutschen Gotik hat Franz Theodor Kugler als Erster öffentlich festgestellt, dass das Herkunftsgebiet der Gotik Nordfrankreich ist. Als Reaktion auf diese Erkenntnis hat dann Georg Dehio die „deutsche Romanik“ zum deutschen Nationalstil erklärt, obwohl die romanischen Bauten in Deutschland nicht anders als die gotischen ungeachtet deutscher Innovationen im jeweiligen Stil überwiegend in anderen Ländern entwickelte Formen aufweisen. Da die „deutsche Romanik“ das deutsche Wesen ausdrücken sollte, erklärte er so manche nicht ganz vollständige Übernahme der gotischer Vorbilder (im Umgang von Bauherren und Baumeistern mit einem aufkommenden und einem abklingenden Stil) zur „deutsche Romanik“ mit „gotischen Zitaten“.

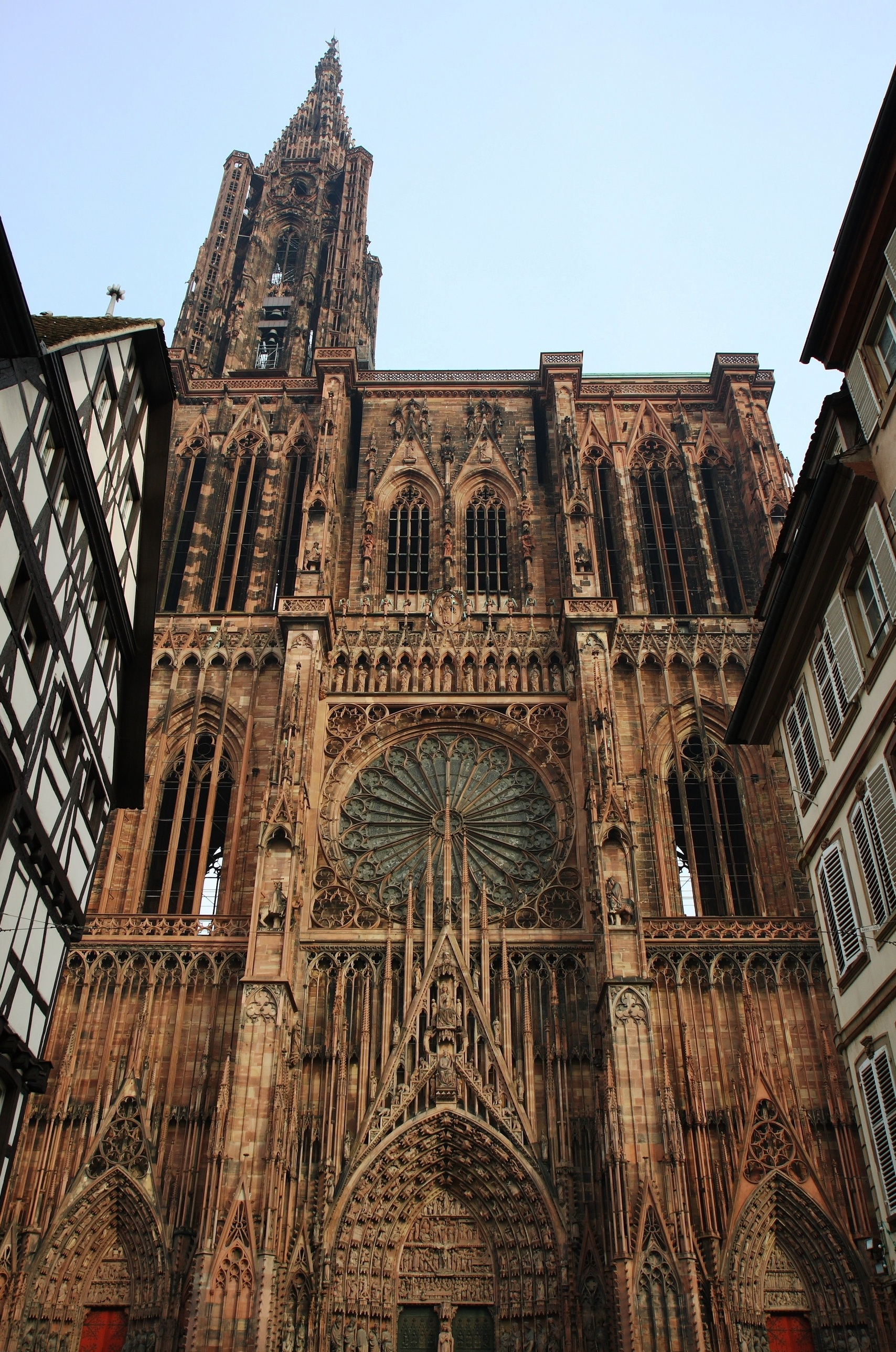
Straßburger Münster, ein Hauptwerk deutscher Hochgotik, ab 1245, Nordturm 1439 fertiggestellt.
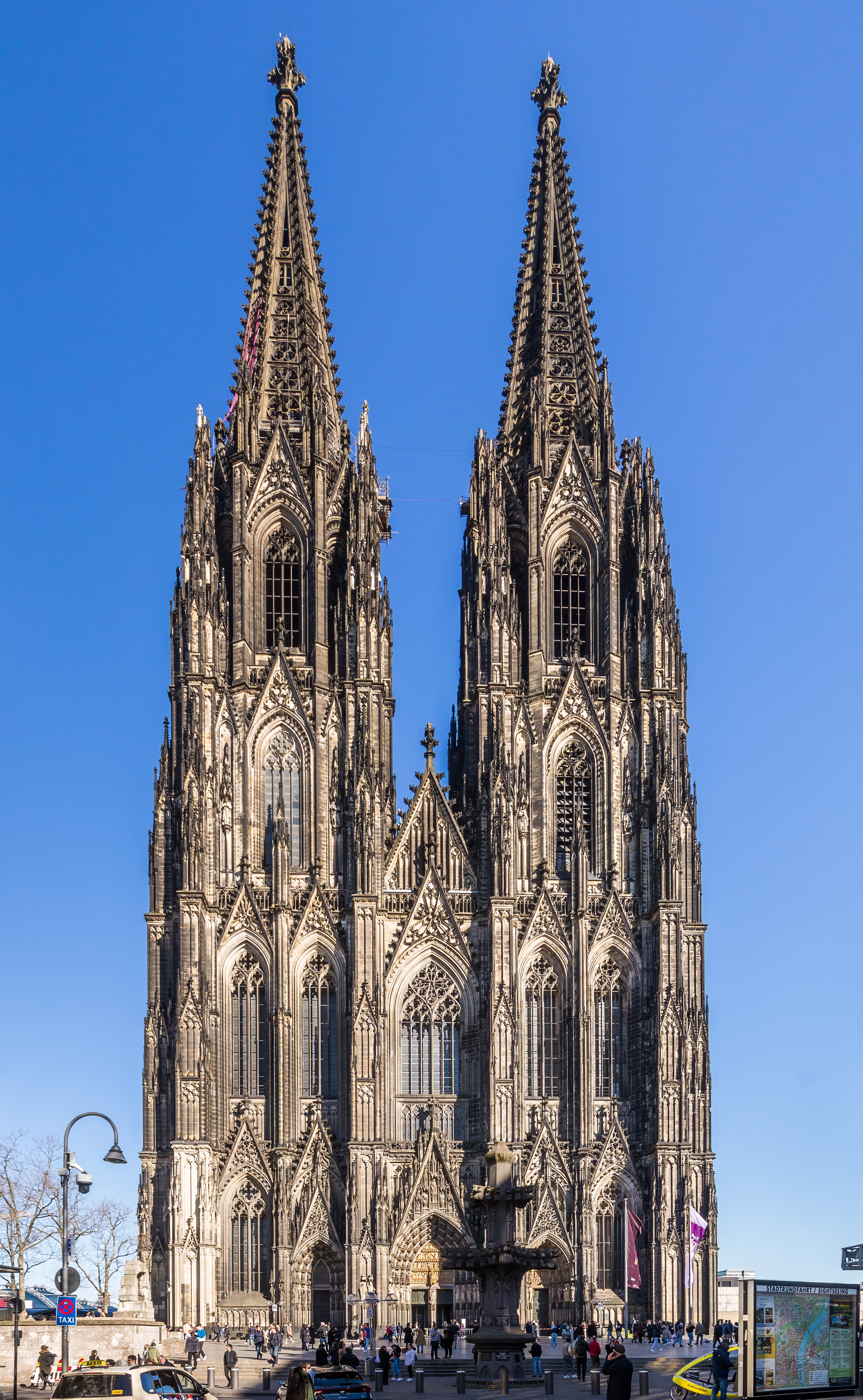
Kölner Dom, Gesamtansicht der im 19. Jahrhundert vollendeten Westfassade
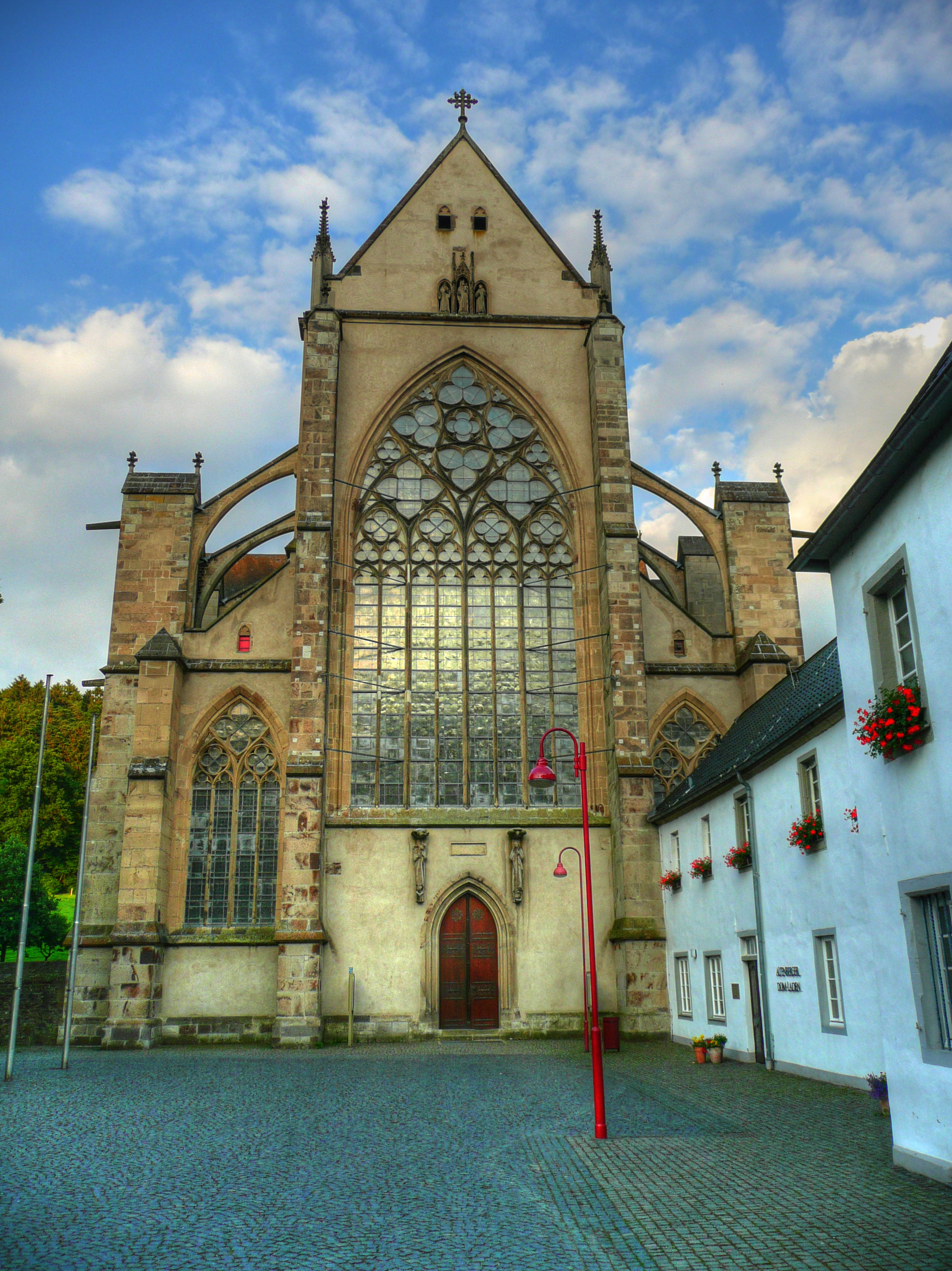
Westfassade des Altenberger Doms, ab 1259
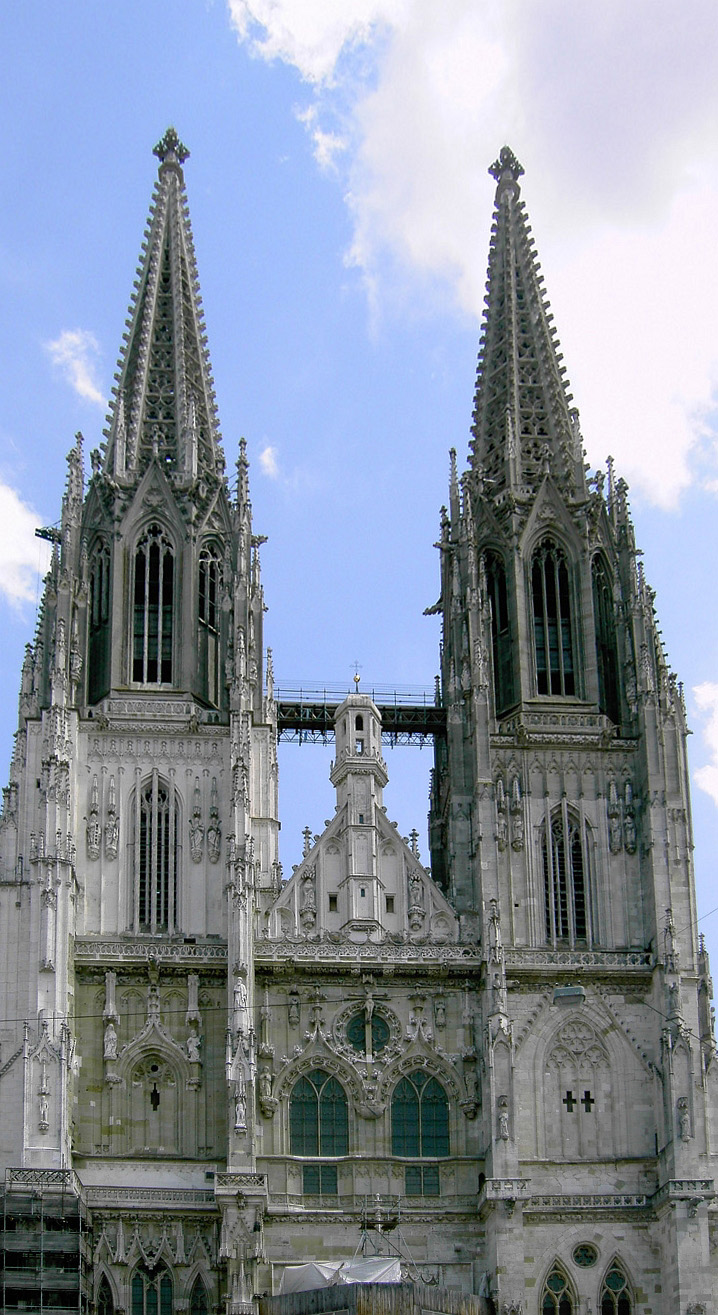
Regensburger Dom St. Peter, einzige Kathedrale französischen Schemas in Bayern, ab 1273.
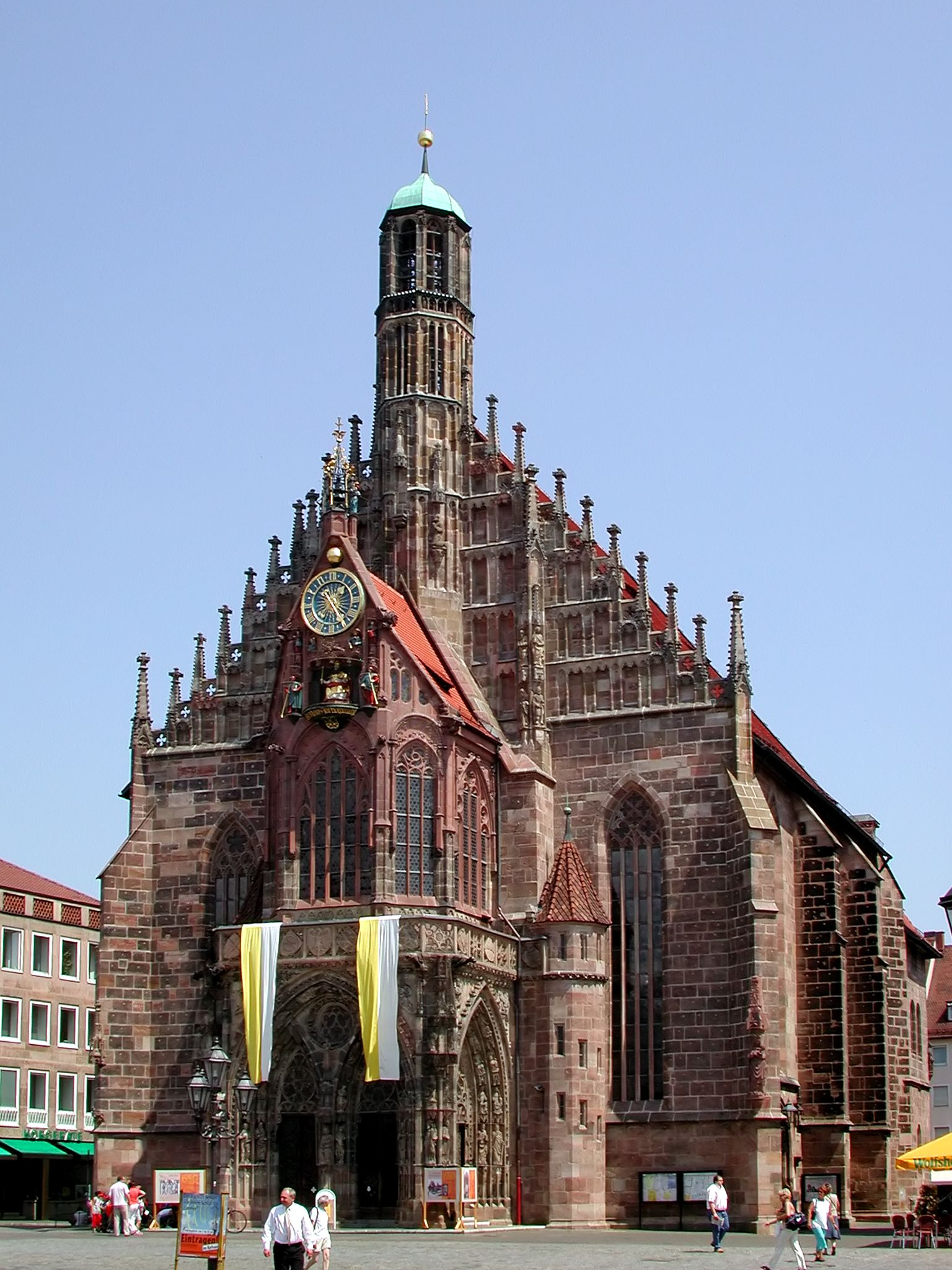
Nürnberger Frauenkirche, ab 1350.
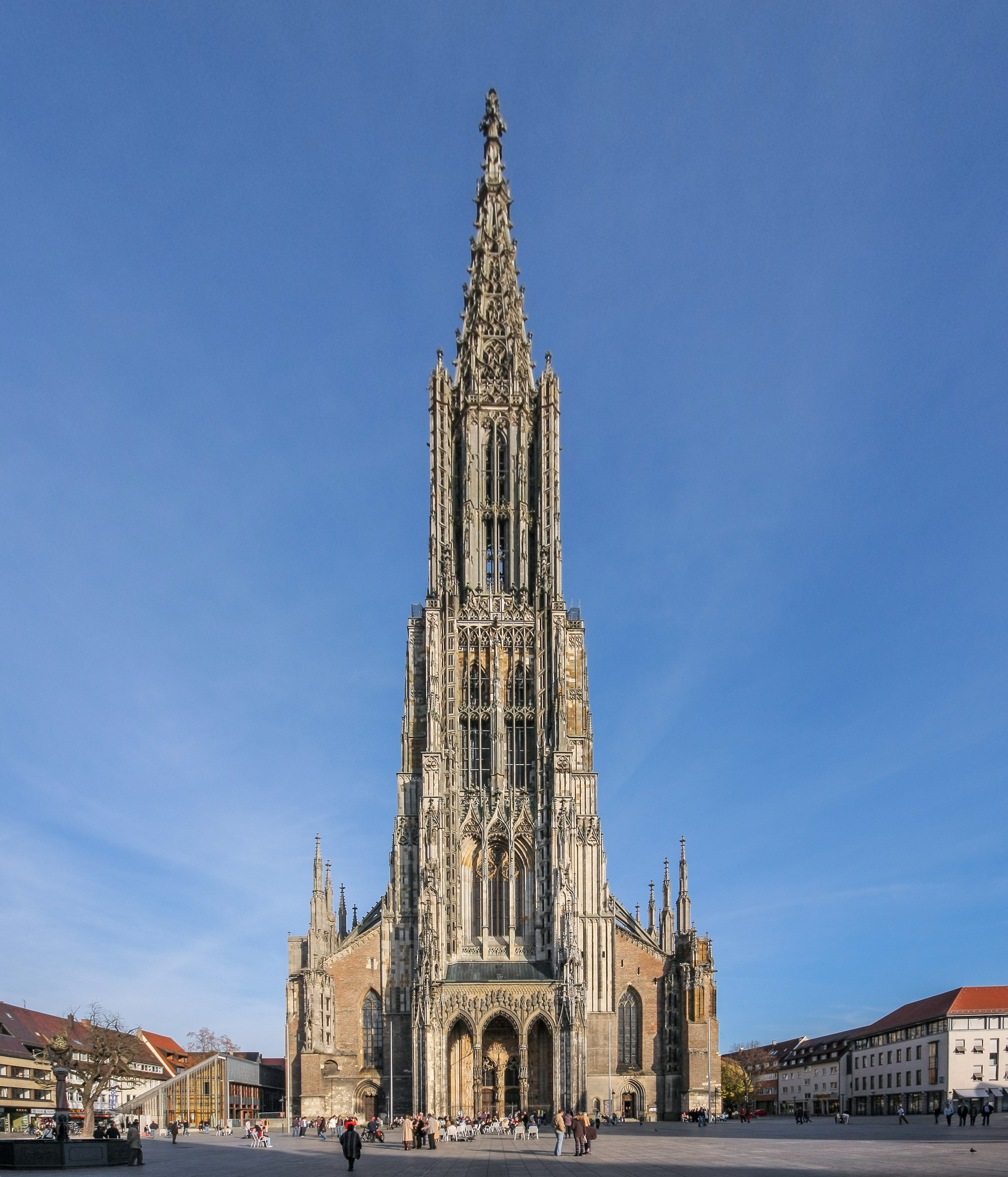
Ulmer Münster, ab 1377, mit dem höchsten Kirchturm der Welt, seit 1890.

#### England

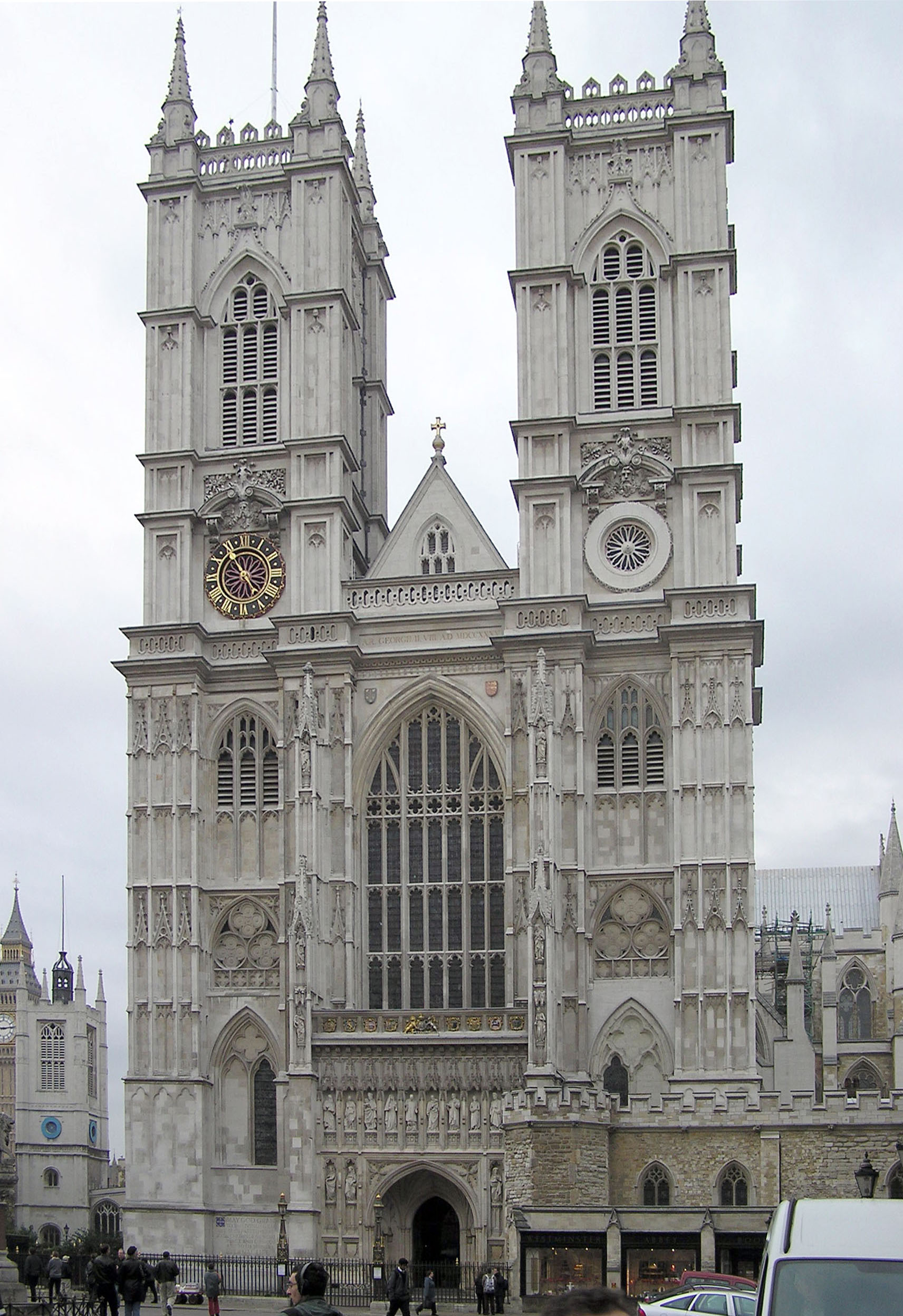
Westfassade von Westminster Abbey in London

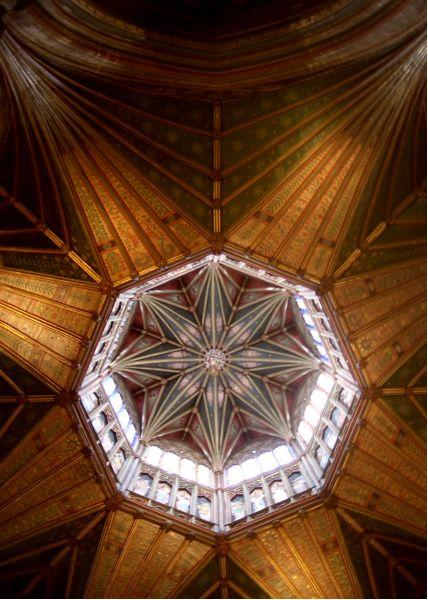
Das Oktogon der Kathedrale von Ely, ein Meisterwerk des Decorated Style

Die englischen Kathedralen der Gotik besitzen im Osten oft zwei Querhäuser und einen geraden Chorabschluss. Der Chor wurde stark verlängert, und statt einer Apsis baute man häufig eine Marienkapelle (Lady Chapel) an. Bemerkenswert an der Außenansicht der Kathedralen sind vor allem die breiten Westfassaden. Auffällig ist auch, dass der Vierungsturm oft die Haupttürme überragt. Eine weitere Eigenart der englischen Gotik ist die besondere Betonung der Länge im Gegensatz zum eher augenfälligen Höherstreben des Kontinents. Die englischen Bauten wurden nahezu ausnahmslos dreischiffig gebaut. Man strebte nicht an, durch doppelte Seitenschiffe oder Seitenkapellen eine Vergrößerung der Fläche zu erreichen; stattdessen gab es extreme Längen-Breiten-Verhältnisse. Die Abteikirche von St. Albans und die Kathedrale von Winchester erreichen Längen von ca. 170 m.
Auf der Insel kam es ab etwa 1175 zur Übernahme „moderner“ kontinentaler Bauformen, die sich mit der heimischen anglonormannischen Tradition (Norman Style) zur als Early English Period (1175–1260) bezeichneten Frühgotik verbanden und insbesondere durch den Zisterzienserorden ins Land gebracht wurden. Zu den Stilmerkmalen des Early English Style, welcher sehr karg ist, gehört das Kreuzrippengewölbe. Im 13. Jahrhundert begann die Entwicklung komplizierter Gewölbeformen (Sterngewölbe) und dekorativerer Muster der Rippen (z. B. Scheitelrippen). Als erster englischer Bau der Gotik gilt der zwischen 1175 und 1184 von Wilhelm von Sens errichtete Chor der Kathedrale von Canterbury.
Während des Decorated Style (1250–1370) war kaum eine Wandfläche ohne Maßwerkverblendung; auch die Gewölberippen fügen sich zu reicheren Mustern (Stern- oder Netzgewölben) zusammen. Der Spitzbogen wird zum Kielbogen. Der erhöhte Lichtgaden lässt den Einbau größerer, farbiger Fenster zu und erhellt so den Innenraum. Beispiele für den Decorated Style finden sich in Westminster Abbey in London (Chor, begonnen 1246) sowie in den Kathedralen von York (etwa 1290–1340) und Wells (etwa 1290–1340). Ein Meisterwerk ist das 1321 bis 1353 erbaute Vierungs-Oktogon der Kathedrale in Ely mit seiner den Turm abschließenden Laterne.
Der Perpendicular Style (1330–1560) (lat. perpendiculum: Lot, Richtschnur) nahm die Ornamentik des Decorated Style zugunsten eines klaren, geometrischen Stils mit Betonung der Weiten zurück. Die Fenster wurden sehr breit, bedeckten oft die ganze Ostseite und bekamen einen sehr flachen Spitzbogen, den Tudorbogen, der sich entwickelte, weil normale Spitzbögen bei den neuen Ausmaßen der Fenster keinen Platz gefunden hätten. Das Fächergewölbe tritt auf.
Der neue Stil wurde erstmals in der Kathedrale von Gloucester verwirklicht (Chor, Kreuzgang mit Fächergewölbe, 1337–1357). Weitere Beispiele sind die Winchester Cathedral (Langhaus, begonnen 1394), King’s College Chapel in Cambridge (begonnen 1446) und die Henry VII. Chapel in Westminster Abbey (1503–1519). Im Perpendicular Style wurde in England über 200 Jahre lang gebaut, also weit über das Ende des Mittelalters hinaus. Noch 1640 wurde beispielsweise in Oxford das Treppenhaus des Christ Church College mit einem Fächergewölbe gebaut. Im Tudor Style vermischte sich der Perpendicular Style mit Formen der Renaissance. England ist das einzige europäische Land, in dem der gotische Stil nie ganz ausstarb, sondern auf dem Land teilweise weiterexistierte und im Gothic Revival wieder aufgegriffen wurden.

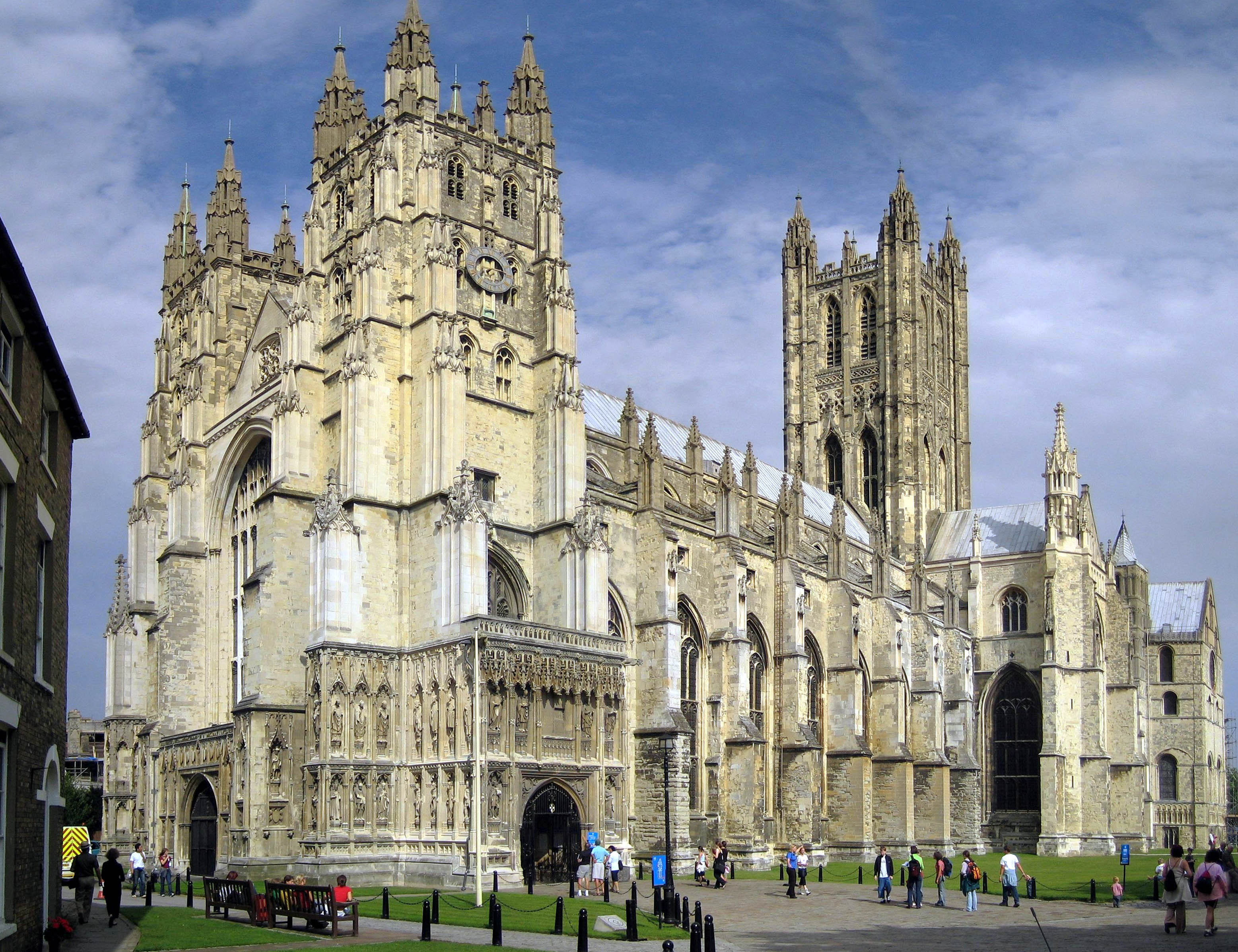
Kathedrale von Canterbury
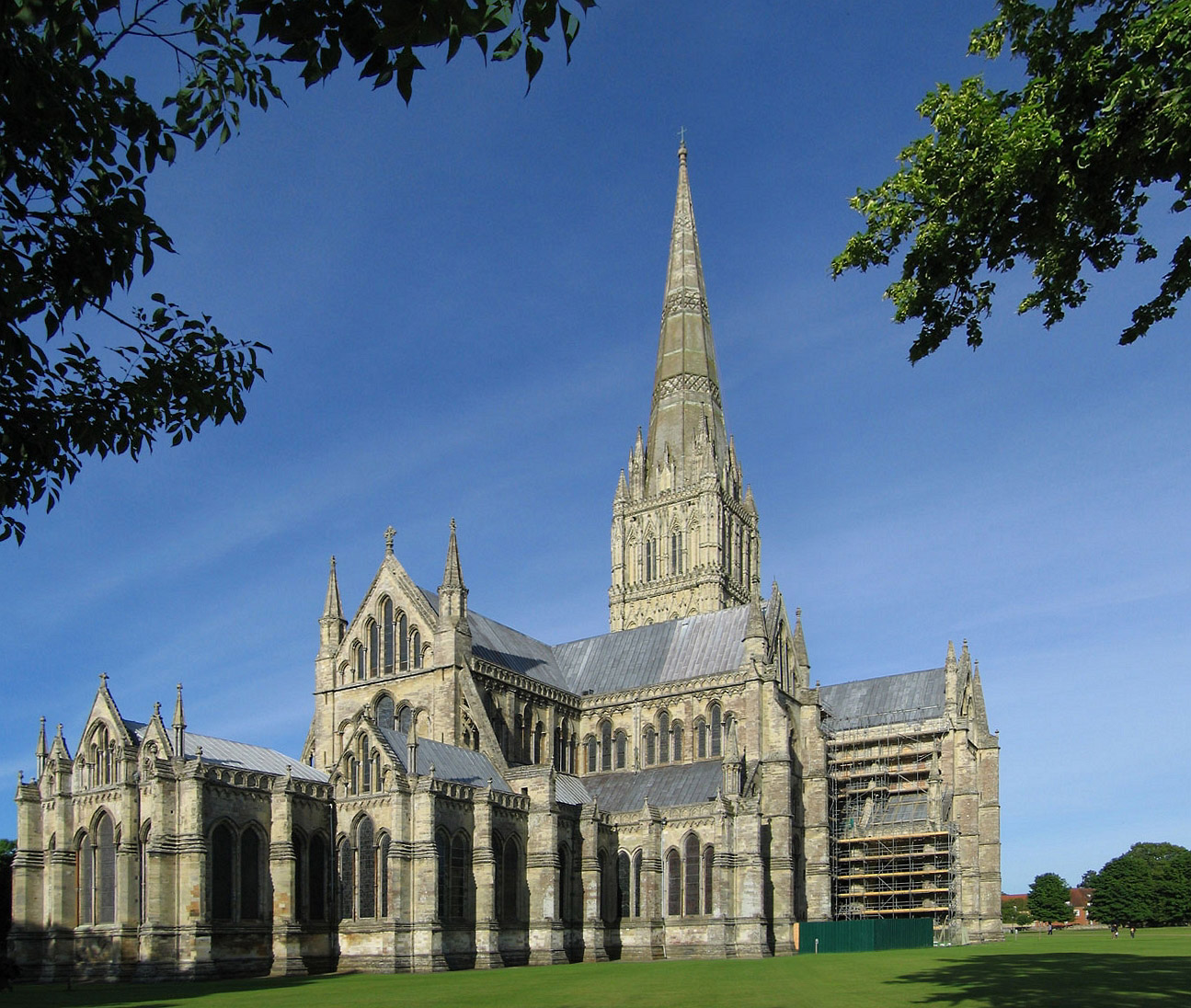
Kathedrale von Salisbury
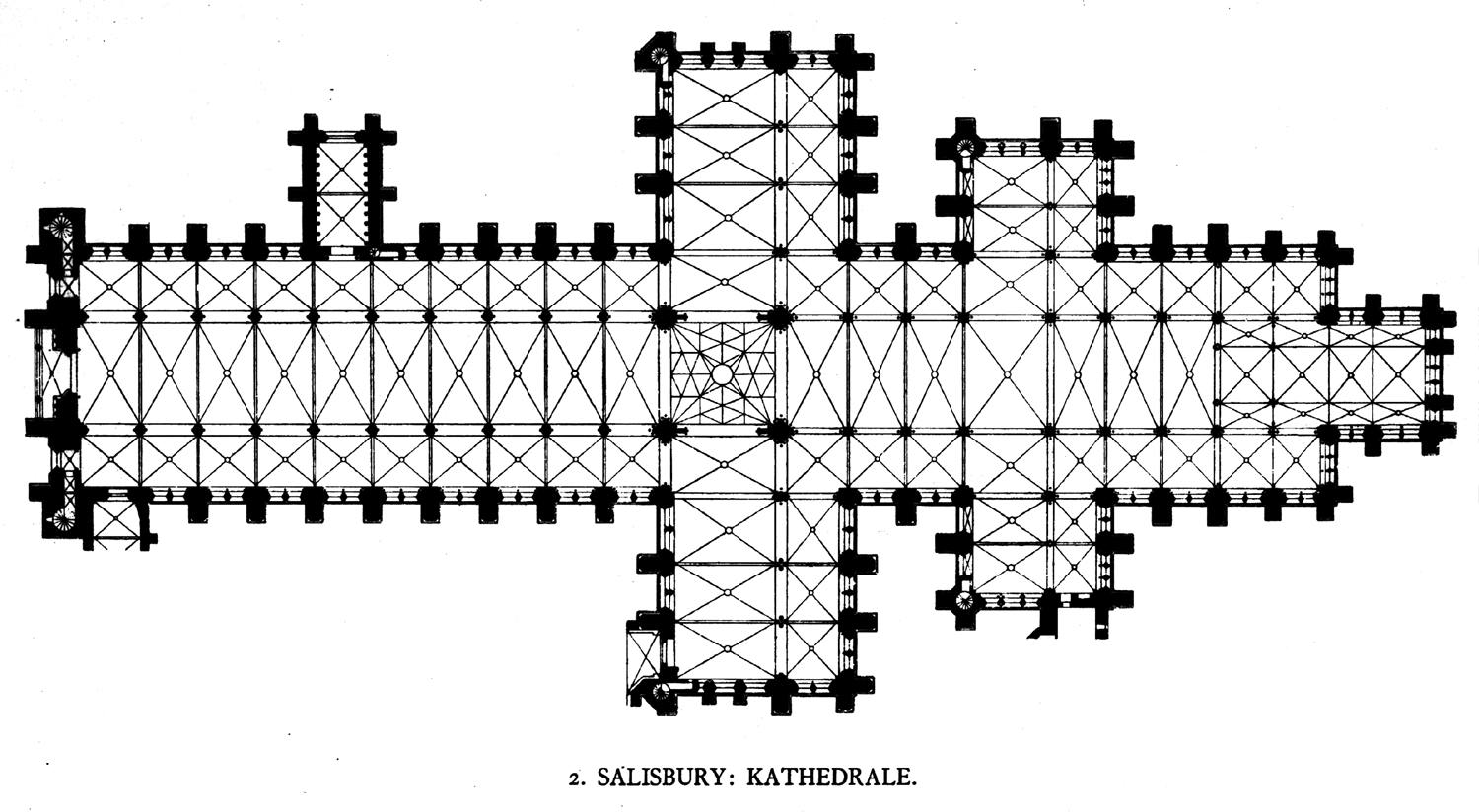
Der typische Grundriss der englischen Kathedrale anhand der Kathedrale von Salisbury.
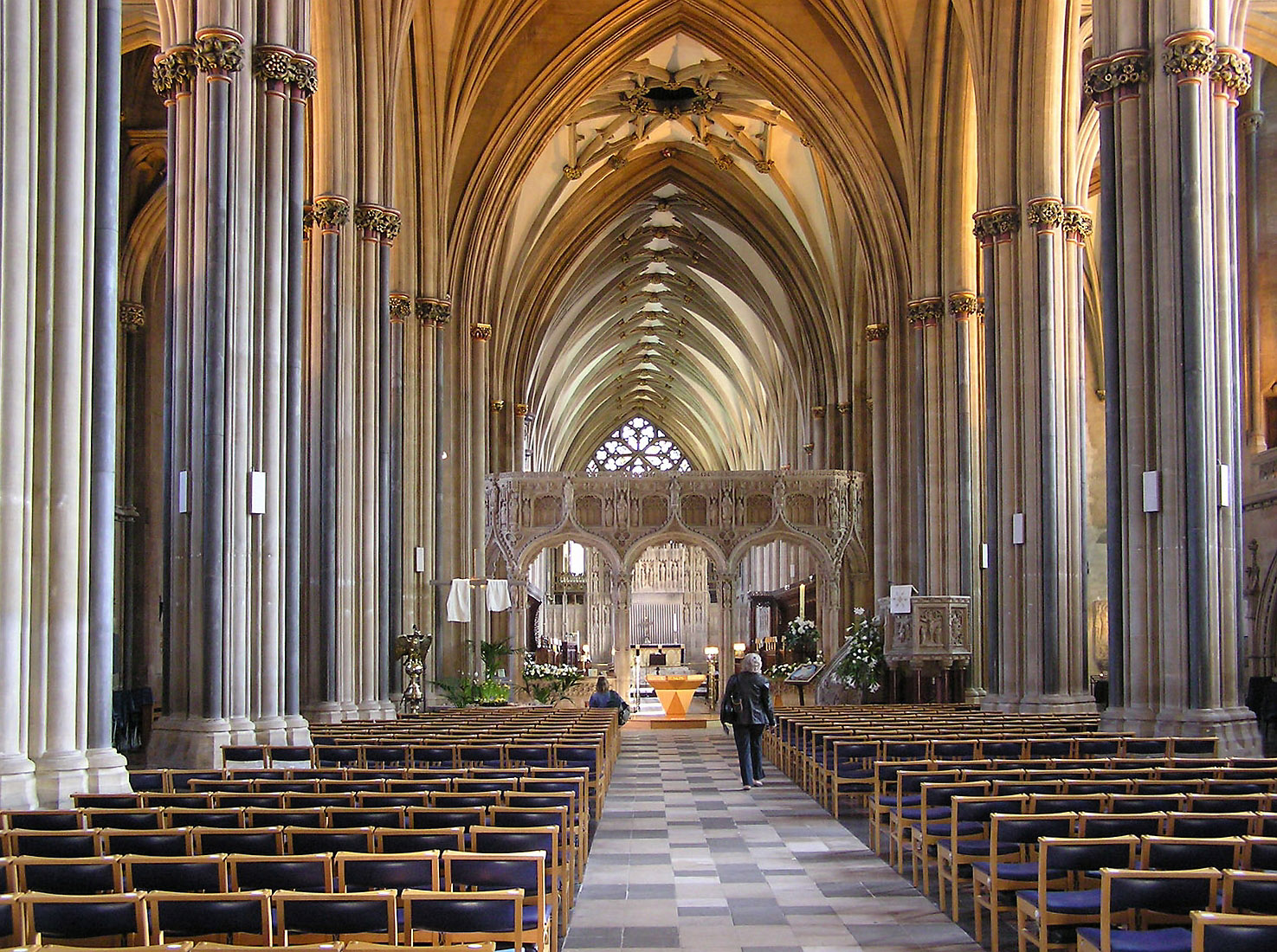
Lettner in der gotischen Kathedrale von Bristol
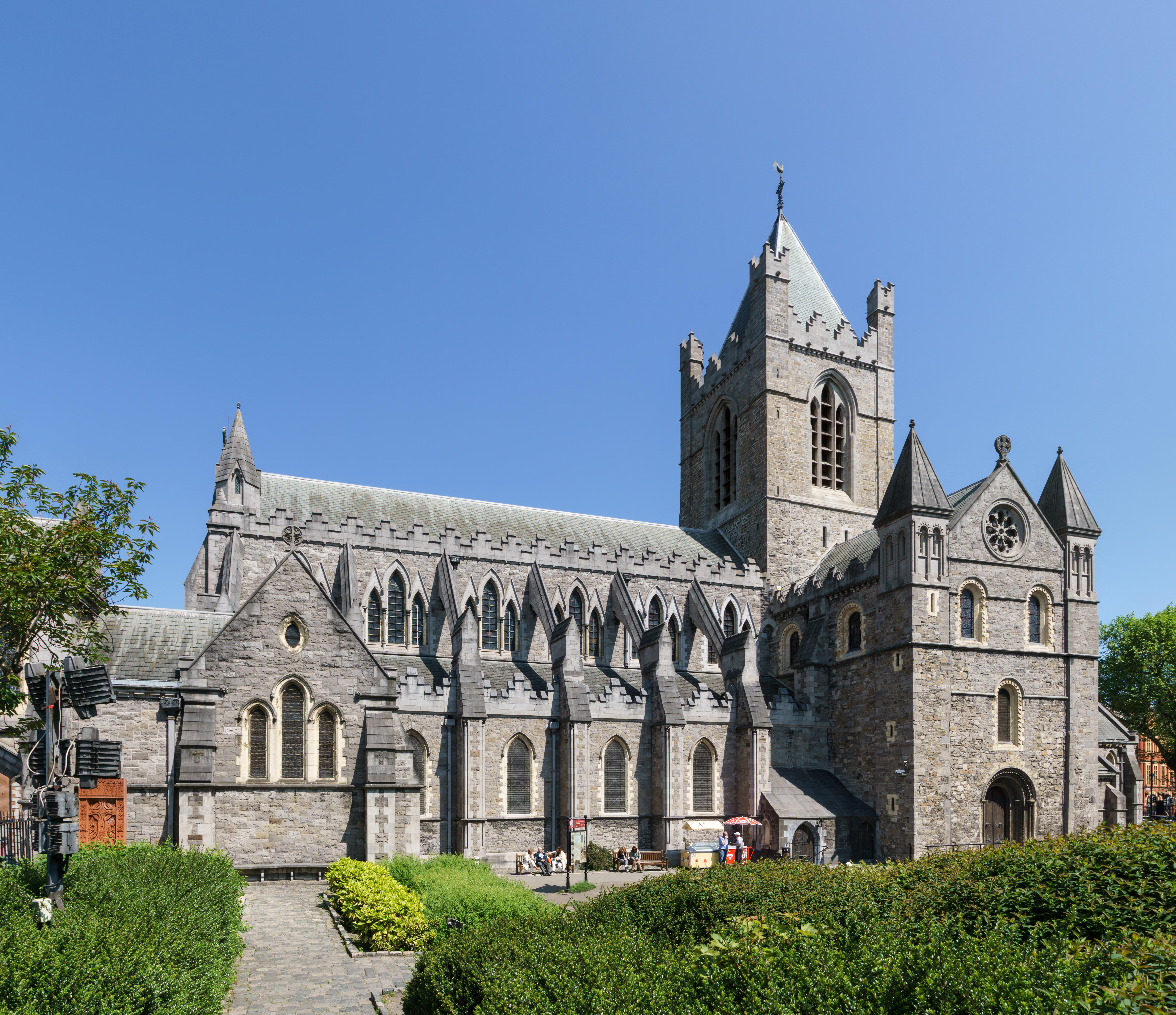
Ähnlich stellt sich die Situation in Irland dar: Frühgotische Christ Church Cathedral in Dublin

#### Italien

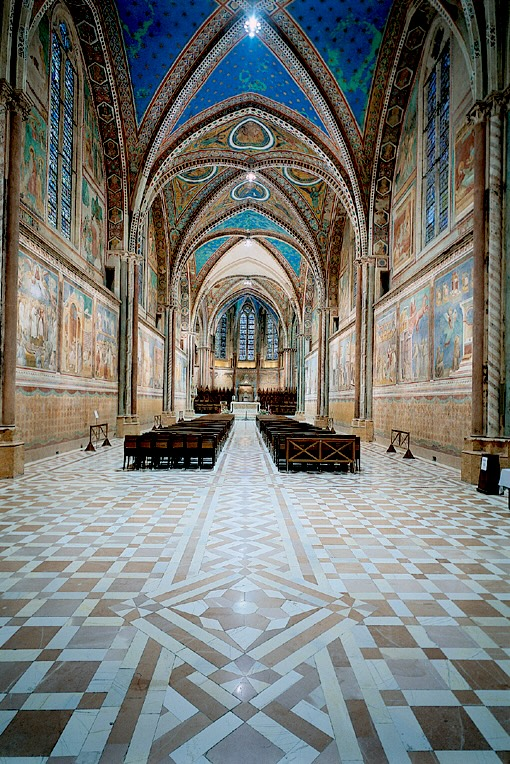
Oberkirche von San Francesco in Assisi, dem Gründungsbau der Bettelordensgotik

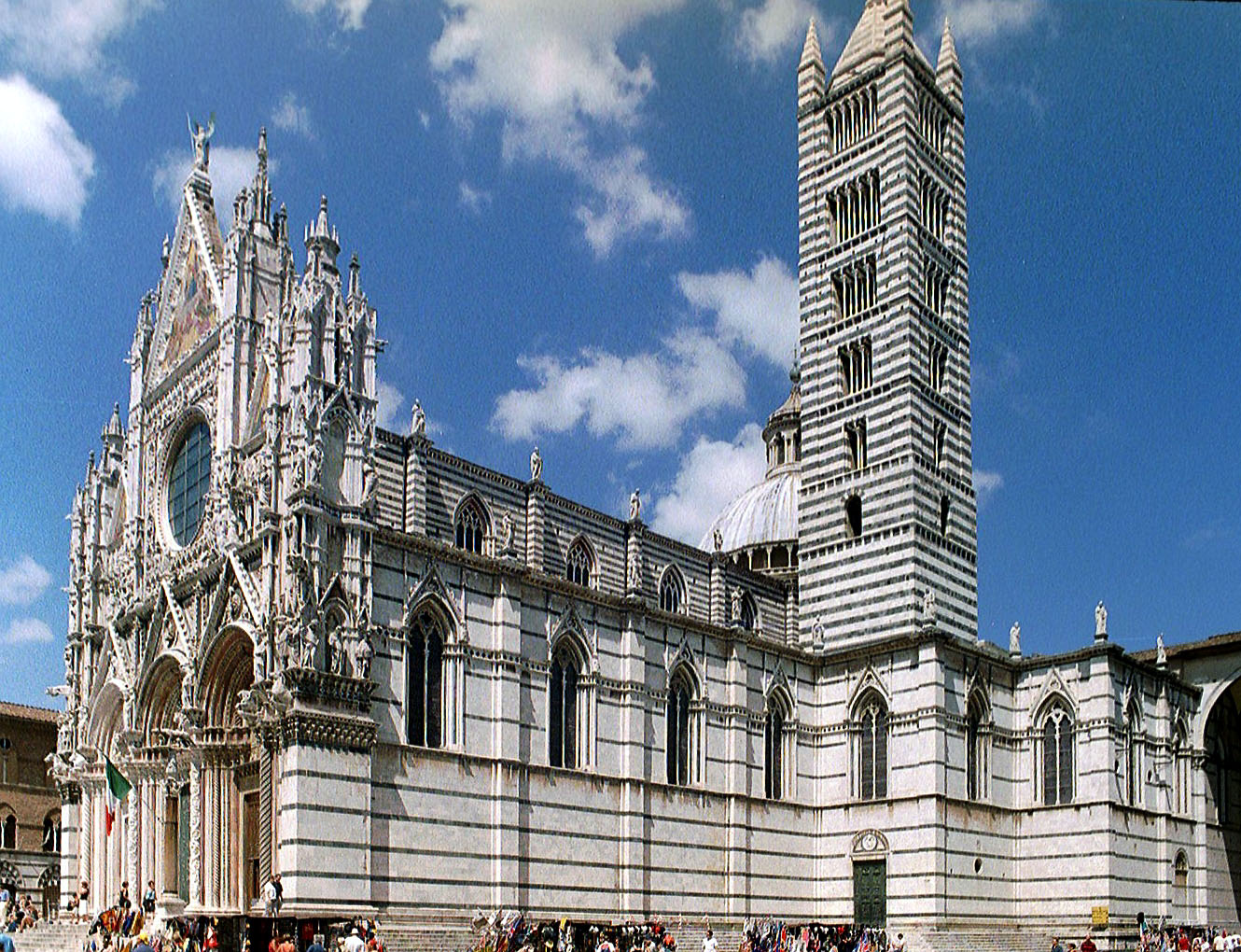
Dom von Siena, ab 1284

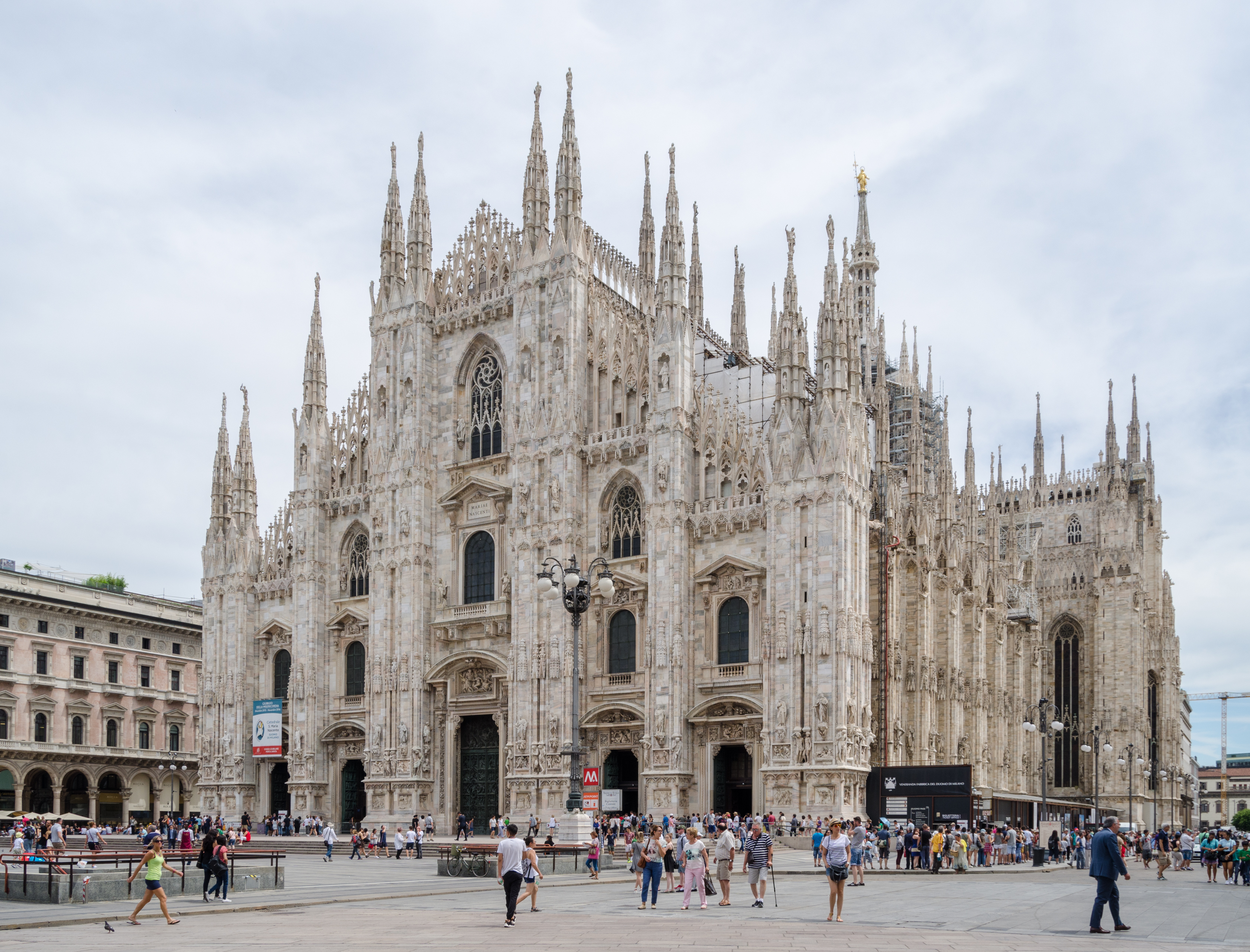
Der Mailänder Dom (ab 1386) hat in der italienischen Gotik eine Ausnahmestellung

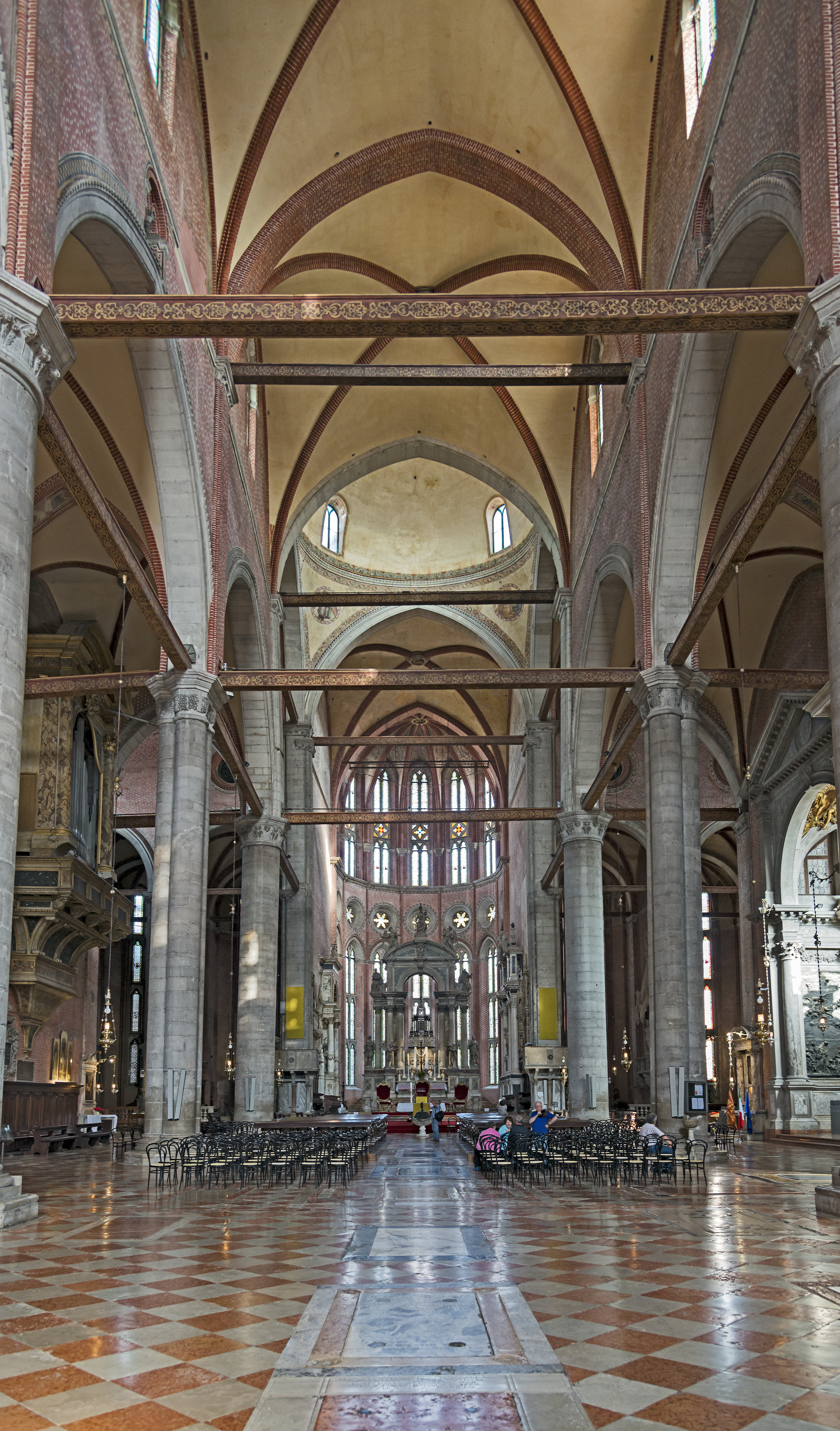
Bettelordenskirche San Zanipolo der Dominikaner in Venedig

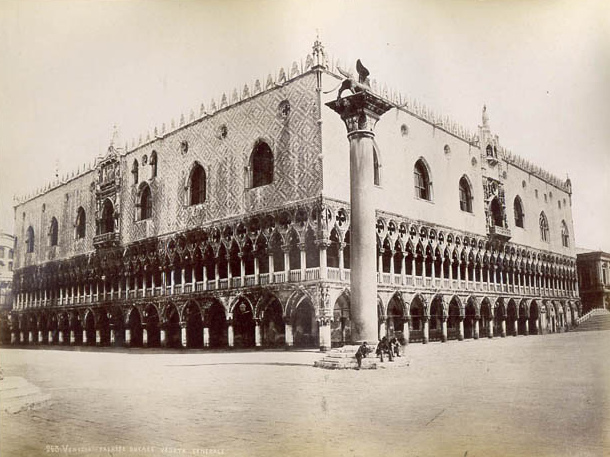
Dogenpalast in Venedig (ab 1340), einer der bekanntesten gotischen Profanbauten

In der italienischen Architektur des Mittelalters, die stark an den antiken Vorbildern orientiert blieb, verläuft eine direkte Entwicklung von der Romanik, teilweise auch als Protorenaissance bezeichnet, zur Frührenaissance (Quattrocento) im frühen 15. Jahrhundert. Der gotische Baustil nach französischer oder mitteleuropäischer Art wurde in Italien weder vollständig übernommen noch war er je alleine vorherrschend.
Die italienische Gotik zeigt eine eigene Ausprägung, der viele Merkmale der französischen Kathedralgotik fehlen. Man verzichtete in der Regel auf betont in die Höhe strebende Räume, großflächige Durchbrechungen der Wände mit großen Maßwerkfenstern, offenes Strebewerk, reichen Bauschmuck, große Figurenportale sowie auf Doppelturmfassaden. Italien bevorzugte klare und gerade Bauformen mit großen, oft reich bemalten Wandflächen sowie niedrigere und oft in die Breite gehende Räume. Die Außenbauten aus typischen Baumaterialien wie z. B. Marmor und Backstein sind häufig bis auf die Fassade sehr schlicht gehalten.
Erstmals importierten die Zisterzienser mit den Abteikirchen von Fossanova (1187–1208), der kreuzrippengewölbten Klosterkirche Casamari (1203–1217) und der Abtei San Galgano (ab 1224) gotische Bauformen nach Italien. Unter dem Eindruck der Zisterzienserarchitektur wurde von den Bettelorden mit dem Bau der gotischen Oberkirche von San Francesco in Assisi die italienische Gotik und die Bettelordensarchitektur eingeleitet. Die Bauplastik wurde auf das Notwendigste reduziert, die großflächigen Wände mit umfangreichen Freskenzyklen gestaltet. Die Kirchenbauten der Franziskaner und Dominikaner standen häufig in Konkurrenz zueinander wie z. B. die franziskanische Frarikirche und die dominikanische San Zanipolo in Venedig. Dies führte nicht wie in Frankreich zu immer neuer Steigerung eines einheitlichen Konzepts, sondern zu Selbstdarstellung durch Originalität.
In Siena wurde der romanische Dom ab dem frühen 13. Jahrhundert gotisiert. Bemerkenswert ist hier vor allem Giovanni Pisanos dreiportalige Westfassade (ab 1284), die wohl auf französische Vorbilder zurückgreift. Als weiterer prominenter Bau ist die romanisch-byzantinisch begonnene Antonius-Basilika in Padua zu nennen.
Ab 1387 entstand der Mailänder Dom, der sich als Ausnahme stark an der mitteleuropäischen Gotik orientierte. Der Innenraum des riesigen, 157 m langen fünfschiffigen Baus erinnert an die Kathedrale von Bourges aber auch an lokale romanische Vorbilder (Dom von Piacenza). Der Stadtherr Gian Galeazzo Visconti wollte die Macht und den Einfluss seiner Stadt und seines Geschlechtes durch eine der größten Kathedralen Europas manifestieren. Ihre gotische Konstruktions- und Dekorationsformen stießen auf großen Widerstand der einheimischen Bevölkerung und es kam zu erbitterten Kontroversen unter den Baumeistern. So zog sich etwa Heinrich Parler gekränkt vom Baubetrieb zurück, nachdem sein Vorschlag zur Erhöhung des Mittelschiffes als zu „unitalienisch“ abgelehnt worden war. Als Konkurrenzbau zu Mailand entstand ab 1390 in ebenfalls riesigen Dimensionen von 132 m Länge und 45 m Gewölbehöhe die fünfschiffige Basilika San Petronio in Bologna, deren schlichter, klar gegliederter Innenraum wiederum typisch für die italienische Gotik ist.
Als Konkurrenz zu den Kirchenbauten traten die teilweise festungsartigen und oft mit einem hohen Belfried ausgezeichneten Kommunalpaläste der italienischen Stadtrepubliken auf. Bedeutende gotische Profanbauten sind z. B. der Palazzo Vecchio (1299–1314) und die Loggia dei Lanzi (1376–1382) in Florenz, der Palazzo Pubblico in Siena (1297–1310) sowie der Dogenpalast (ab 1340) in Venedig.

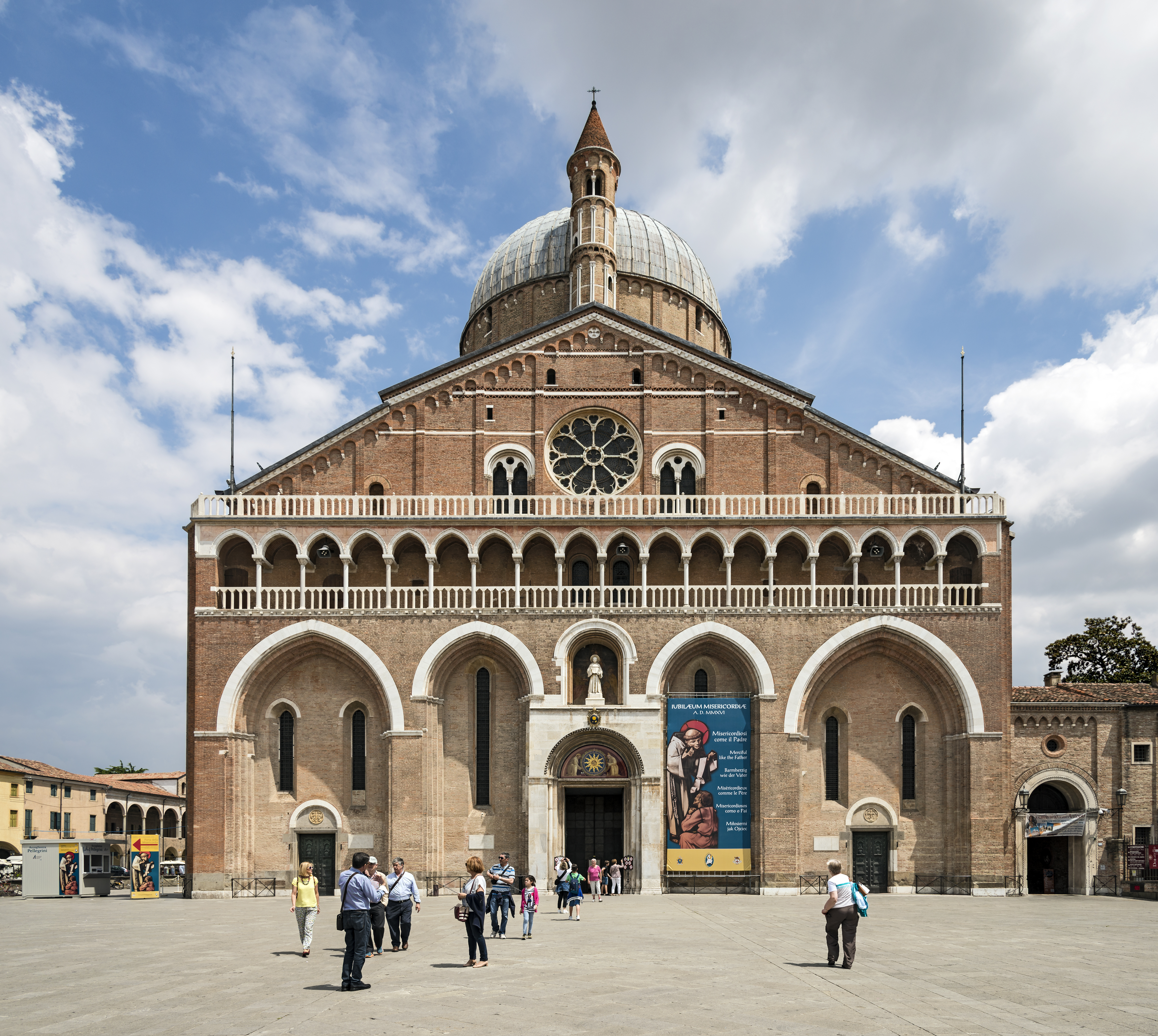
Padua: Antonius-Basilika, ab 1290
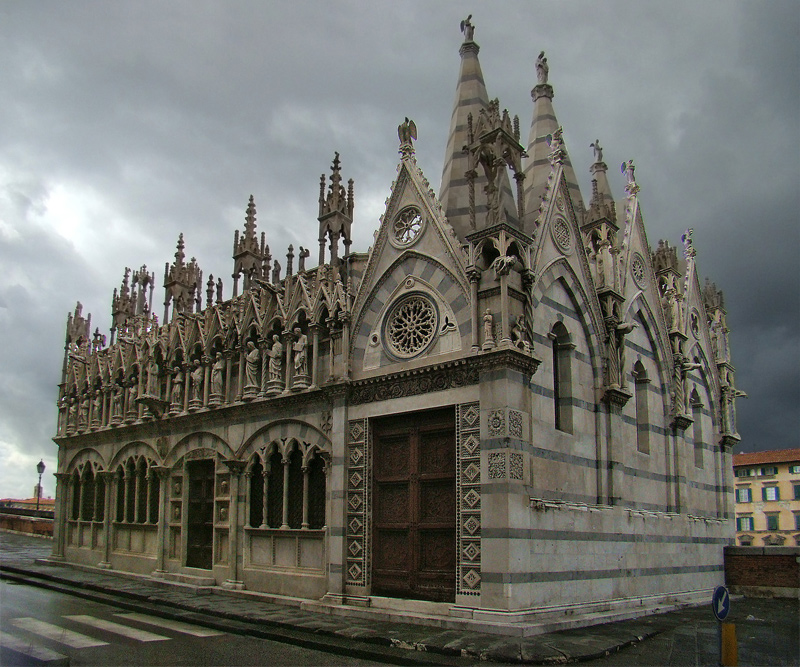
Sta-Maria della Spina in Pisa, ab 1323
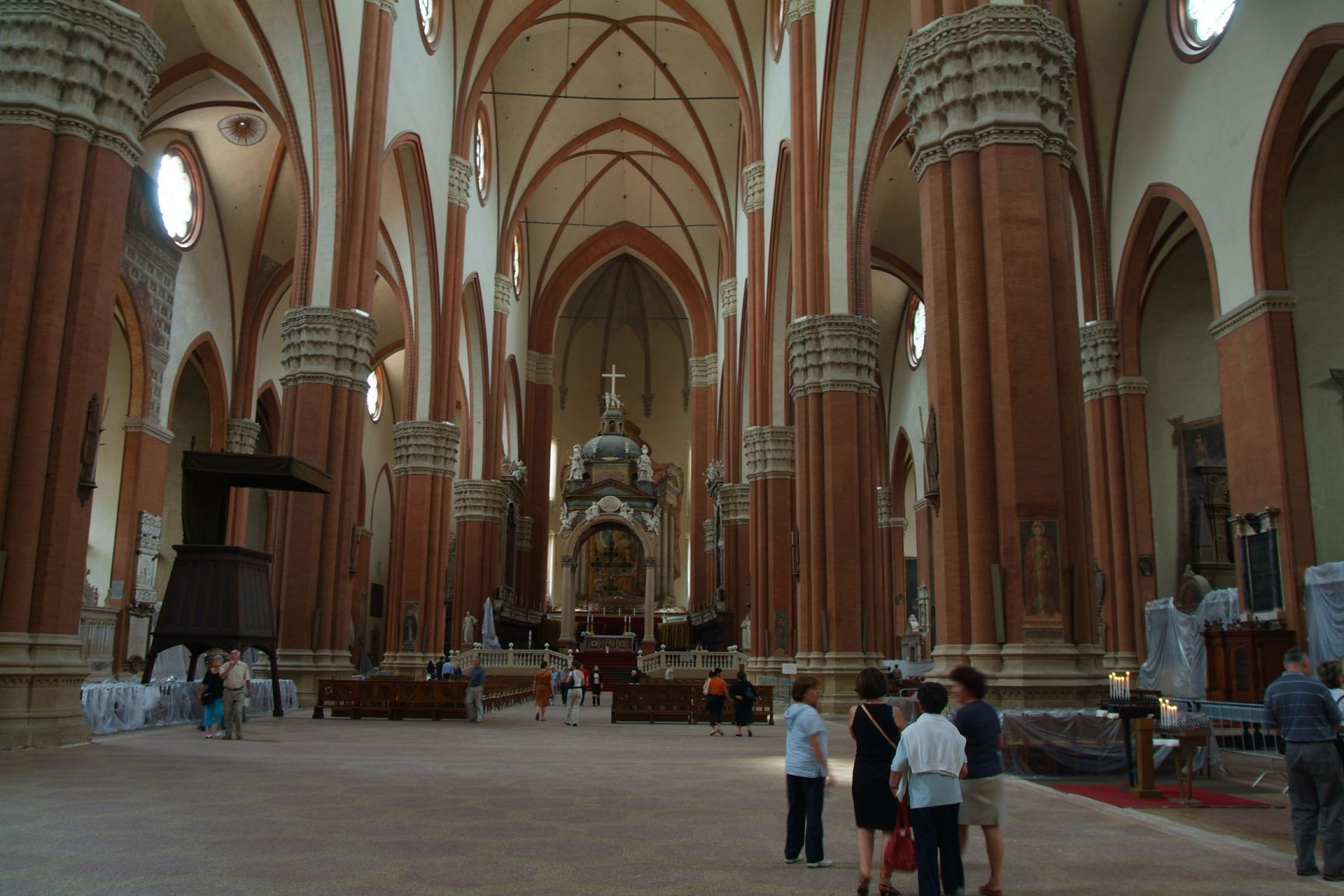
Fünfschiffiges Langhaus der Basilika San Petronio in Bologna
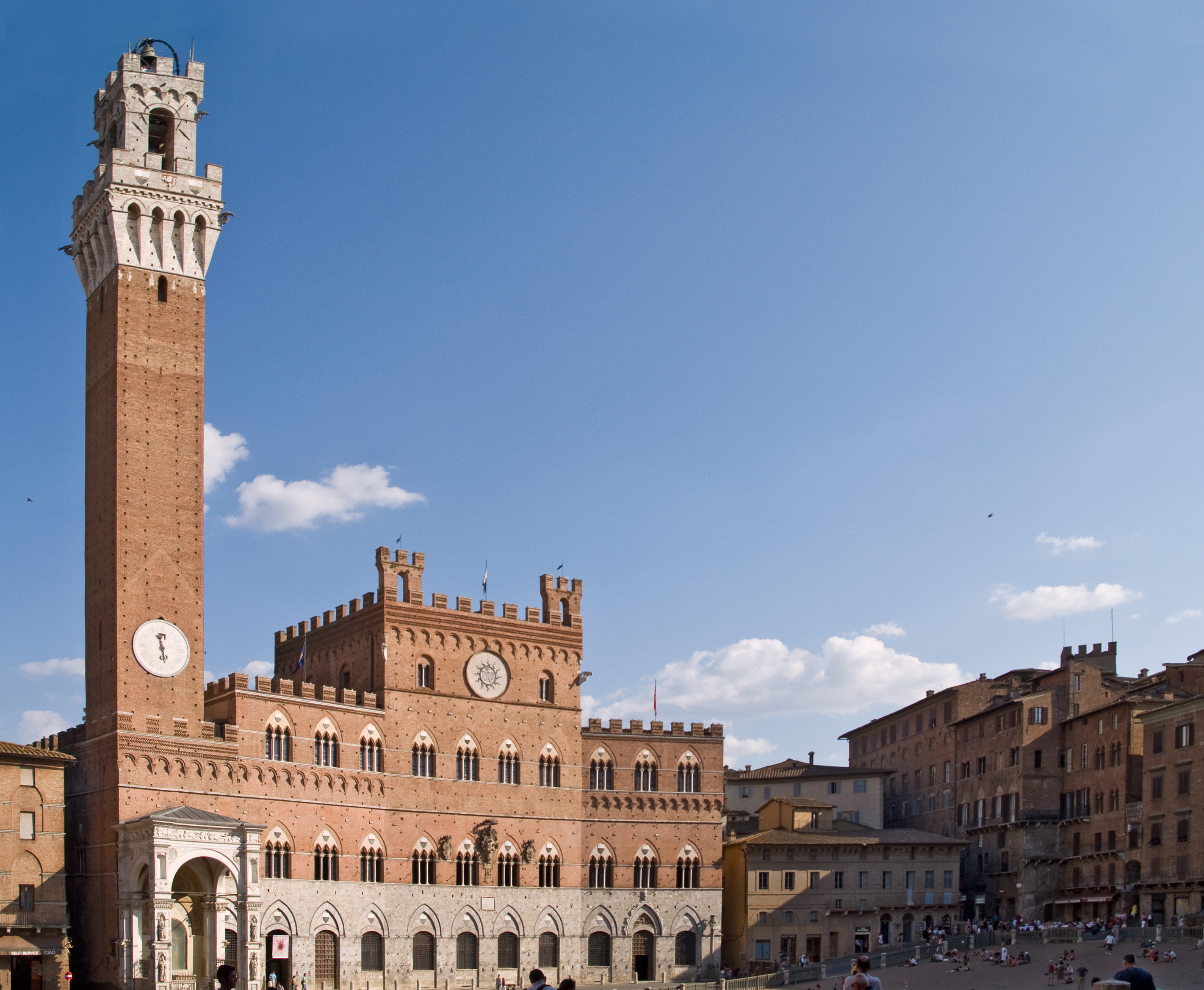
Palazzo Pubblico von Siena

#### Niederlande und Belgien
Ausgehend von Tournai und mit Kalkstein aus der Gegend von Tournai entwickelte sich in Flandern, das damals noch ein französisches Lehensgebiet war, ein romanisch-gotischer Übergangsstil, die Scheldegotik, deren Ausstrahlung bis nach Norddeutschland reichte.
Der Chor des Utrechter Doms wurde ab 1254 gleichzeitig von denselben Baumeistern wie der des Kölner Doms (ab 1248) errichtet und weist entsprechend sehr große Ähnlichkeit auf. Die westlichen Teile der Utrechter Kathedrale (deren Langhaus allerdings 1674 bei einem Orkan einstürzte und danach Stück für Stück abgetragen wurde) sind im Kern aus Backstein errichtet, der an zwei Kapellen und an Teilen des Turms auch die Außenhaut bildet.
Im Laufe der Gotik wurde in Flandern und fast dem gesamten Gebiet der heutigen Niederlande der aus südlicheren Gegenden importierten Haustein, vor allem Tuffstein aus der Eifel, zunehmend durch Backstein verdrängt, dessen Verwendung dort, wenig später als in Norddeutschland, schon in der Romanik begonnen hatte. Der Grafenpalast im Binnenhof in Den Haag, Herrschaftszentrum der Grafschaft Holland ist eines der bedeutendsten Werke des niederländischen Backsteinbaus. Der romanische Ostteil („Rolzaal“) wurde um 1250 errichtet, der frühgotische Rittersaal 1280–1295, also zu der Zeit, da der Bau der preußischen Marienburg begann.
In der Spätgotik entwickelte die im Herzogtum Brabant die sogenannte Brabanter Gotik, die in der Kirchenarchitektur (Kathedrale von Herzogenbosch, Kathedrale von Antwerpen, Nikolaaskerk in Gent und Martinkerk in Ypern) gegenüber französischen Vorbildern auf Bauelemente verzichtete und daher als Reduktionsgotik bezeichnet wird, bei weltlichen Bauten aber eine anderswo kaum bekannte Pracht entfaltete. Als Beispiele seien die Rathäuser von Löwen und Mechelen erwähnt. Einer der wichtigsten Baumeister war Jehan d’Oisy aus der französischen Picardie. Besonders wichtige Kirchen und Rathausfassaden folgen oft auch an Orten in Material und Gestaltung der Brabanter Gotik, wo man ansonsten zum Backsteinbau übergegangen war. Insbesondere Brügge weist bedeutende Werke der Werksteingotik, aber noch zahlreichere der Backsteingotik auf.
In Deutschland ist die ehemalige Stiftskirche St. Viktor in Xanten deutlich von der niederländischen Gotik beeinflusst; auch andere niederrheinische Bauten sind hier zu nennen (in Kalkar St. Nicolai und mehrere Backsteinhäuser, überwiegend aus Tuff errichtet der Willibrordi-Dom in Wesel und die Salvatorkirche in Duisburg, überwiegend aus Backstein die Stiftskirche in Kleve und die Maria-Magdalena-Kirche in Goch). Dekorative Schichtungen von Naturstein, zumeist Tuff, und Backstein findet man an zahlreichen Bauten, so der Nieuwe Kerk in Amsterdam wie an der Kirche Alt St. Martinus in Stommeln bei Köln.
Im Stiftsgebiet des Bistums Lüttich, das sich heute über Teile der Niederlande und Belgiens erstreckt, entwickelte sich ferner die Maasgotik.

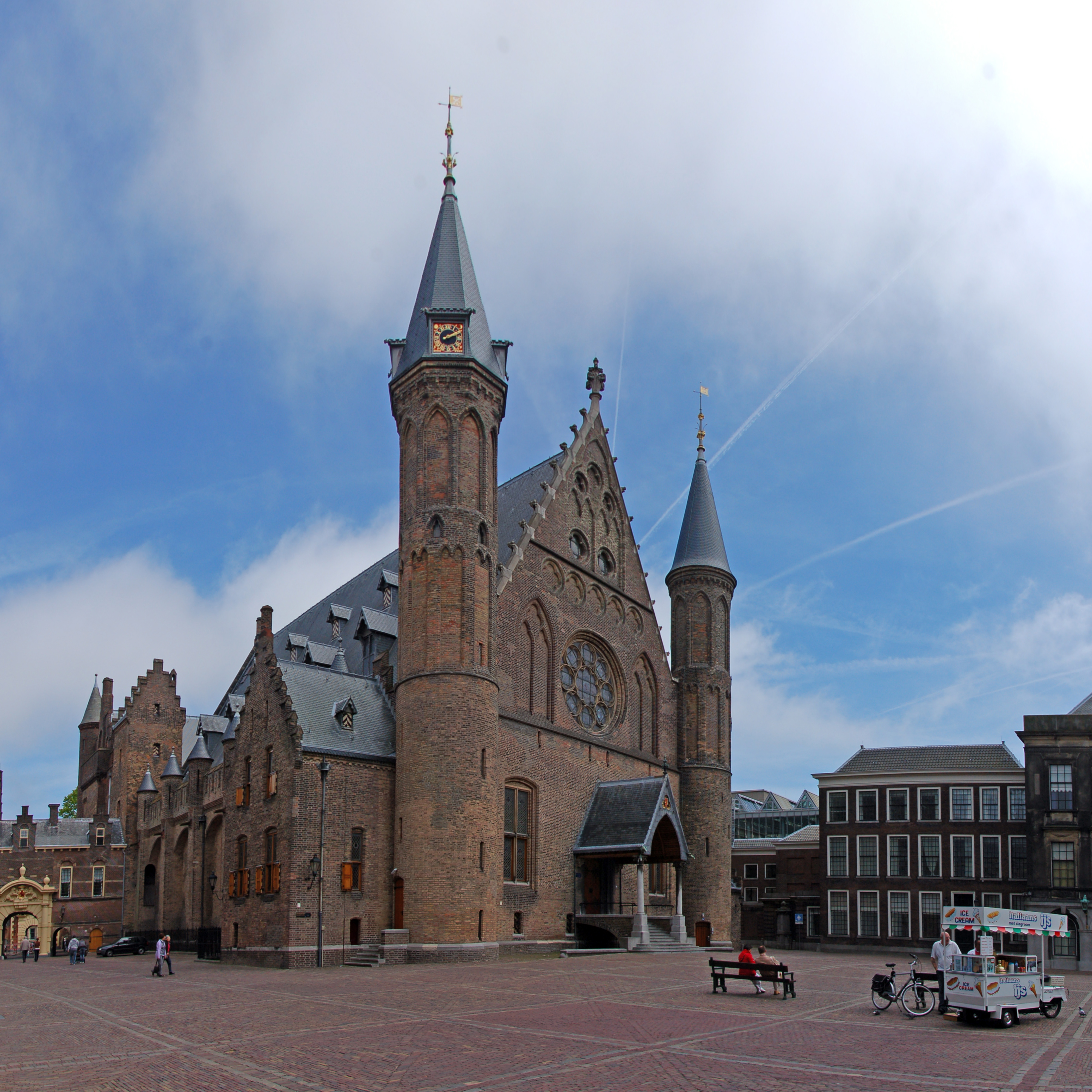
Rittersaal in Den Haag, ca. 1280
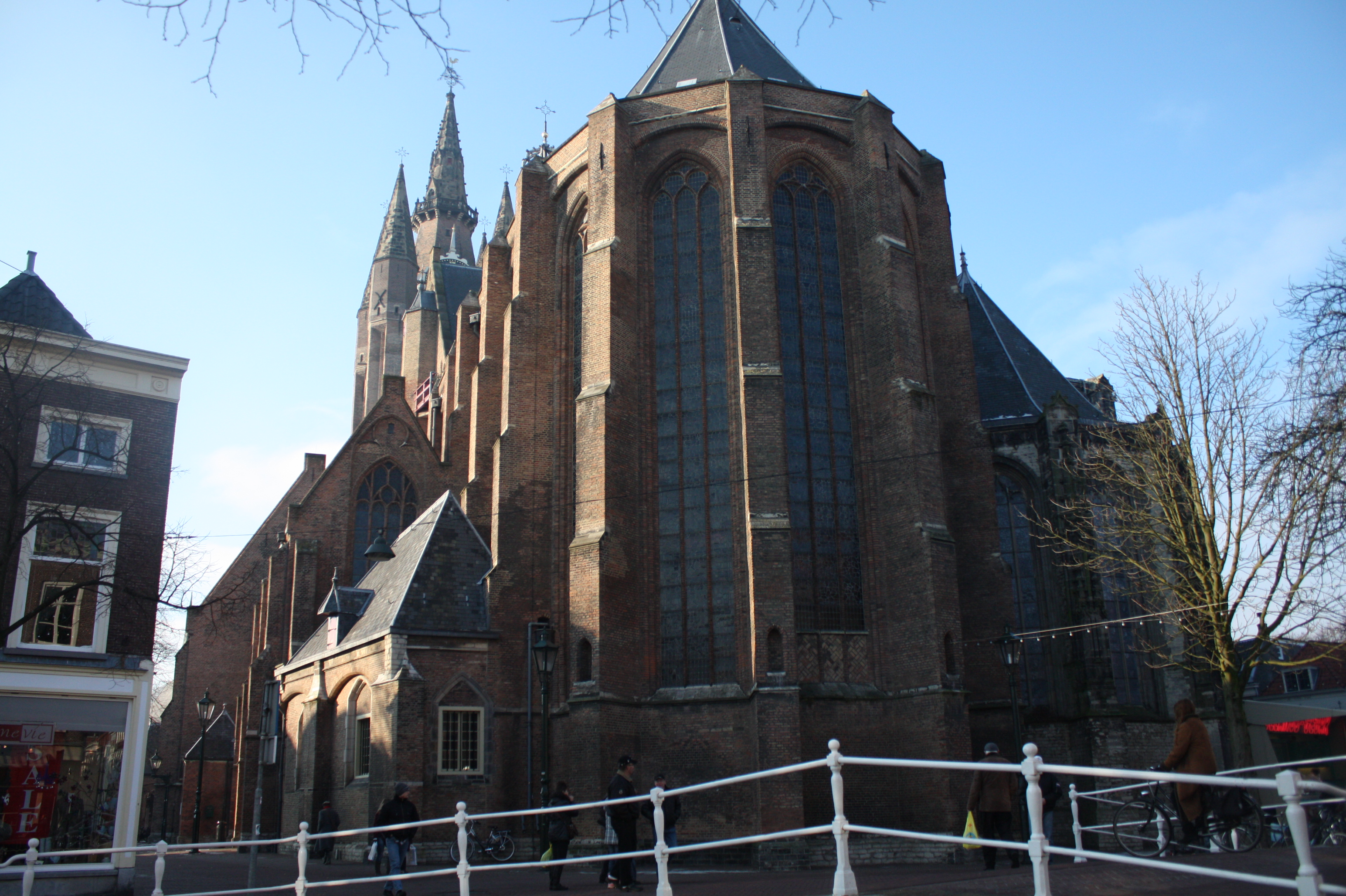
Oude Kerk in Delft, Südholland
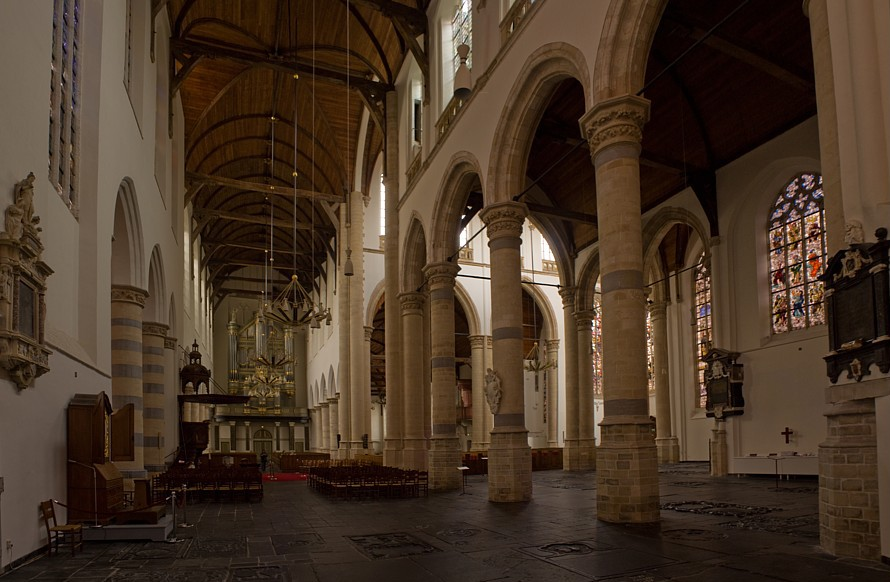
Hölzerne Tonnengewölbe der Oude Kerk in Delft
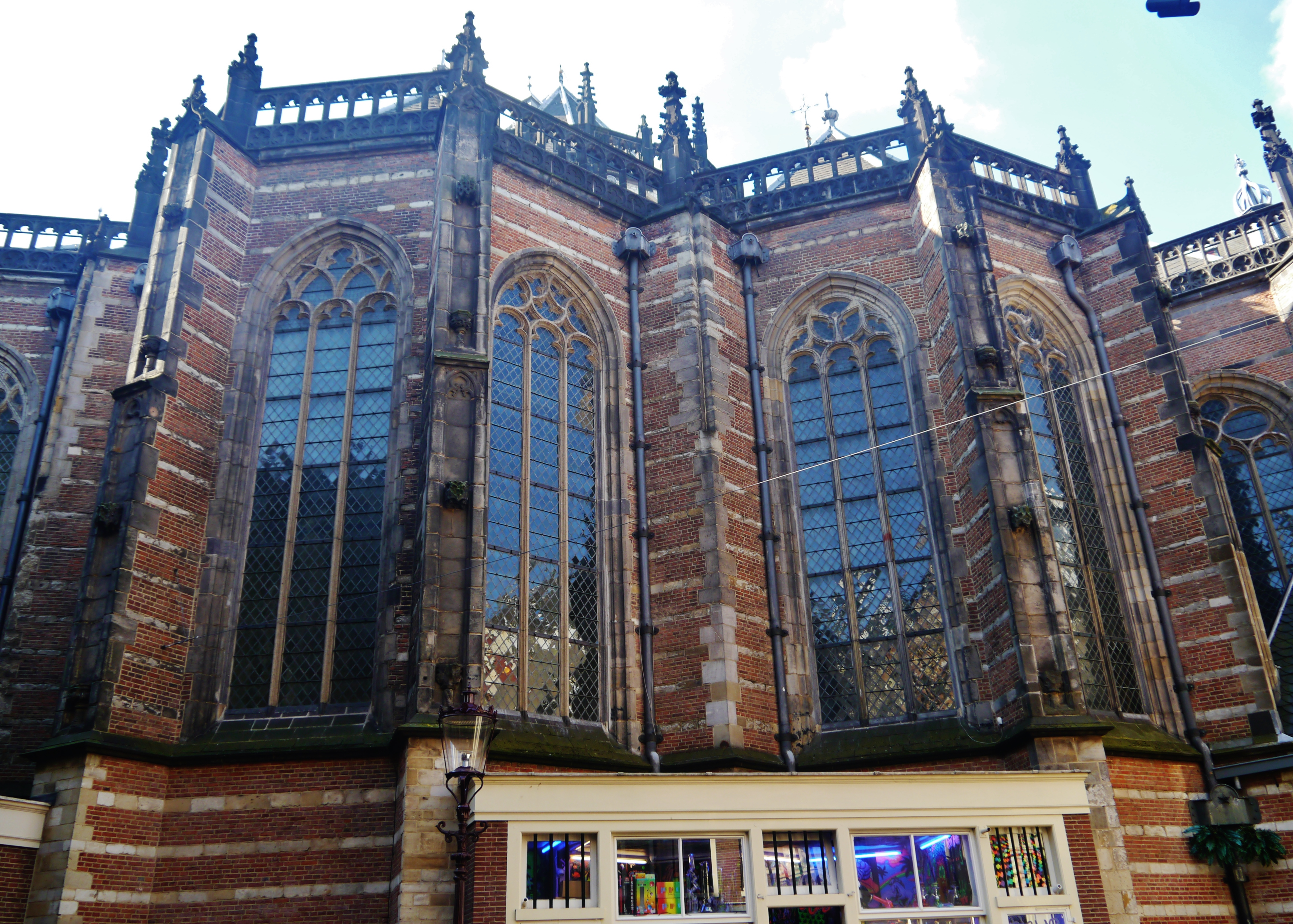
Nieuwe Kerk, Amsterdam, Nordholland
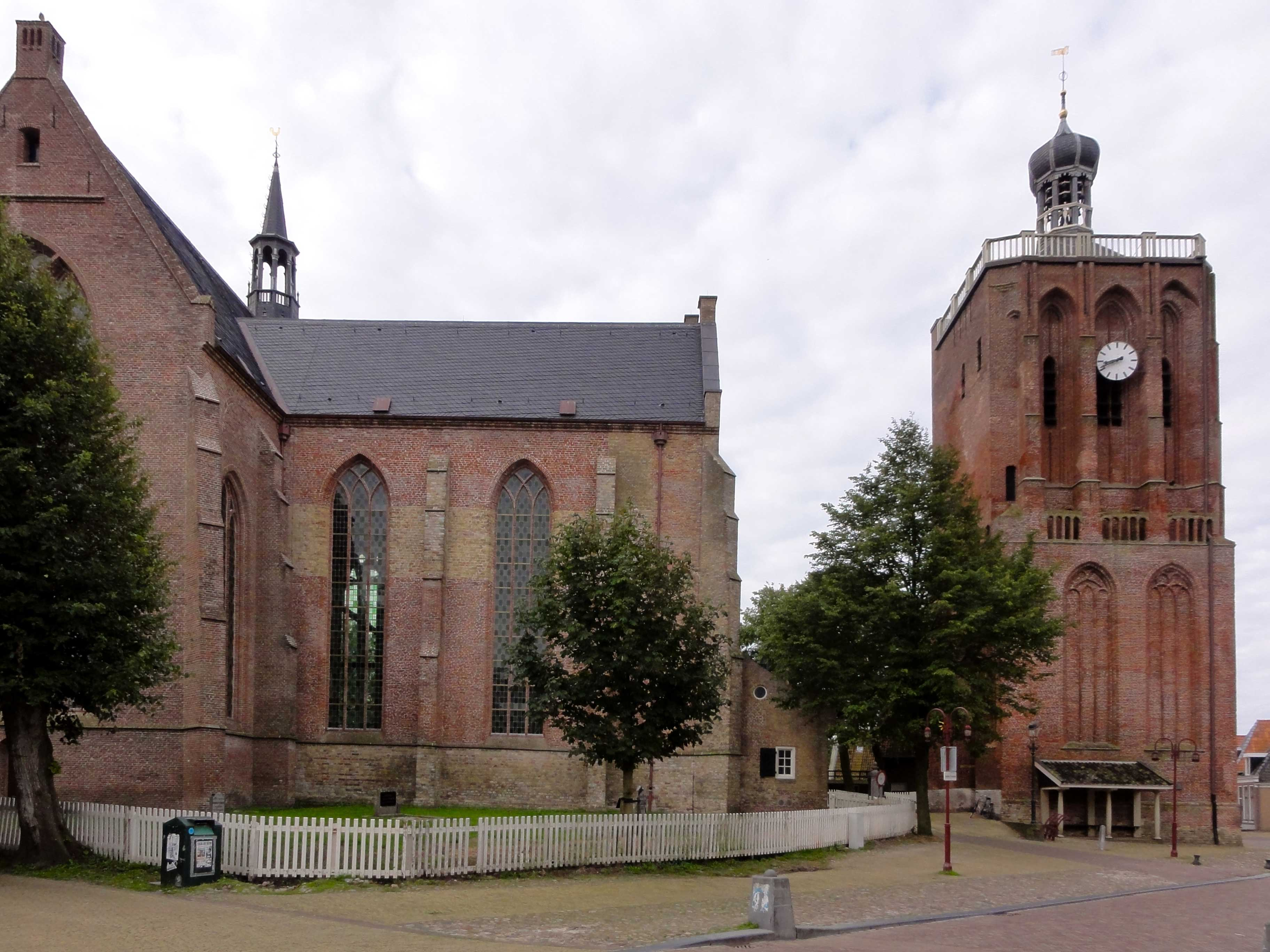
Grote Kerk in Workum, Provinz Friesland
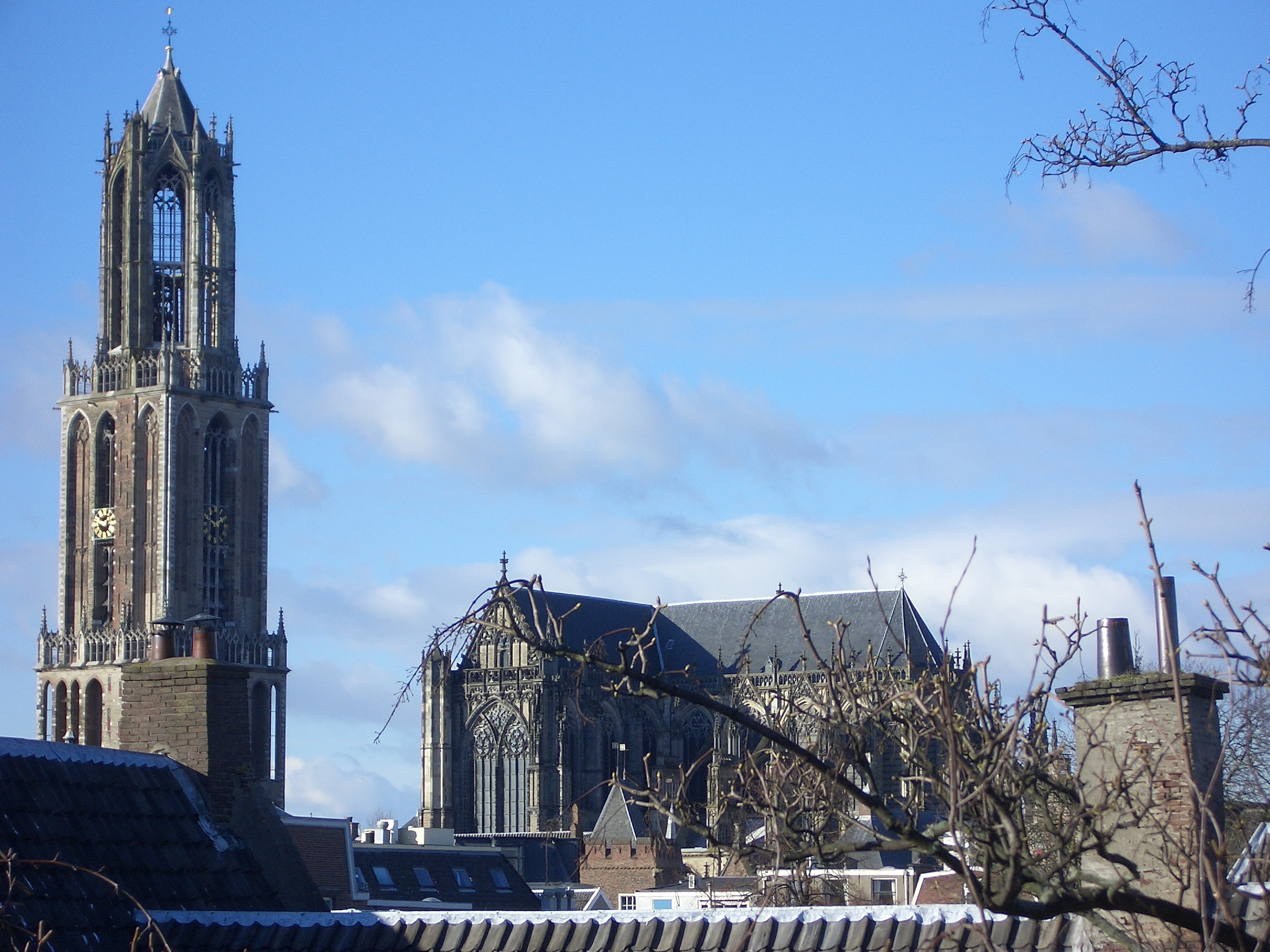
Chor (ab 1254), Querhaus und Turm des Utrechter Doms
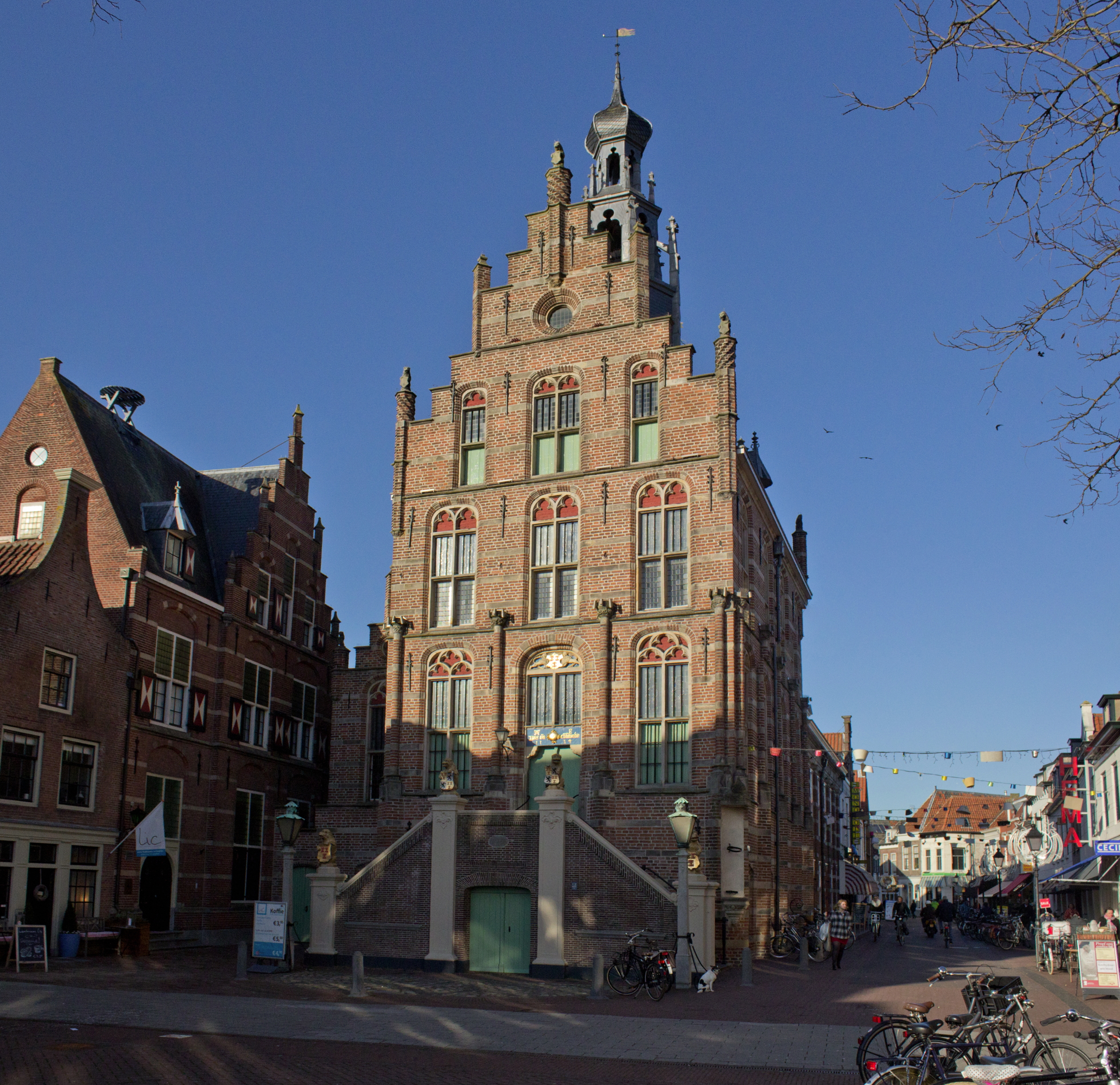
Rathaus in Culemborg am Lek, Gelderland
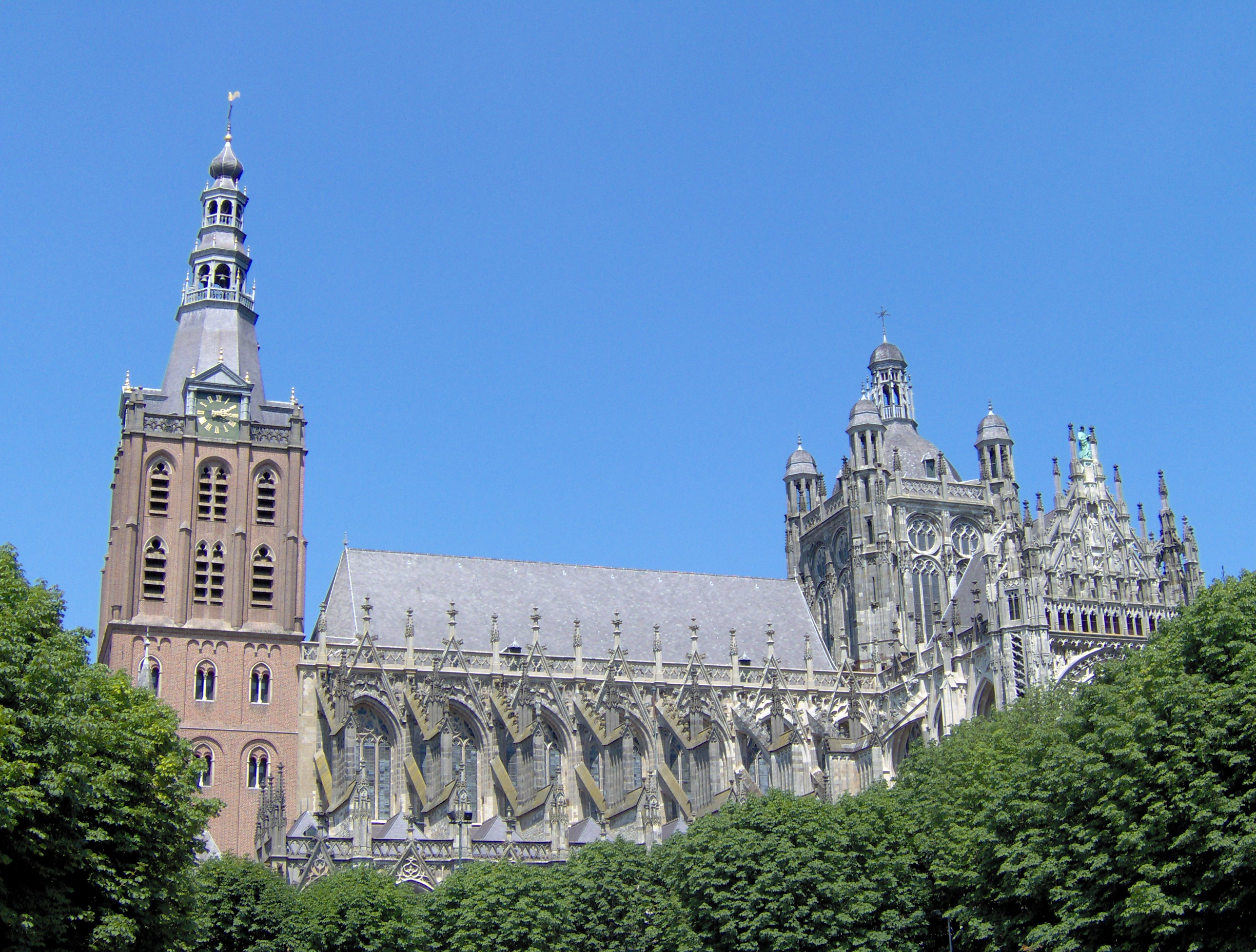
St.-Johannes-Kathedrale in ’s-Hertogenbosch, Noord-Brabant
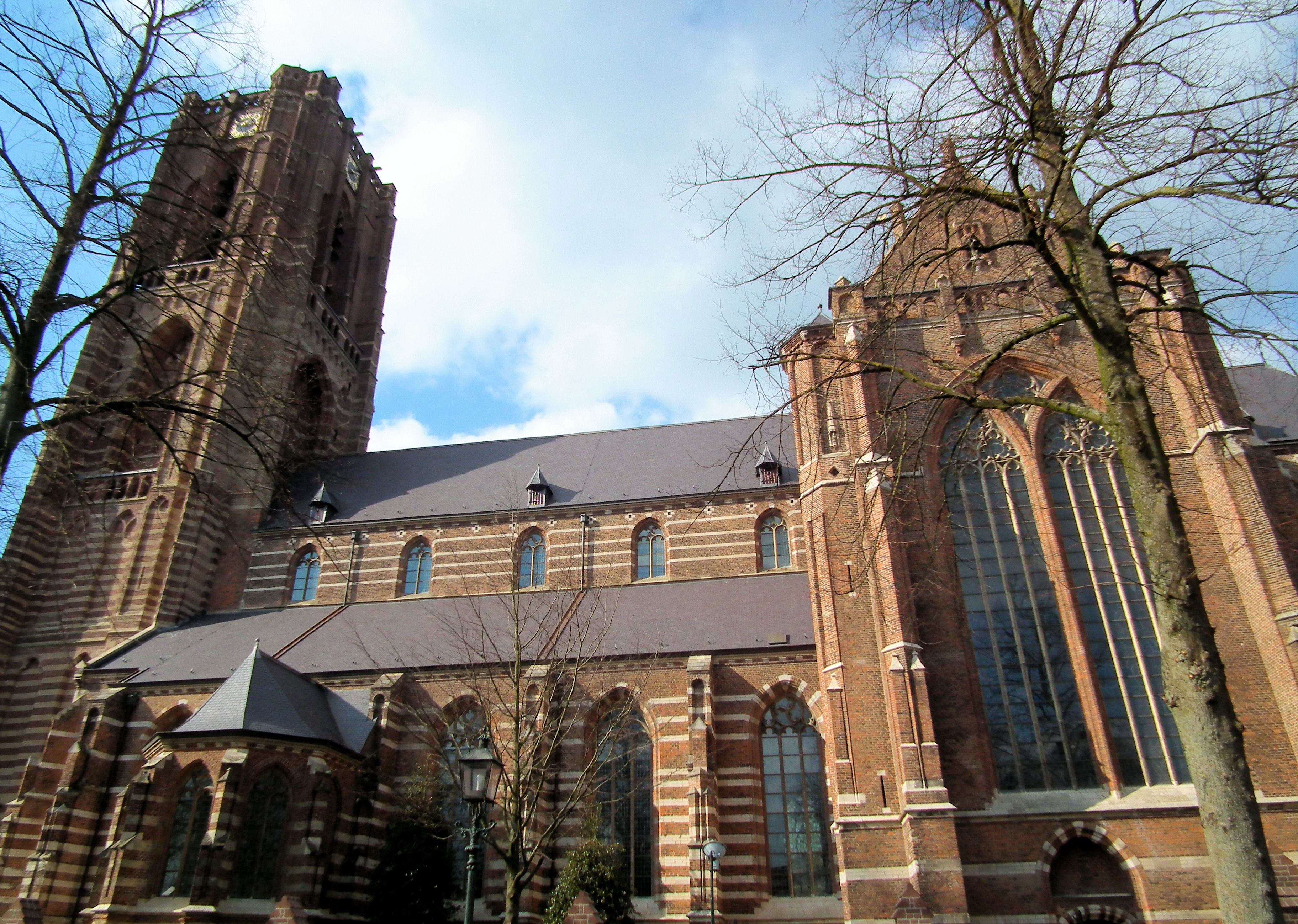
Petruskerk in Oirschot, Noord-Brabant

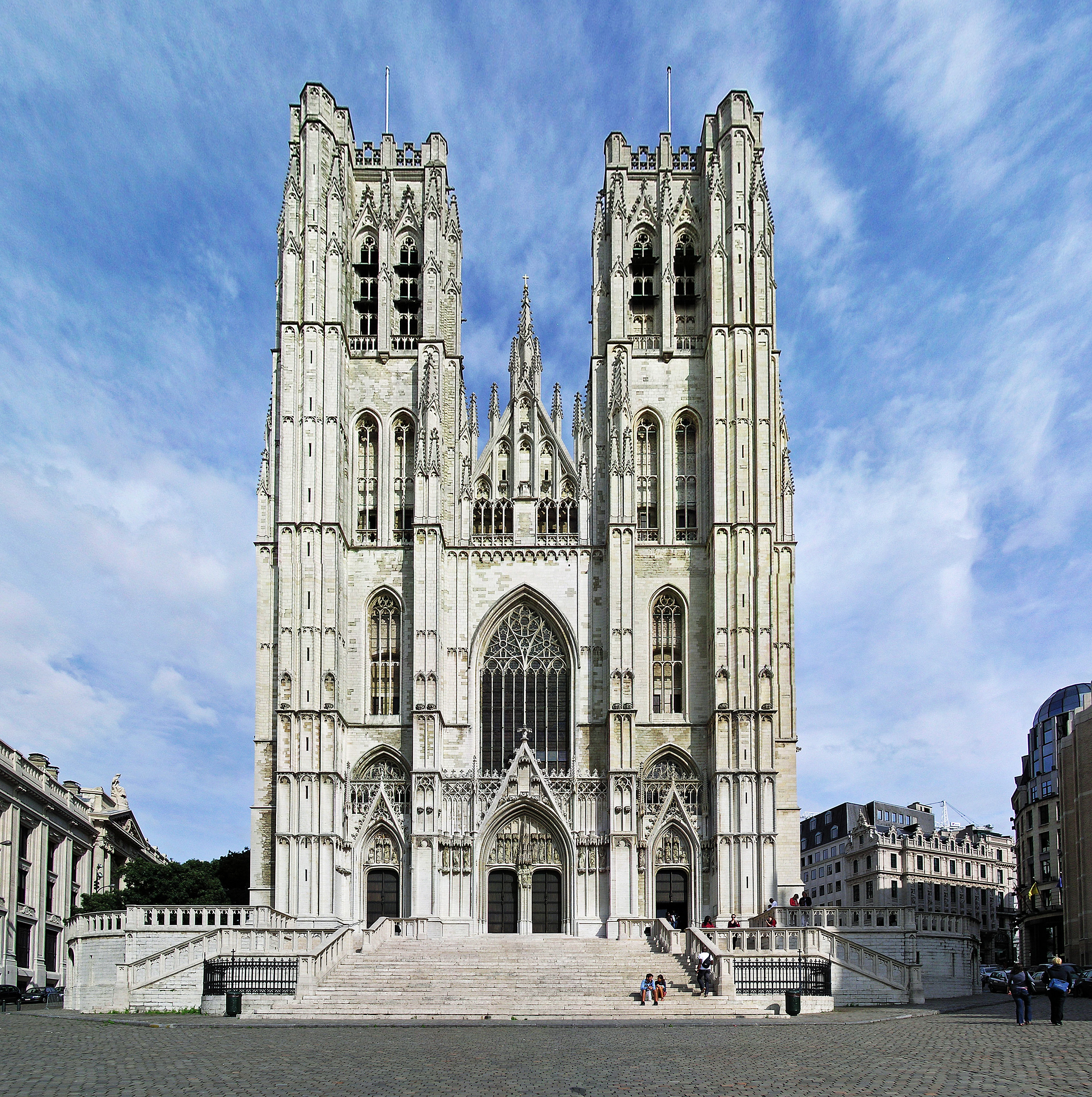
Kathedrale von Brüssel, Fassade des 15. Jahrhunderts
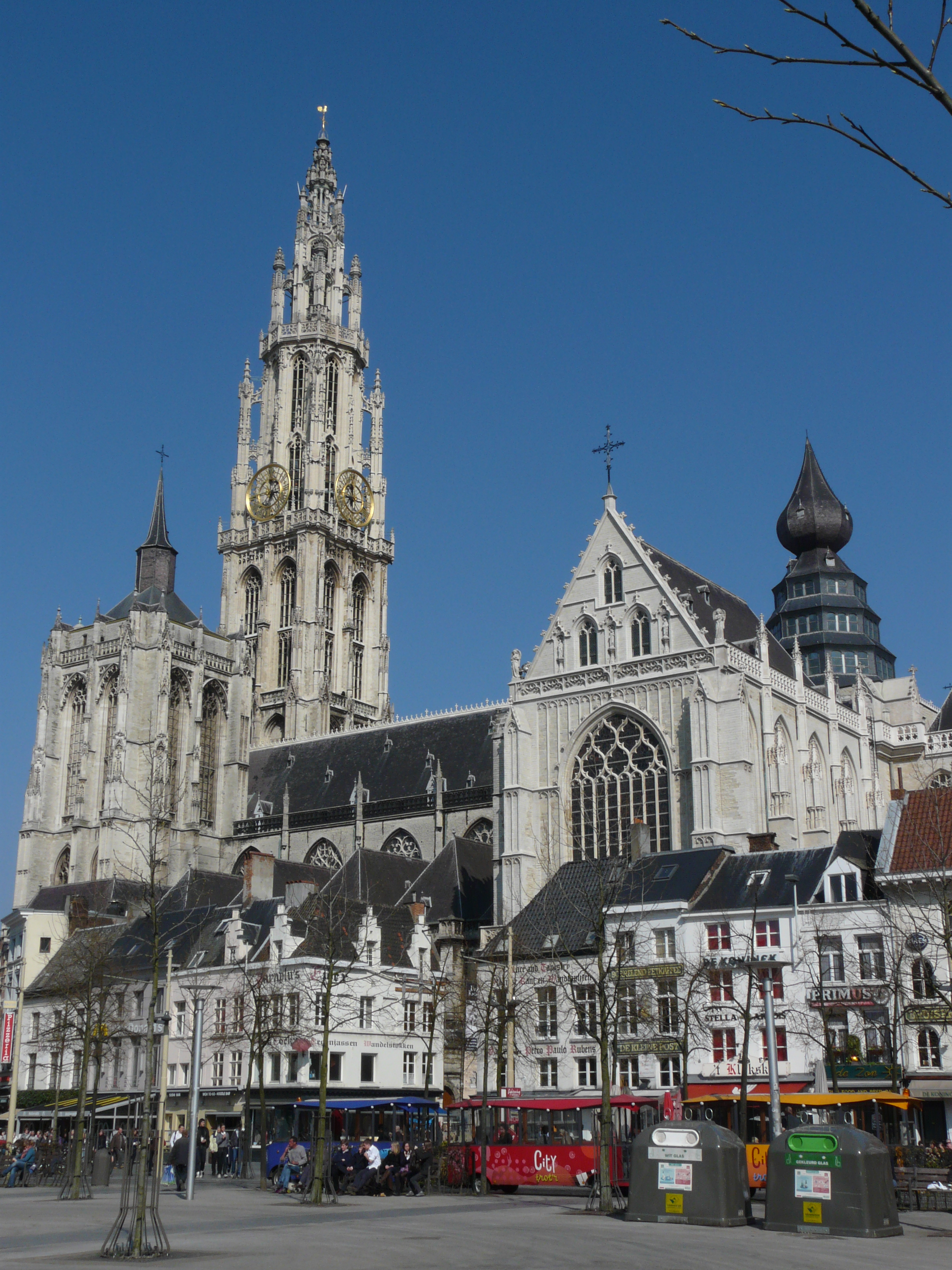
Kathedrale von Antwerpen
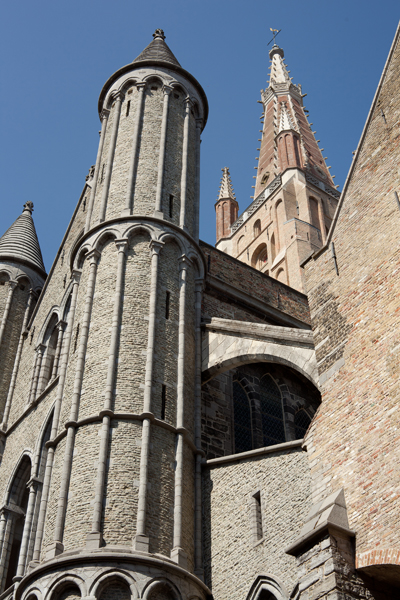
Liebfrauenkirche in Brügge, ab 1210, Steinmetzarbeiten nach französischem Vorbild, Tuffstein, Backstein
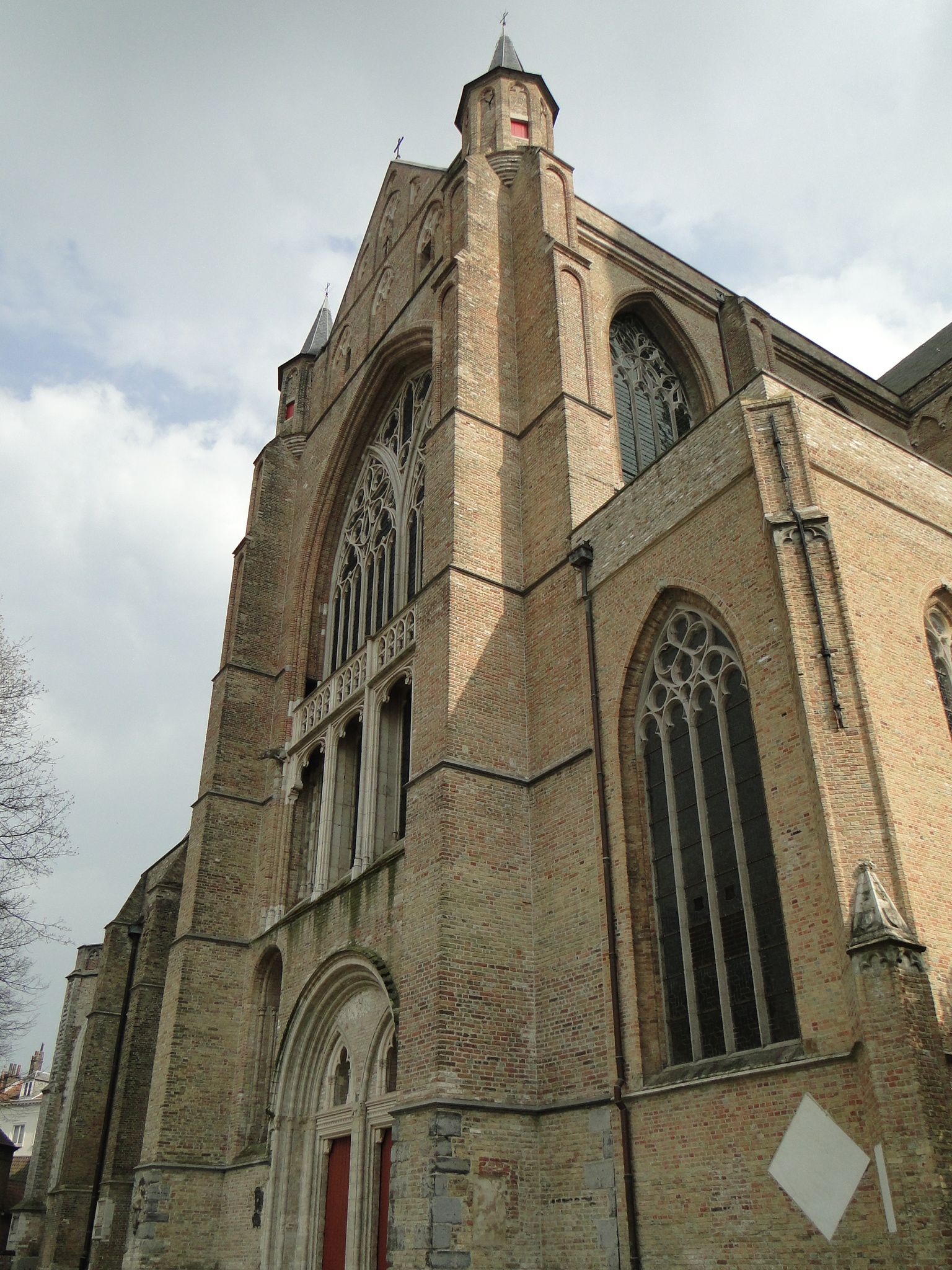
St.-Salvator-Kathedrale in Brügge ab 1280, gelber Backstein
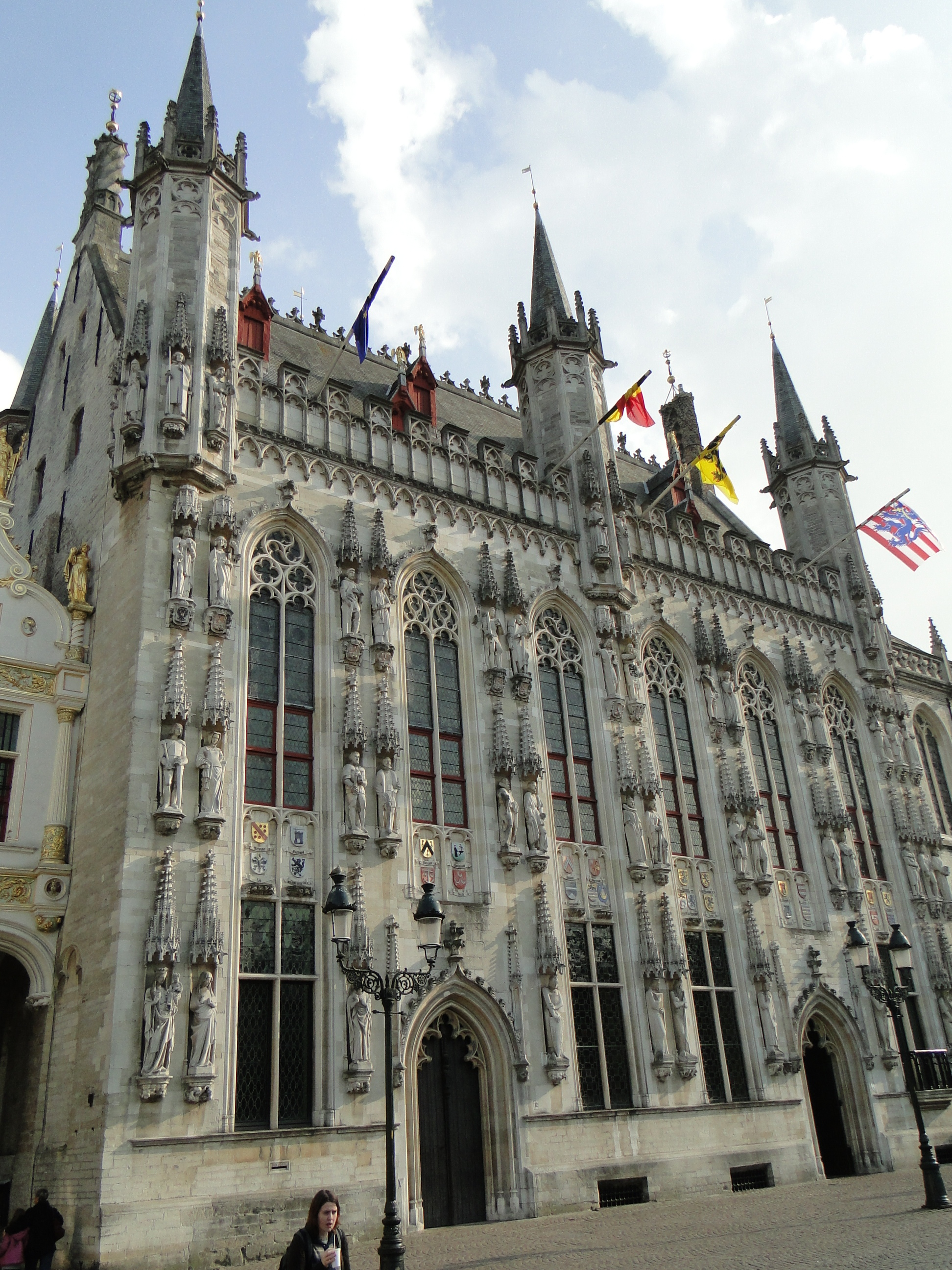
Rathaus von Brügge, 1376–1421
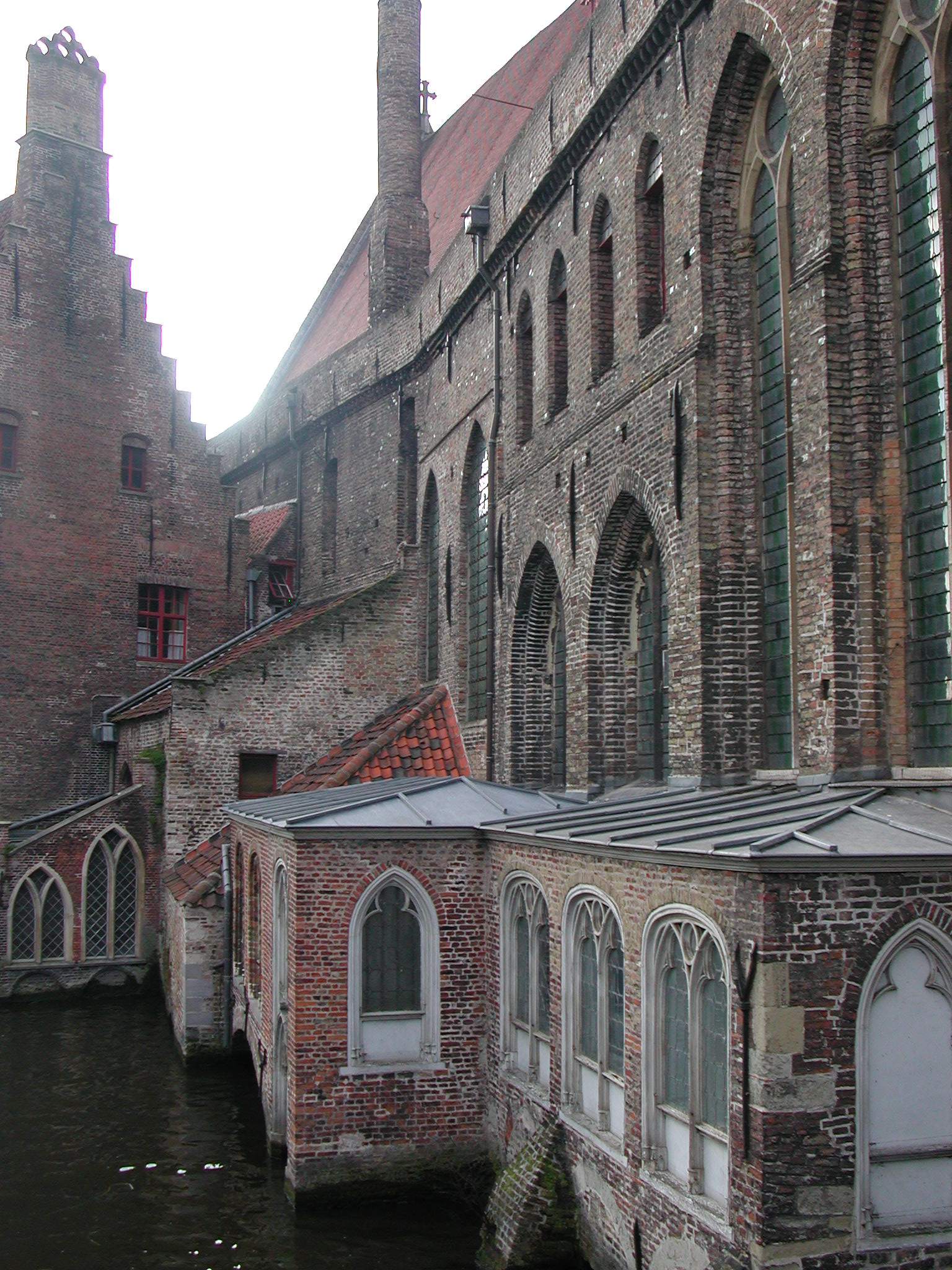
Sint-Janshospitaal in Brügge, heutige Teile ab 1200
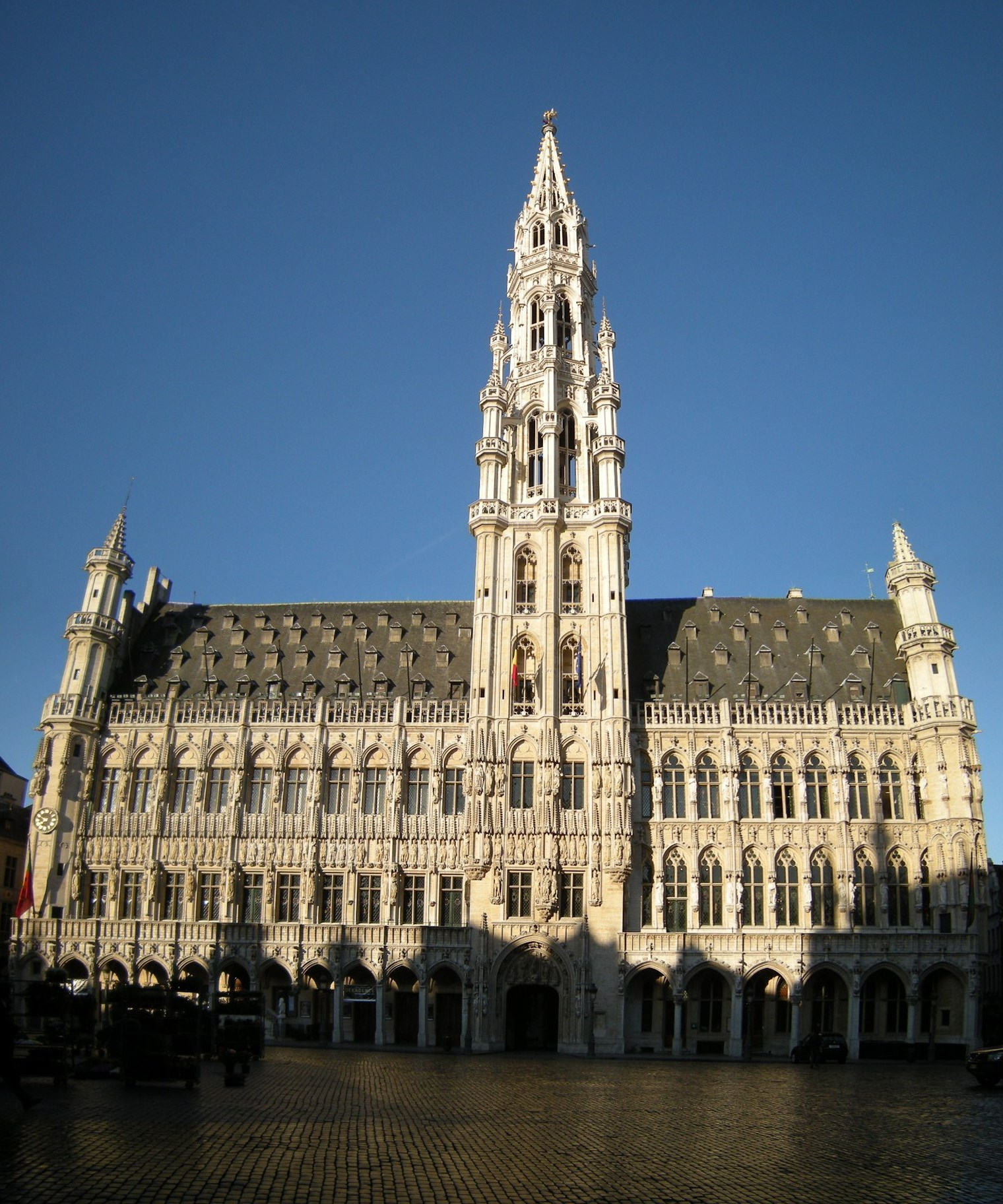
Rathaus von Brüssel, 1402–1449
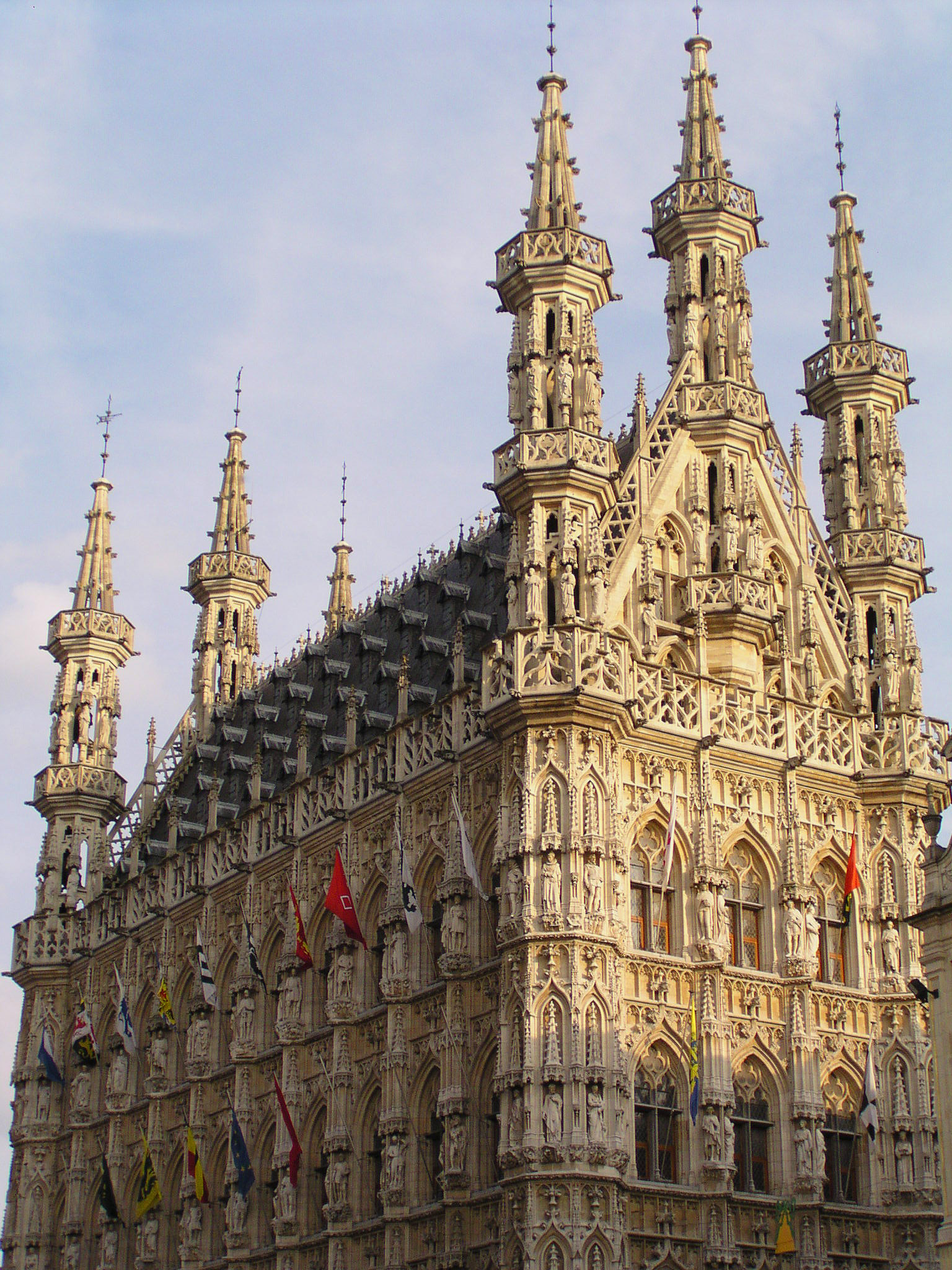
Rathaus von Löwen, 1439–1468
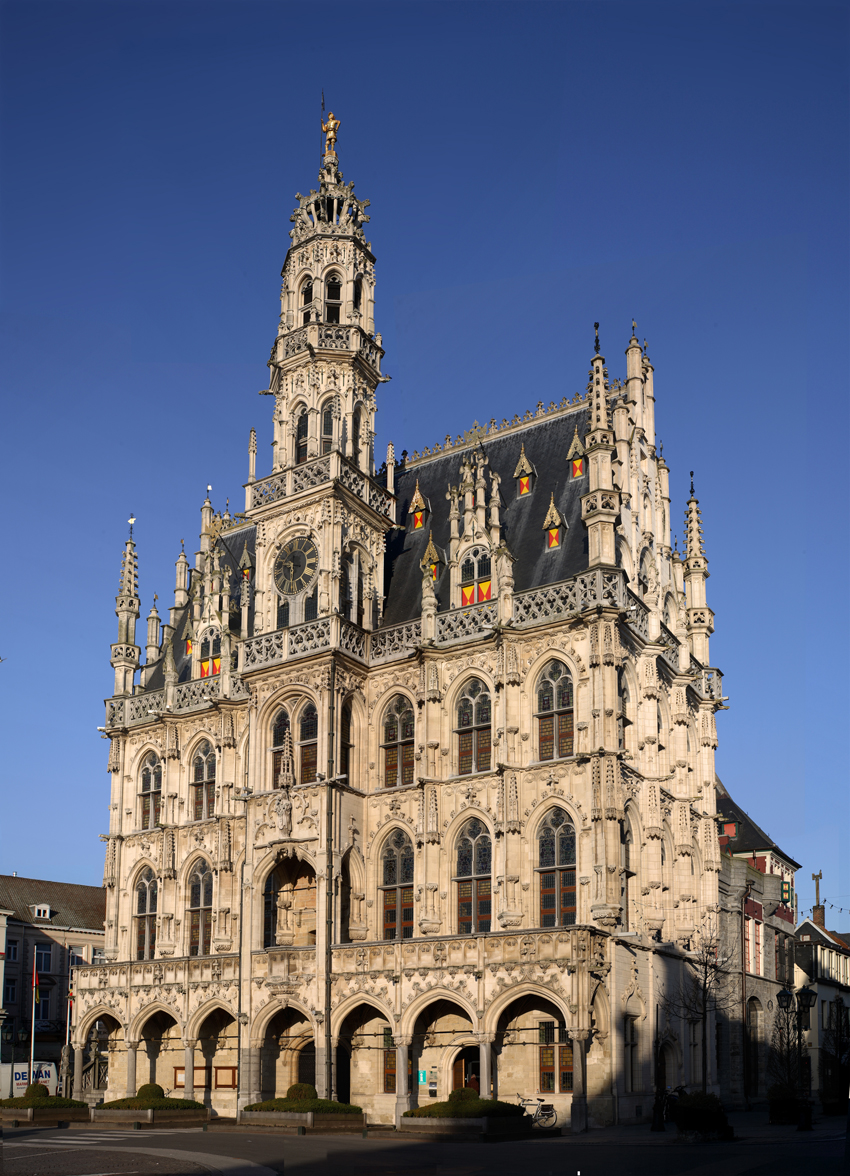
Rathaus Oudenaarde, 1526–1536

#### Österreich
Die einzige gotische Kathedrale Österreichs ist der Wiener Stephansdom, eine große Halle mit zwei geplanten riesigen Chorseitentürmen, von denen nur der Südturm vollendet wurde.
Bedeutende Klosterkirchen mit Hallenchören sind in Heiligenkreuz und Zwettl zu finden; große gotische Stadtpfarrkirchen sind St. Stephan in Braunau und St. Jakob in Villach. Die Pfarrkirche in Königswiesen und die Pfarrkirche Weistrach stehen an der Grenze von der Spätgotik zur Renaissance und weisen mit ihren Schlingrippen eine nahezu „barocke“ Formendynamik auf. Diese beiden Kirchen wurden am Beginn des 16. Jahrhunderts gebaut und zeichnen sich durch ihre autonome Gewölbegestaltung aus.

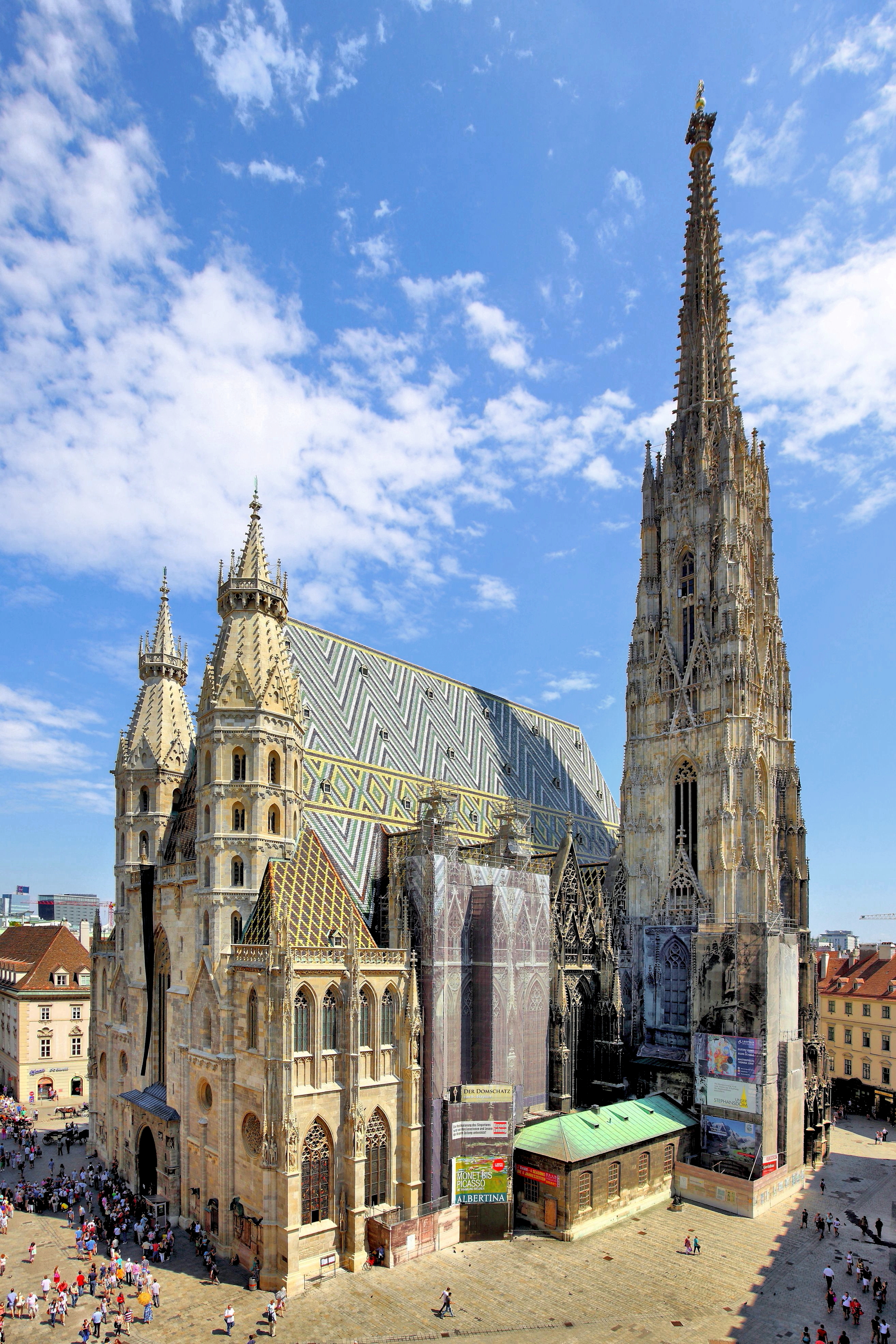
Wiener Stephansdom
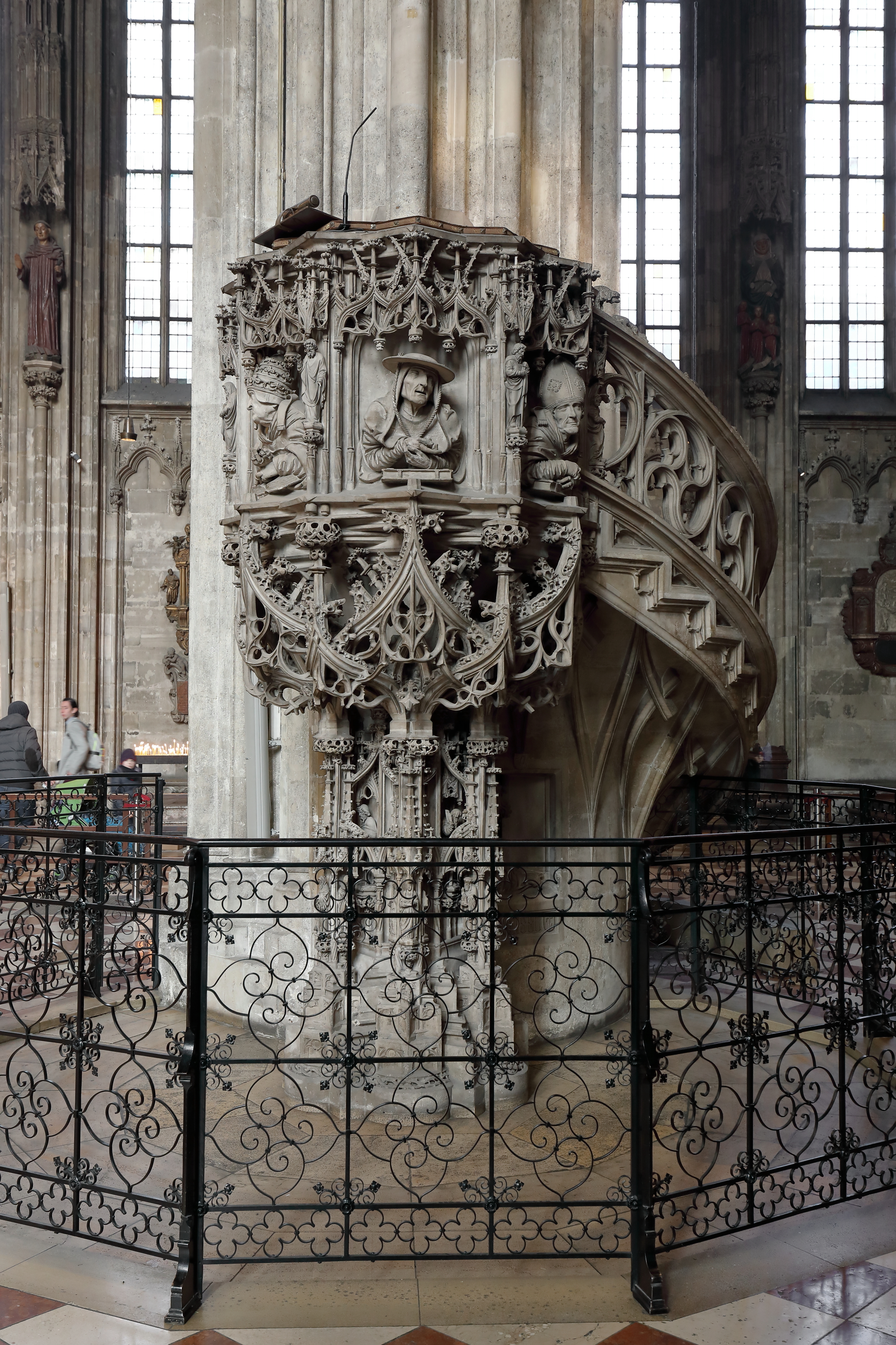
Kanzel im Wiener Stephansdom
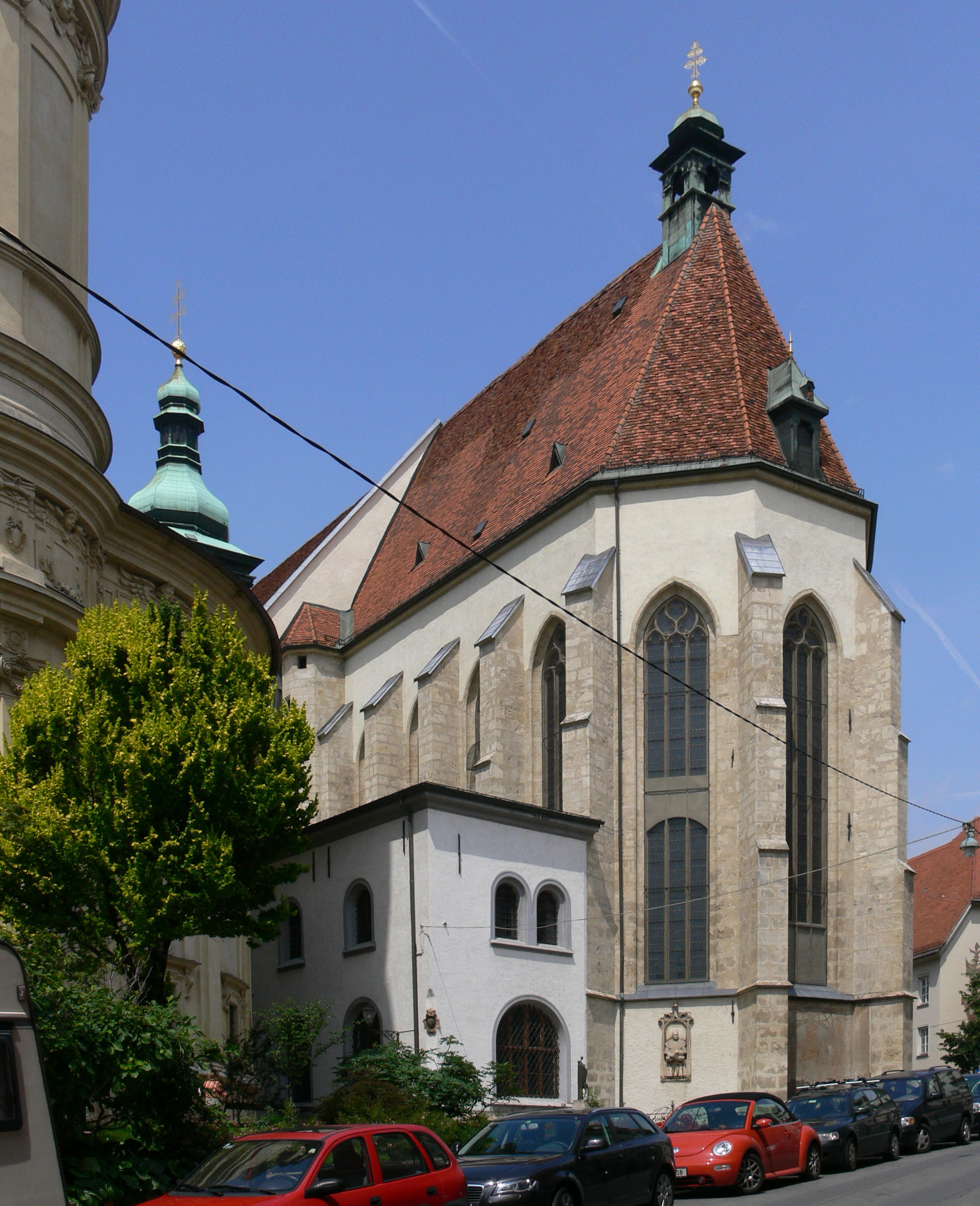
Grazer Dom

#### Osteuropa

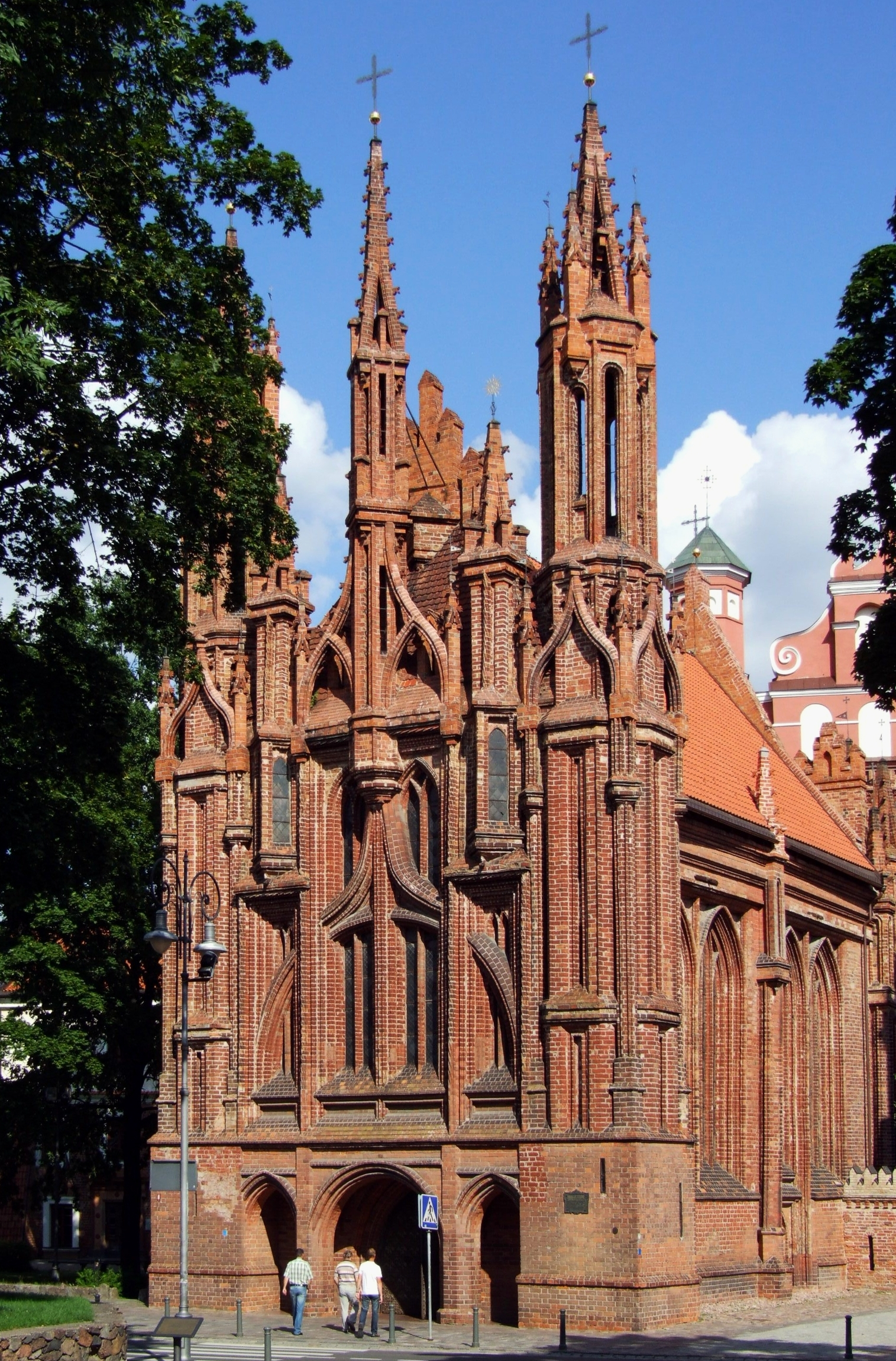
St.-Anna-Kirche in Vilnius, 1495–1500

In der gotischen Sakralarchitektur Polens, Böhmens, Mährens, Ungarns und anderer ost- und ostmitteleuropäischer Länder mischen sich einheimische Sonderentwicklungen mit den aus Westeuropa und Deutschland importierten Grundstrukturen. In den von deutschem Bürgertum dominierten Städten und Regionen herrschten mitteleuropäische Einflüsse vor. Durch die Handelsbeziehungen der Ostseestädte gelangten auch niederländische Elemente in diesen Raum; als Beispiel sei hier die Danziger Marienkirche angeführt.
In Böhmen blieb die große Kathedrale auf dem Prager Hradschin bis ins frühe 20. Jahrhundert unvollendet. Der hoch- bis spätgotische Chor des Veitsdomes wurde von einem französischen Meister begonnen und von Peter Parler weitergebaut.
Als Höhepunkt böhmischer Architektur gilt neben dem Veitsdom die der heiligen Barbara geweihte „Kathedrale“ von Kuttenberg (Kutna Hora). Auch das nahe Kolín an der Elbe besitzt einen bedeutenden Chorbau der Parlerschule. In Most (Brüx) wurde die spätgotische Dekanatskirche in einer spektakulären Aktion etwa 800 Meter verschoben, um die reich gewölbte Halle vor dem Braunkohletagebau zu retten.
Auch das ehemalige Groß- und Kleinpolen besitzt zahlreiche gotische Sakralbauten. Als Baumaterial dominiert der Backstein; besonders die Zisterzienserarchitektur war hier lange stilprägend. Bei der großen Kathedrale (ab 1320) auf dem Wawel in Krakau sind diese Einflüsse heute durch spätere Umbauten teilweise verwischt. Die zweischiffige, sterngewölbte Kirche in Wiślica (um 1350) verweist auf Vorbilder der klösterlichen Profanarchitektur (Refektorien, Kapitelsäle).
Die Krakauer Marienkirche war im Mittelalter die Pfarrkirche der deutschen Gemeinde. Die steile Backsteinbasilika besitzt einen originellen spätgotischen Turmhelm, der von einer goldenen Krone bekrönt wird. Einen „französischen“ Umgangschor weist die Posener Domkirche auf; der Bau präsentiert sich heute jedoch wegen der verheerenden Zerstörungen des Zweiten Weltkrieges überwiegend als Rekonstruktion des ursprünglichen mittelalterlichen Zustandes. Mehrere gotische Kirchen in Polen, nicht nur solche spezieller Orden, haben keinen oder nur einen mäßig hohen Glockenturm, aber repräsentative Giebel.

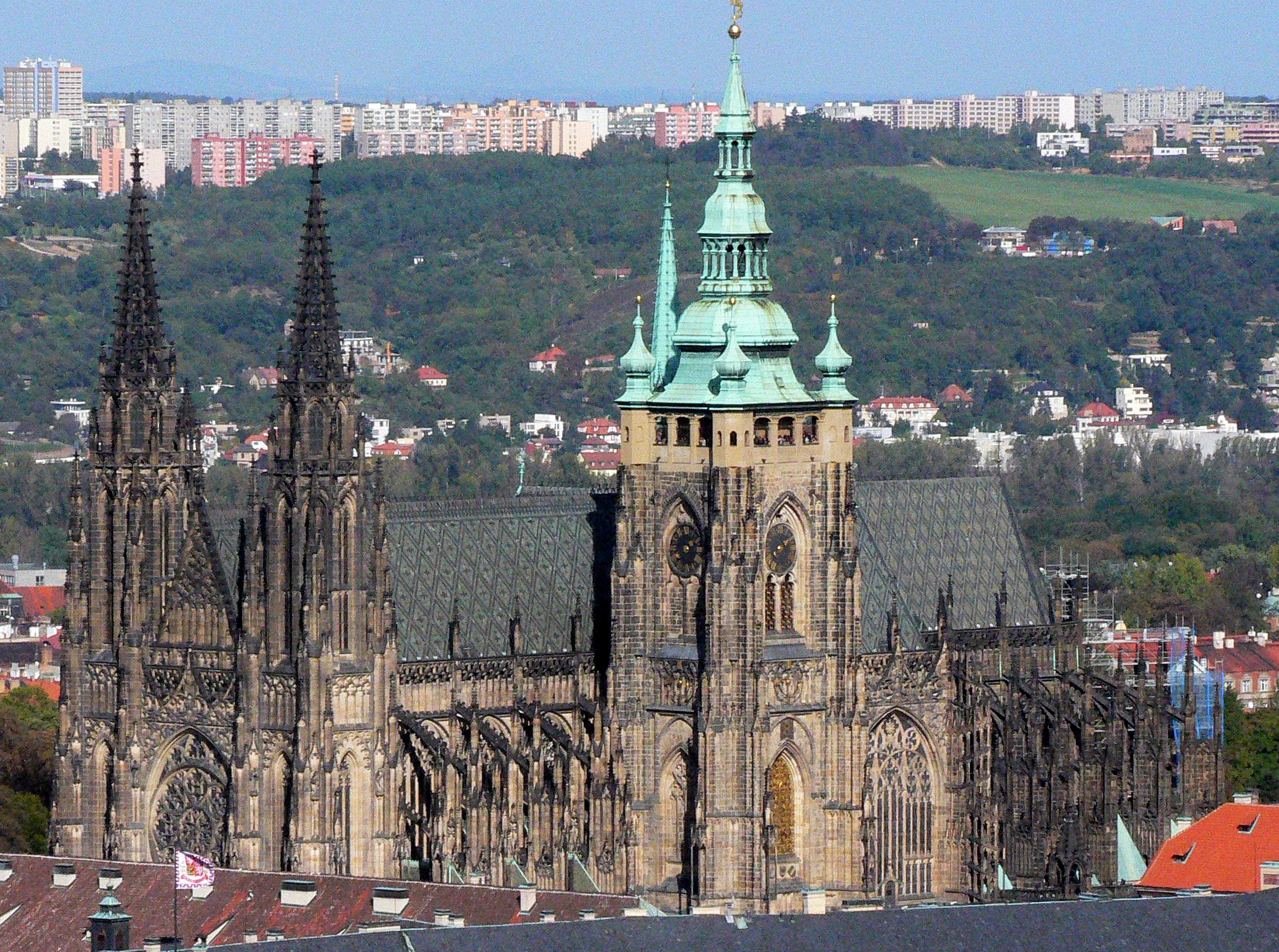
Veitsdom in Prag, ab 1344
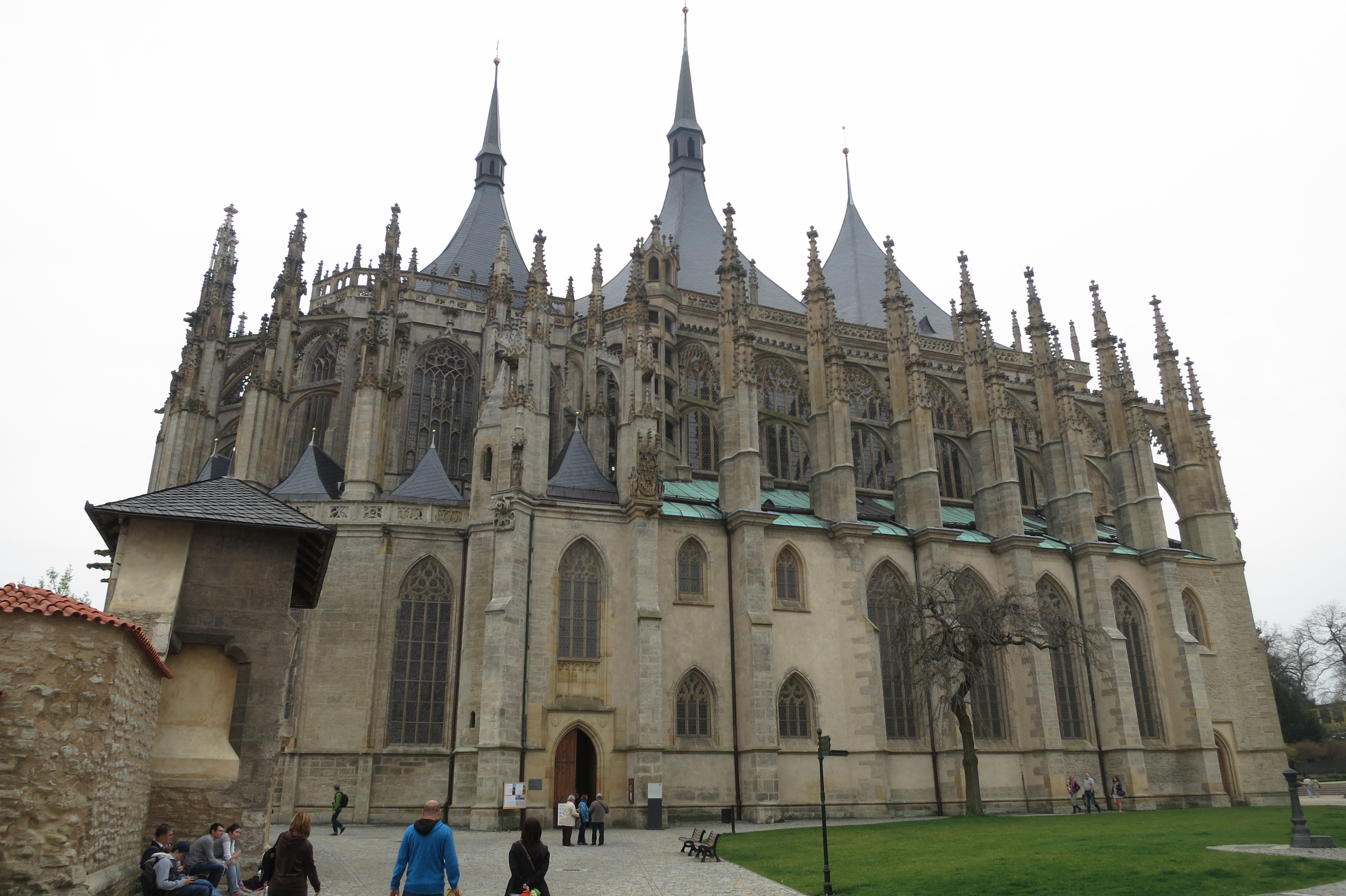
St. Barbara in Kutná Hora (Ende 14. Jahrhundert)
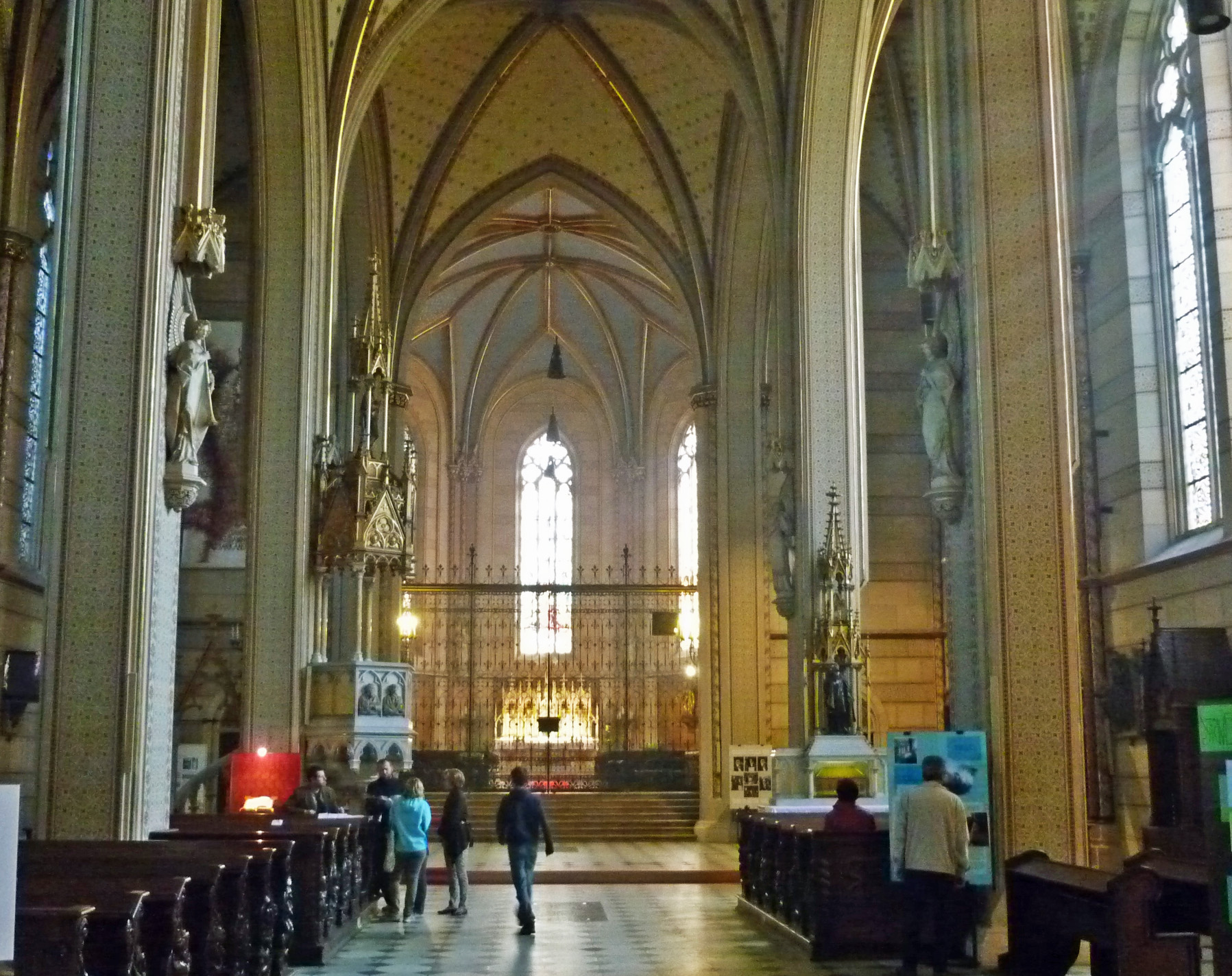
Wenzelsdom in Olmütz, 13.–14. Jh.
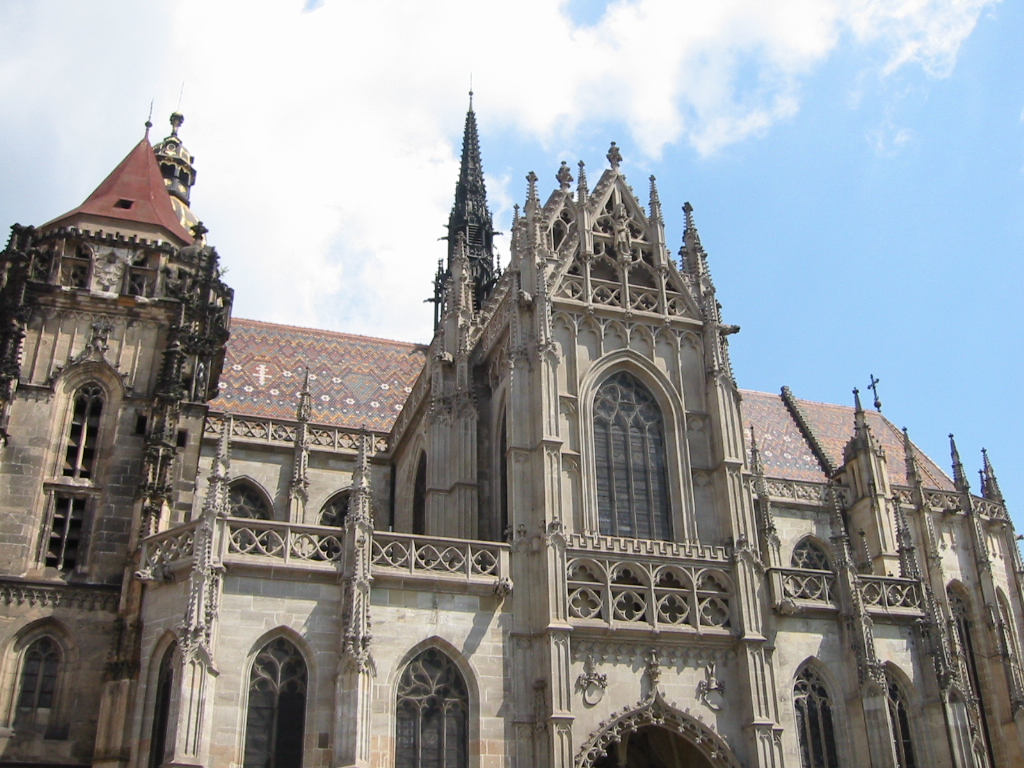
Elisabethdom in Košice, 15. Jh., ein Mittelding aus Basilika und Zentralbau
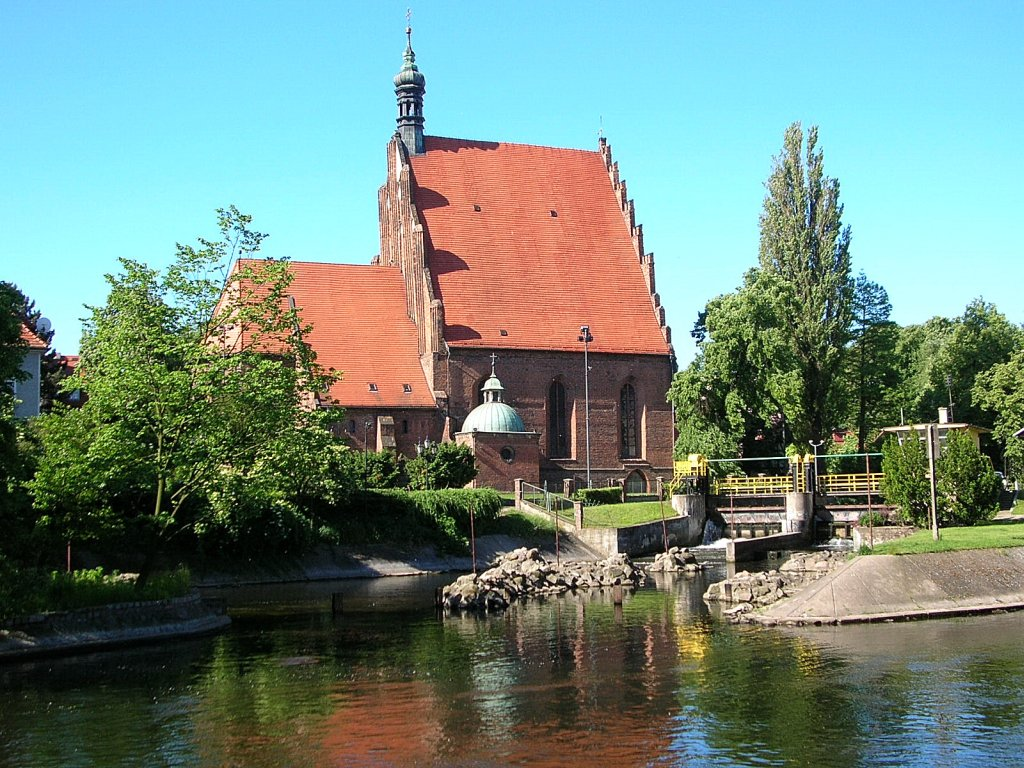
St. Martin und Nikolai in Bydgoszcz, 1466–1502
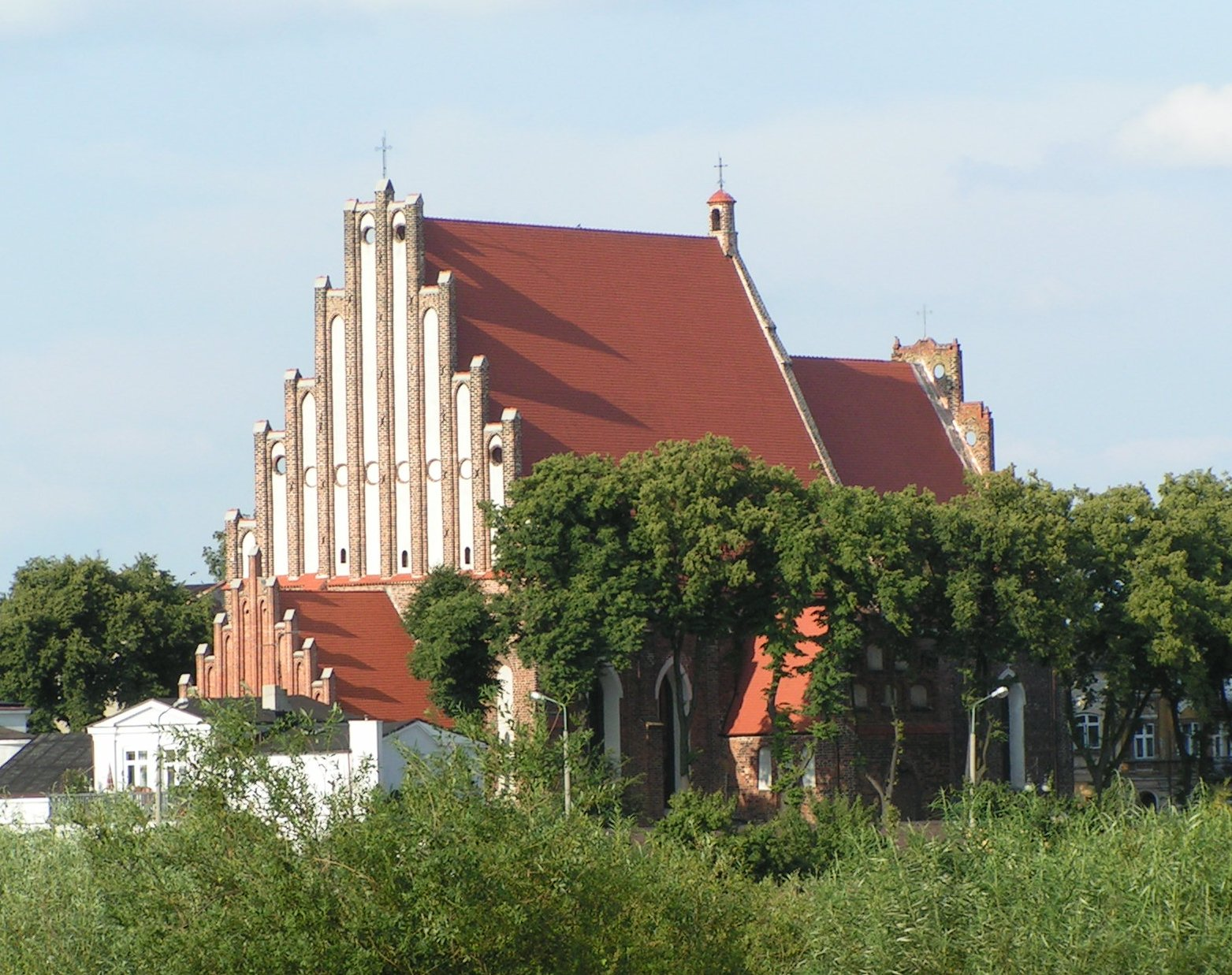
Kreuzerhöhungskirche in Koło, 14./15. Jh.
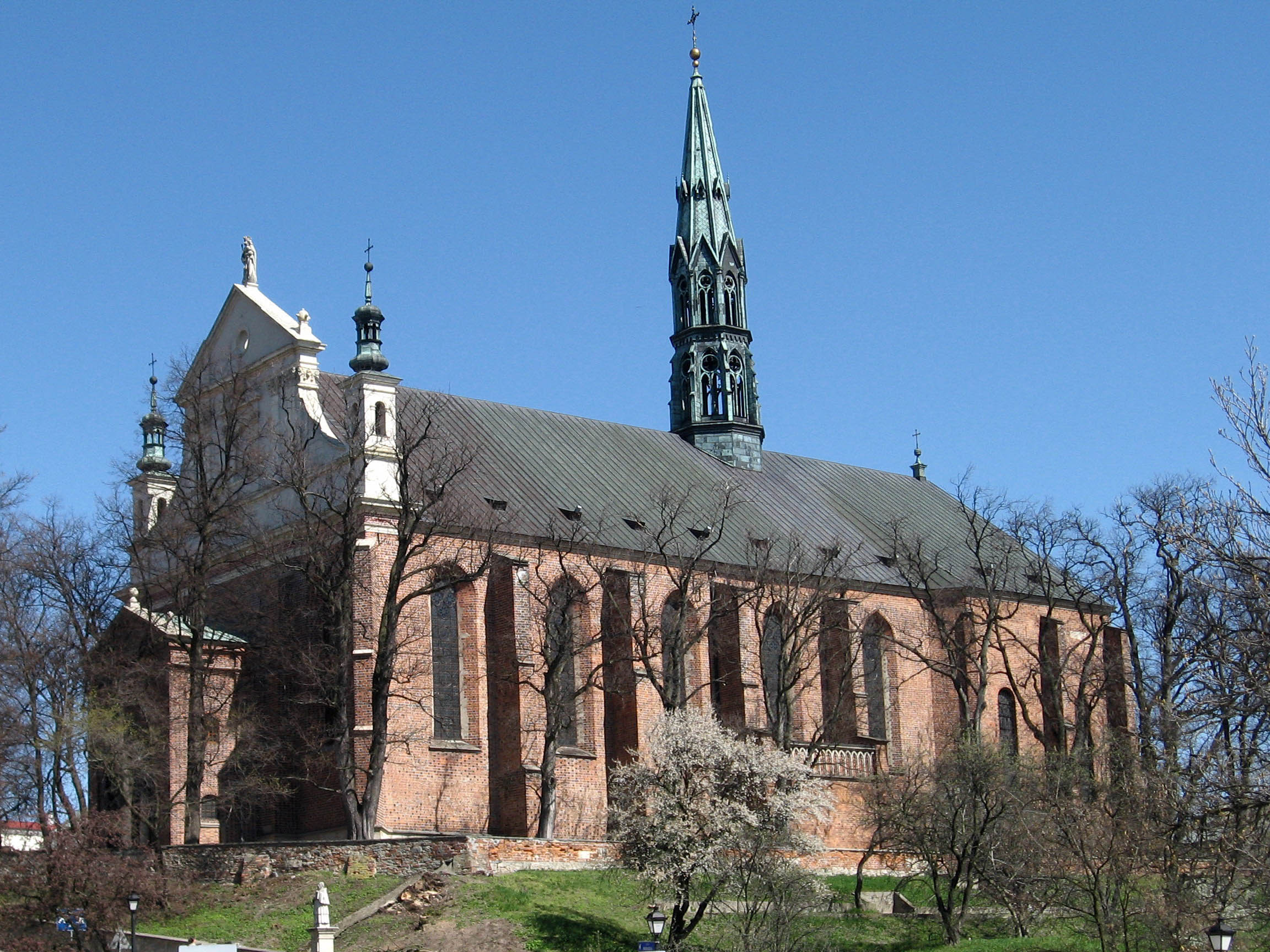
Kathedrale von Sandomierz, um 1360, Barockgiebel 1670
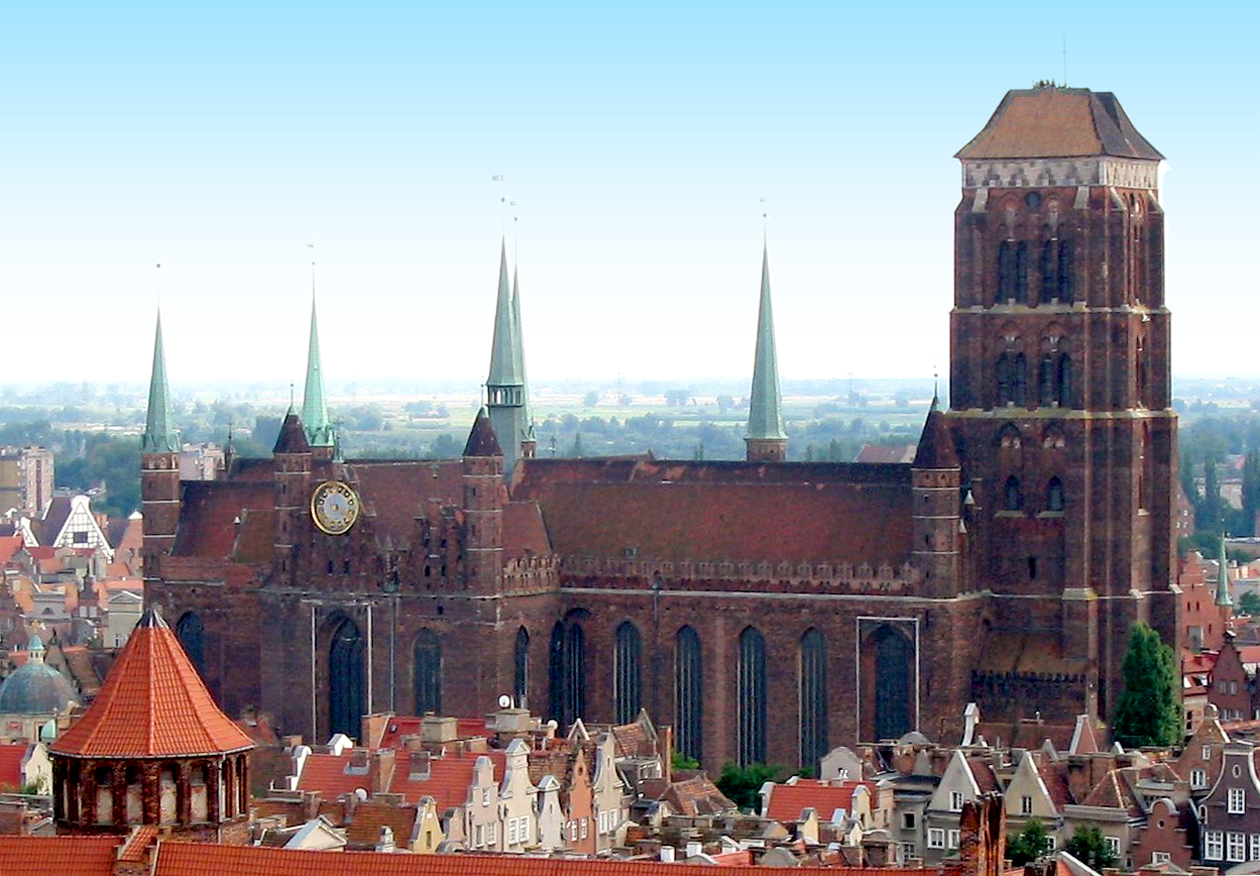
Marienkirche in Danzig, 1343–1502
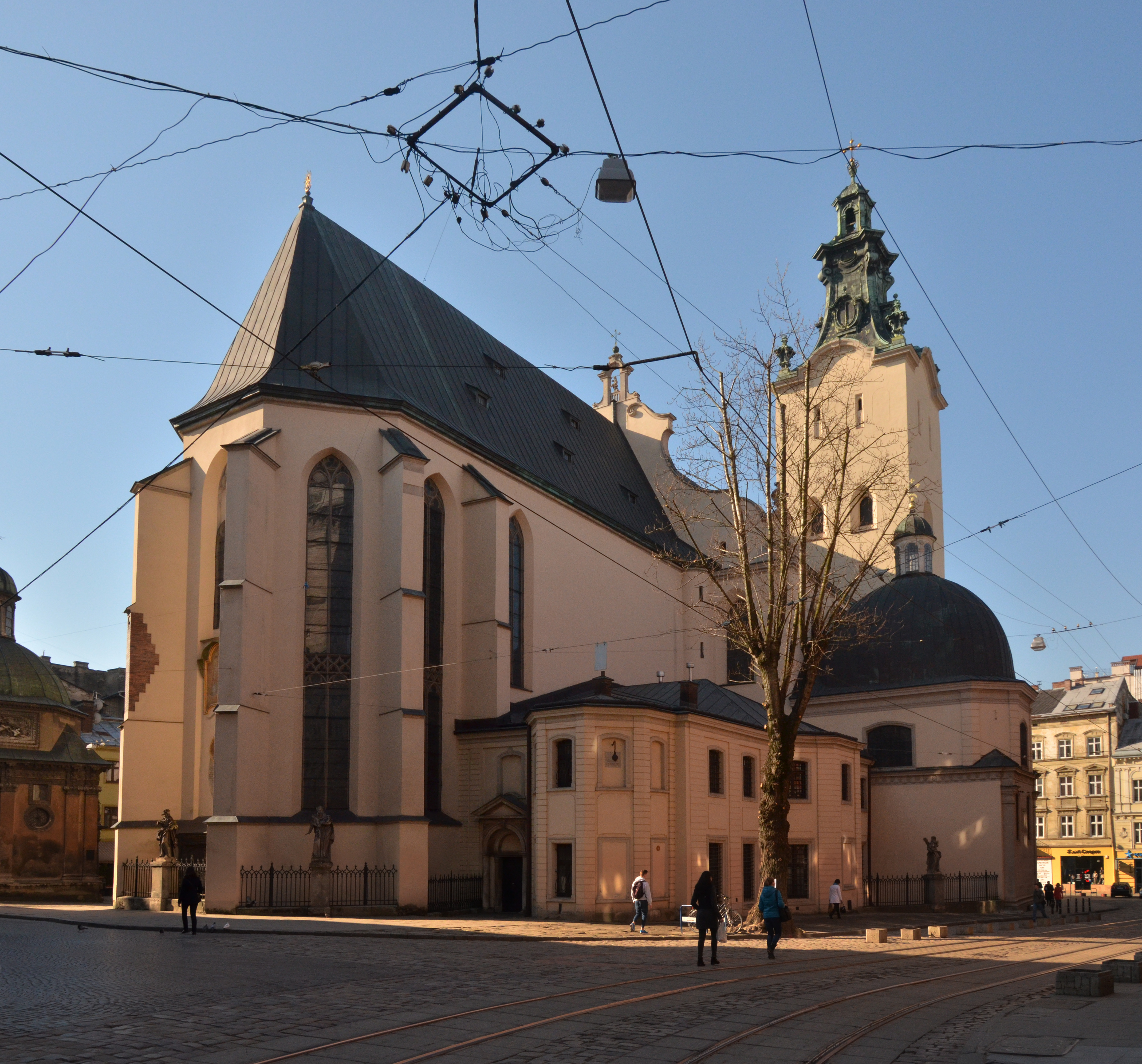
Lateinische Kathedrale von Lwiw (Lemberg), Ukraine, 1370–1474
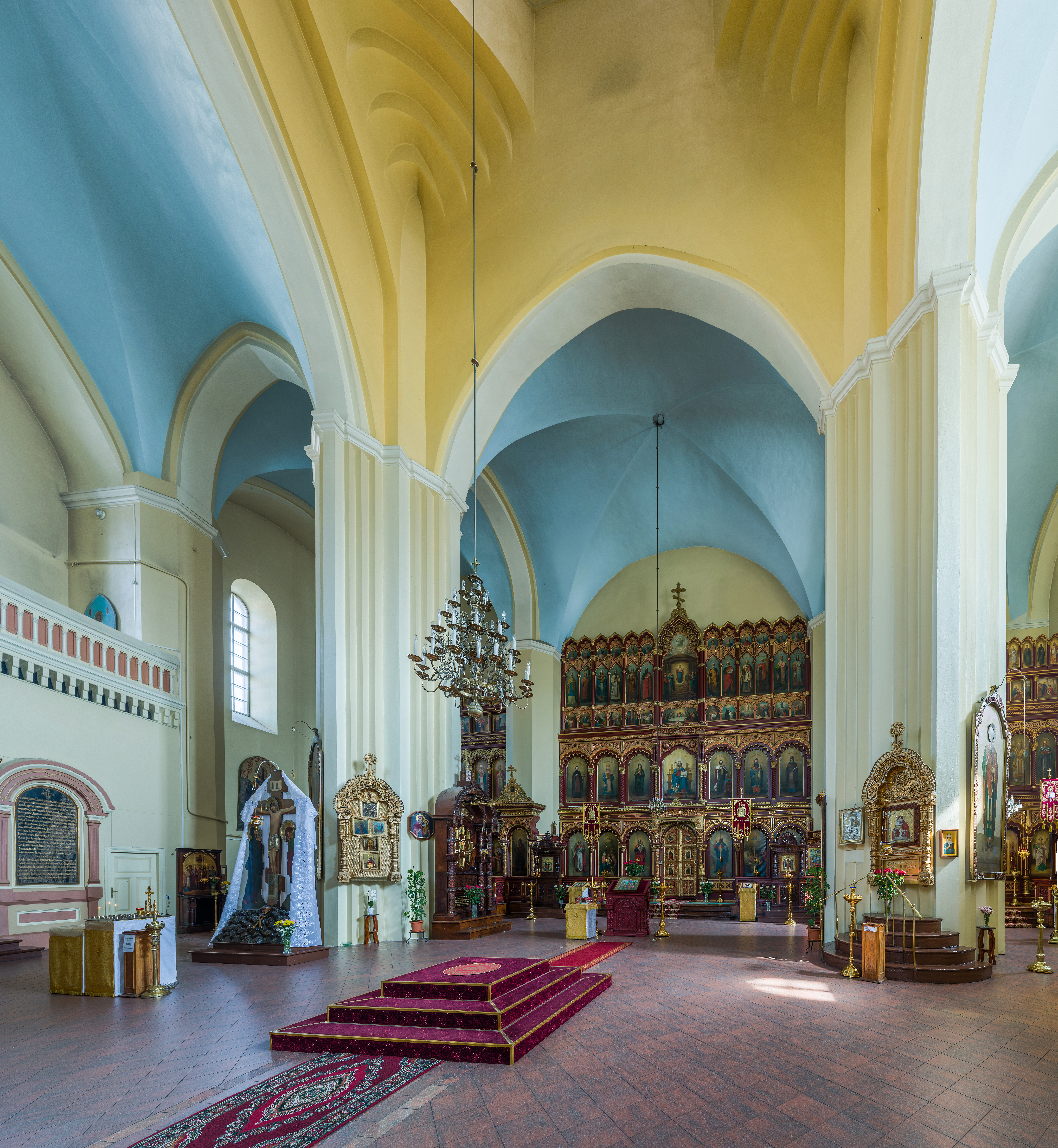
Gotische Gewölbe der äußerlich später umgestalteten Orthodoxen Kathedrale von Vilnius, ab 1346

Die Baltischen Staaten (Estland, Lettland und Litauen) besitzen einige größere Backsteinkirchen norddeutscher oder westfälischer Prägung in den alten Hansestädten Riga und Reval (Tallinn). Von den deutschen Vorbildern weit entfernt ist allerdings die prachtvolle Backsteinfassade mit Elementen der „Flammengotik“ der litauischen St.-Anna-Kirche in Vilnius.
In den slawischen Teilen des Großfürstentums Litauen entstanden in der ersten Hälfte des 16. Jahrhunderts mehrere teils katholische, teils orthodoxe Kirchen und das eine oder andere Schloss in einem Gemisch aus Gotik, Renaissance und byzantinischen Elementen, das auch als Belarussische Gotik bezeichnet wird.
In Siebenbürgen, seit 1918 zum heutigen Rumänien gehörend, gibt es zahlreiche Bauwerke der deutschen und teilweise der ungarischen Minderheit, die im gotischen Stil errichtet wurden. Charakteristisch für die gotische Architektur Siebenbürgens sind Kirchenburgen und Wehrkirchen. In den reichen, durch teilweise noch erhaltene weitläufige Ringmauern und Wehrtürme geschützten Städten finden sich frei stehende spätgotische Kathedralen wie die Schwarze Kirche in Kronstadt oder die Stadtpfarrkirche von Hermannstadt. Die Kirchenburgen von Tartlau, Birthälm oder die Margarethenkirche von Mediaș sind Beispiele für durch eigene Ringmauern befestigte Sakralbauten inner- oder außerhalb der Städte. Kleinere, weniger wohlhabende Orte befestigten oft nur den Kirchenbau selbst, indem sie Wehrgeschosse über dem Chorraum oder dem Kirchturm anlegten. Insgesamt stellen die etwa 150 erhaltenen Kirchenburgen Siebenbürgens ein weltweit einzigartiges Ensemble überwiegend gotischer Sakral- und Wehrarchitektur dar.

Evangelisch-lutherische und reformierte Kirchen in Siebenbürgen
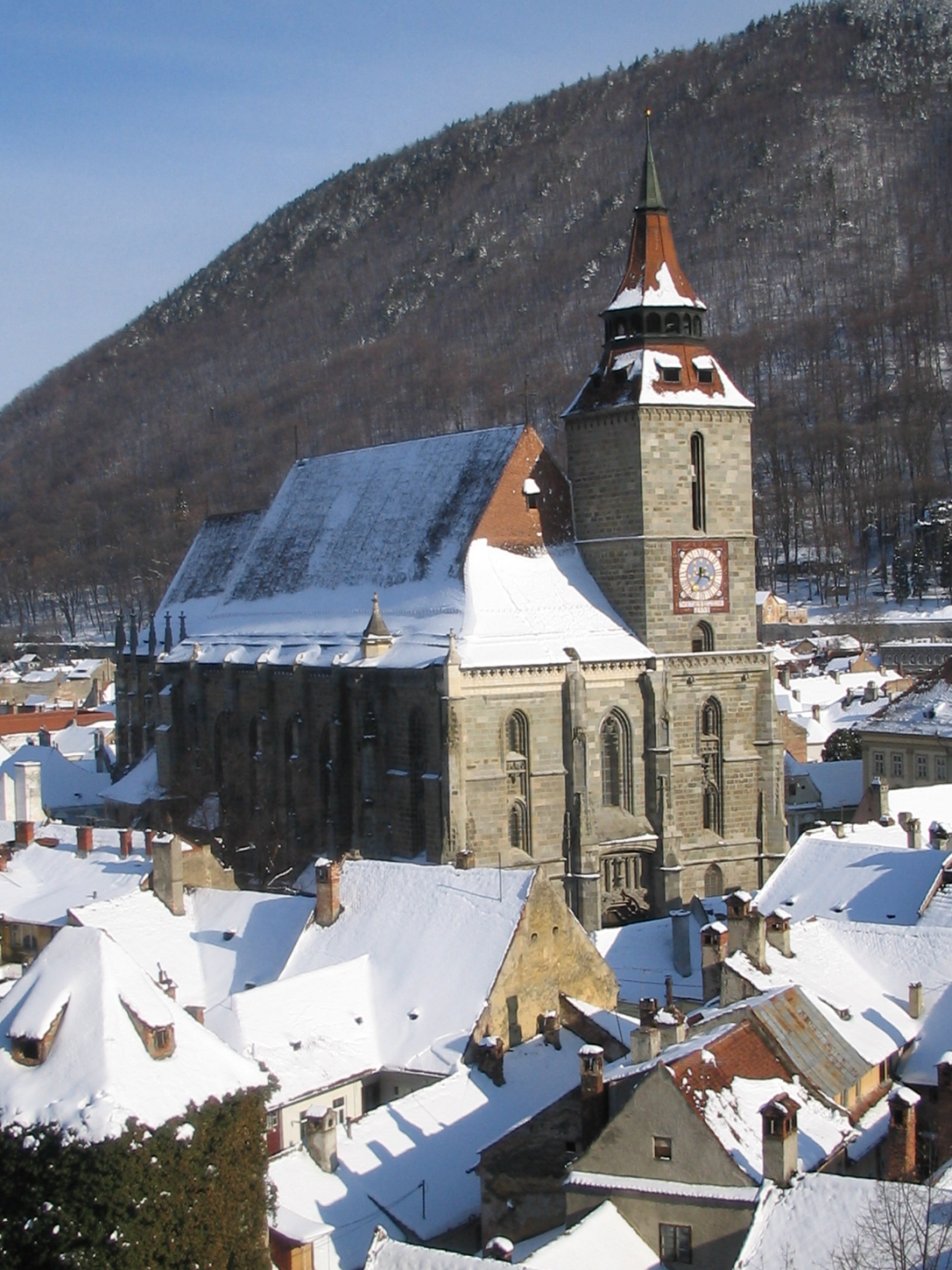
Schwarze Kirche in Kronstadt, Siebenbürgen
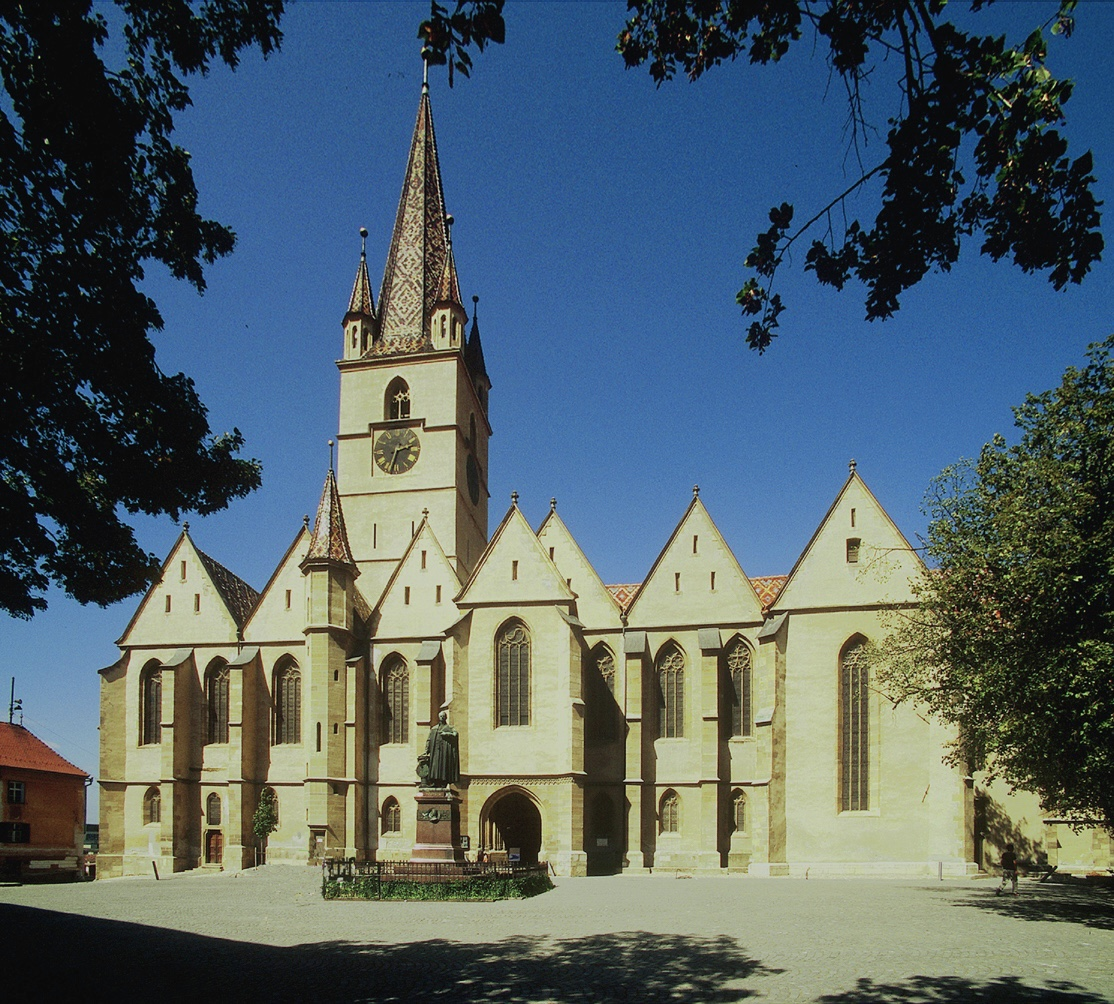
Stadtpfarrkirche in Hermannstadt, Siebenbürgen
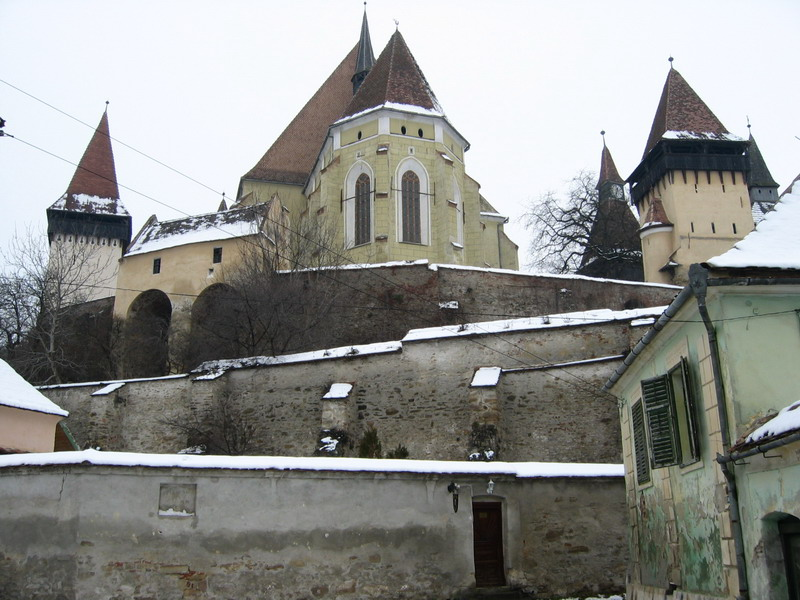
Hochgotische Wehrkirche in Birthälm, Siebenbürgen
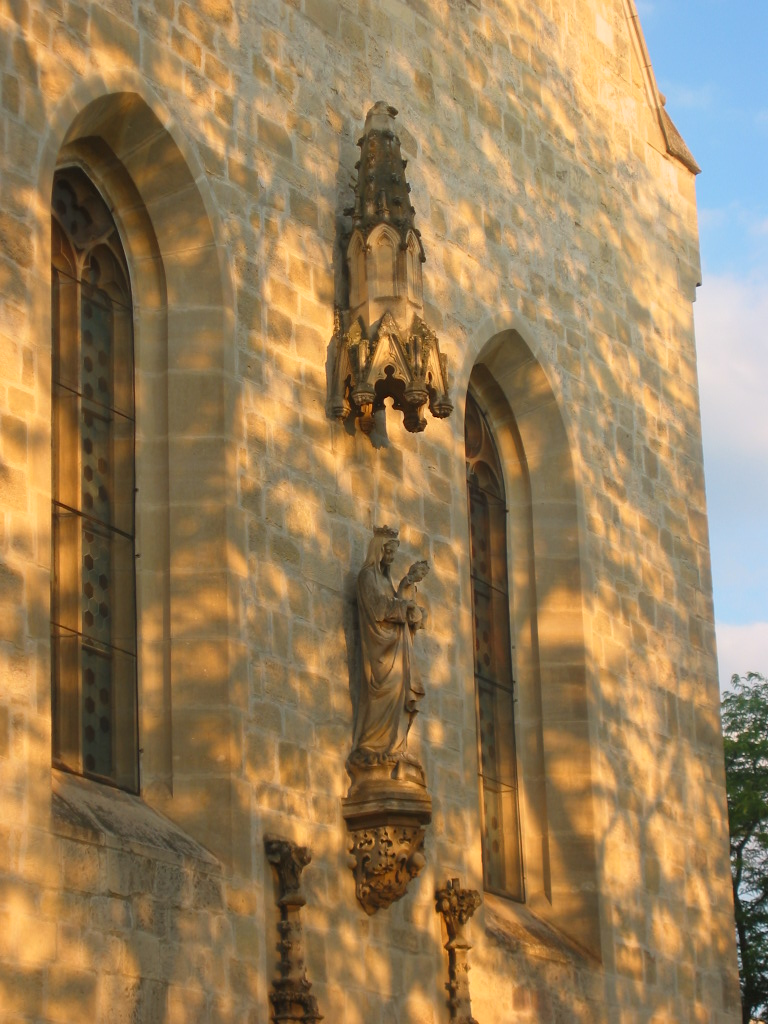
Kalvarienkirche in Klausenburg, Siebenbürgen

In den anderen mehrheitlich christlich-orthodoxen Staaten Ost- und Südosteuropas konnte sich die Gotik wegen der Zugehörigkeit zum orthodoxen (byzantinischen) Kulturkreis nicht entfalten.

#### Schweiz
Als die Gotik begann, gehörte der Westen und Süden der sich danach entwickelnden Schweiz, einschließlich einiger deutschsprachiger Gebiete, zum Königreich Burgund, in Personalunion mit dem Römischen Reich verbunden, unter der Statthalterschaft der Zähringer. In Lausanne (das nie zu Frankreich gehörte) wurde ab 1190 die heutige Kathedrale als eine der ersten gotischen Kathedralen außerhalb Frankreichs errichtet. Beim Bau des Basler Münsters orientierte man sich zur selben Zeit noch mehr an burgundischer und italienischer Romanik. Die erste gotische Zutat war ab 1270 der neue Eingangsbereich zwischen den Westtürmen. Der Hochchor wurde nach einem schweren Erdbeben von 1356 gotisch umgebaut. Beim Bau der 1160 begonnenen und hundert Jahre später vollendeten Kathedrale von Genf gab es einen schrittweisen Übergang von der Romanik zur Gotik. Die romanische Kirche des Zisterzienserklosters Kloster Hauterive bei Fribourg erhielt im 13. Jahrhundert eine frühgotische Fassade und im 14. einen gotischen Chor; der Kreuzgang weist romanische und gotische Formen auf. Die gotische Kathedrale von Fribourg wurde ab 1283 in mehreren Etappen bis 1490 errichtet. Bern entstand erst von 1421 bis 1573. Die Einturmfassaden der beiden letztgenannten mögen auf das Vorbild des Freiburger Münsters zurückgehen.

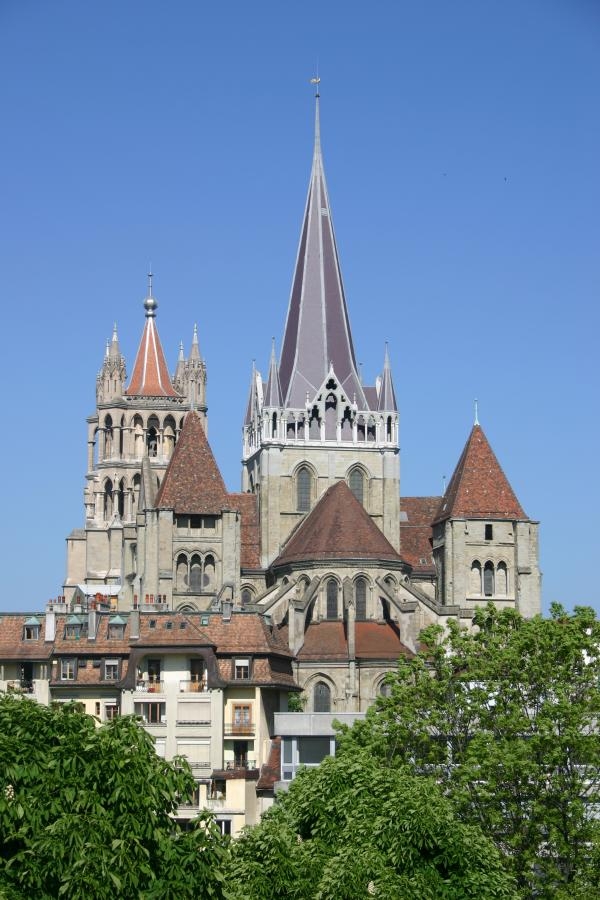
Kathedrale von Lausanne, ab ca. 1190, bedeutendster frühgotischer Bau der Schweiz
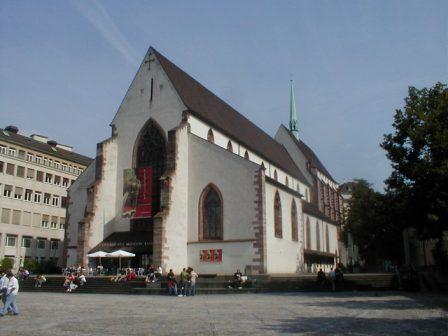
Barfüsserkirche in Basel, nach 1298
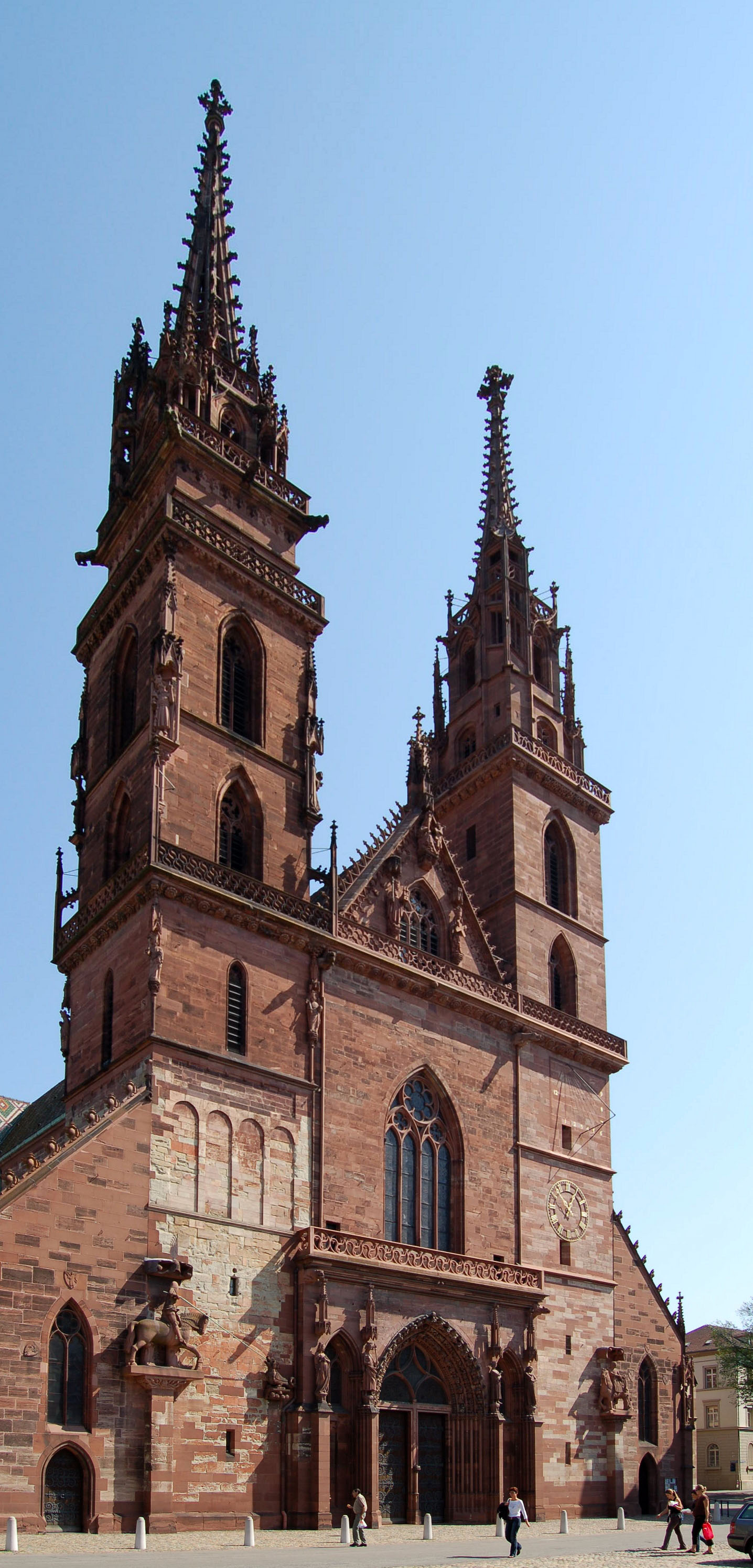
Spätromanisches Basler Münster mit gotischen Ergänzungen, nach 1356–1500
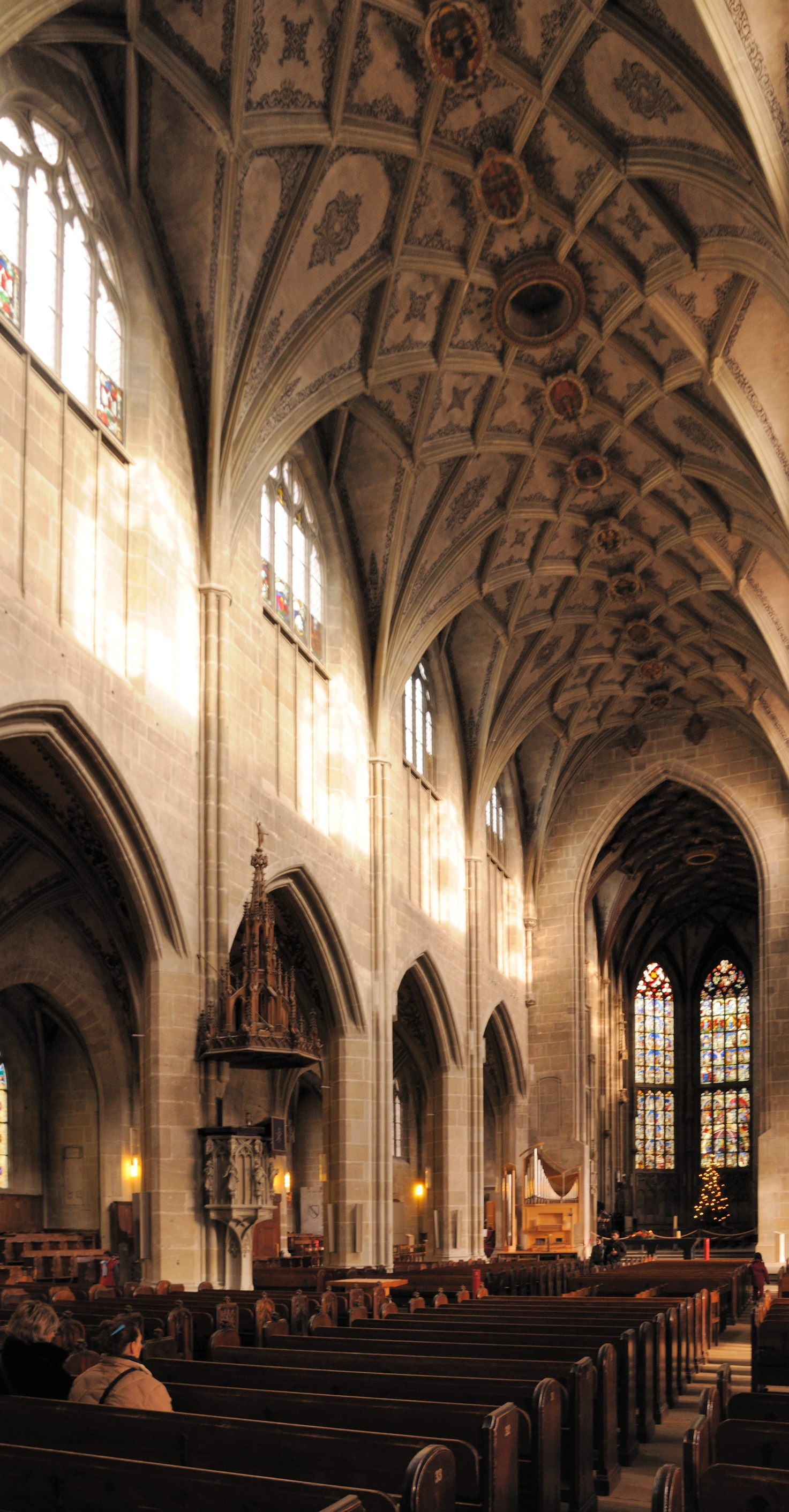
Spätgotisches Langhaus des Berner Münsters, ab 1421
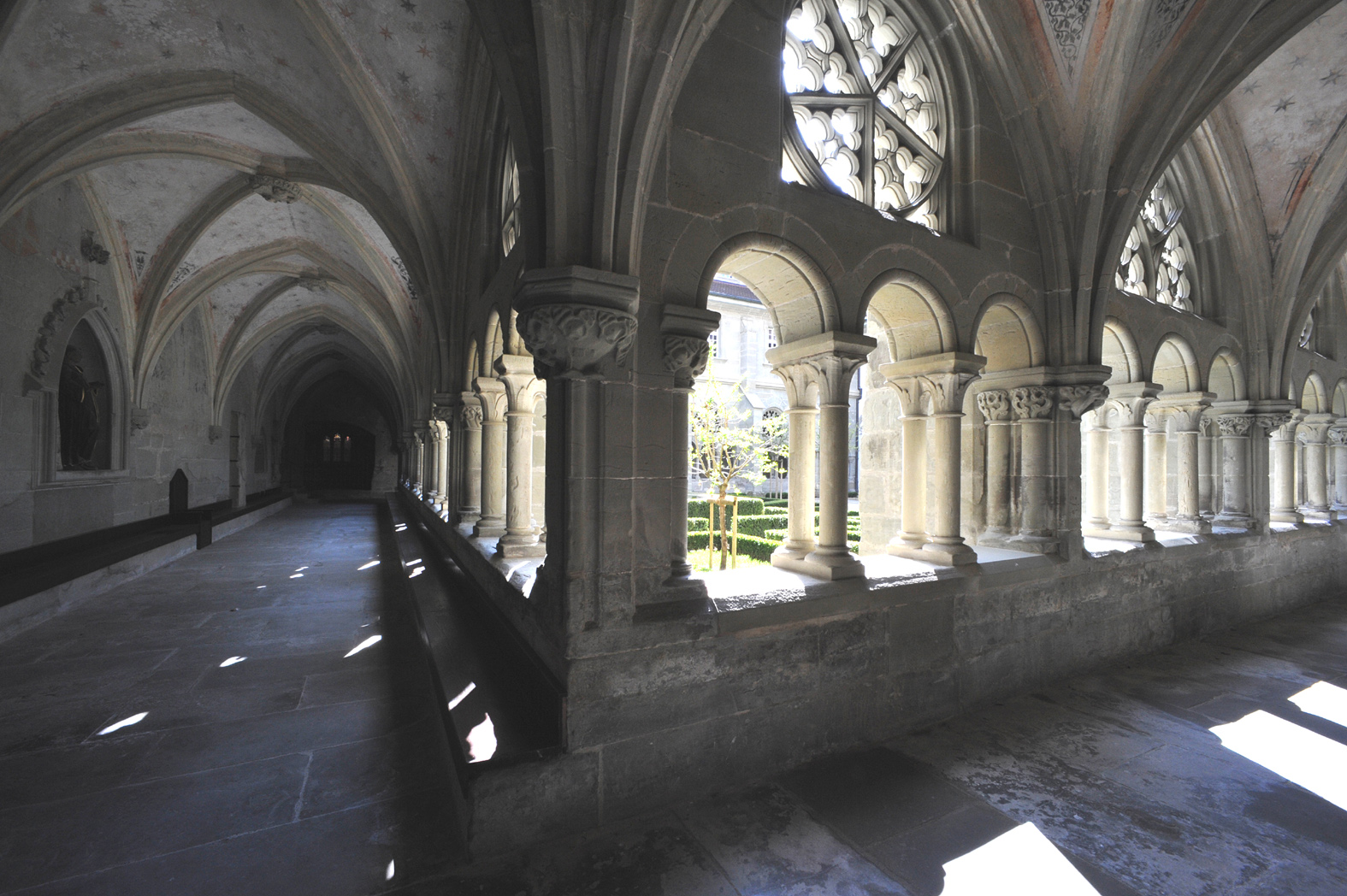
Romanisch-gotischer Kreuzgang des Klosters Hauterive bei Fribourg, 1150–1330

#### Skandinavien

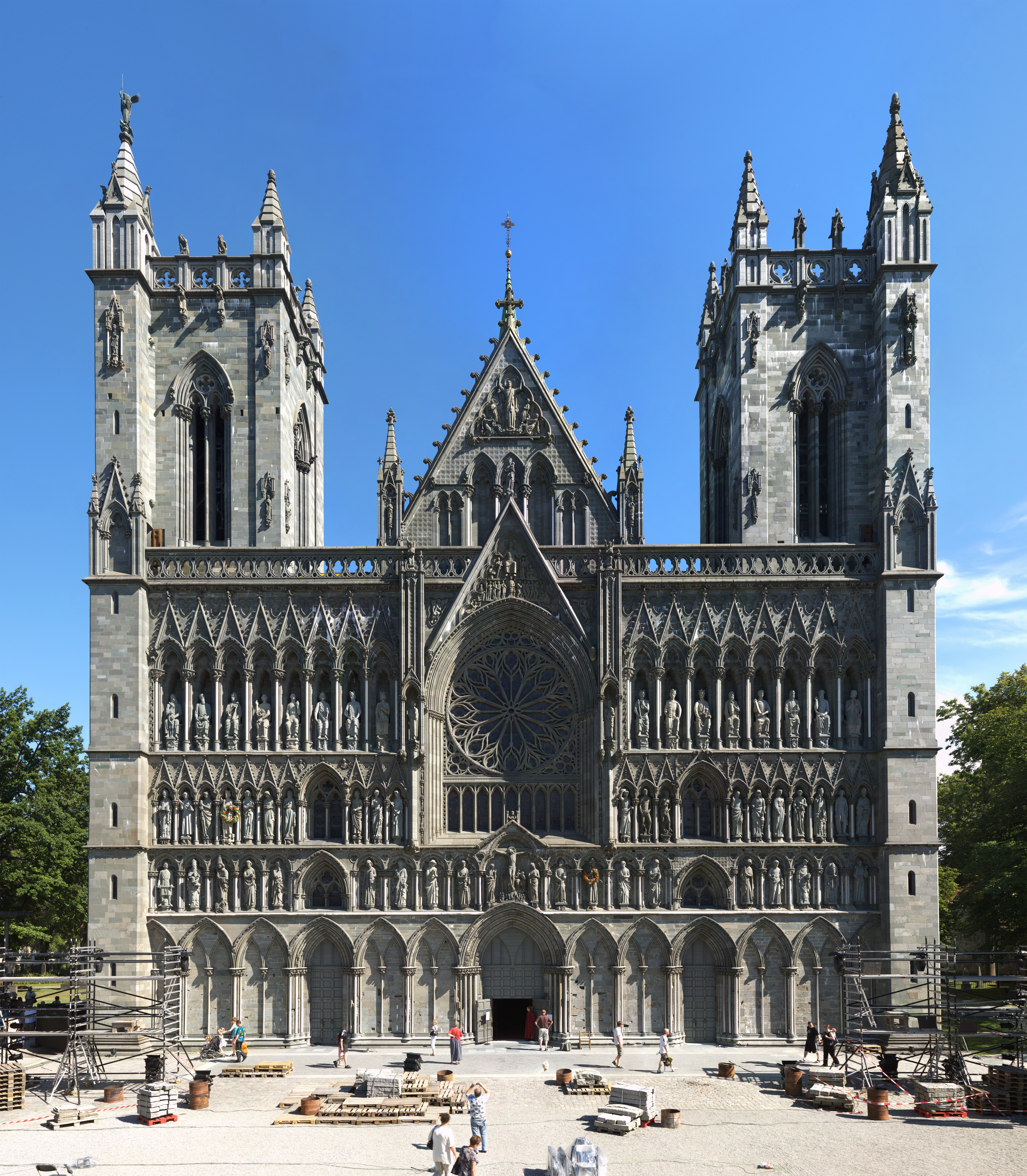
Der Nidarosdom in Trondheim, Westfassade großenteils Neukreation des 19. u. 20. Jh.

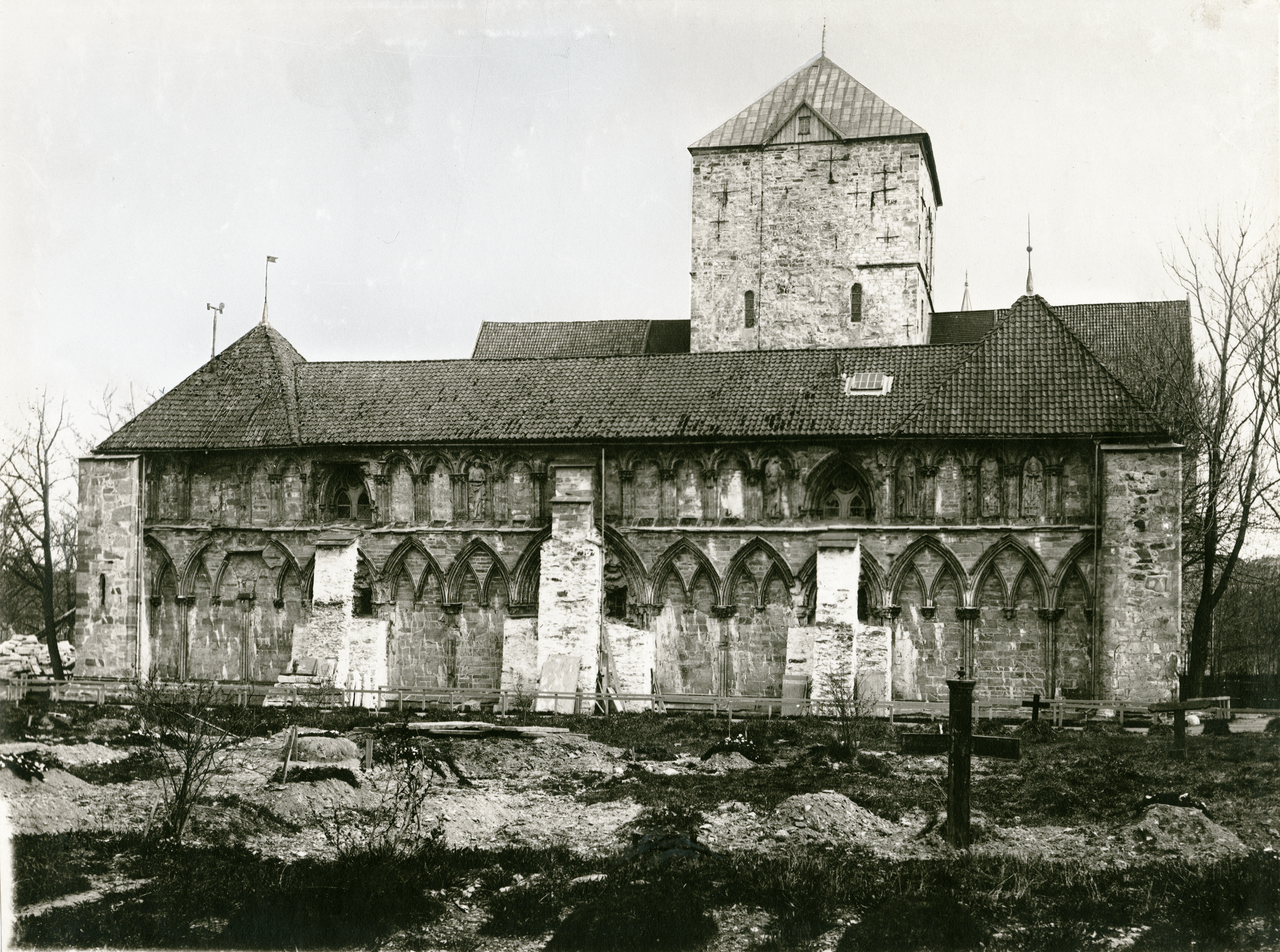
Westfassade des Nidarosdoms vor dem vorbildlosen „Wieder“-Aufbau

In Dänemark begann die Rezeption der französischen Gotik noch früher als in Deutschland. Der Backsteindom von Roskilde mit seinem Umgangschor wirkt zwar auf den ersten Blick wie ein Ableger der deutschen Backsteingotik, verweist aber deutlich auf direkte westliche Vorbilder, etwa Noyon und Laon. Die weitere Entwicklung war jedoch weitgehend von Norddeutschland und Westfalen abhängig. Ein besonderes Kennzeichen sind die einfachen Treppengiebel zahlreicher dänischer Backsteinkirchen. Größere Dombauten finden sich auch in Aarhus und Odense. Die dänische Spätgotik bevorzugte den Bautypus der Pseudobasilika (Staffelhalle). Das Innere dieser Kirchen ist meist nach norddeutscher Art weiß gekalkt.
In Schweden wurden die großen Dombauten in Uppsala und Skara im 19. Jahrhundert stark neugotisch verändert. In Uppsala hat man diesen Umbau um 1970 wieder weitgehend zurückgebaut. Auch hier wird direkter französischer Einfluss deutlich, der allerdings wie bei seinem dänischen Gegenstück Roskilde ohne Nachfolge blieb. Stilprägend wurden neben Lübeck (Malmö) vor allem die westfälischen Hallenkirchen; als Baumaterial finden sich sowohl der Back- (Sigtuna) als auch der Werkstein (Linköping). Auch die norddeutsche Hallenbauweise war oft richtungsweisend, etwa in Västerås oder Vadstena; die dortige Brigitten-Klosterkirche gilt als einer der bedeutendsten Sakralbauten Skandinaviens.
Gotland besitzt heute noch 92 mittelalterliche, teils romanische und teils gotische Kirchen, in denen noch regelmäßig Gottesdienste stattfinden. Sie folgen westfälischen Vorbildern, haben sich aber zu einer durchaus eigenständigen Architektursprache weiterentwickelt. Das bedeutendste Beispiel steht inmitten der stark befestigten alten Handelsstadt Visby. Die großen und alten Kirchen dieser für Skandinavien einmaligen mittelalterlichen Stadt sind nur als Ruinen erhalten, und die übrigen 91 Kirchen befinden sich auf dem Land.
Das Hauptwerk der Gotik in Finnland ist der große Dombau in Turku (Åbo), eine steile Backsteinbasilika norddeutsch-schwedischen Schemas (Gewölbehöhe im Mittelschiff 24 m). Auch die sonstigen Sakralbauten sind aus politischen und kulturellen Gründen weitgehend an Schweden orientiert.
Norwegen besitzt mit dem Nidarosdom in Trondheim eine größere, an der englischen Gotik ausgerichtete Kathedrale; die typisch englische Screen-Fassade ist allerdings überwiegend eine Ergänzung des letzten Jahrhunderts.

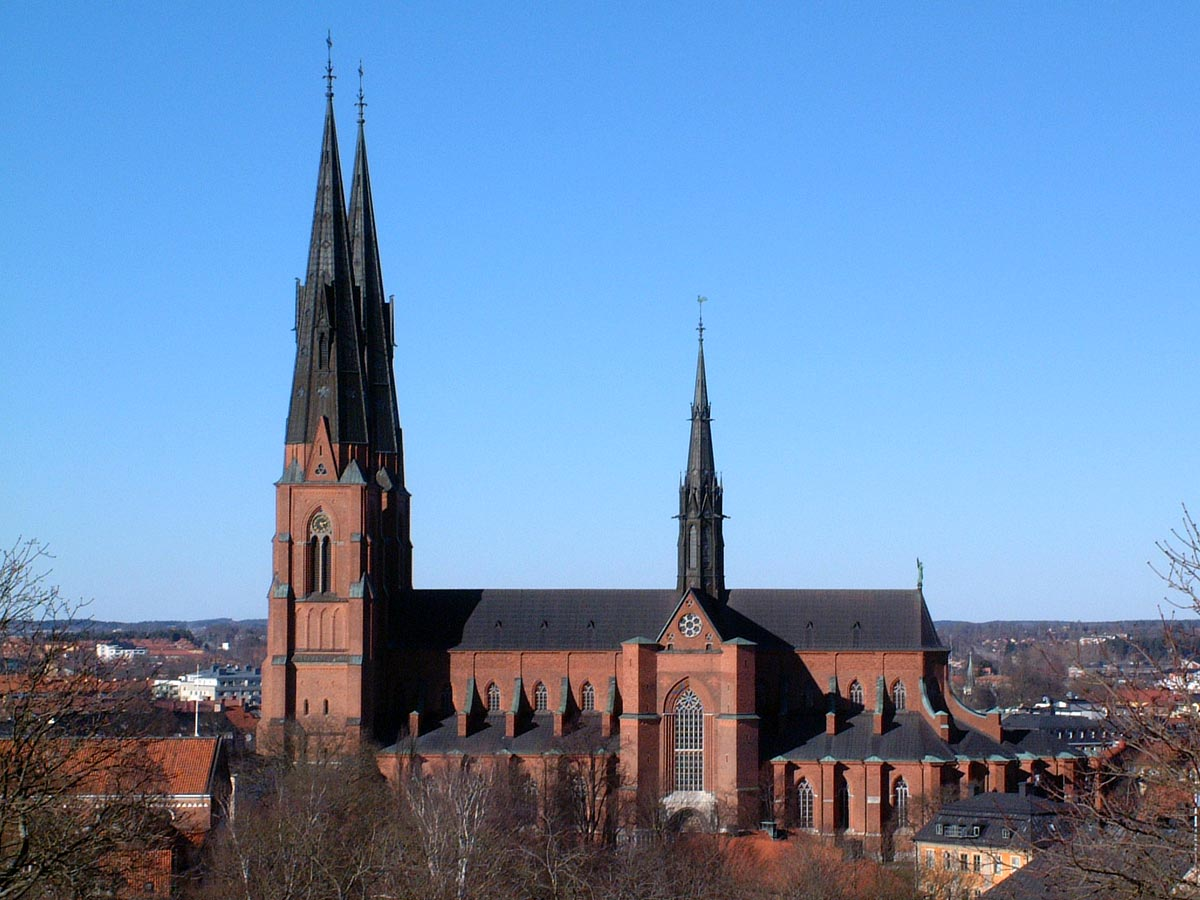
Der Dom zu Uppsala
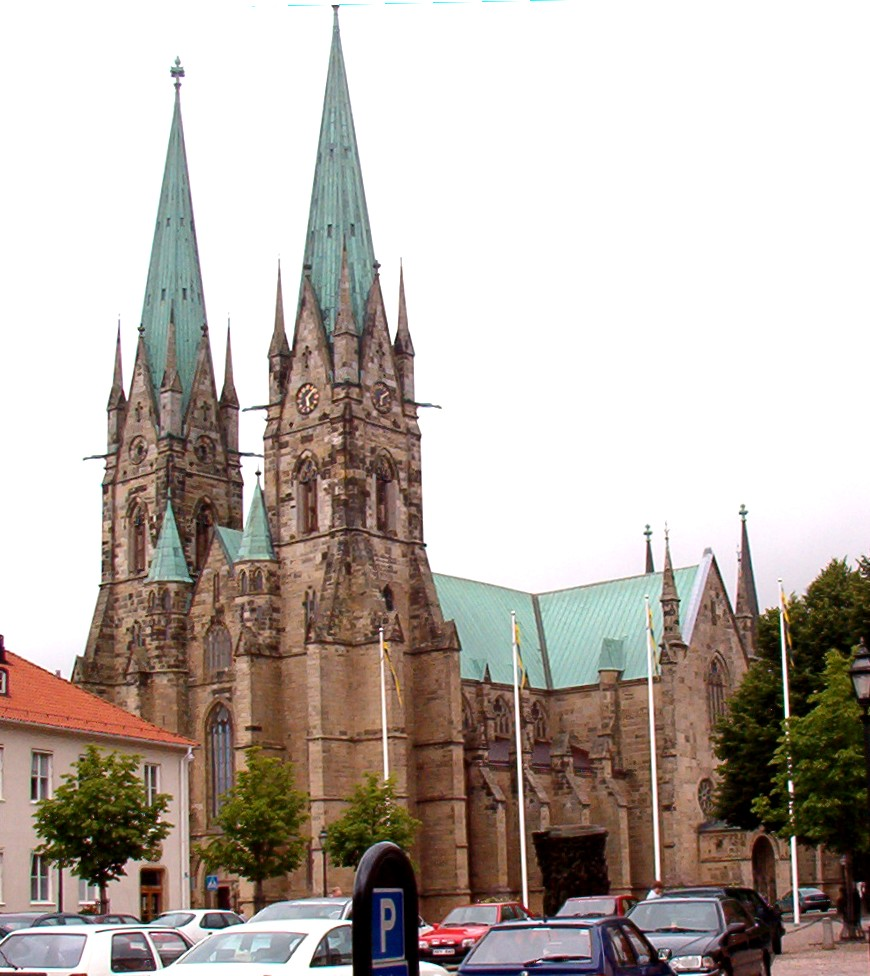
Der Dom zu Skara
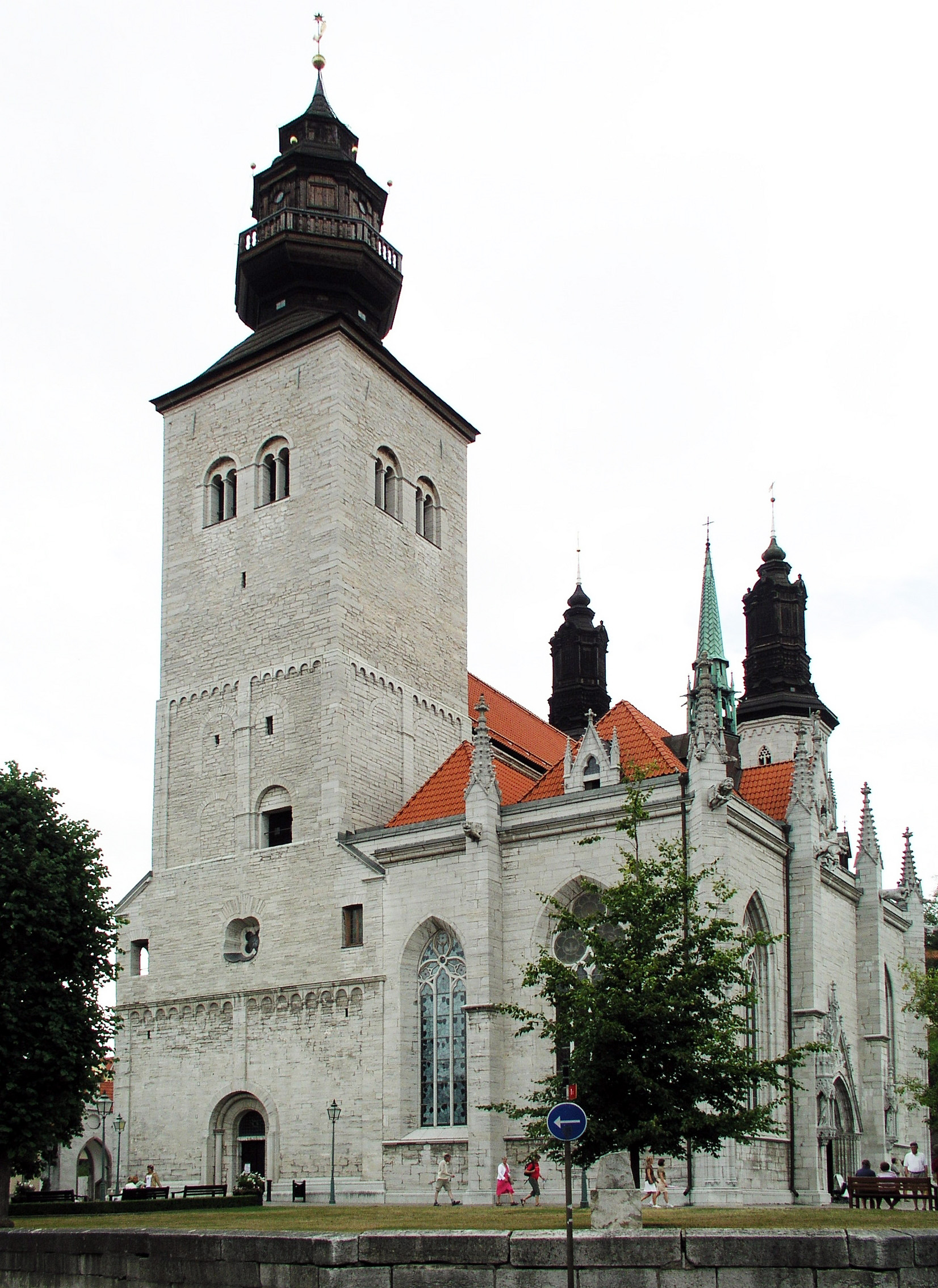
Die Kirche Sankt Maria in Visby
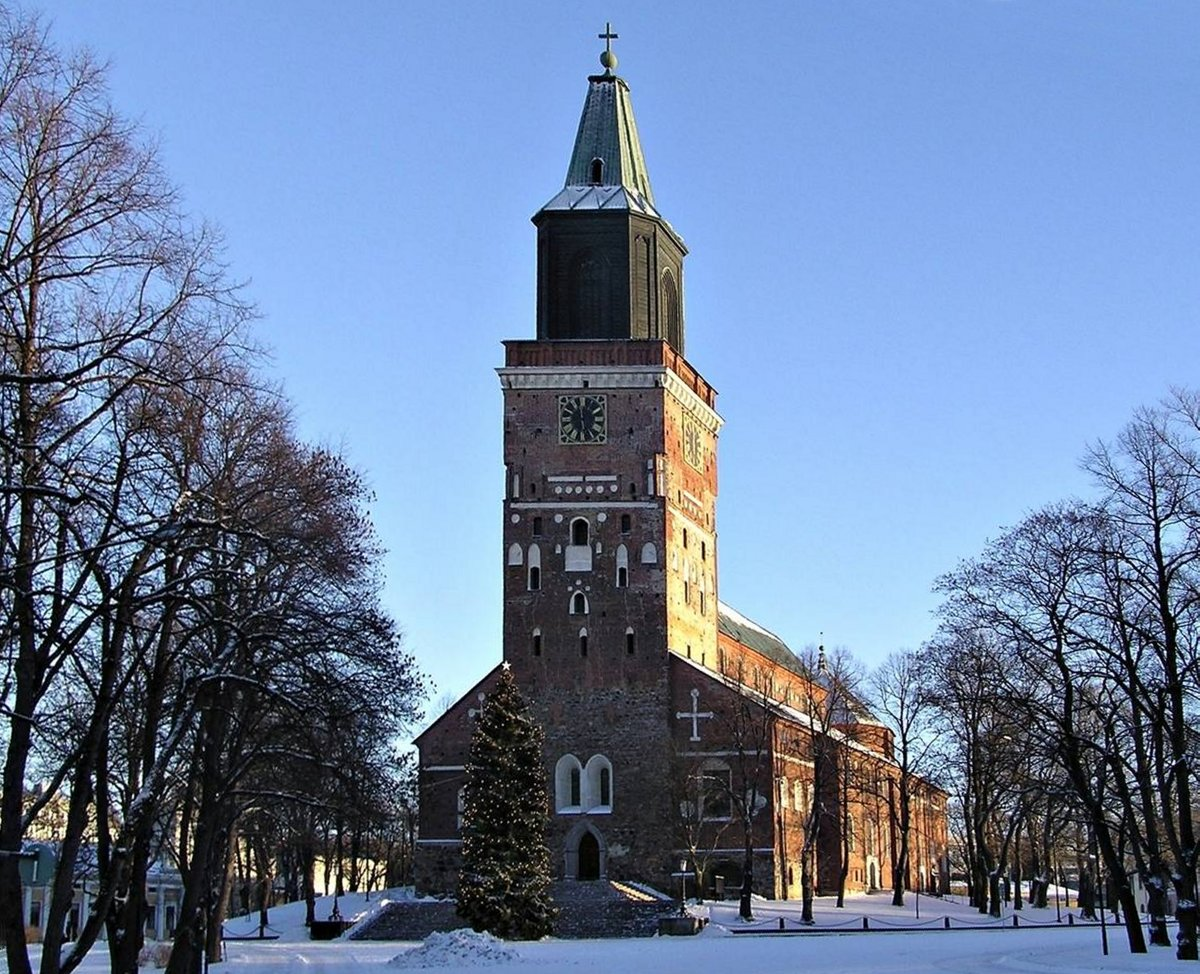
Der Dom zu Turku

#### Spanien und Portugal

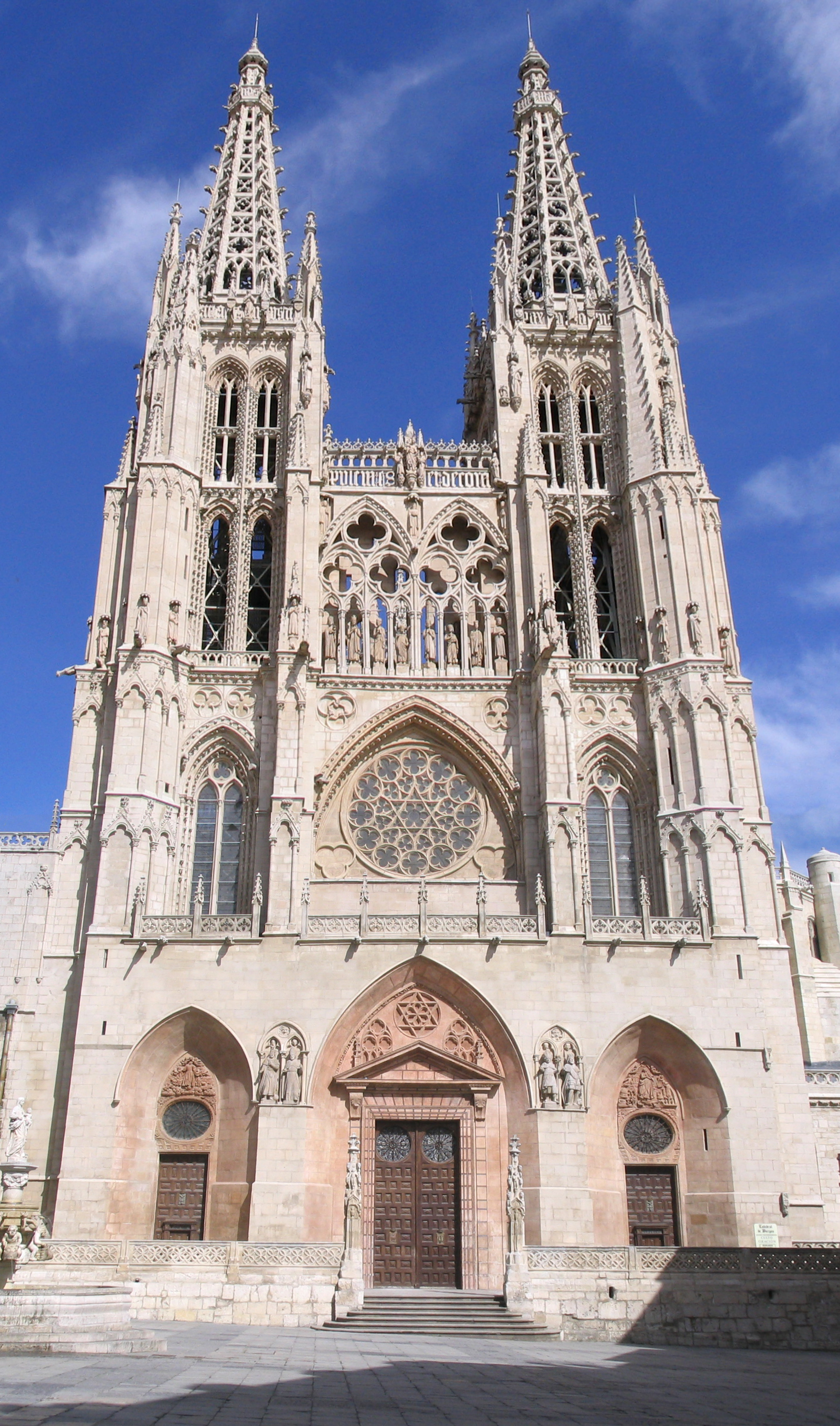
Kathedrale von Burgos

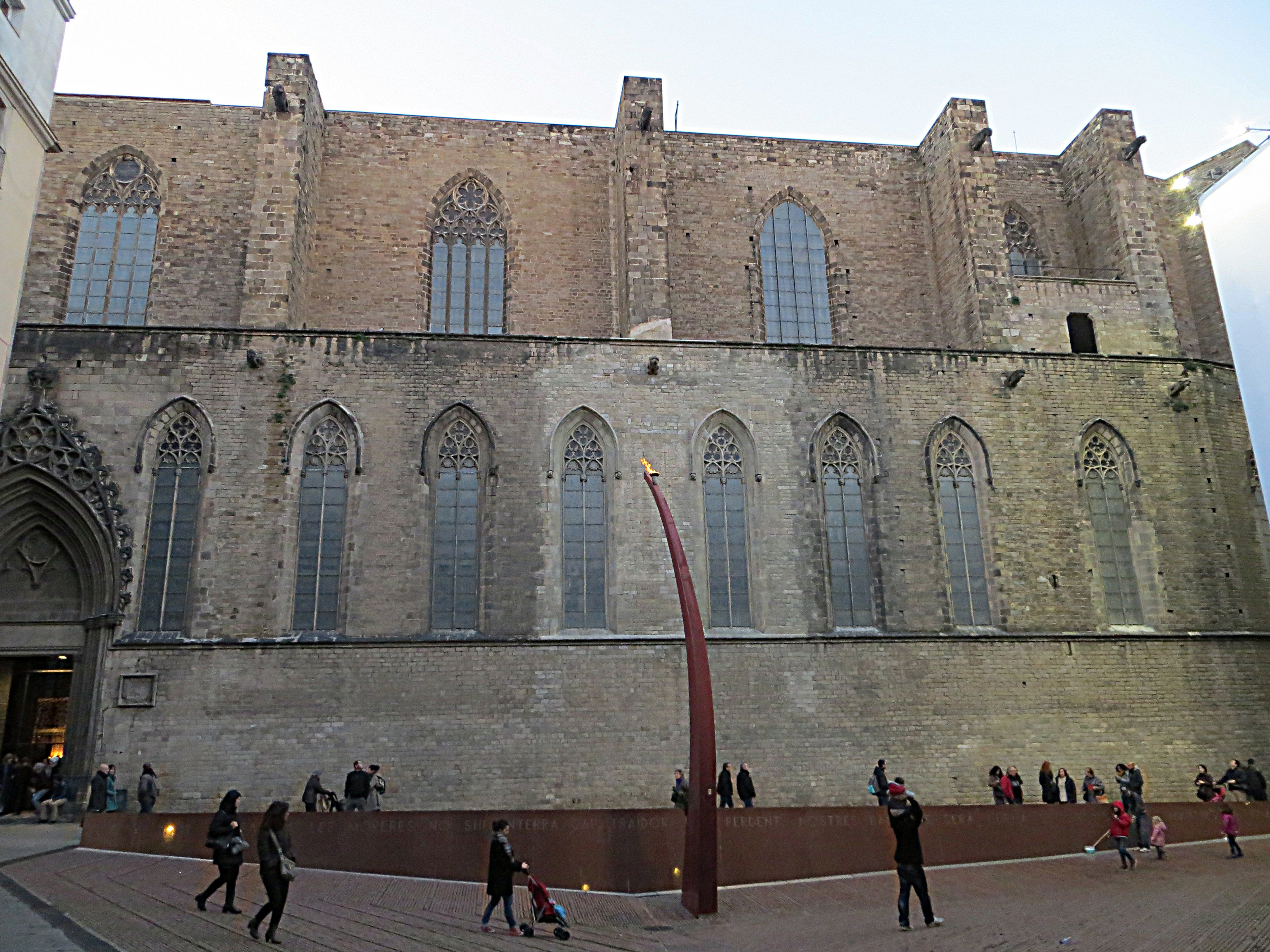
Santa Maria del Mar in Barcelona, Flachdachbasilika mit weitgehend schmucklosen Fassaden

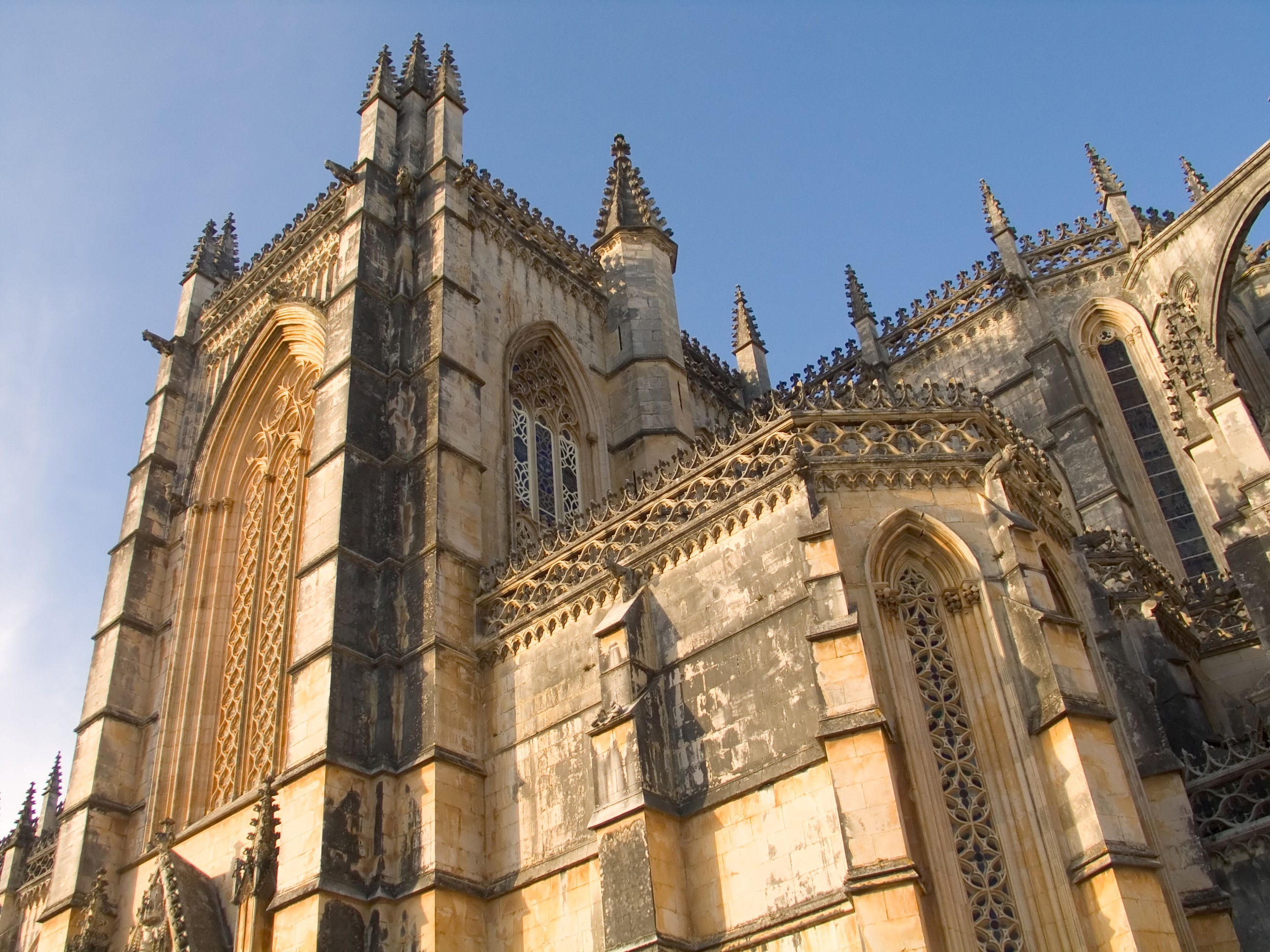
Kloster Batalha, Portugal, prächtige Balustraden, feingliedriges Maßwerk

Im Königreich Kastilien holte man sich Bauleute aus Kerneuropa, um an im Rahmen der Reconquista zurückeroberten Orten gotische Kathedralen zu errichten. Pfarrkirchen wurden mancherorts gleichzeitig von Mudéjares errichtet, die islamische Bautradition und Gotik miteinander verschmolzen. Im Königreich Aragón wurden auch hochrangige Bauwerke von Mudéjares errichtet, viele weisen hinsichtlich der europäischen Formen einen romanisch-gotischen Übergangsstil auf.
Die frühen großen spanischen Dome in Burgos, Toledo und León folgen noch deutlich den französischen Vorbildern; erst ab etwa 1300 beginnt eine deutlichere Sonderentwicklung der spanischen Sakralarchitektur.
1298 wurde mit dem Bau der Kathedrale von Barcelona begonnen, deren Langhaus sich bereits der Hallenform annähert. 1329 folgte die große Seefahrerkirche Santa Maria del Mar, ebenfalls eine riesige „Staffelhalle“. Typisch für die aragonesisch-katalanische Gotik ist das schlichte, ja karge Äußere der Kirchen, die oft wie Festungen wirken. Ab 1312 begannen südfranzösische Meister mit dem Bau des Chores der Kathedrale von Girona. Ab 1417 fügte man diesem ein gewaltiges, einschiffiges Langhaus an. Mit einer Spannweite von 23 Metern wurde hier das breiteste Gewölbe der Gotik geschaffen; die Gewölbehöhe beträgt 34 Meter.
Das Hauptwerk der mallorquinischen mittelalterlichen Architektur ist die Kathedrale Santa María in Palma, die um 1300 begonnen wurde. Die riesige dreischiffige Basilika ist etwa 110 Meter lang. Die Schauseite ist die zum Meer gelegene Längsfront mit ihrer dichten Reihung fialengekrönter Strebepfeiler und doppelter Strebebögen.
Im Süden des Königreichs Aragon entstand nach der Reconquista mit der Kathedrale in Sevilla einen der gewaltigsten Sakralbauten Europas und die größte gotische Kirche der Welt. Im Jahr 1401 begonnen, zog sich der Bau bis 1519 hin. Er wurde auf den Grundmauern der islamischen Moschee errichtet, deren großes Minarett, die Giralda, zum Glockenturm umgestaltet wurde. Auch hier wurde der fünfschiffige Innenraum der Hallenform angenähert; das Äußere gliedert ein aufwändiges System von Strebepfeilern und -bögen.

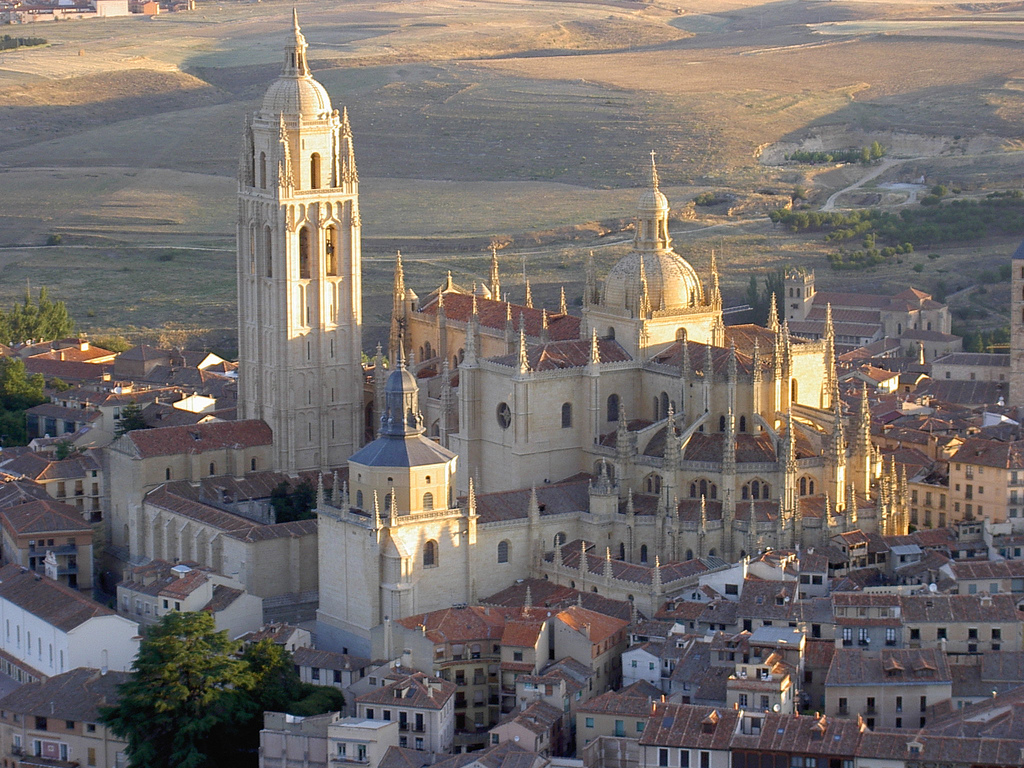
Kathedrale von Segovia, Übergangsstil aus Gotik und Renaissance

 Als sich anderen Ortes bereits die Renaissance durchzusetzen begann, entstanden im 16. Jahrhundert die spät- bis nachgotischen Kathedralen von Salamanca, Segovia und Plasencia. Noch bis ins beginnende 18. Jahrhundert galt die Gotik als die „moderne“ Architektursprache; die Renaissance war jedoch als Stilrichtung gleichberechtigt. Die Gotik repräsentierte den Sieg des Christentums über den Islam, weshalb noch lange auf Elemente dieses mittelalterlichen Baustils zurückgegriffen wurde. Diese „Nachgotik“ enthält natürlich zahlreiche Abwandlungen der klassischen Formen. Spätgotischen Charakter trägt die 1477 begonnene Kathedrale Santa María in Astorga
Auch in Portugal finden sich etliche herausragende Werke gotischer Architektur. Anfangs waren die Bettelorden stilprägend; um 1300 begannen der Hof und später der Adel mit der Auftragsvergabe. 1330 wurde Sta. Clara in Coimbra geweiht, um 1350 der Kreuzgang der Kathedrale in Évora begonnen. 1388 begann man mit der Planung des unvollendet gebliebenen Klosters Batalha. Den Bau des Dominikanerkonvents hatte der König als Dank für den Sieg über die kastilische Armee bei Aljubarrota ausgelobt. Er diente später auch als königliche Grablege. Eine große, netzgewölbte nachgotische Halle ist die Kirche des Hieronymitenklosters in Belém (1517). Das Kloster ist – ebenso wie der bekannte Torre de Bélem – ein gutes Beispiel für die „manuelinische Architektur“, die den Abschluss der portugiesischen Gotik bildet. Anders als in Spanien sind maurische und islamische Einflüsse (Mudéjar-Stil) in Portugal eher die Ausnahme.

#### Orient
Die Kreuzritter brachten den gotischen Baustil auch in den Nahen Osten. Im Bereich des Königreichs Jerusalem, welches von 1099 bis 1291 Bestand hatte, sowie in den nördlich davon gelegenen Kreuzfahrerstaaten im Bereich des heutigen Libanon und Syrien bis hinein in die Türkei mit dem damaligen Königreich Kleinarmenien, haben sich zahlreiche frühe gotische Bauwerke im Kirchen- und Burgenbau erhalten. Vollständig bzw. weitgehend erhaltene Bauwerke sind in Israel und den Palästinensergebieten der Chor der Grabeskirche (sogenannter Kreuzfahrerchor), die heutigen sogenannten Großen Moscheen von Ramla und Gaza, die St.-Johannes-Kathedrale in Byblos, die ehemalige Kathedrale Unsere Liebe Frau von Tortosa in Tartus und in der Türkei die heutige Alte Moschee in Tarsus.
Daneben hat sich insbesondere in Zypern unter der Herrschaft des fränkischen Hauses Lusignan ab 1192 der gotische Baustil flächendeckend etabliert. Herausragende Bauwerke dort sind hier die früheren Kathedralen St. Nikolaus in Famagusta und St. Sophia in Nikosia sowie darüber hinaus die Prämonstratenserabtei Bellapais.

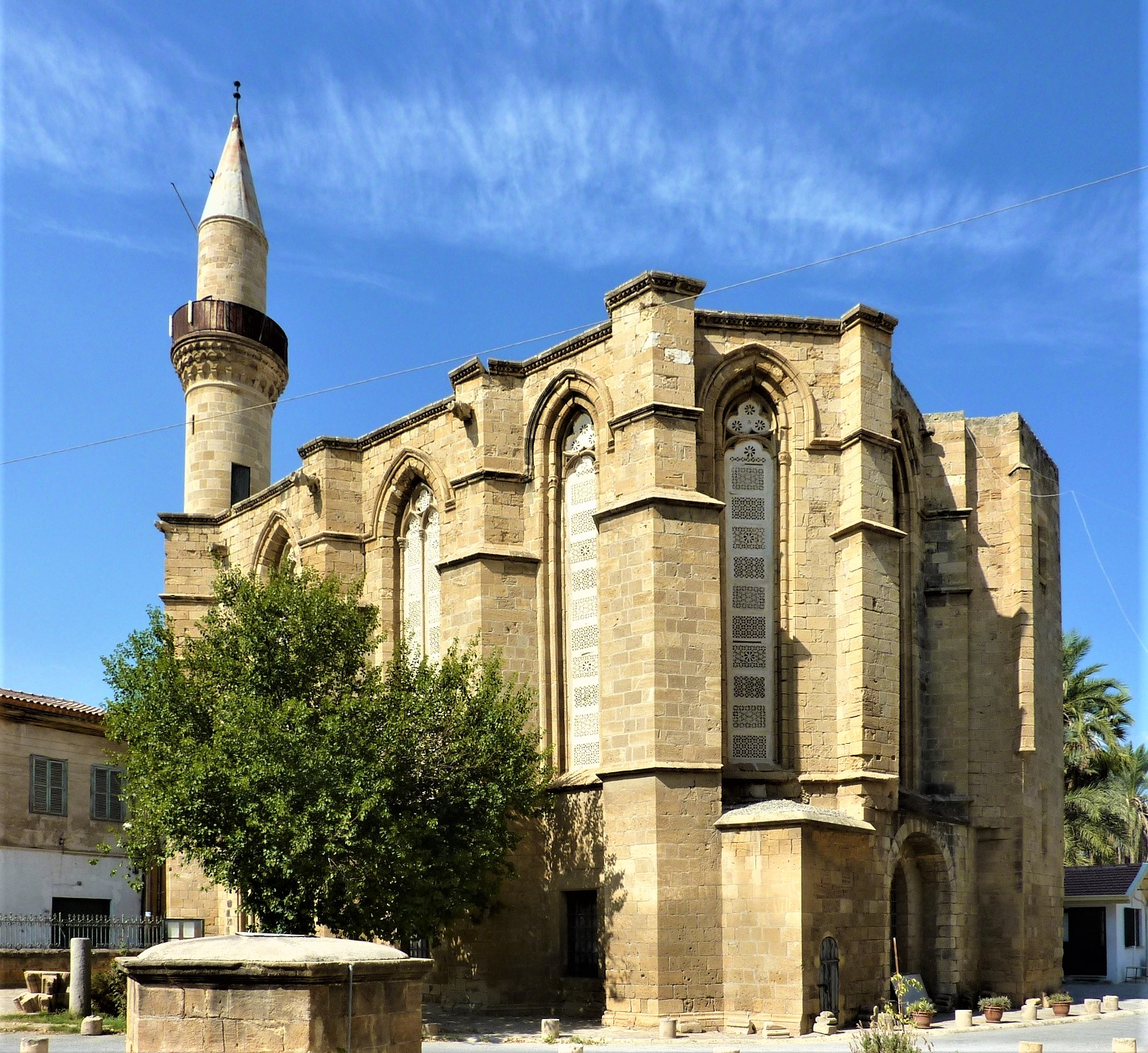
Haydarpaşa-Moschee in Nikosia, im 14. Jh. als Katherinenkirche errichtet
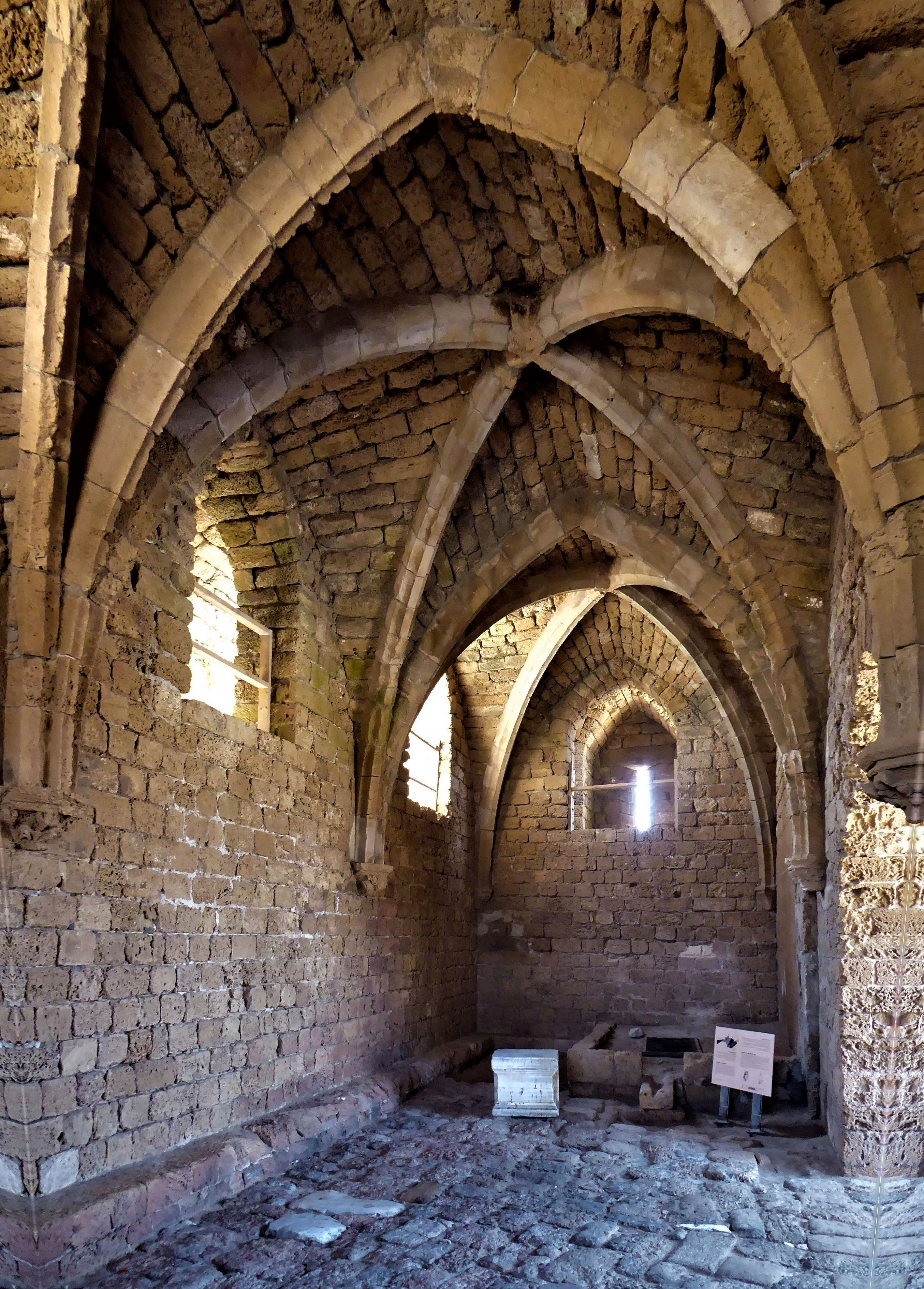
Stadttor des von Kreuzrittern reaktivierten Caesarea Maritima bei Chadera, Israel, 12. Jh.
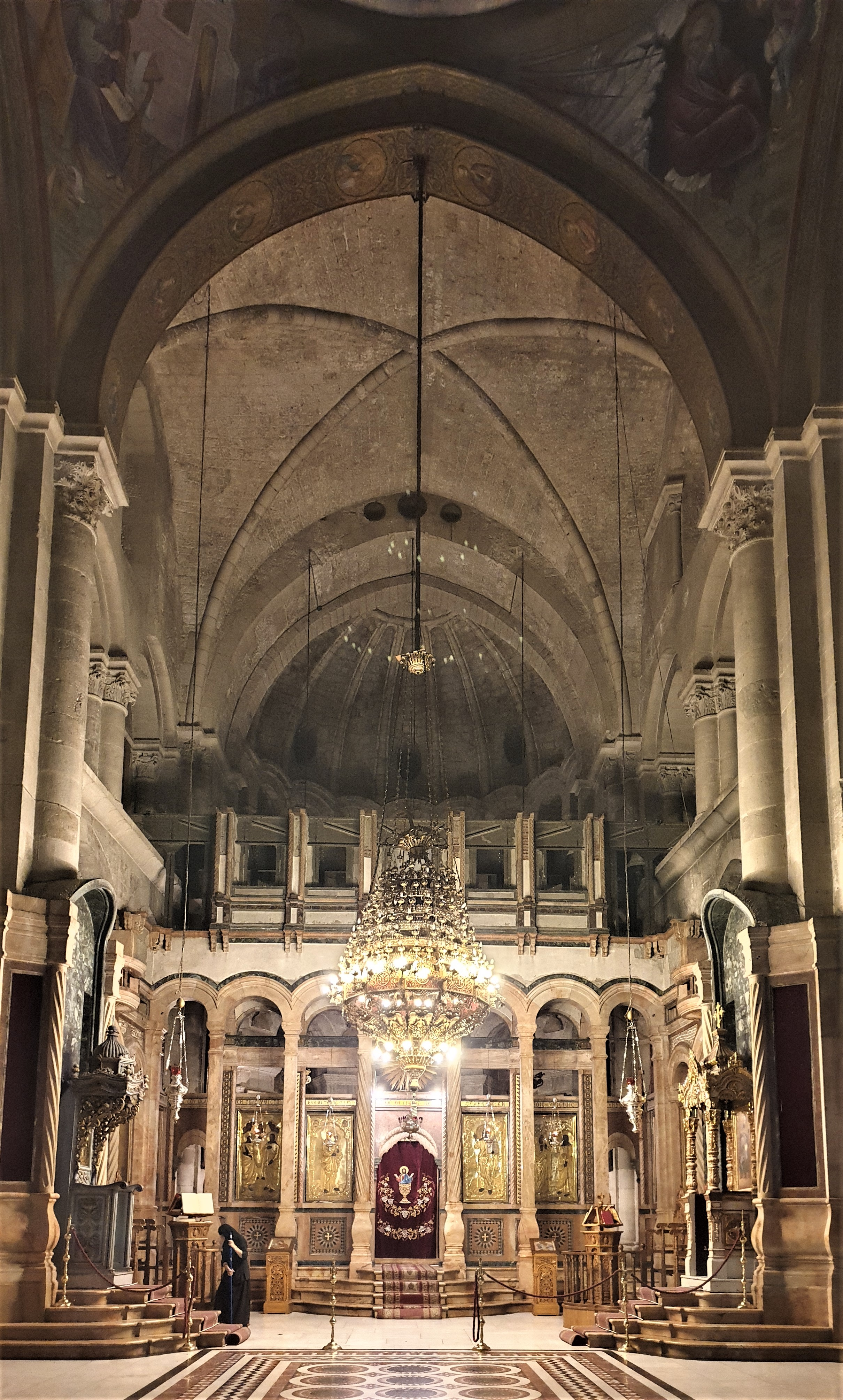
Grabeskirche Jerusalem, Chorraum, 12. Jahrhundert
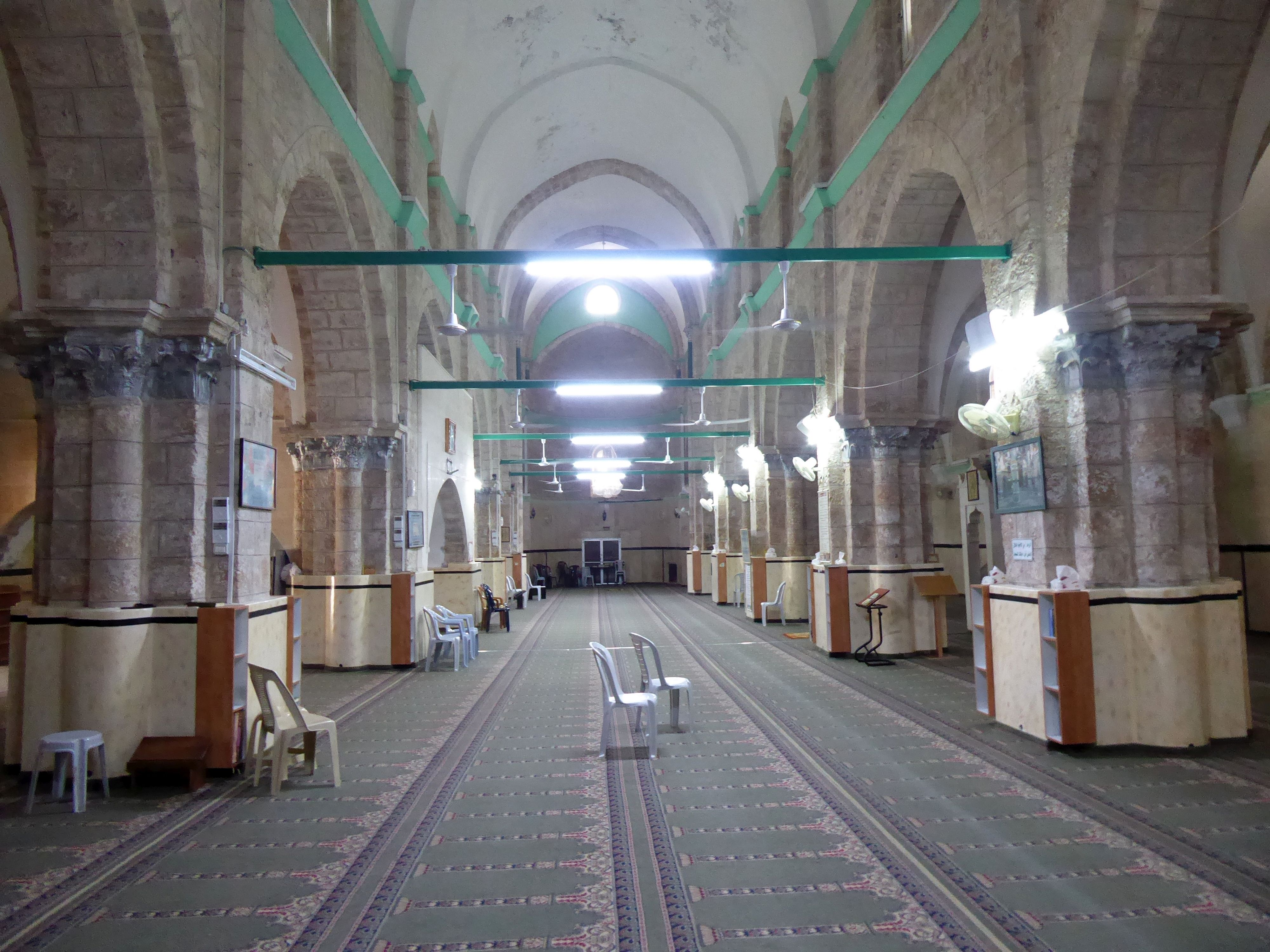
Ramla, Große Moschee, errichtet als Pfarrkirche St. Johannes, 12. Jahrhundert
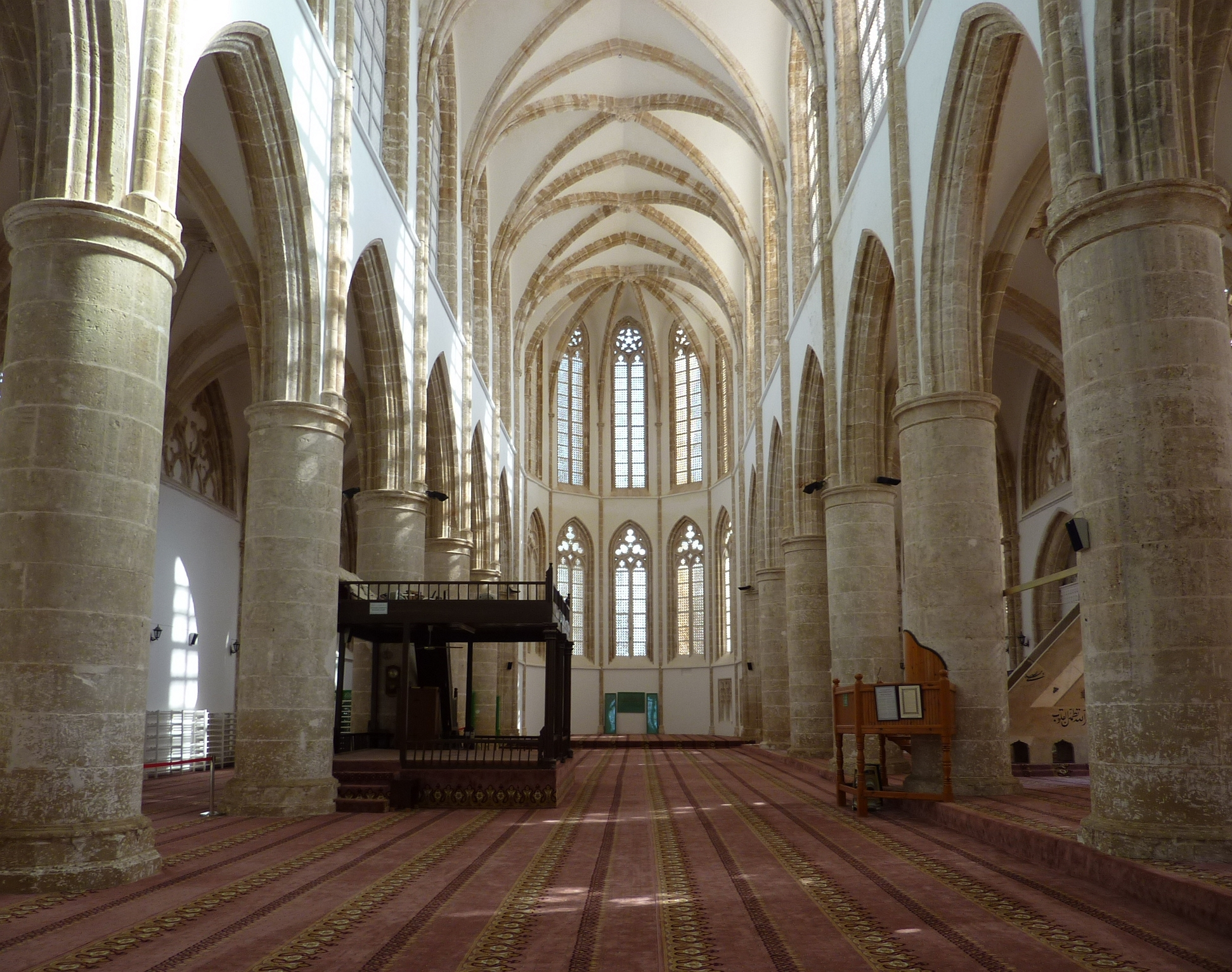
Kathedrale St. Nikolaus in Famagusta, Grundsteinlegung 1298
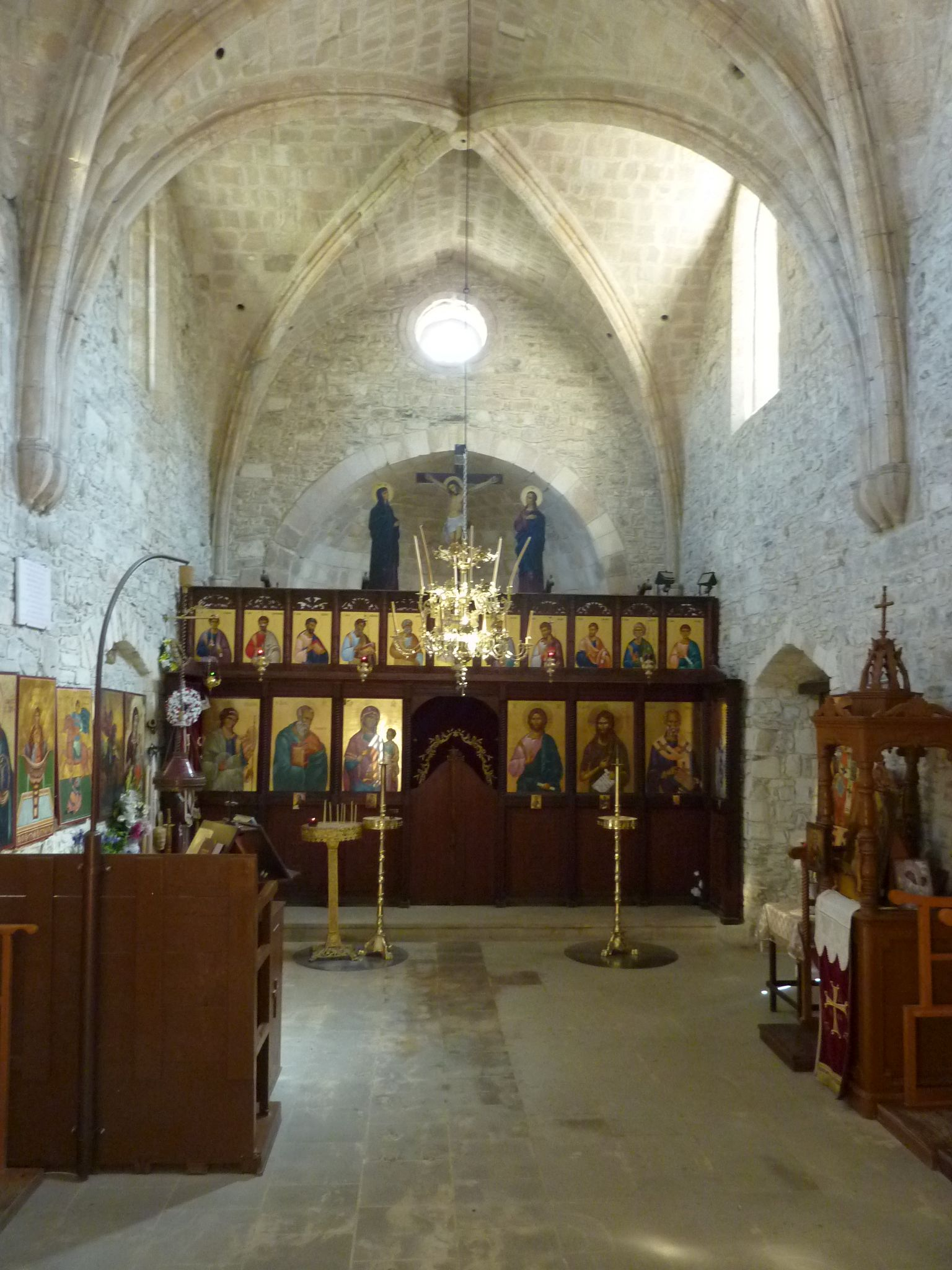
Panagia Stazousa in Ostzypern, 14. Jahrhundert, möglicherweise durch Zisterzienser errichtet

### Profanbauten
Aus der Gotik sind im Gegensatz zur Romanik zahlreiche Profanbauten erhalten. Während der Sakralbau die gotische Architekturentwicklung anführte, folgte der Profanbau den neuen Entwicklungen und übertrug viele Architektur- und Konstruktionselemente auf profane Gebäudetypen. Im Gegensatz zu den Kirchenbauten hatte in der Regel die Zweckmäßigkeit Vorrang vor der künstlerischen Gestaltung. Merkmale des Profanbaus sind z. B. eine meist flächige Wandgestaltung sowie Fenster und Türen mit profilierten Gewänden, die spitzbogig oder wie das Kreuzstockfenster auch rechteckig sein können. Neben steinernen Kreuzrippengewölben sind auch flache Holzdecken oder Holzgewölbe zu finden. Gotische Profanbauten wurden typischerweise von den Innenräumen her entwickelt, welche den Grundriss sowie die Position der Fensterachsen und Türen in der Fassade vorgeben. Dadurch sind die Grundrisse und Fassaden in der Regel unsymmetrisch, was von leichten Unregelmäßigkeiten bis zur vollkommenen Asymmetrie reichen kann. Repräsentationsbauten wie Rathäuser konnten auch hohe Glockentürme (Belfried) bekommen. Typische Elemente gotischer Profanbauten sind z. B. Staffelgiebel, auch Treppengiebel bzw. Katzentreppen genannt, Treppentürme und Erker, die auch als Ecktürmchen vorkommen.

#### Wandlung der Burg zum Schloss
Der Wandel in der Kriegführung (Feuerwaffen, Söldnerheere) reduzierte im Spätmittelalter die Bedeutung der Befestigung, während der Repräsentationswille neu hinzukam. Dadurch trat im Verlauf der Gotik der Wehrzweck der Fürstenburg zunehmend hinter den Wohnzweck zurück. Der gotische Burgenbau übernahm zahlreiche Elemente der sakralen Architektur, gelegentlich entstanden sogar kreuzgangähnliche Innenhöfe. Zahlreiche Säle und Kammern wurden nun eingewölbt. Maßwerkgeschmückte Fensterreihen durchbrachen die Außenwände, reich geschmückte gotische Kapellen entstanden. Als größter Profanbau der Gotik gilt die Marienburg des Deutschen Ordens in Polen. Besonders in der Spätgotik entstanden profane Meisterwerke wie etwa die Albrechtsburg in Meißen, der Wladislawsaal der Prager Burg oder die reich verzierten Burgschlösser in Amboise und Josselin sowie der Herzogspalast in Poitiers (um 1390) in Frankreich. Eine besondere Form des gotischen Palastbaus entwickelte sich in Venedig wie z. B. am Dogenpalast, wo neben der Verwendung der lokalen Baumaterialien Marmor und Backstein z. B. verdrehte Säulen und orientalisch anmutende Spitzbögen auftreten. Diese Formensprache ist durch den Einfluss des Orients und Byzanz auf Venedig zu erklären, der durch den Handel mit diesen Gebieten entstand.

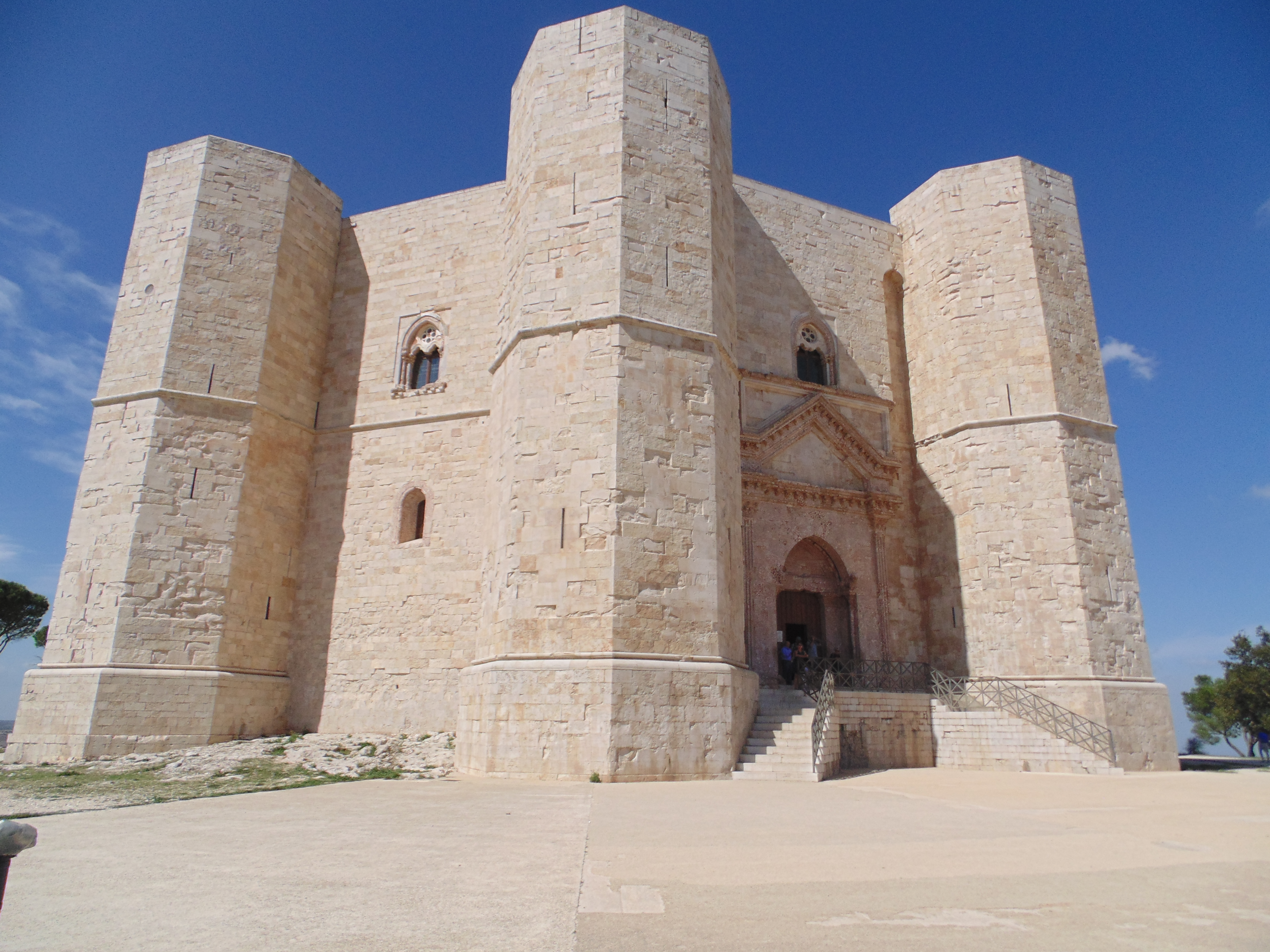
Castel del Monte Kaiser Friedrichs II. in Apulien, 1240–1250, Gotik und Protorenaissance, ein Palast ohne militärische Einrichtungen
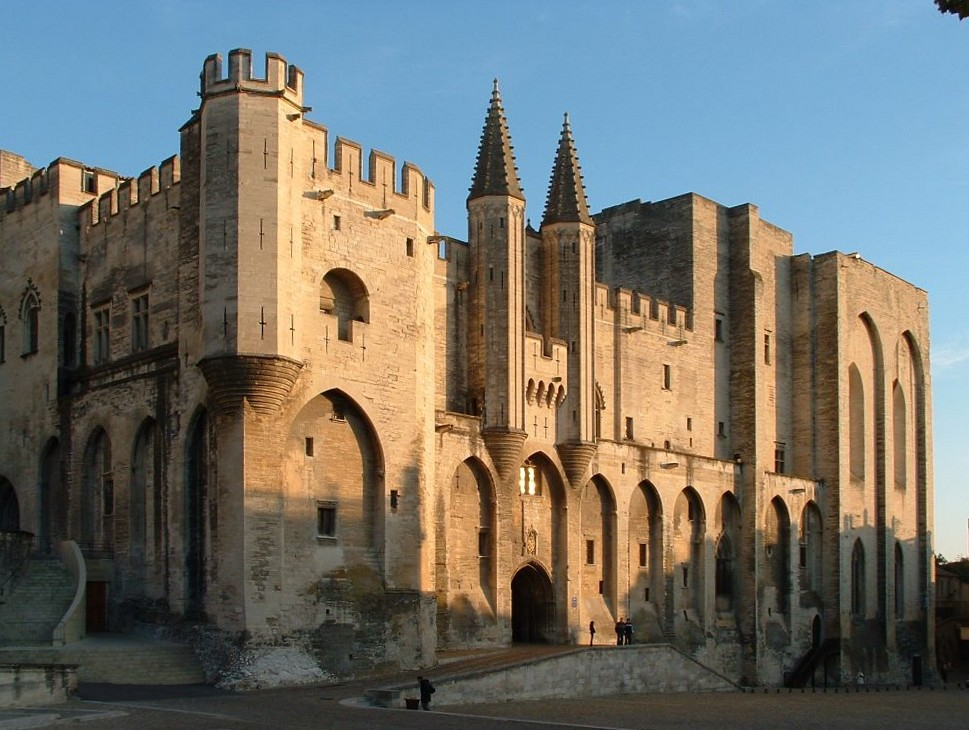
Avignon: Papstpalast, ehem. Papstresidenz, 1334–1370
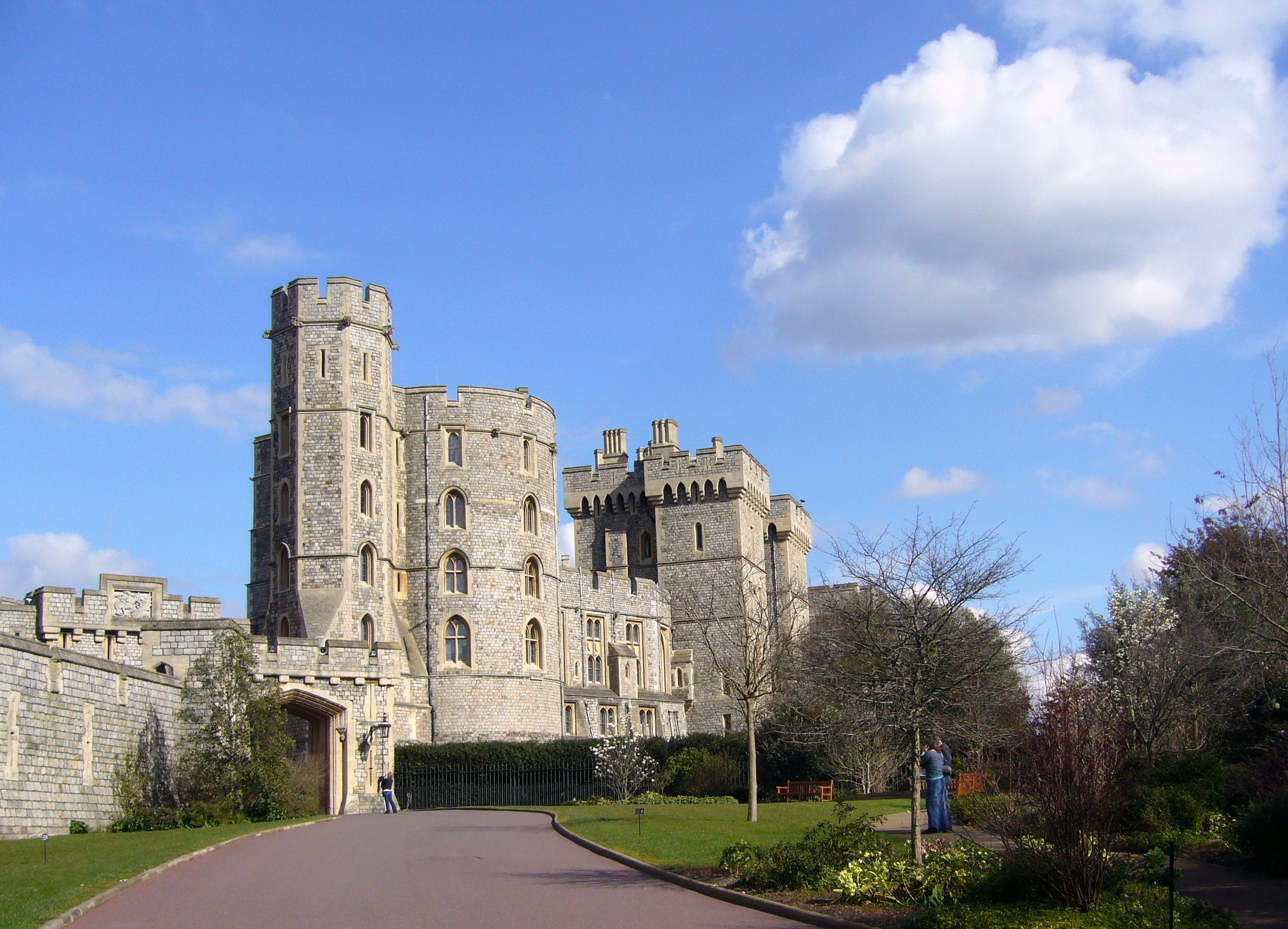
Britische Königsresidenz Schloss Windsor, ab 1350
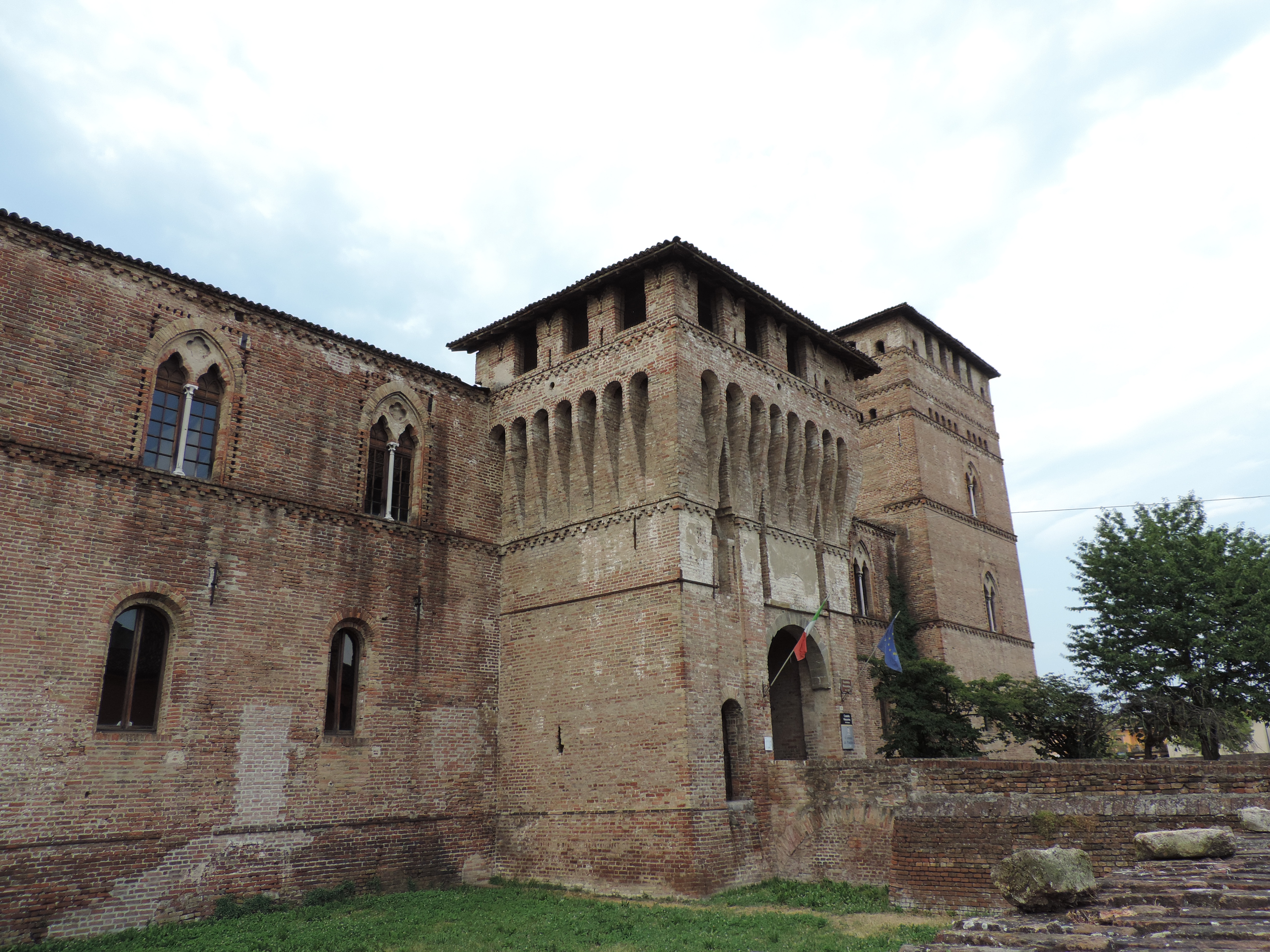
Schloss der Visconti in Pandino, 1355–1370
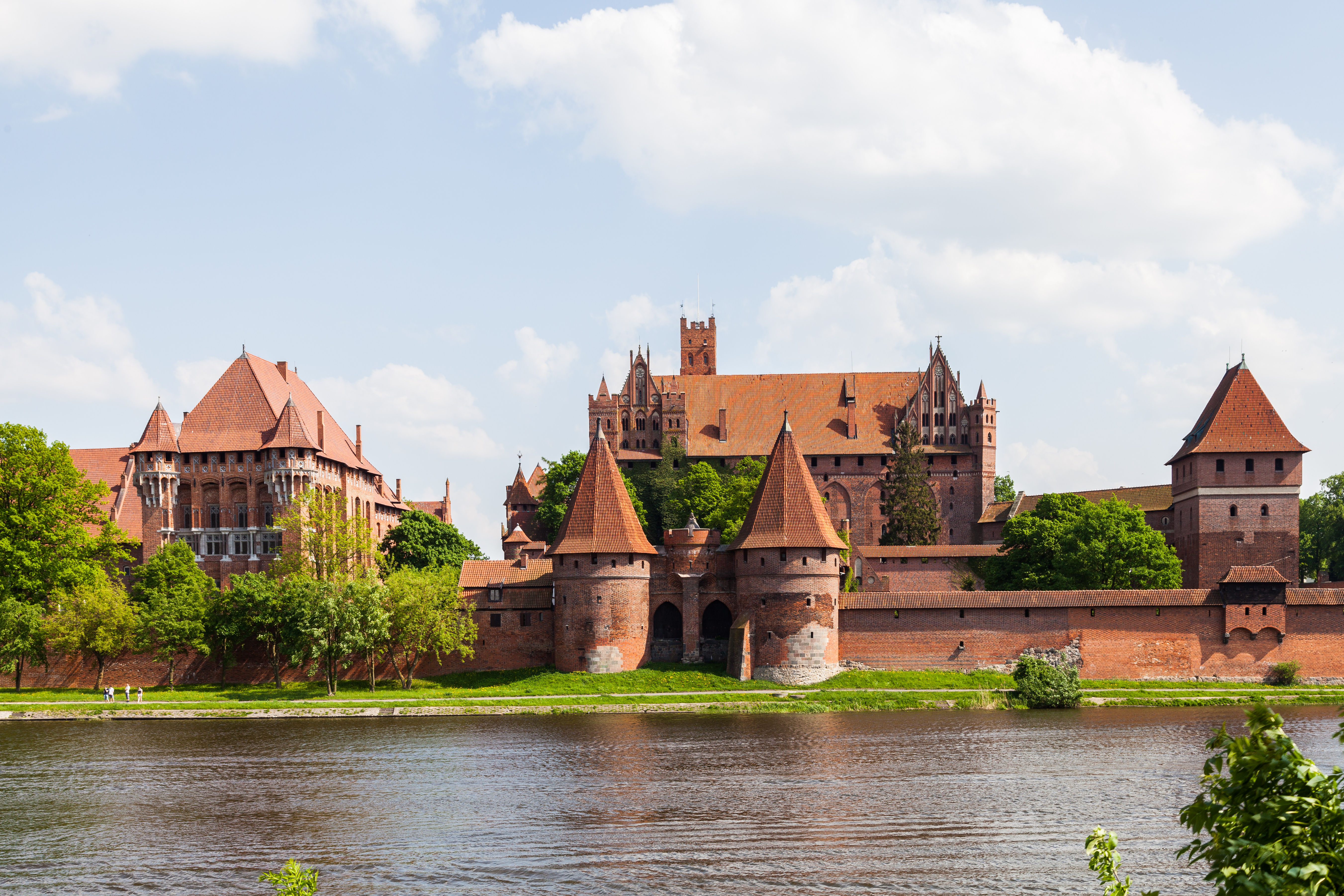
Marienburg (Malbork), Hochmeisterpalast 1383–1393
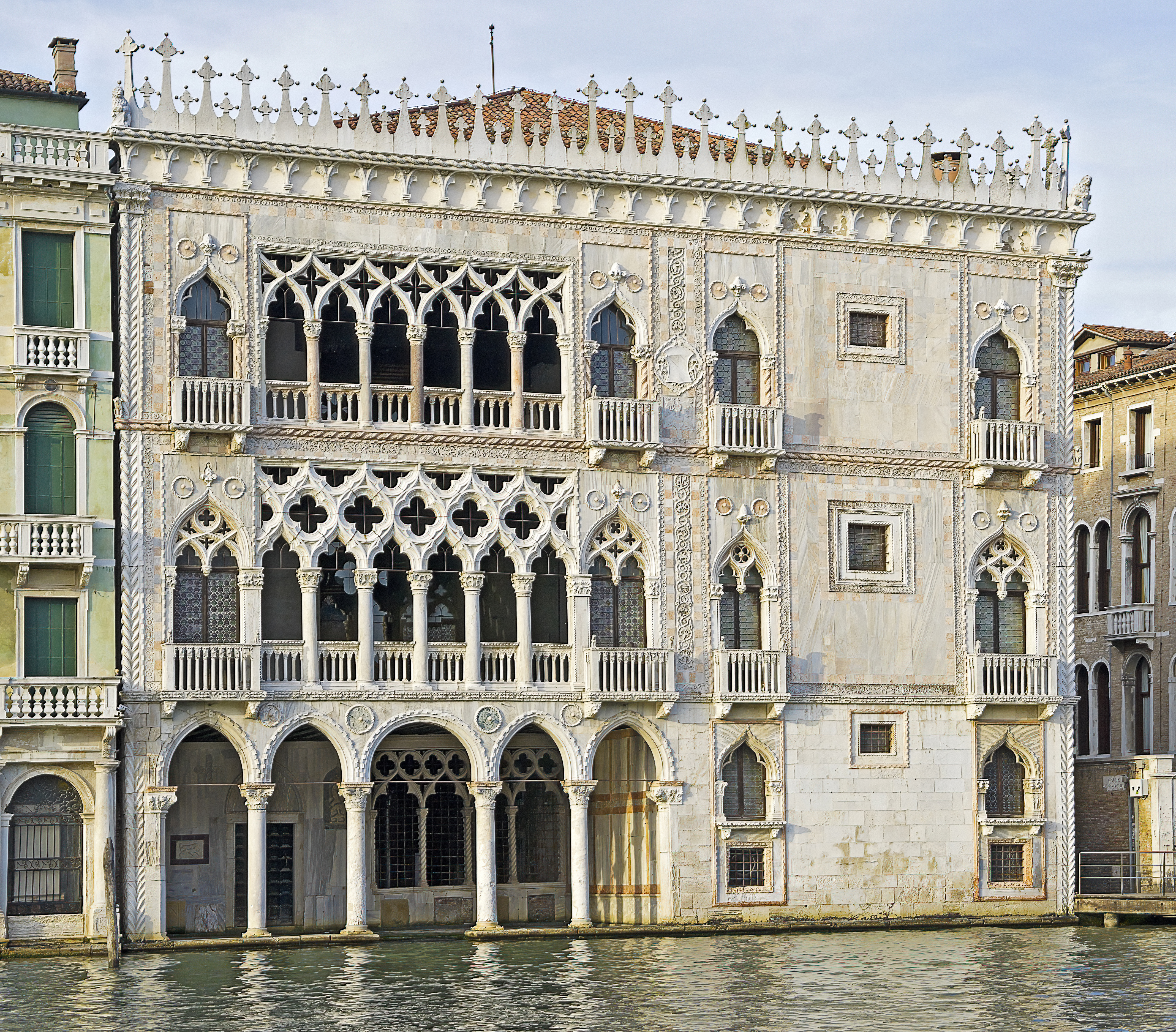
Die Ca’ d’Oro in Venedig, 1421–1442
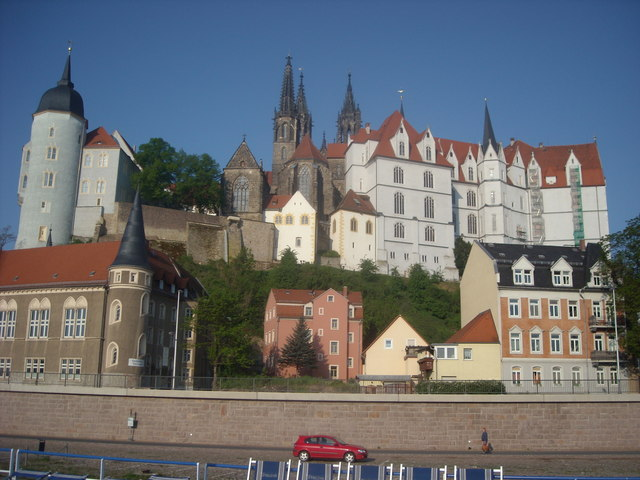
Albrechtsburg in Meißen, spätgotische Pracht vor dem Übergang zur Renaissance, 1471–1485
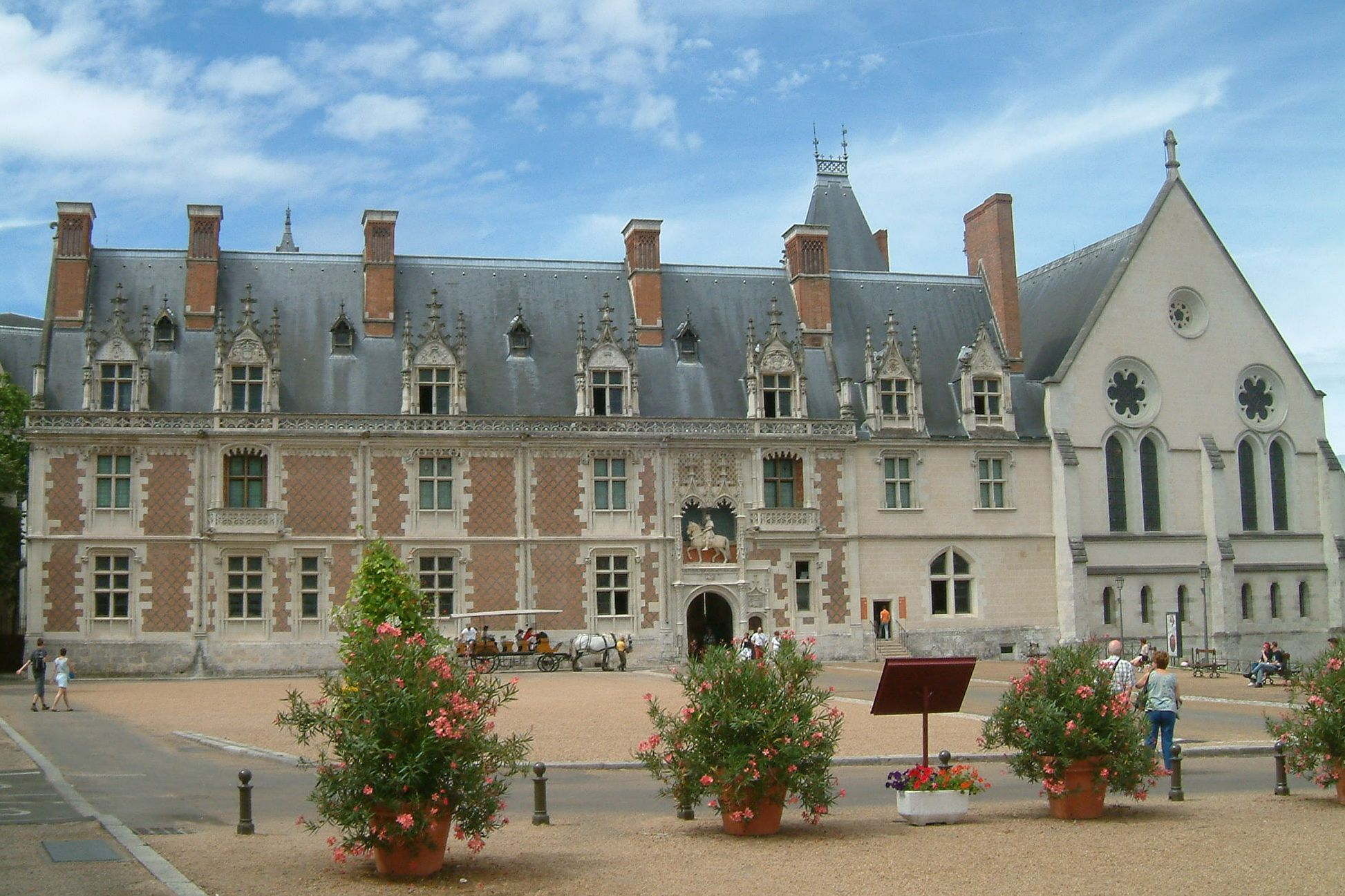
Flügel Ludwigs XII. von Schloss Blois, 1498–1503, spätgotischer Flamboyant-Stil mit Übergang zur Renaissance

#### Wehrbauten

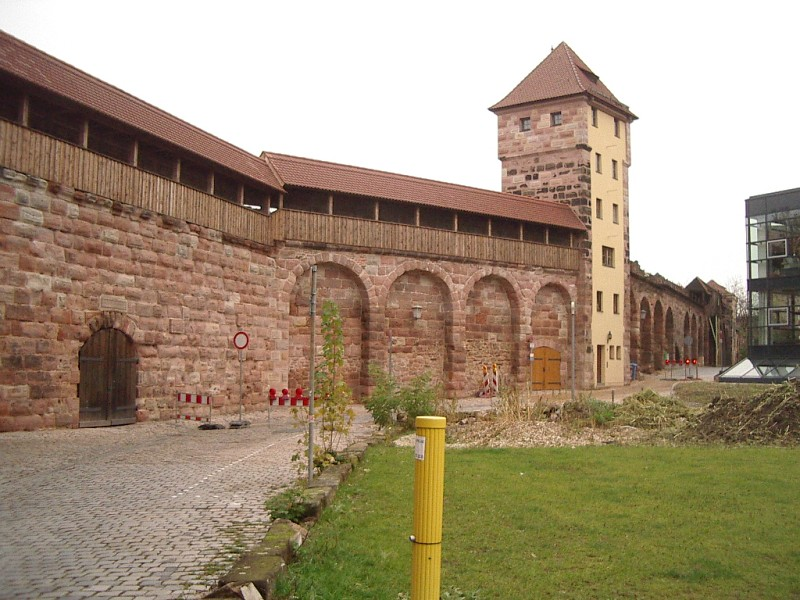
Stadtbefestigung von Nürnberg beim ehemaligen Maxtor

Die Stadtbefestigung wurde die wichtigste Bauaufgabe der Stadtbürger. In Deutschland erhielten viele Städte in früh- oder hochgotischer Zeit ihre Stadt- und Befestigungsrechte. Ab der zweiten Hälfte des 12. Jahrhunderts entstanden feste Mauern sowie Wehrtürme und Torbauten. Mit der Verbreitung der Feuerwaffen wandelten sich die Wehrtürme von hohen Bauformen hin zu niedrigen, massiven Geschütztürmen, und die Torbauten entwickelten sich zu komplexen Torburgen. Umfangreiche Stadtmauern sind heute besonders in Franken erhalten (Rothenburg ob der Tauber, Dinkelsbühl, Nürnberg) oder z. B. in Carcassonne (Frankreich).

#### Städtische Repräsentations- und Funktionsbauten
Mit dem Bedeutungszuwachs der mittelalterlichen Stadt entstand Bedarf für städtische Funktionsbauten. Das Rathaus war ein Mehrzweckgebäude für Ratsstube, Festsaal, Ausschank, Handel (z. B. Lübeck ab 1230, Brügge ab 1376). Der zunehmende Repräsentationsbedarf wohlhabender Städte schlug sich in Größe und Aufwand der Bauten nieder (Brüssel ab 1402, Löwen ab 1439), diese Höhepunkte städtischer Profanarchitektur werden deshalb mitunter als „Kathedralen des Bürgertums“ bezeichnet. Vor allem in Flandern und Italien symbolisierte ein Belfried – oft in der Höhe mit Kirchtürmen konkurrierend – die Macht der Stadt. Je nach Größe und Bedeutung der Stadt traten andere Gemeinschaftsbauten hinzu wie Tuch- und Fleischhallen (Ypern ab 1250, Antwerpen ab 1509), Zunft- und Gildehäuser (Gent/Haus der freien Schiffer ab 1530), Tanz- und Hochzeitshäuser (Köln/Gürzenich ab 1447) oder Kornhäuser.
Schulen und Spitäler wurden meist von Klöstern betrieben, besonders von Franziskanern, daher sind diese Funktionsbauten oft in die Stadtklöster integriert.

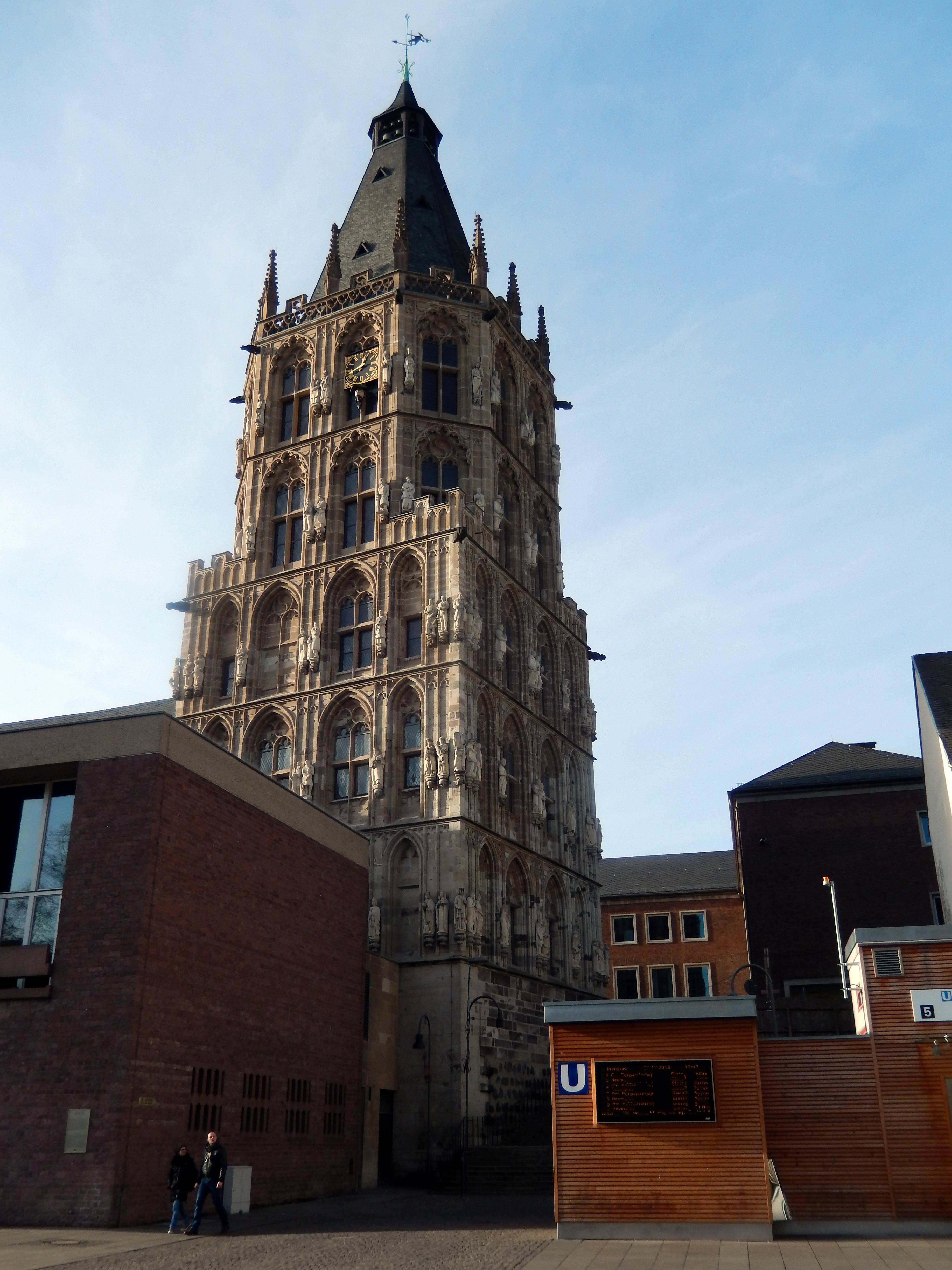
Rathausturm in Köln
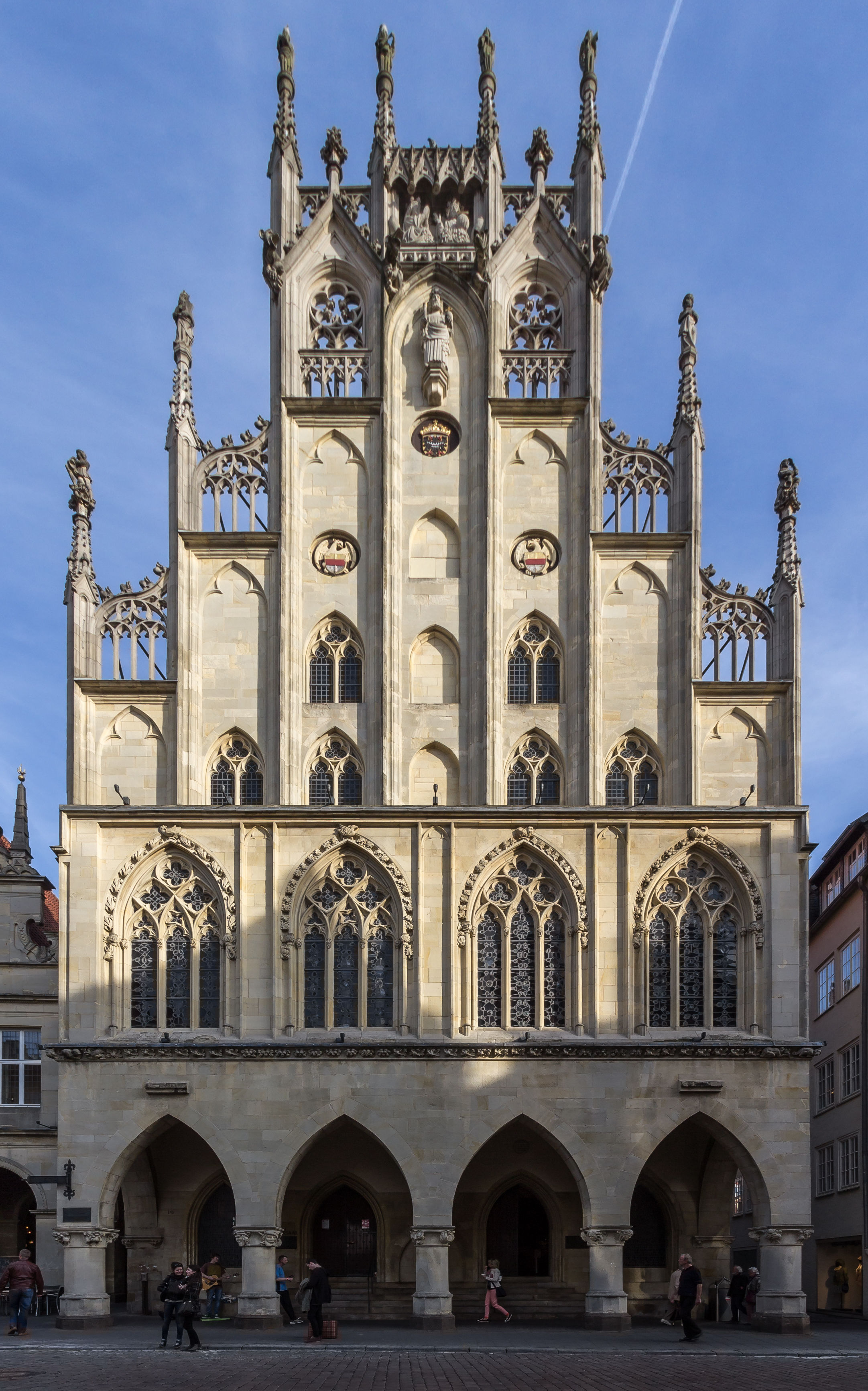
Historisches Rathaus in Münster – Maßwerk aus Sandstein
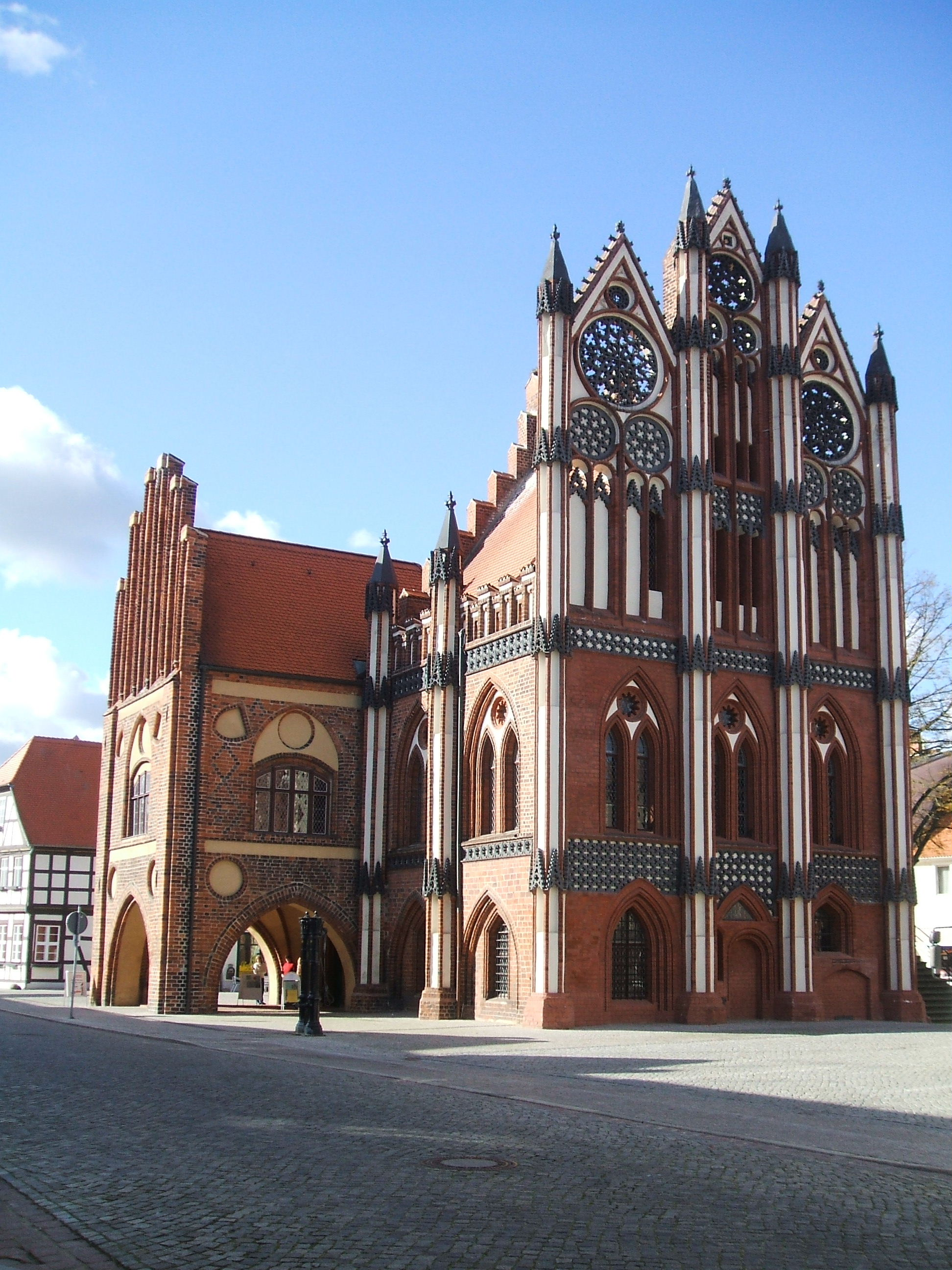
Rathaus Tangermünde, Sachsen-Anhalt – Maßwerk aus Backstein
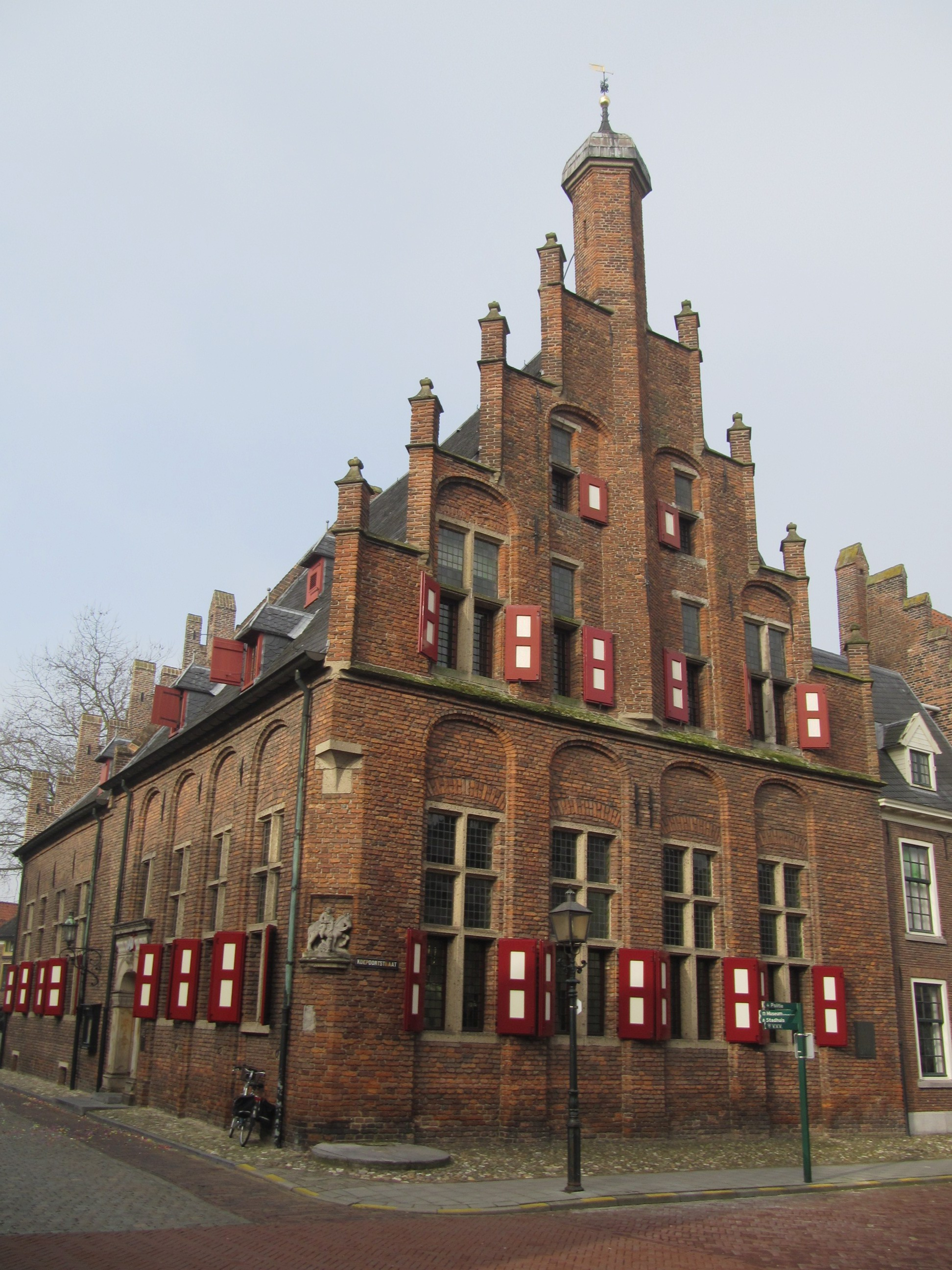
Stadhuis (Rathaus) der Hansestadt Doesburg, Gelderland, NL
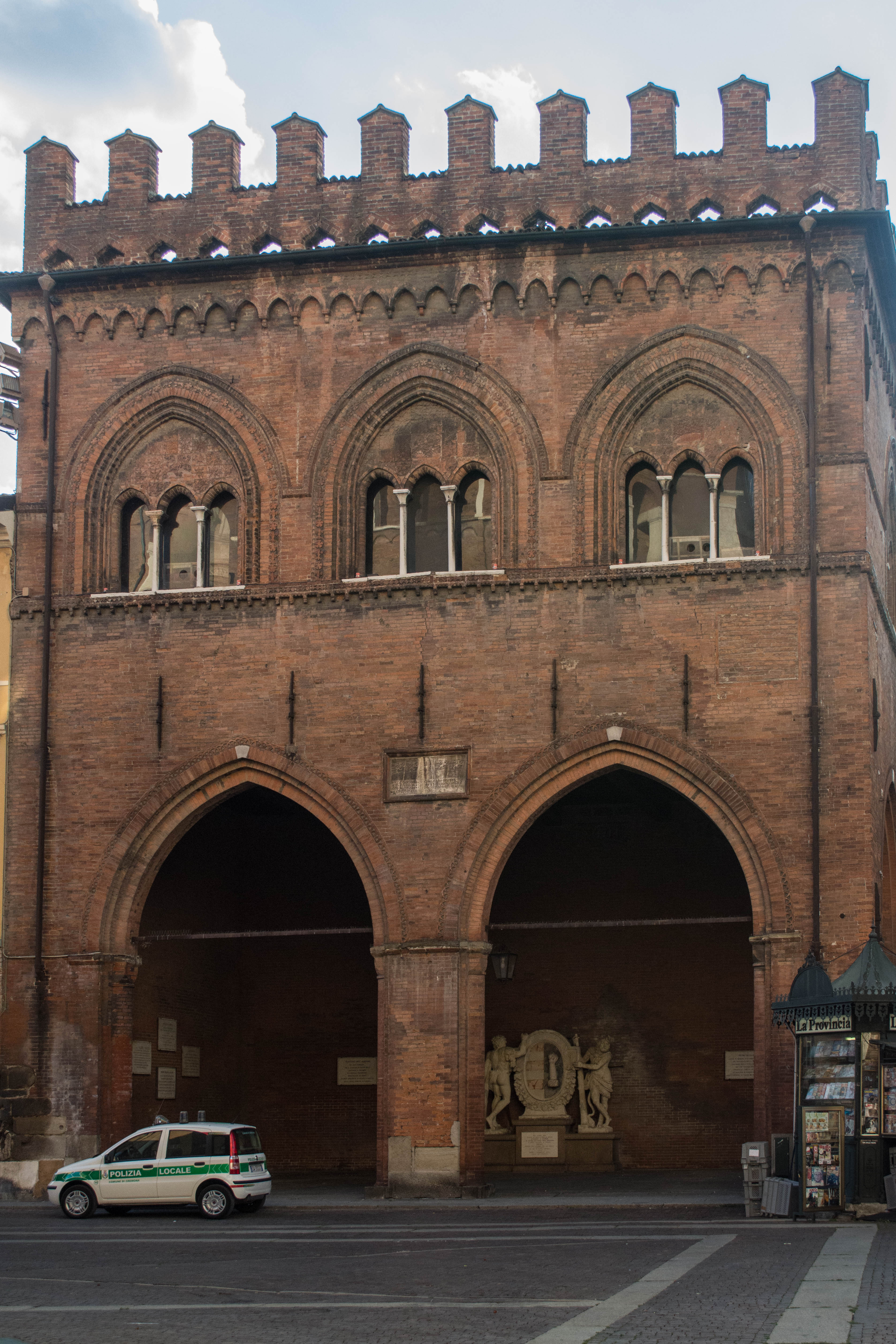
Loggia dei Militi (Stadtwache), Cremona, Lombardei, IT
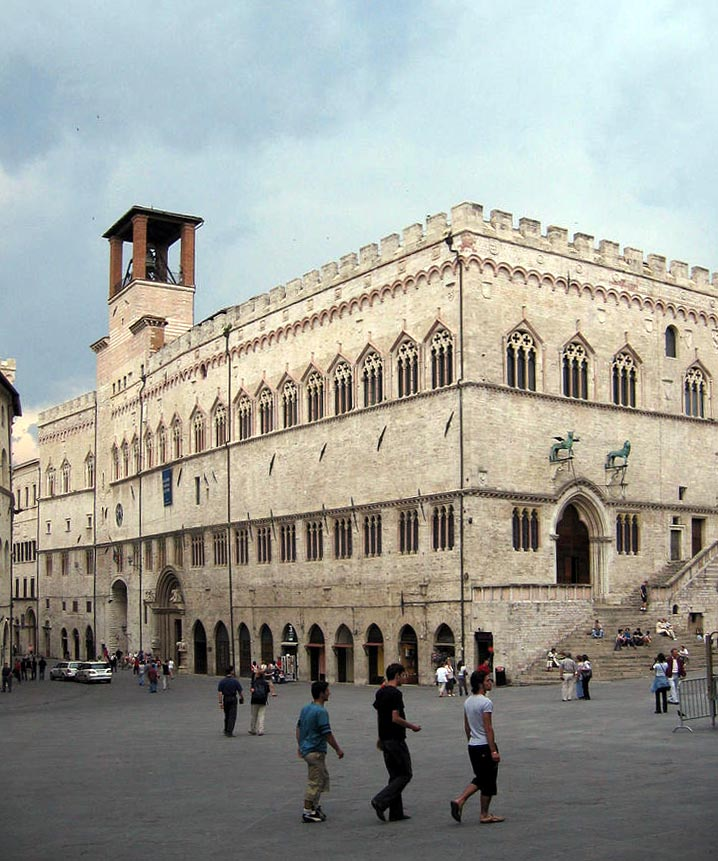
Perugia: Versammlungssaal der Stadtoberen (Palazzo dei Priori), 1293–1297
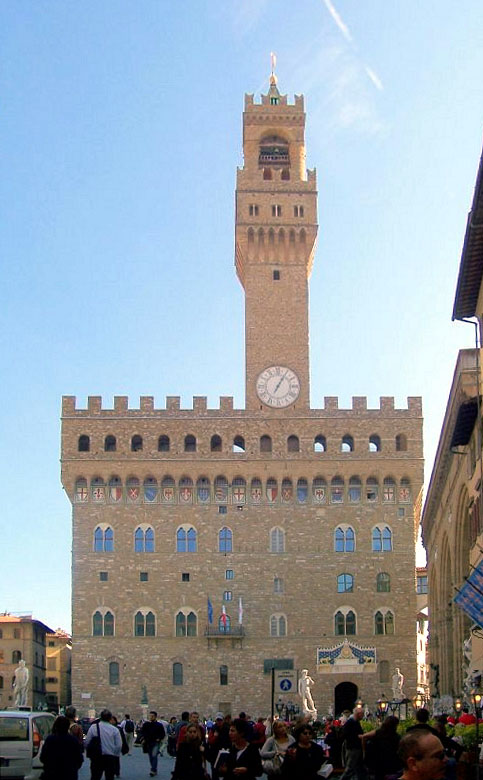
Regierungspalast Palazzo Vecchio von Florenz mit Belfried, ab 1299
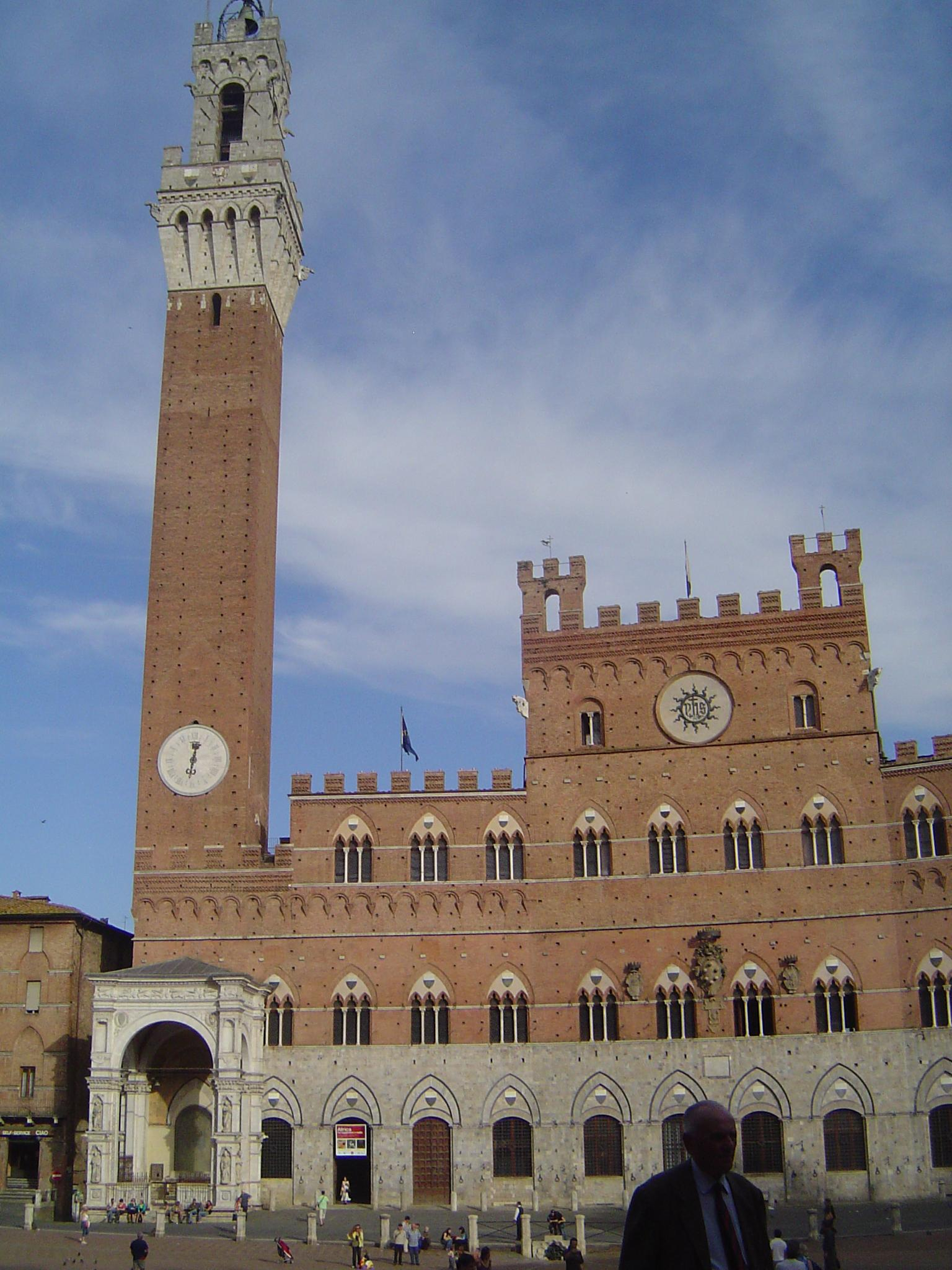
Siena: Rathaus mit Torre dell Mangia, 1338–1348
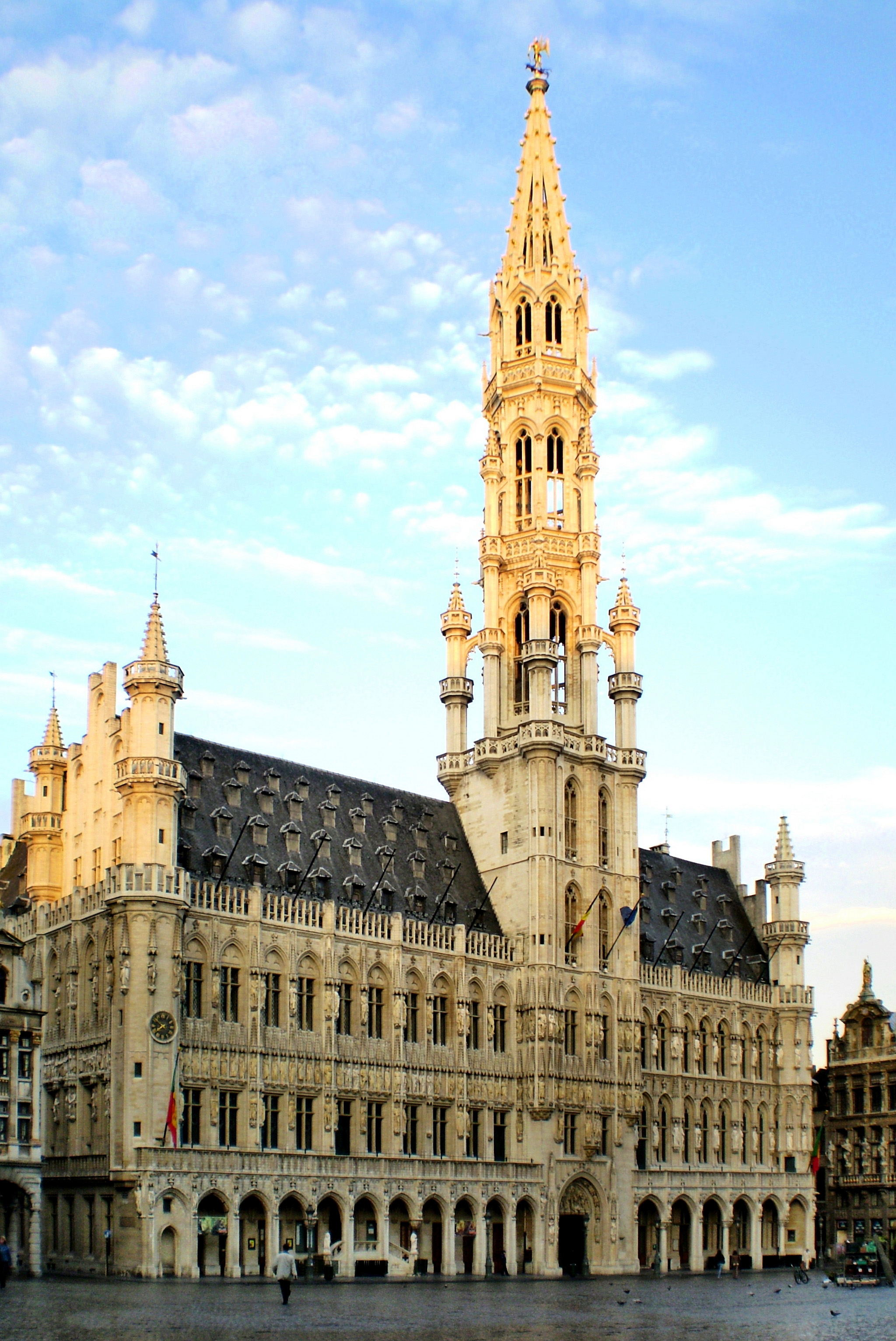
Brüssel: Rathaus, ab 1402
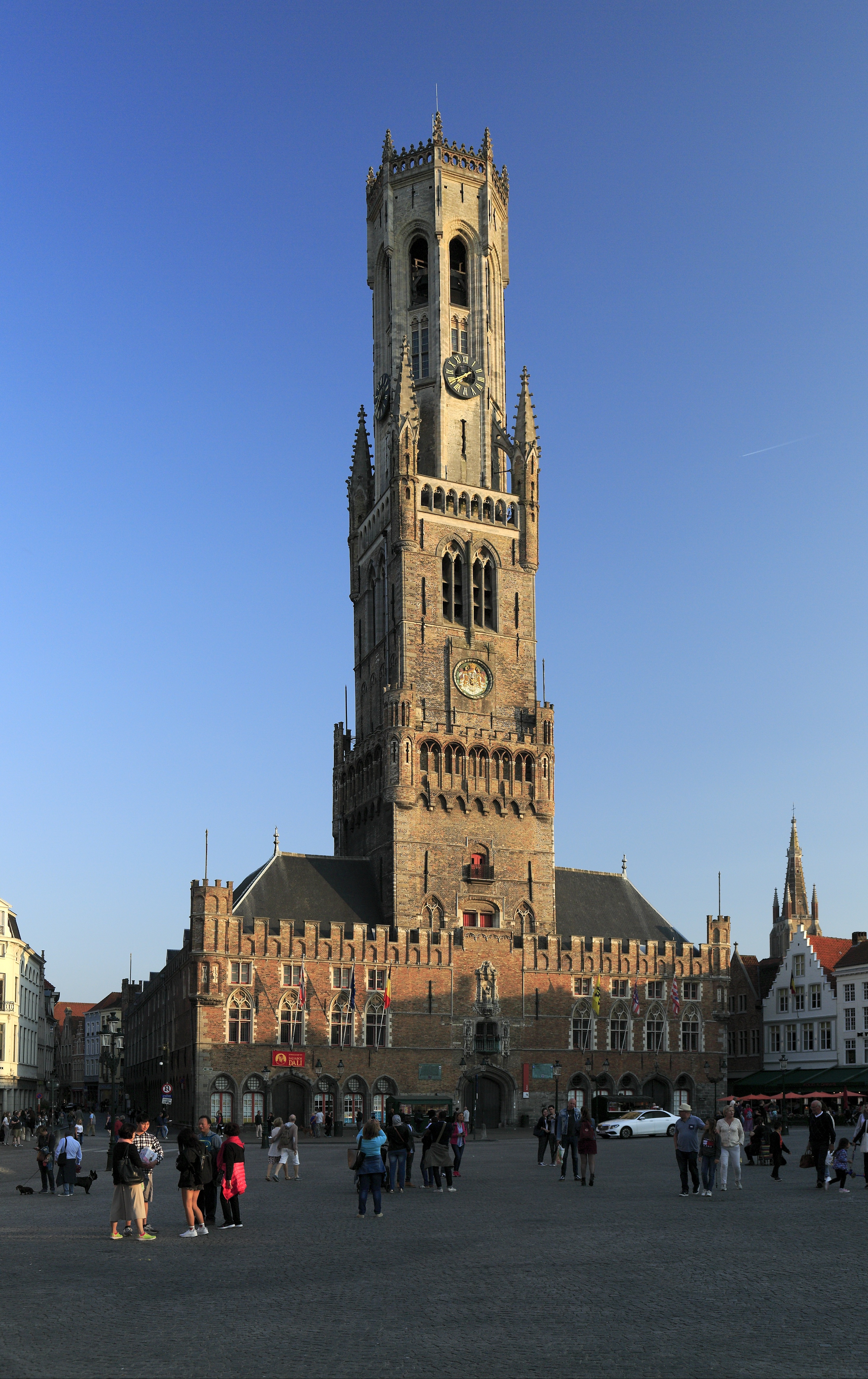
Brügge: Tuchhalle mit Belfried, ab 1282, Obergeschoss ab 1482

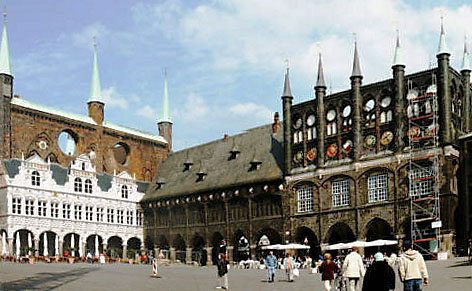
Lübeck: Rathaus, ab 1230
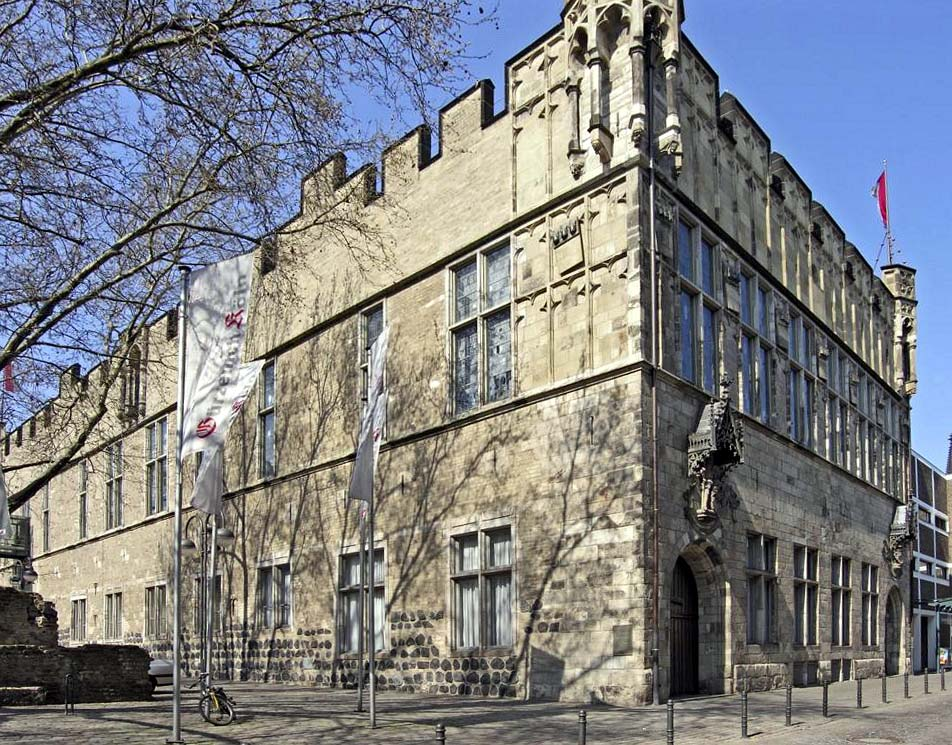
Kölner Gürzenich (Tanzhaus), (1441–1447, Wiederaufbau nach 1945)
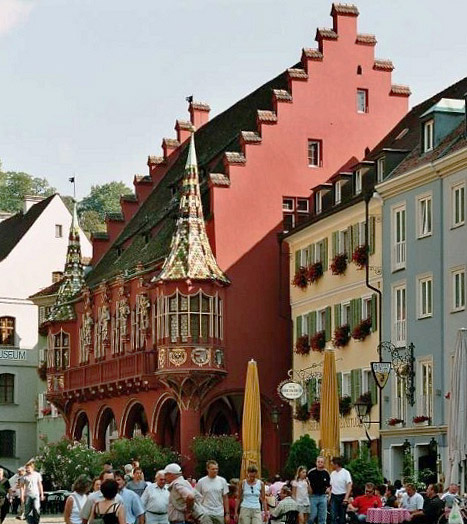
Historisches Kaufhaus in Freiburg im Breisgau, ab 1520
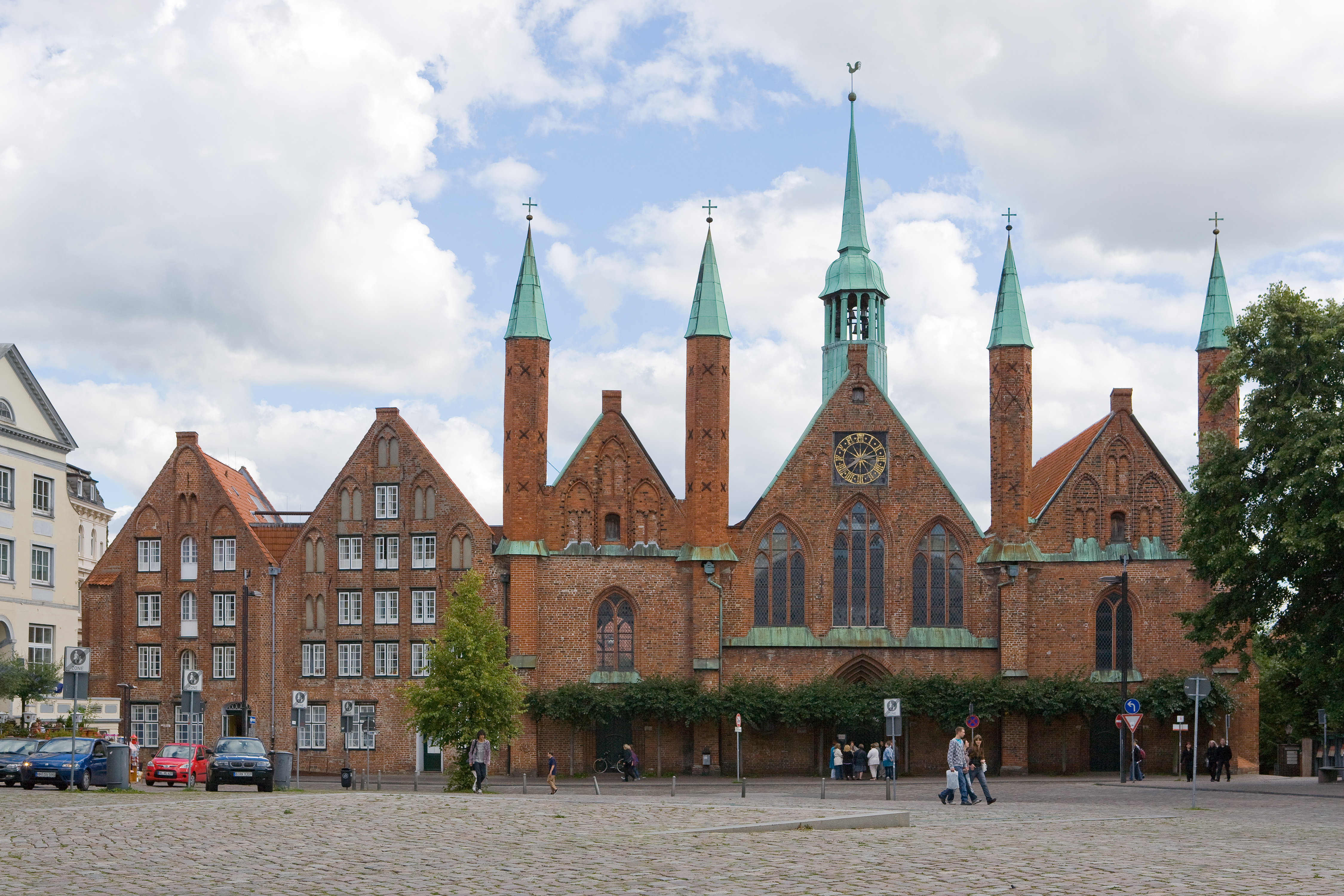
Heiligen-Geist-Hospital in Lübeck, ab 1240
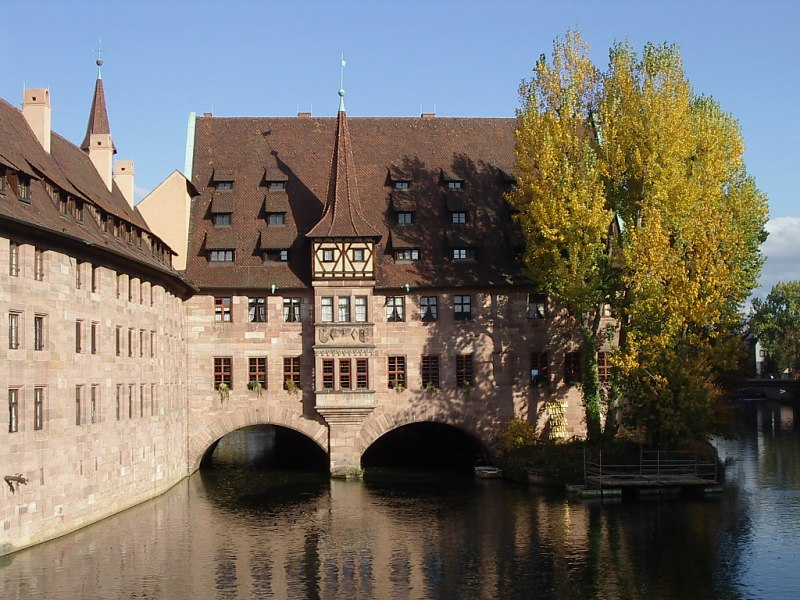
Nürnberg: Heilig-Geist-Spital (ab 1332)
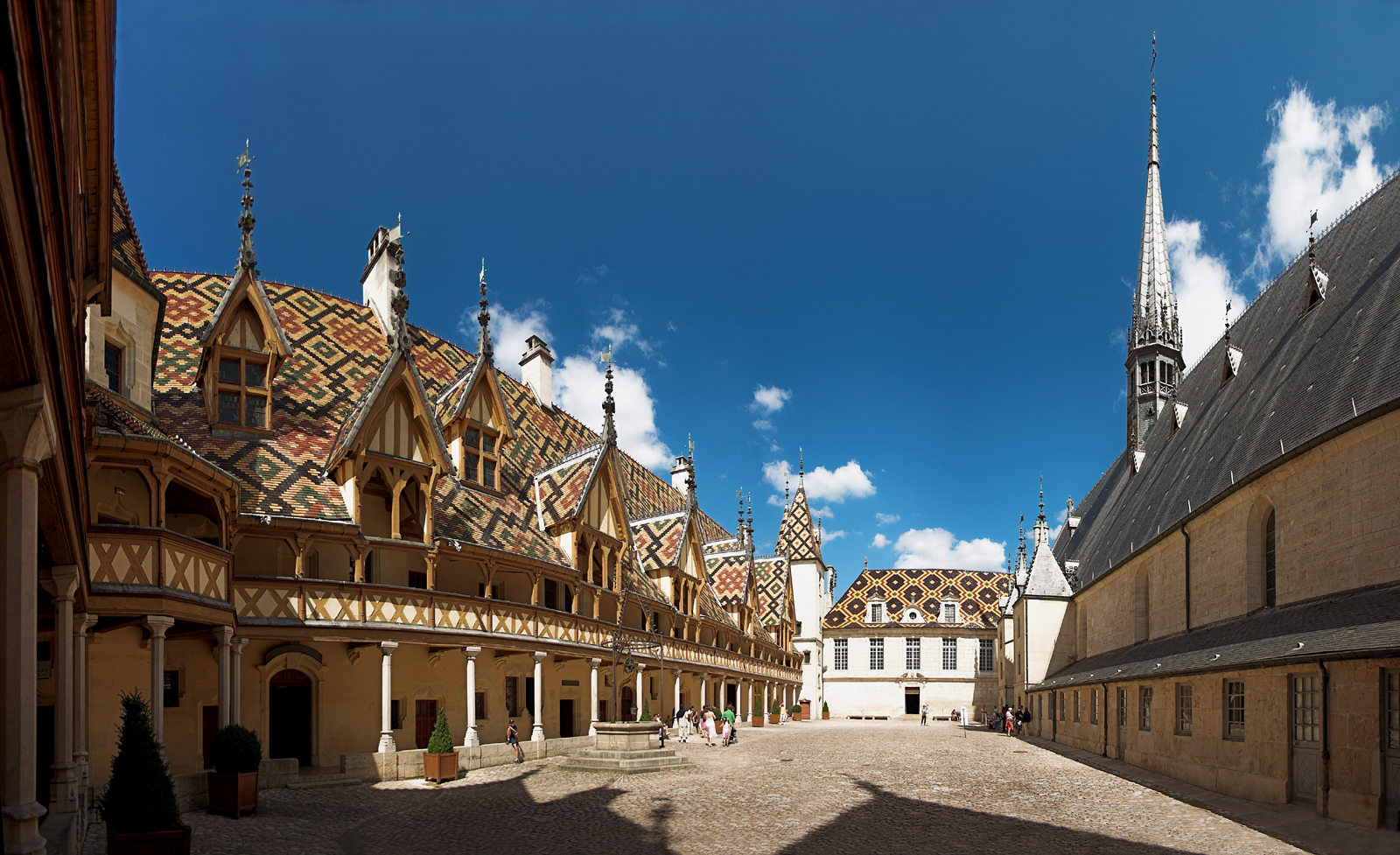
ehem. Krankenhaus (Hôtel-Dieu) von Beaune (ab 1443)
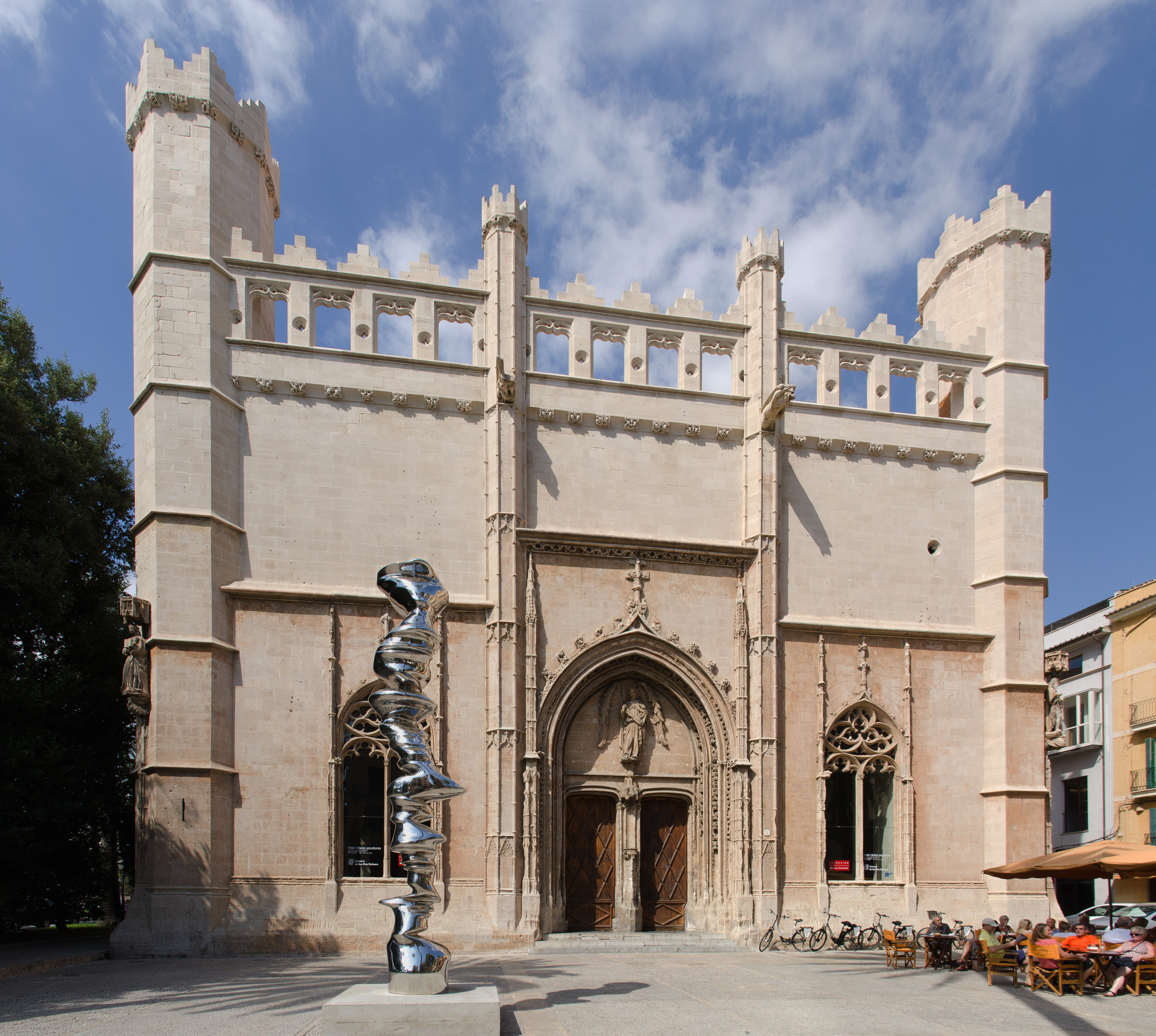
Palma de Mallorca: Llotja (Seehandelsbörse), ab 1426
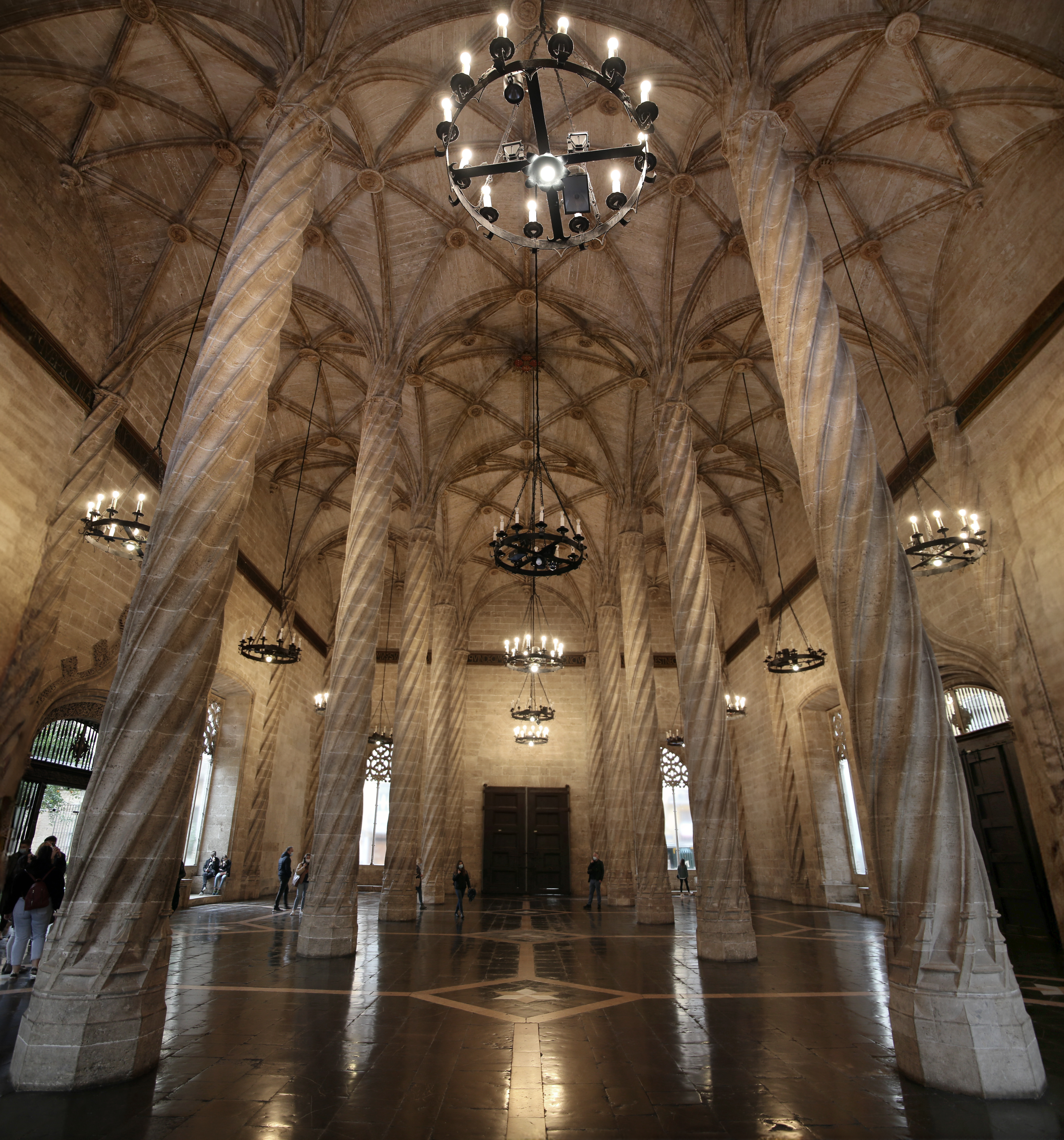
Valencia: Lonja de la Seda (Seidenbörse), ab 1483

#### Wohnbauten
Der gotische Wohnbau war in West-, Mittel- und Nordeuropa noch weitgehend vom Fachwerkhaus geprägt, allerdings entstanden – besonders in Süddeutschland, Österreich und Ostmitteleuropa – zahlreiche Städte und Märkte mit Häusern aus Werk- oder Backsteinen. Ein bis heute erhaltenes Merkmal solcher gotischen Städte sind die teilweise eingewölbten Laubengänge, die früher meist als überdachte „Verkaufsstände“ genutzt wurden. In Bayern und Österreich sind hier vor allem Landshut, Burghausen, Neuötting, Braunau und Innsbruck zu nennen. Auch die zahlreichen, im Zuge der Ostkolonisation angelegten Städte Polens, Böhmens und Mährens haben sich ihre gotischen Grundrisse noch gut bewahrt; oft wurden solche Kolonialstädte um riesige Marktplätze (Ringe) angelegt. Als Beispiele seien Domažlice, Telč, Budweis, Pilsen und Krakau angeführt. Im Alpenraum kennen die Ladiner das gotische Haus auch bei Bauernhäusern.

### Backsteingotik
In einer großen Region aus Flandern, den Niederlanden, Nord- und Nordostdeutschland, Skandinavien und Polen errichtete man gotische Bauten großenteils aus Backstein. Besonders bekannt ist die Norddeutsche Backsteingotik. Dieser Begriff wird auch auf die nördlich und östlich an Norddeutschland grenzenden Regionen bezogen. Große Sakralbauten aus diesem Baumaterial besitzen in Deutschland etwa Lübeck (Marienkirche), Stralsund, Wismar, Greifswald und Bad Doberan. Besonders die Lübecker Marienkirche diente als Vorbild für zahlreiche weitere Kirchen in ganz Nord- und Nordosteuropa. Sie orientiert sich – in materialbedingt vereinfachter Form – an der klassischen Kathedralgotik sowie der Scheldegotik, auch das offene Strebesystem westlicher Kathedralen wurde hier in Backstein übertragen.
Stark von den Niederlanden beeinflusst ist die Backsteingotik des Niederrheins.
Auch in Bayern gibt es eine Backsteingotik in den steinarmen Landschaften Ober- und Niederbayerns. Die Sakralbauten sind meist als Hallen ausgeführt, manchmal wurden reiche Hausteinverzierungen eingearbeitet. Ein bekanntes Beispiel ist die Frauenkirche in München. Den höchsten Backsteinturm der Welt besitzt Landshut, seine Hauptkirche St. Martin steht mitten in einer der am besten erhaltenen gotischen Altstädte Europas. Im Landkreis Rottal-Inn gibt es kleine Dorfkirchen aus Backstein in einer Dichte, die Mecklenburg, dem Weichseldelta oder der niederländischen Betuwe nahekommt.

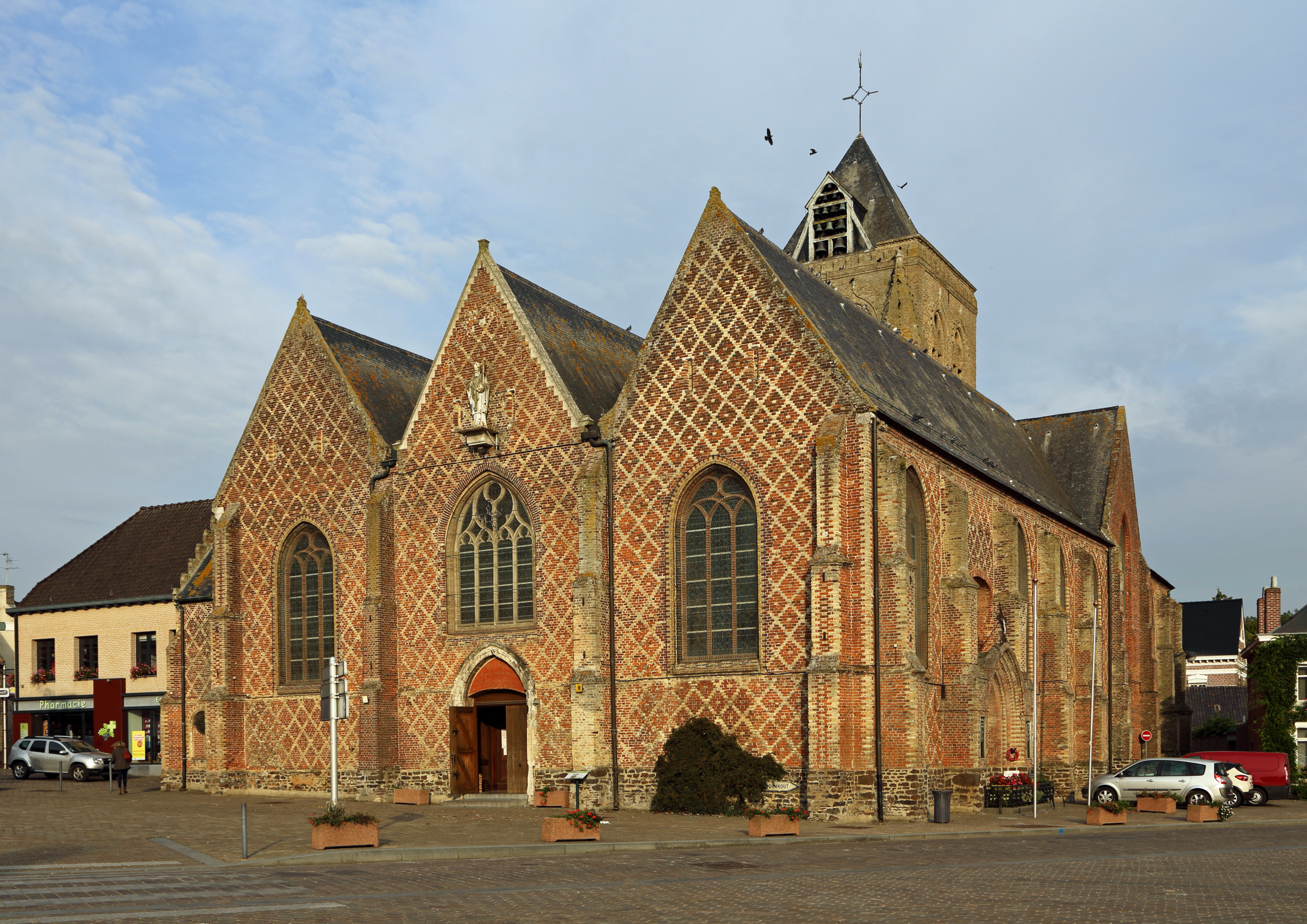
Saint-Folquin in Esquelbecq, Dép. Nord
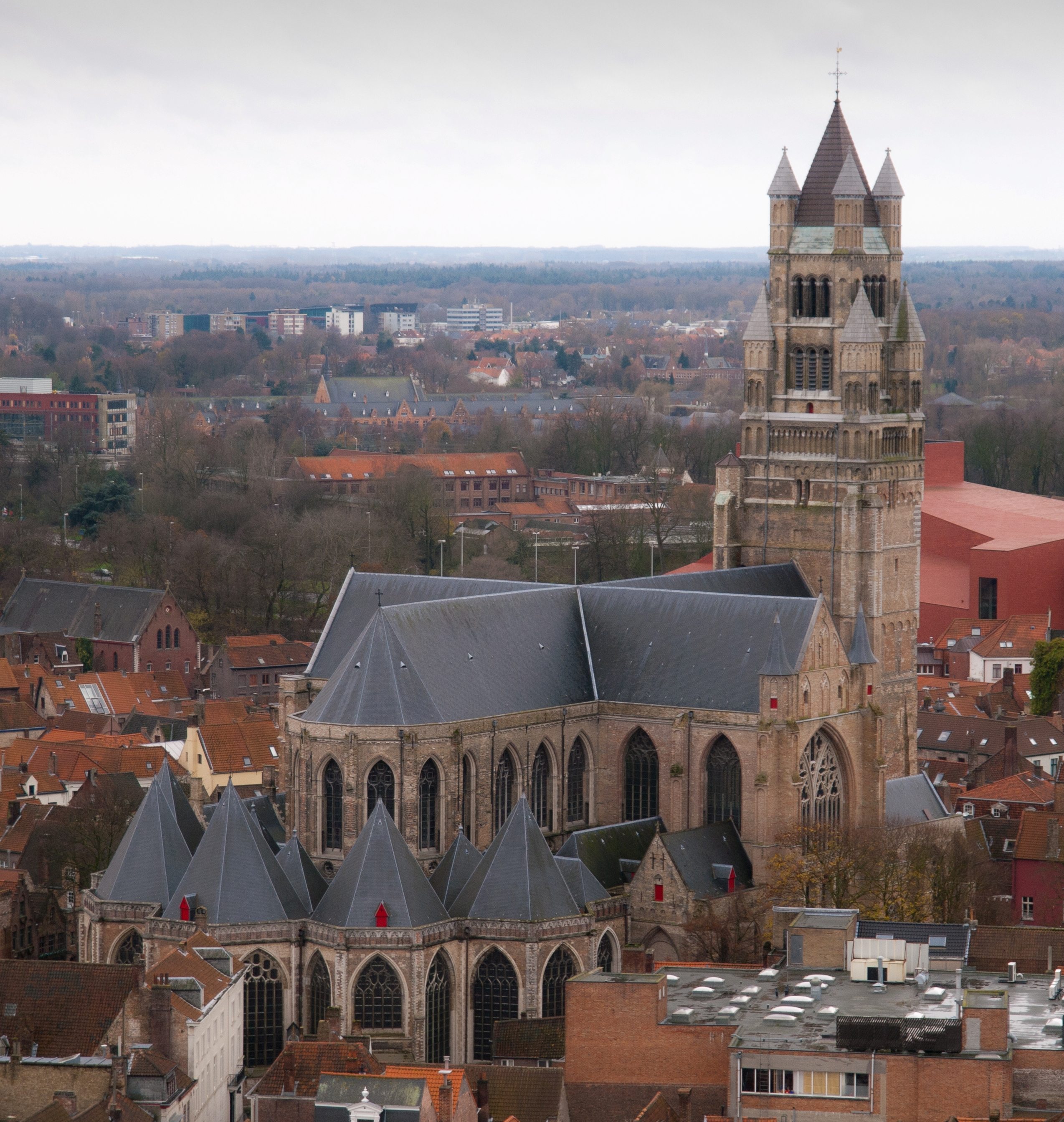
St.-Salvator-Kathedrale in Brügge
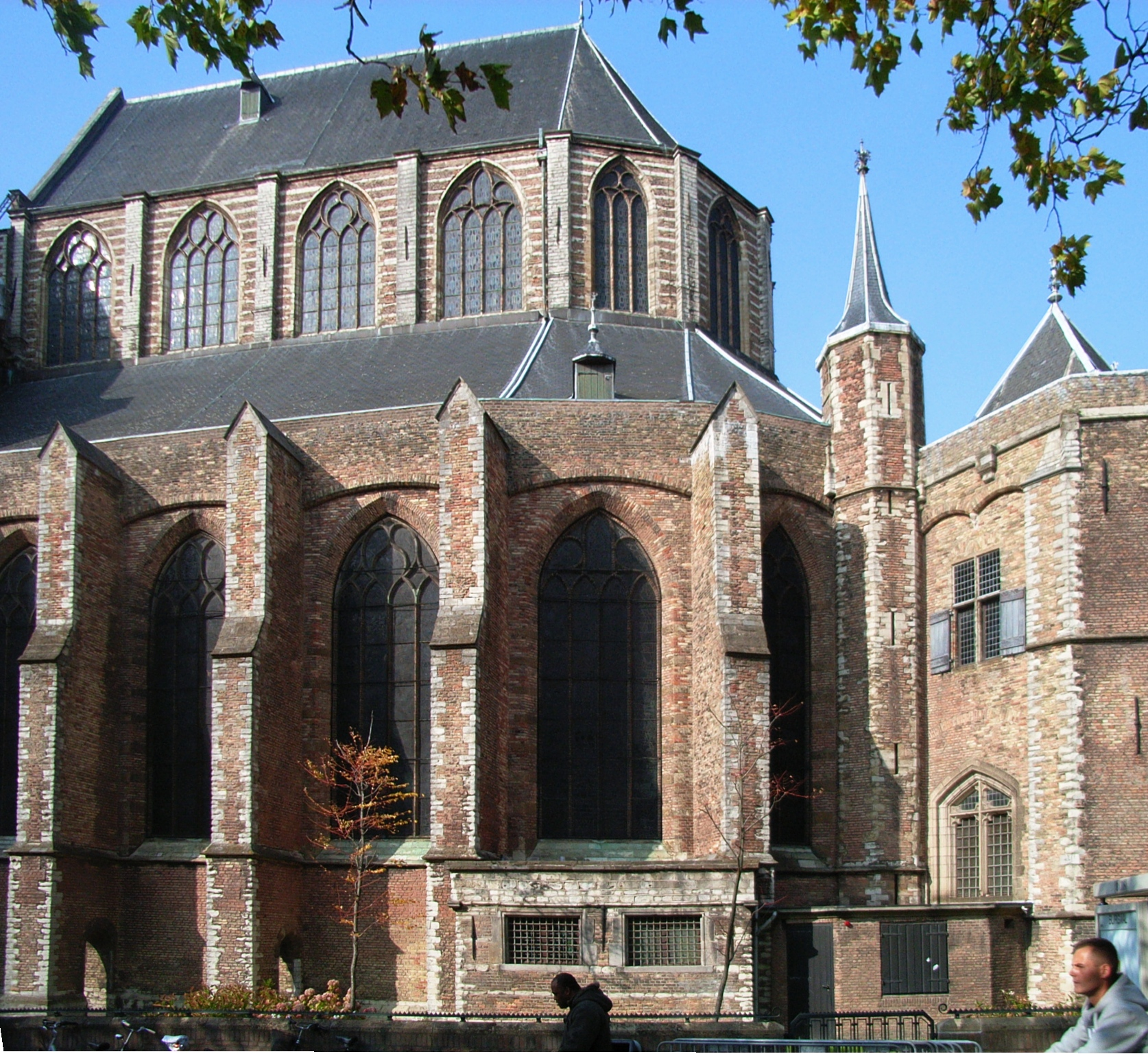
Nieuwe Kerk in Delft
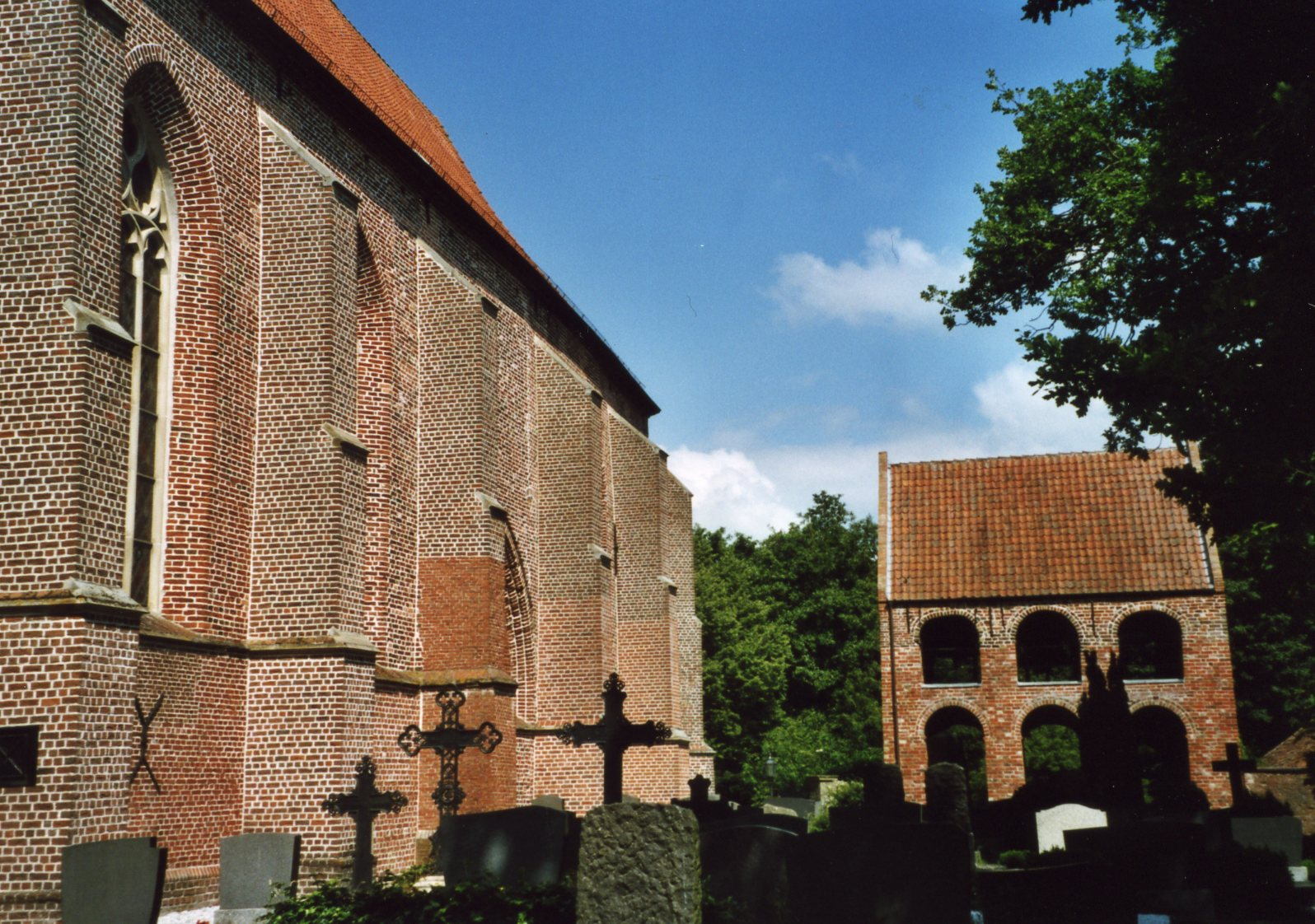
Spätgotische Dorfkirche mit romanischem Glockenhaus in Hinte
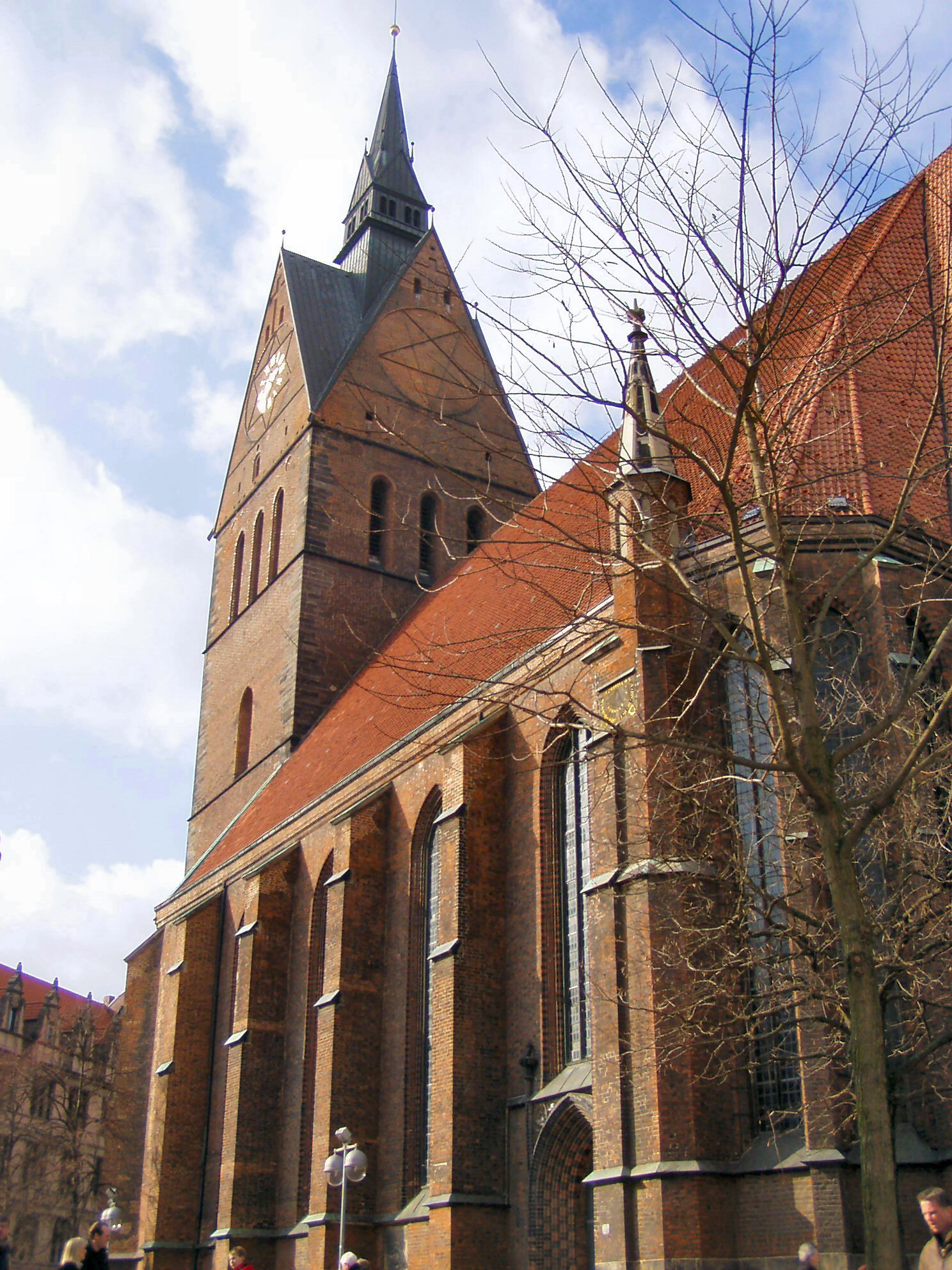
Marktkirche in Hannover, 14. Jahrhundert
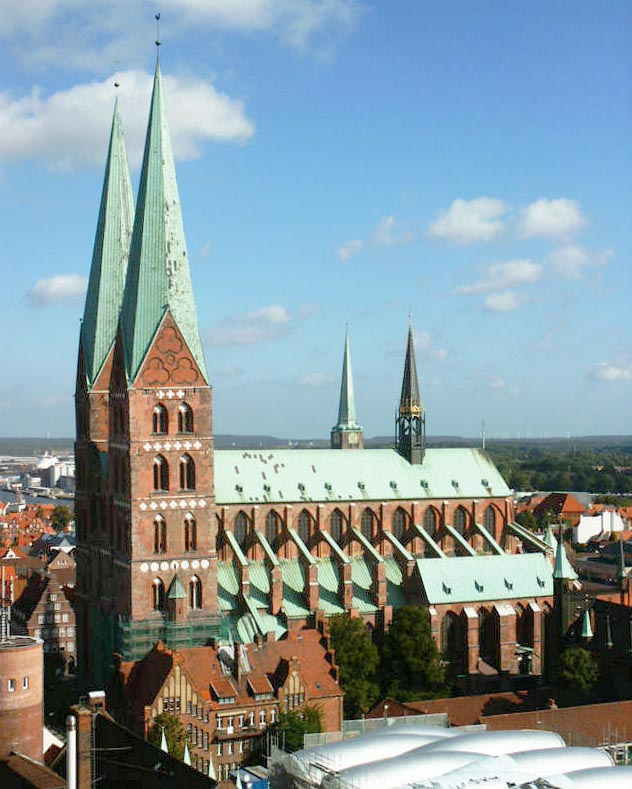
Lübecker Marienkirche, Umbau zur gotischen Basilika ab 1315
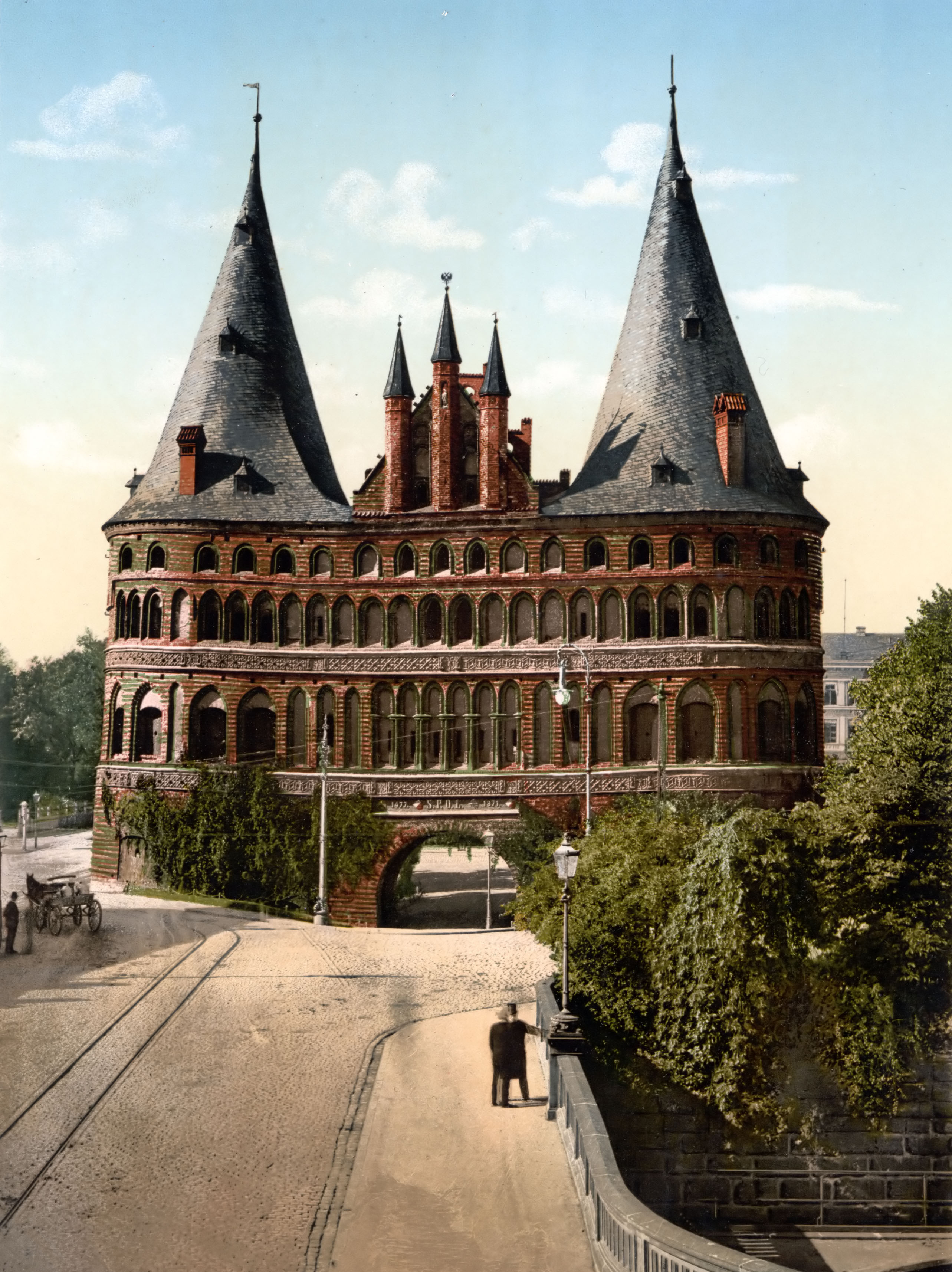
Holstentor in Lübeck, ab 1464
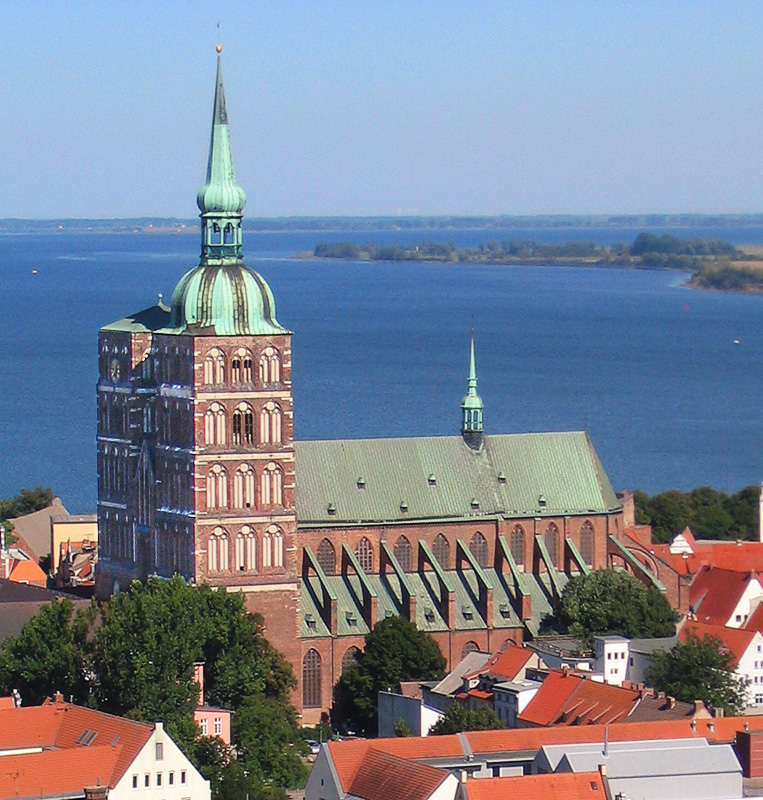
Nikolaikirche in Stralsund, ab 1270
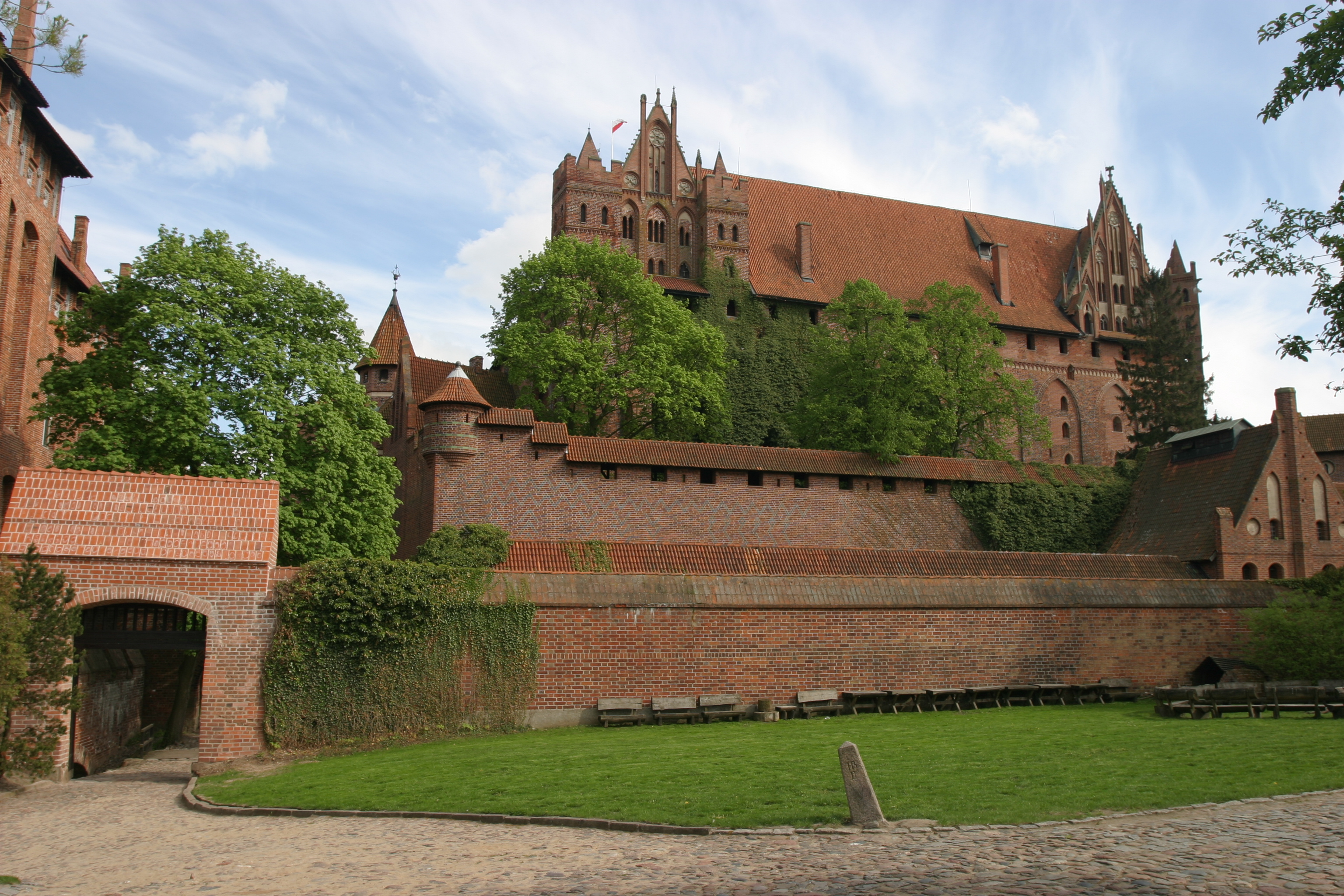
Marienburg an der Nogat
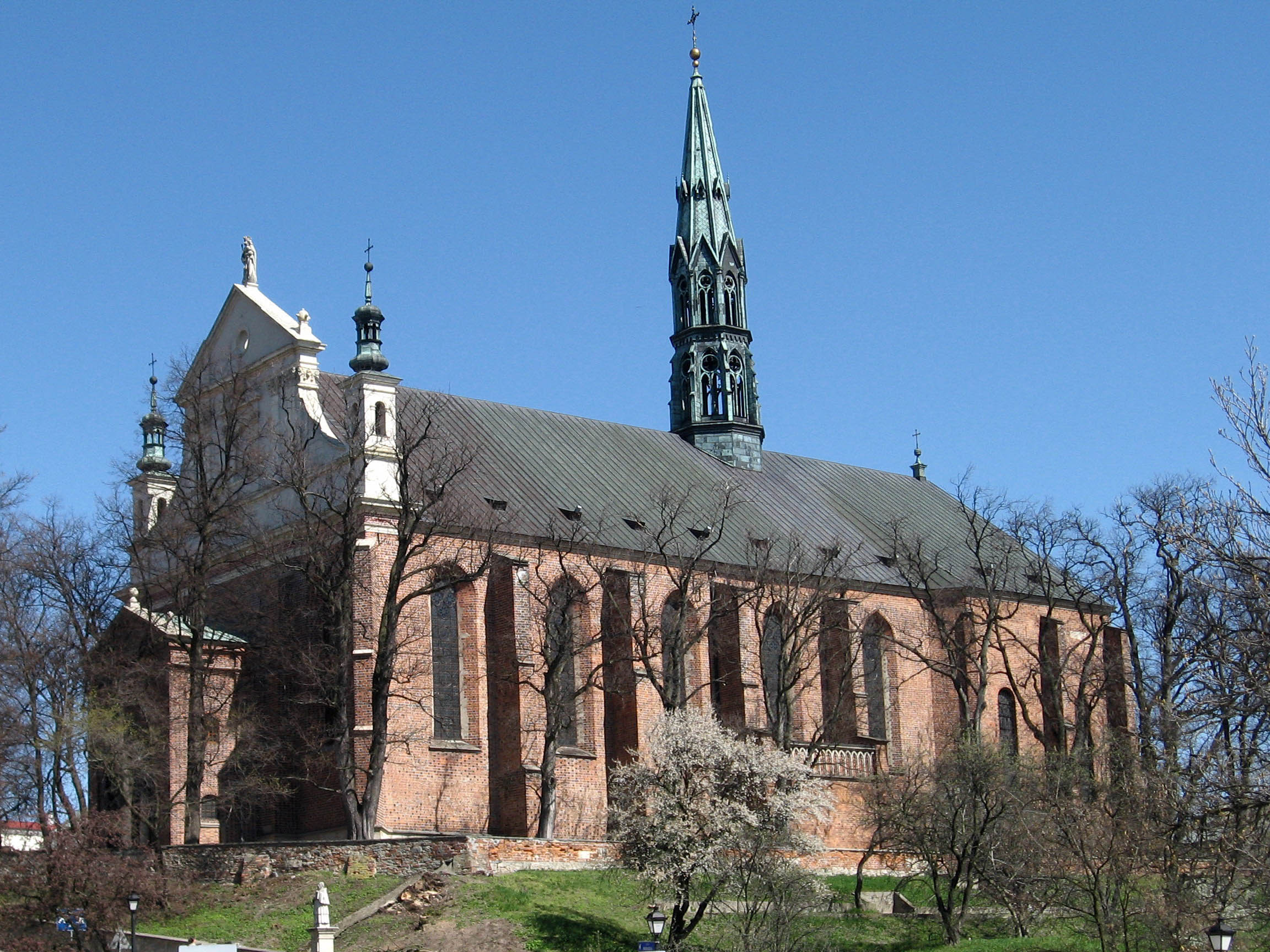
Kathedrale von Sandomierz
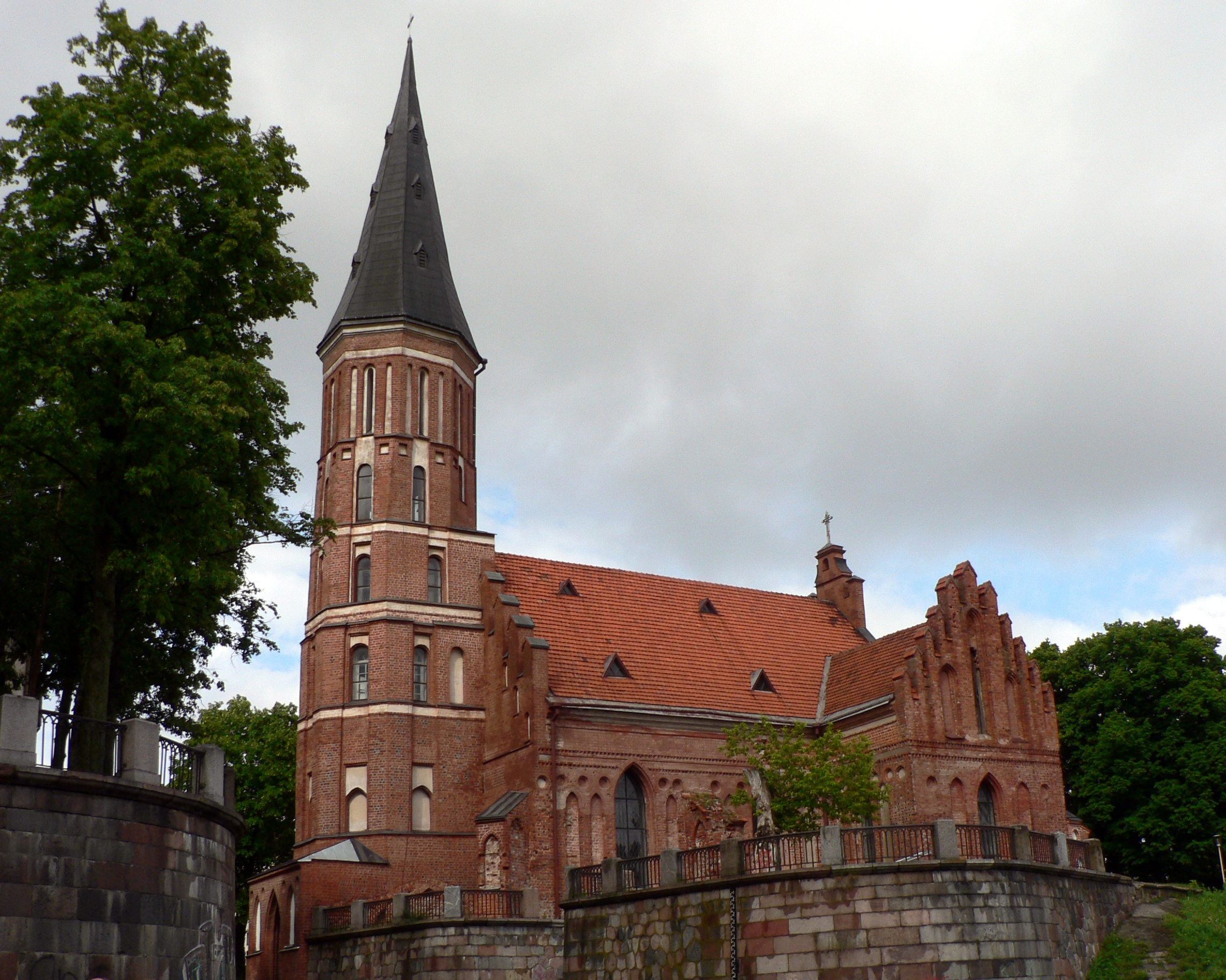
Vytautas-Magnus-Kirche in Kaunas
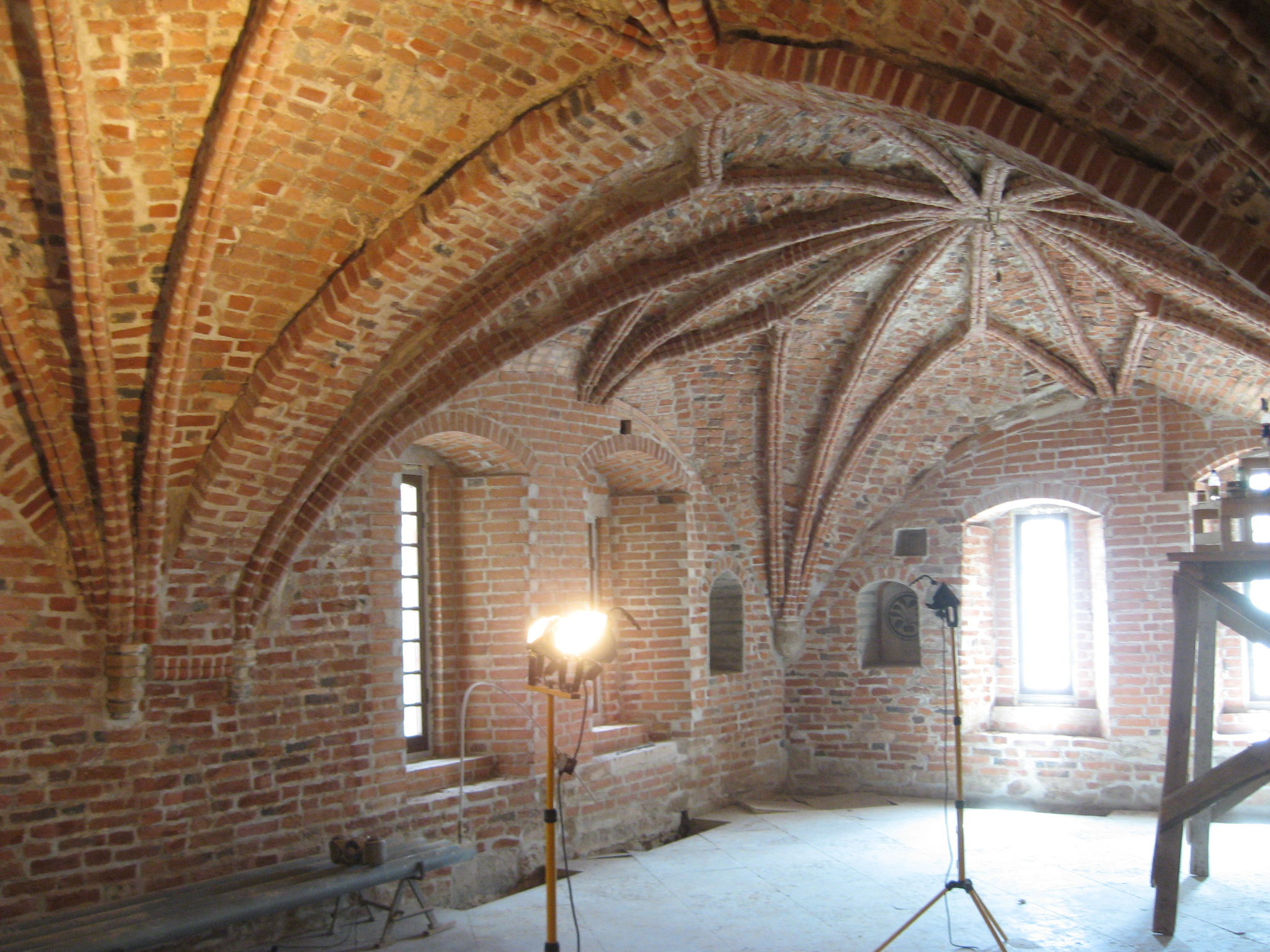
Hauptsaal im Bischofspalast des Nowgoroder Kreml

Die gotische Backsteinarchitektur in Südfrankreich wird auf Französische Sprache als Gothique toulousain (Toulouser Gotik) bezeichnet. Bekannteste Beispiele dieser Sonderformen der südfranzösischen Gotik, des Gothique méridional, sind die Kathedrale von Albi und der Franziskaner-/Jakobiner-Konvent in Toulouse.
Die Lombardische Gotik Norditaliens ist zu großen Teilen eine Backsteingotik. Eine bedeutende Anzahl gotischer Backsteinbauten gibt es auch in der Toskana (vor allem in Siena, gar nicht in Florenz), dazu ein paar in den Regionen östlich des Apennins: Marche, Abruzzen, Apulien.

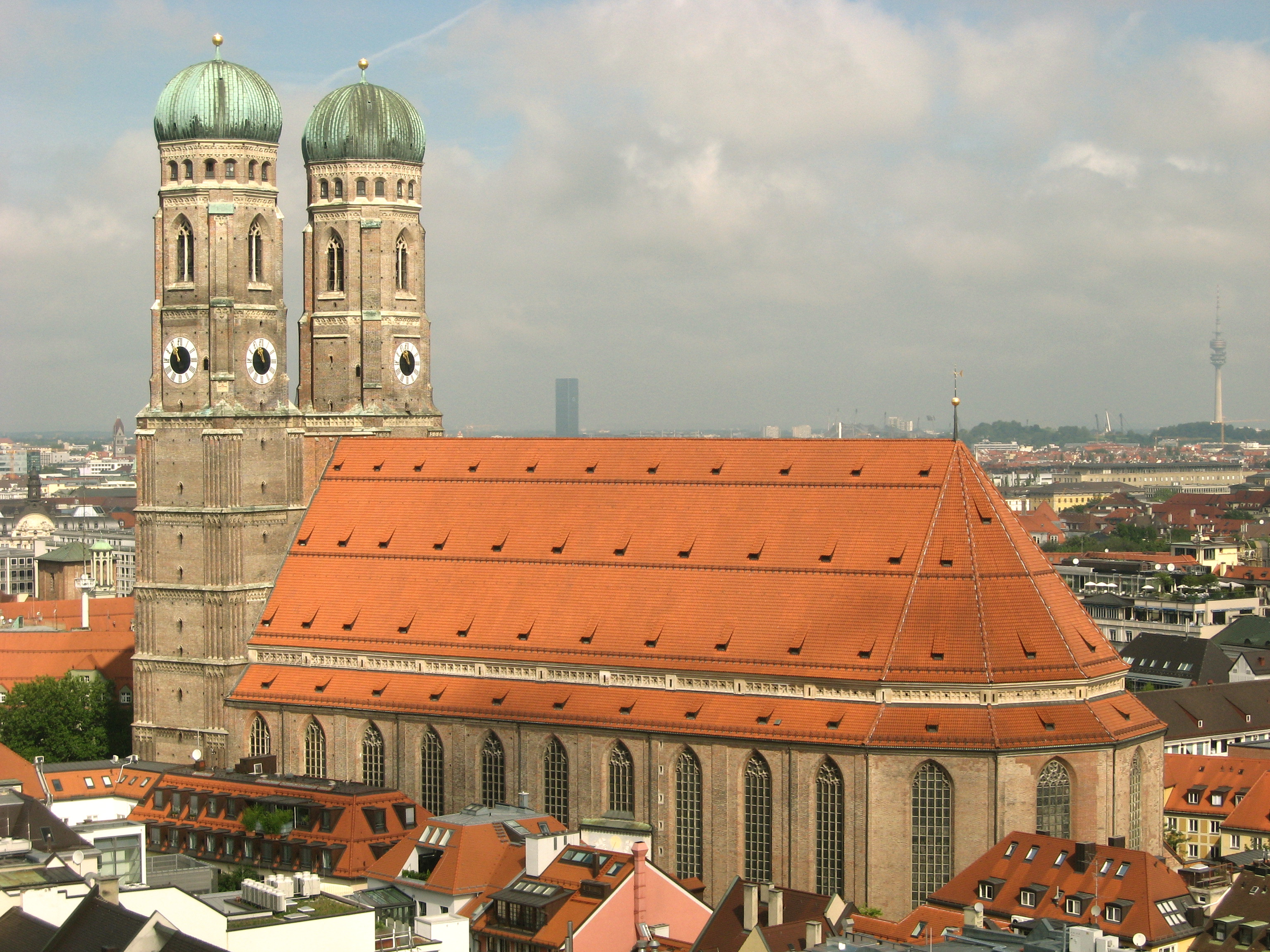
Münchener Frauenkirche, ab 1468
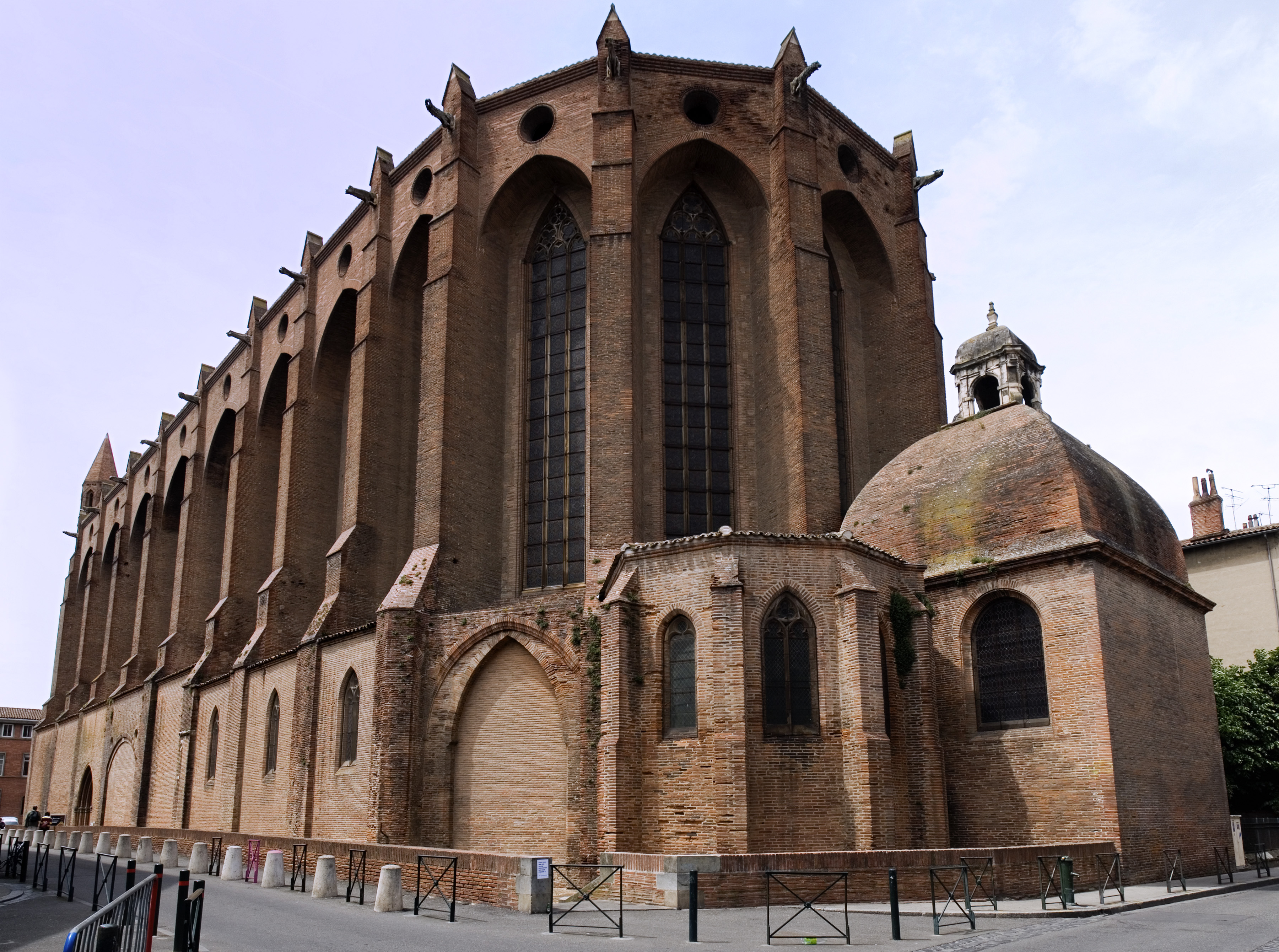
Franziskaner-/Jakobiner-Kirche in Toulouse, 13./14. Jahrhundert.
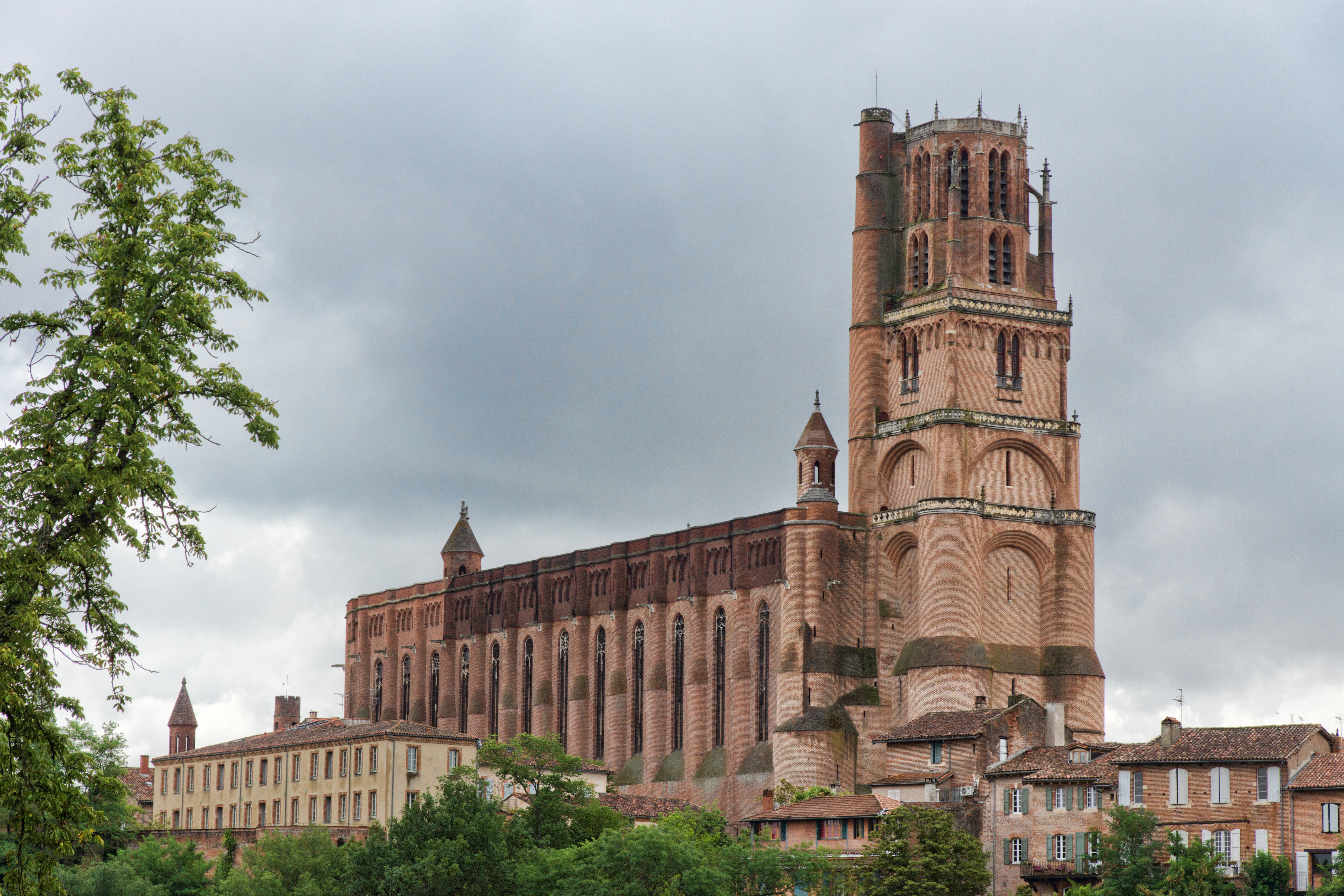
Kathedrale von Albi,1282–1383(–1492)

### Farbe in mittelalterlichen Kirchen

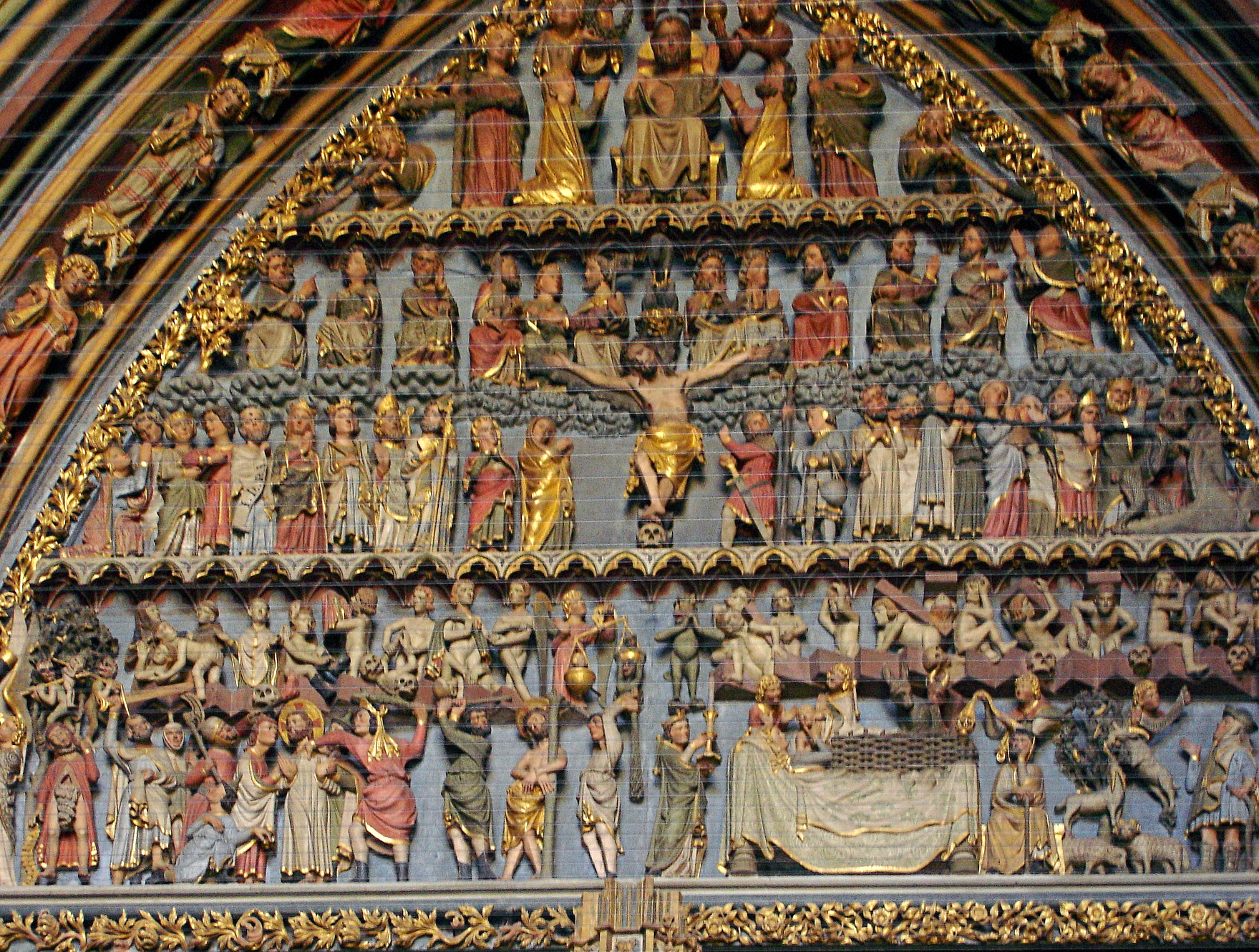
Beispiel für die Fassung von Figuren an gotischen Kirchen: Das Tympanon des Freiburger Münsters (Fassung des 19. Jahrhunderts)

Es ist üblich geworden, mittelalterliche Bauwerke in der sogenannten „Steinsichtigkeit“ zu belassen, und viele Betrachter glauben daher, dass dieses Bild dem originalen Eindruck entspricht. Aber bereits ein Erlass des Pariser Präfekten aus dem 13. Jahrhundert verfügte, dass keine Figur aus Stein hergestellt werden dürfe, die nicht mit polychromer Bemalung versehen sei, unabhängig davon, ob sie für eine Kirche oder einen anderen Ort bestimmt sei. Nicht nur die großen Fenster waren durchgehend farbig, auch die Wände waren teilweise mit Fresken bedeckt, und die einzelnen strukturellen Bauglieder waren farblich voneinander abgesetzt. Originale Farbreste wurden häufig auf den Orgelemporen gefunden, bei denen die Wandflächen von der später eingebauten Orgel so verdeckt wurden, dass man sie nicht übertünchen konnte oder wollte.

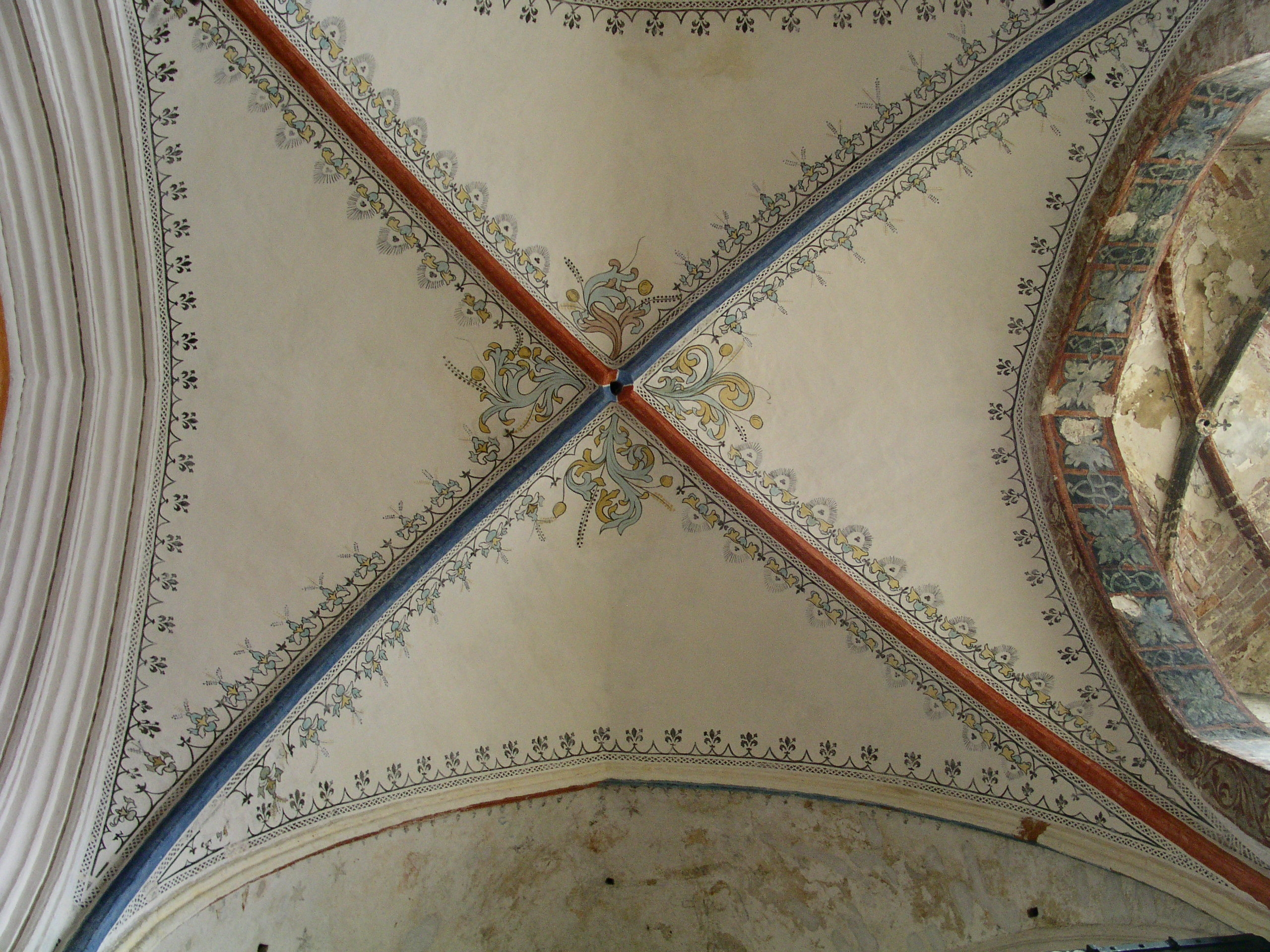
Stralsunder St.-Nikolai-Kirche: Ausgemaltes Kreuzrippengewölbe

Das Thema Farbe an und in mittelalterlichen Gebäuden ist in der heutigen Denkmalpflege umstritten. Man weiß zwar, dass ursprünglich vieles bemalt war, besonders Portale, Fensterrosen und Teile der Türme, kennt aber nicht die Details. Über die Innenräume sind wir besser informiert. Generell lässt sich sagen, dass die architektonischen Glieder farblich von der Grundfläche abgehoben wurden, also beispielsweise ein Dienst von der Dienstvorlage oder der Wand. Man verwendete nur wenige Farbtöne, und scharfe Kontraste wurden vermieden, um die Wirkung der farbigen Glasfenster nicht zu stören. Bevorzugte Grundfarben waren Weiß sowie Ocker-, Rot- und Rosétöne.
Trotz dieses Kenntnisstandes scheut man sich jedoch oft, die Farbe nachzutragen. Einer der Gründe ist, dass wir seit dem beginnenden 20. Jahrhundert an kirchliche Innenräume in asketischem Weiß und Grau gewöhnt sind und die lebhafte Farbigkeit von solchen Räumen, die nach dem neuen Kenntnisstand renoviert worden sind, als gewöhnungsbedürftig empfinden.
Entscheidender ist das Prinzip wissenschaftlicher Denkmalpflege, das Vorhandene zu konservieren, bei Rekonstruktionen aber äußerste Zurückhaltung zu wahren. Schon bevor man sich in der zweiten Hälfte des 19. Jahrhunderts dazu verstieg, zahlreiche mittelalterliche Bauten fantasievoll zu rekonstruieren oder gar nachzubessern, wurde dieses Prinzip 1843 in einem preußischen Runderlass formuliert: „dass es nie der Zweck einer Restauration sein könne, jeden kleinen Mangel, der als die Spur vorübergegangener Jahrhunderte zur Charakteristik des Bauwerkes beitrage, zu verwischen, und dem Gebäude dadurch das Ansehen eines neuen zu geben. … Diejenige Restauration wäre die vollkommenste zu nennen, welche bei Verbesserung aller wesentlichen Mängel gar nicht zu bemerken wäre.“

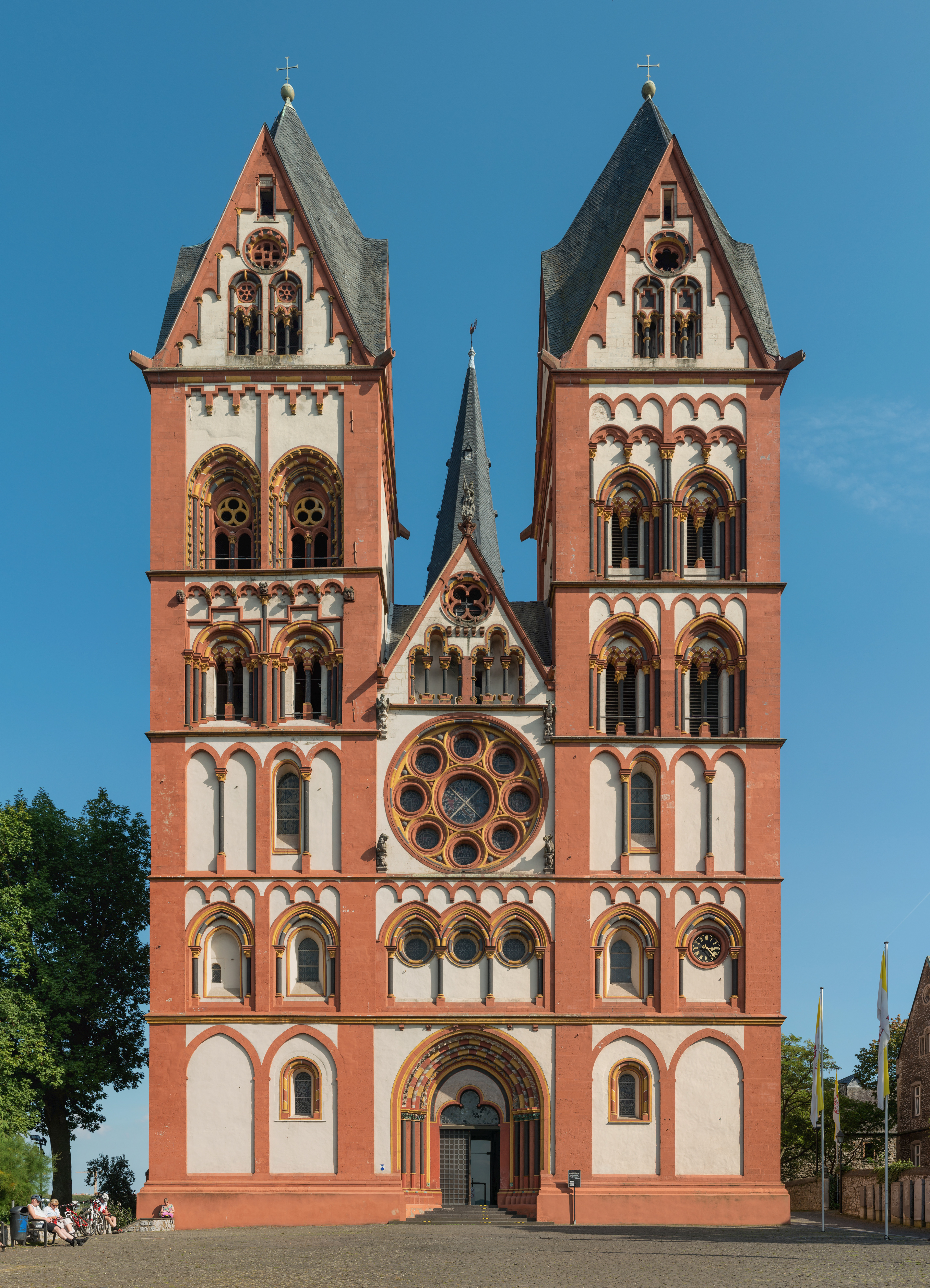
Limburger Dom, Westseite

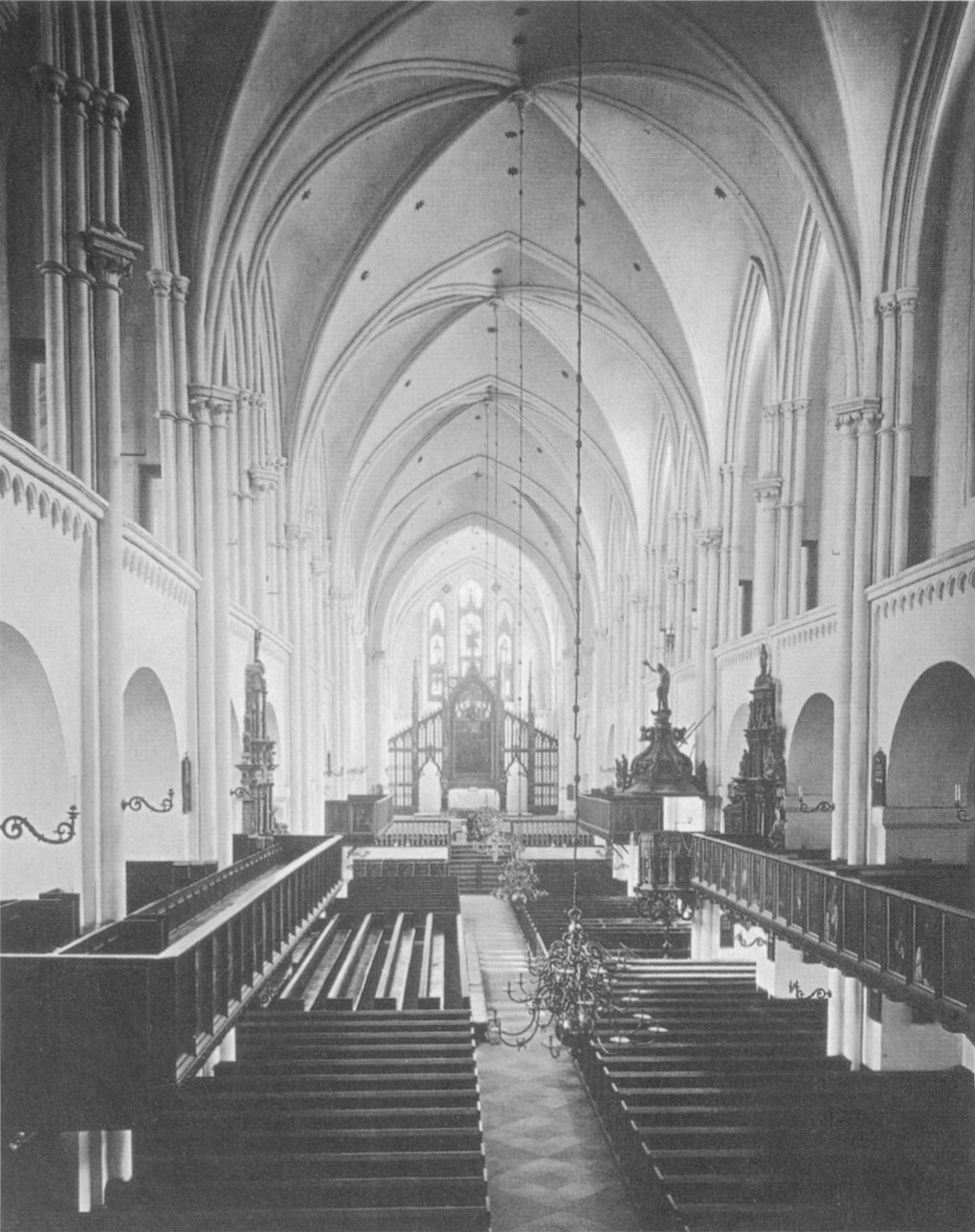
Bremer Dom 1876 mit Emporen und geweißten Wänden

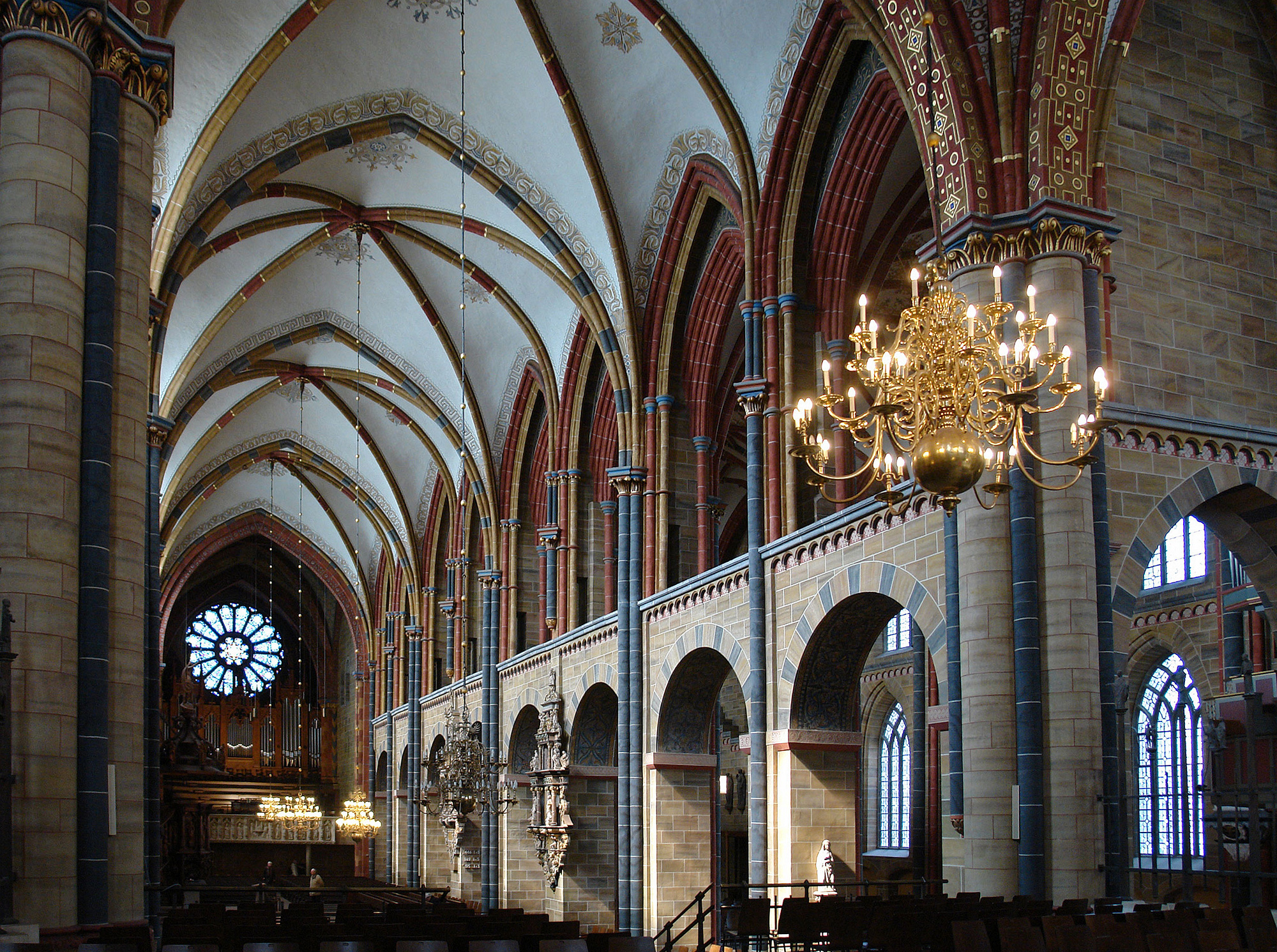
Bremer Dom, historistische Ausmalung von 1900/01

Im 19. Jahrhundert hatte man romanische und gotische Kirchen farbig ausgemalt, oft in einem byzantinischen oder dem Beuroner Stil, die jedoch parallel zu den Umwälzungen in der zeitgenössischen Kunst aus der Mode kamen. Die Restaurierungen vieler Kirchen nach dem Zweiten Weltkrieg wurden dazu genutzt, die Ausmalungen des 19. Jahrhunderts zu entfernen und auf Farbe vollständig zu verzichten. Noch heute wird kontrovers darüber diskutiert, ob man die romanischen und gotischen Kirchen wieder farbig ausmalen soll. Tatsächlich gibt es auch vorbildliche Restaurierungen der alten farbigen Fassungen wie beispielsweise den drei romanischen Kirchen Limburger Dom, Pfarrkirche St. Severus in Boppard und Braunschweiger Dom.
In Frankreich ist man besonders zurückhaltend mit der Rekonstruktion farbiger Anstriche. Lediglich in einigen Kapellen sind vereinzelt Farbrekonstruktionen zu sehen, beispielsweise in der Achskapelle der Kathedrale von Coutances in der Normandie aus dem 14. Jahrhundert. Hier hat man gewagt, wenigstens in einem kleinen Raum die alte Farbigkeit auch bei den Details wiederherzustellen, sie teilweise allerdings nach alten Mustern neu erfunden. Frankreich hat das Glück einen der berühmtesten Innenräume zu besitzen, dessen farbintensive Ausmalung des Mittelalters noch im Original erhalten ist, die Sainte-Chapelle in Paris.

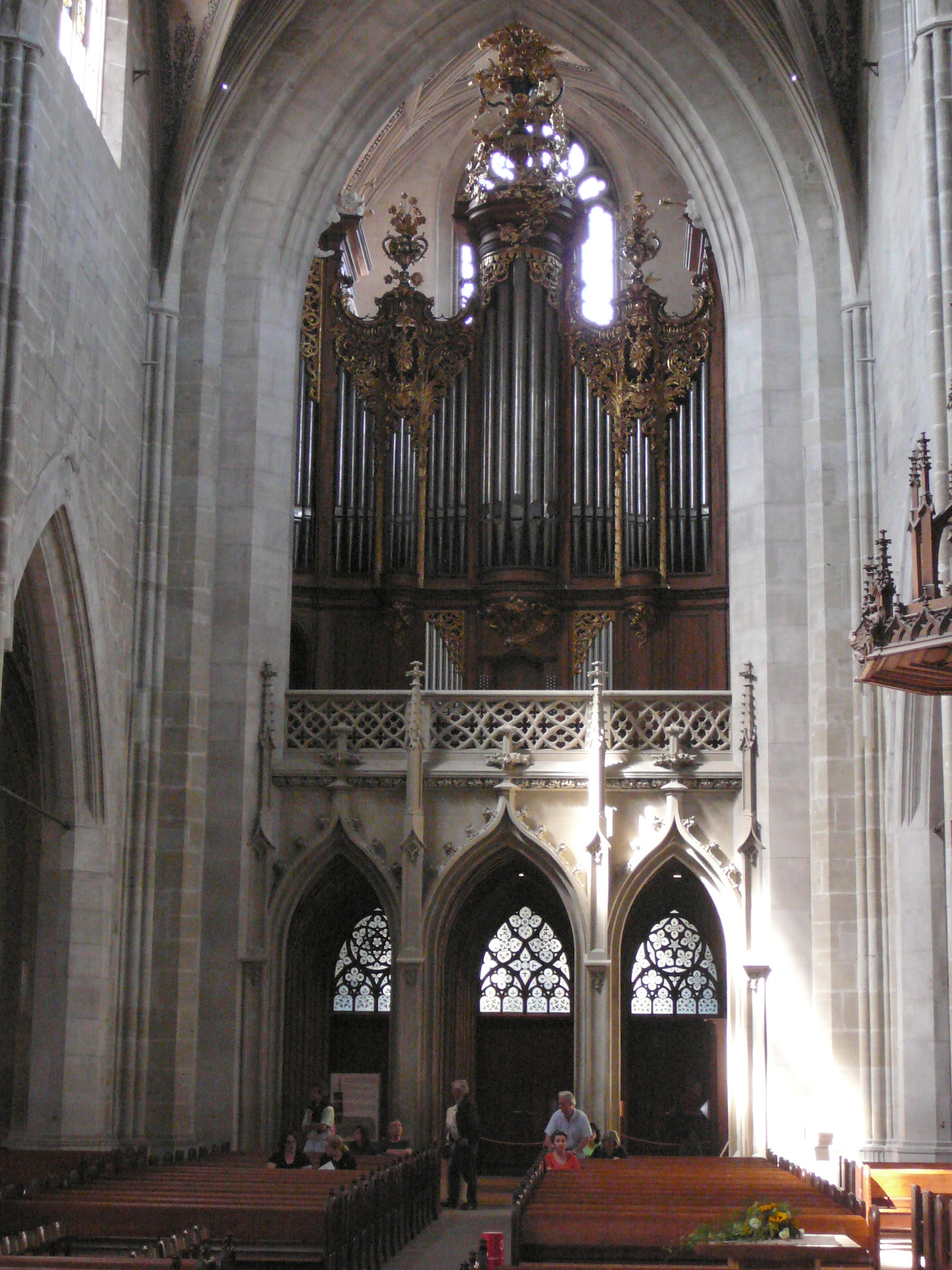
Orgelempore des Berner Münsters, Konsolen „von Statuen gereinigt“

Neben der Farbe spielte auch die prunkvolle Ausstattung der Kirchen mit Altären, Baldachinen, Leuchtern und Lampen aus Gold, Silber, Email, geschmückt mit Edelsteinen usw., eine wesentliche Rolle. Ein großer Teil dieser Gegenstände wird heute in Schatzkammern aufbewahrt, teilweise in angeschlossenen Museen ausgestellt. Wurde bei jahrhundertealten Gebäuden schon die Bausubstanz seit ihrer ersten Fertigstellung immer wieder verändert, so gilt das noch mehr für die Möblierung.
Immer wieder wurden Altäre gestiftet. In der Reformation wurden mancherorts die meisten Altäre und Heiligenfiguren entfernt. Der sogenannte Bildersturm war dabei großenteils kein Vandalismus eines Mobs, sondern wurde auf Anordnung des Pfarrers durchgeführt. Da Kirchen auch als Grablege genutzt wurden, entstand ein Epitaph nach dem anderen. Chorgestühl wurde eingebaut, erweitert, umgesetzt. Kanzeln wurden besonders in der Zeit von Reformation und Gegenreformation errichtet. Orgeln wurden neu oder als Ersatz kleinerer oder nicht mehr funktionstüchtiger installiert. Emporen wurden bei Anwachsen der Gemeinden eingebaut, manchmal aus ästhetischen Gründen wieder entfernt.
Viele gotischen Kirchen haben ihre mittelalterliche Verglasung verloren. Grund waren oft kriegerische Ereignisse, aber auch durch Blitzschlag oder Unachtsamkeit entstandene Brände. Bei der Reparatur hatte zunächst preiswerter Witterungsschutz Vorrang. Mancherorts hat man aber auch die kunstvoll gestalteten, sehr farbintensiven Fenster durch Grisaillefenster oder durch schlichtes farbloses Glas ersetzt, weil man im Geist der Aufklärung helle Kirchenräume bevorzugte. So erhielten manche Kirchen erst nach Jahrhunderten wieder farbige Verglasung, nicht selten im Stil eines Historismus.

### Nachbeurteilungen
Mit dem Beginn der Renaissance hofften die italienischen Baumeister, dass durch die Wiederbelebung der antiken Kunst die „verwerfliche Baukunst des finsteren Mittelalters“ überwunden sei. Alles Mittelalterliche und mithin alles Gotische war aus ihrer Sicht schlecht. Der Kunsthistoriker Giorgio Vasari nannte verachtend um 1550 die Gotik „maniera tedesca“ („deutscher Stil“) und „maniera de’ Goti“, die sich „wie eine Pest“ über die ganze Welt verbreite, und beschrieb sie als mönströs und barbarisch, eben so negativ, wie die Goten und allgemein die Germanen in der zeitgenössischen Geschichtsbetrachtung der Italiener allgemein bewertet wurden. Francesco Florio beschrieb um 1477 die Gotik am Beispiel der Kathedrale von Tours jedoch positiv: „Die Kirche ist schön, insgesamt erfreulich, ganz vollkommen….“ Die von Vasari geprägte Bezeichnung des Stils als Gotik wurde dennoch übernommen. Ab der Mitte des 18. Jahrhunderts wurde die Gotik zunehmend wohlwollend beurteilt. In England und Frankreich fand eine positive Bewertung statt durch den englischen Landschaftsgärtner Batty Langley, durch den französischen Gelehrten Bernard de Montfaucon in Les Monuments de la Monarchie française (1733), durch Jean Lebeuf in Histoire de la ville et de tout le diocèse de Paris (1757) oder durch den Jesuiten-Priester und Architekturtheoretiker Marc-Antoine Laugier in An essay on architecture (1755) sowie über den Straßburger Westbau.
Von England ausgehend beginnt die Neugotik im 18. Jahrhundert mit der Verwendung des gotischen Baustils für Gartenarchitekturen und Landhäuser wie bei dem von Horace Walpole von 1749 bis 1776 errichteten Landhaus Strawberry Hill an der Themse nahe Twickenham (London), bei dem durch Friedrich II. beeinflussten 1754/55 errichteten Nauener Tor in Potsdam, dem Gotischen Haus im Wörlitzer Park (1773–1813) oder bei der Franzensburg im Laxenburger Schlosspark (ab 1780).
1772 weckte in Deutschland Goethe mit seiner Schrift Von Deutscher Baukunst eine neue Begeisterung für die Gotik und erklärte sie zum deutschen Stil: „…das ist deutsche Baukunst, unsere Baukunst, da der Italiener sich keiner eigenen rühmen darf, viel weniger der Franzos.“ Seine irrtümliche Überzeugung vom deutschen Ursprung der Gotik bestimmte bis über die Mitte des 19. Jahrhunderts die öffentliche Meinung in Deutschland. Der Reiseschriftsteller und Revolutionär Georg Forster rühmte den Kölner Dom in seinen Beschreibungen von 1790, und der deutsche Kulturphilosoph Friedrich Schlegel lobte 1804/05 in Grundzüge der gothischen Baukunst diese Stilepoche und sprach wie Goethe von der „deutschen Baukunst“. Aufgrund dieser Auffassung wurde im frühen 19. Jahrhundert von einigen Architekten die Gotik als deutscher Nationalstil propagiert, weshalb beispielsweise auch das 1818 begonnene Nationaldenkmal auf dem Kreuzberg in Berlin in (neu-)gotischen Formen gestaltet wurde. In der Malerei der deutschen Romantik, besonders bei Caspar David Friedrich und Carl Gustav Carus gehörten gotische Kirchenbauten, Klosterruinen und Burgen zu den beliebtesten Motiven. Auch Karl Friedrich Schinkel, der vor allem als Architekt des Klassizismus bekannt ist, widmete sich in seinen Landschaftsgemälden oftmals der gotischen Architektur.
Im 19. Jahrhundert fand die mittelalterliche Gotik durch die Fachwelt eine breite Würdigung, so durch John Britton in The Architectural Antiquities of Great Britain (1807–1814) und Chronological History and Graphic Illustrations of Christian Architecture in England (1826) oder durch den deutschen Kunsthistoriker Franz Kugler (1808–1858) in Handbuch der Kunstgeschichte (1842) und Geschichte der Baukunst.
Vor allem aber setzte sich im 19. Jahrhundert die Neugotik (1830 bis 1900) als Kunst- und Architekturstil des Historismus durch. Um an die Geisteskultur der mittelalterlichen Städte anzuknüpfen, errichtete man in neugotischem Stil vor allem Kirchen, Parlamente, Rathäuser und Universitäten, aber auch andere öffentliche Bauten wie Postämter, Schulen oder Bahnhöfe.

## Plastik und Skulptur

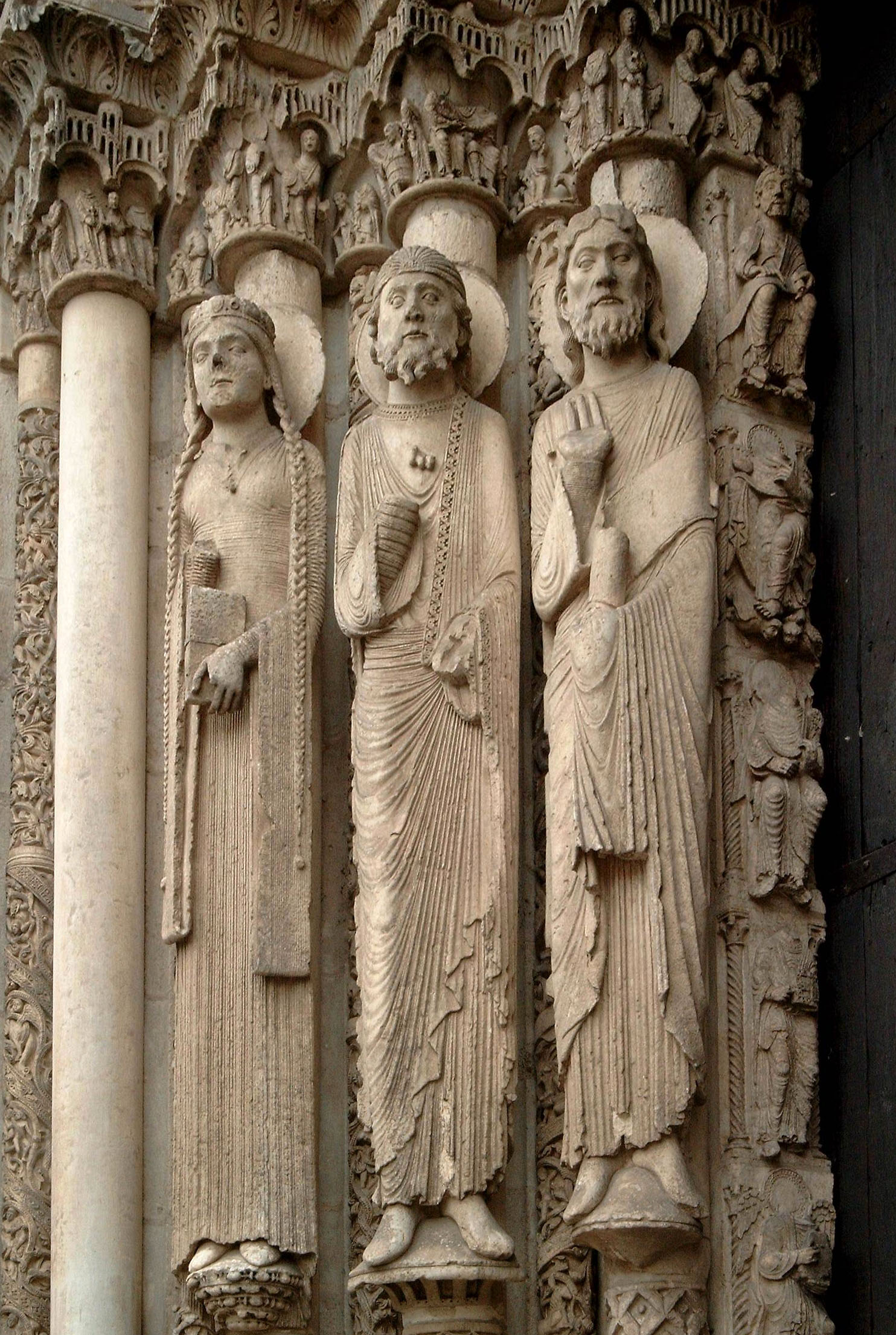
Chartres, Gewändefiguren linkes Gewände, mittleres Westportal, um 1150
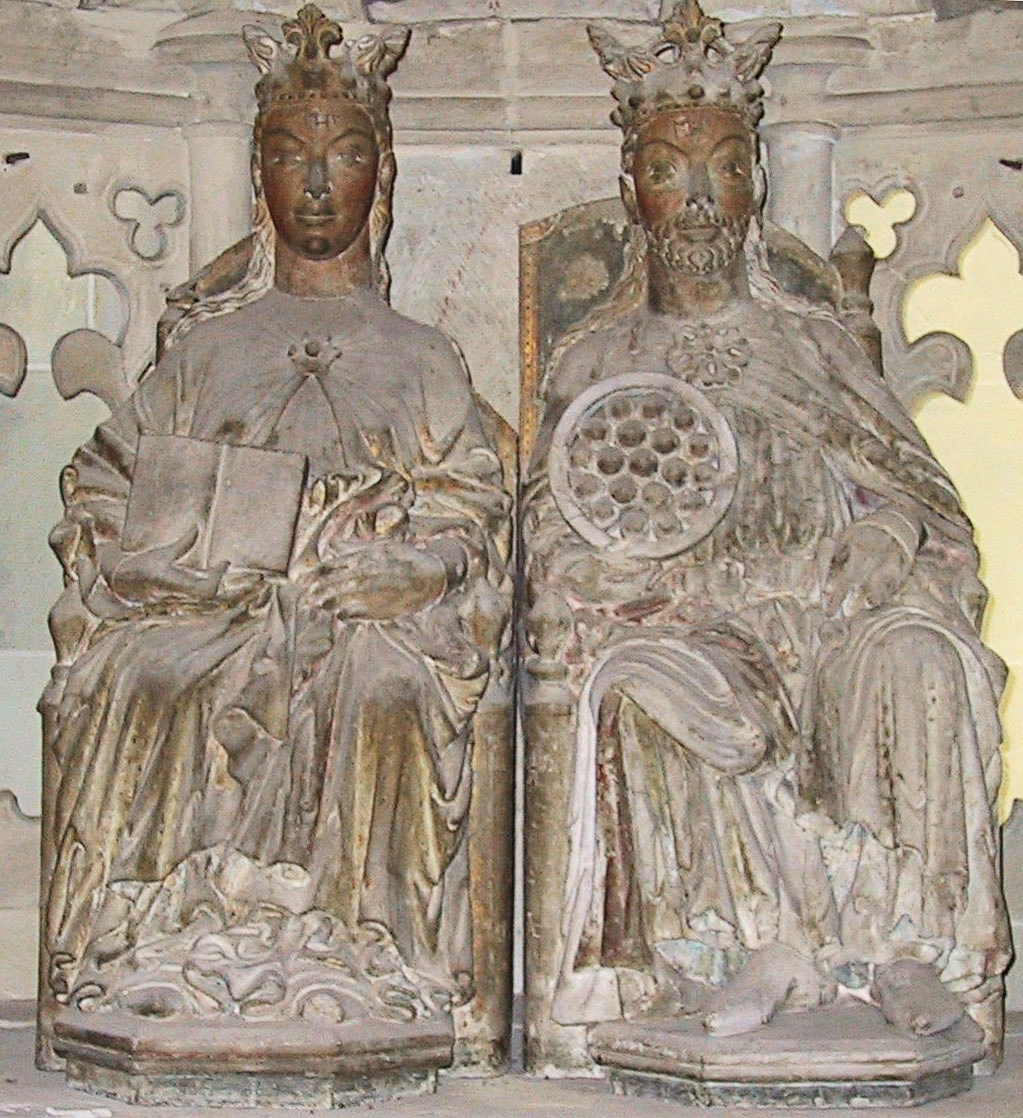
Herrscherpaar im Magdeburger Dom, um 1250
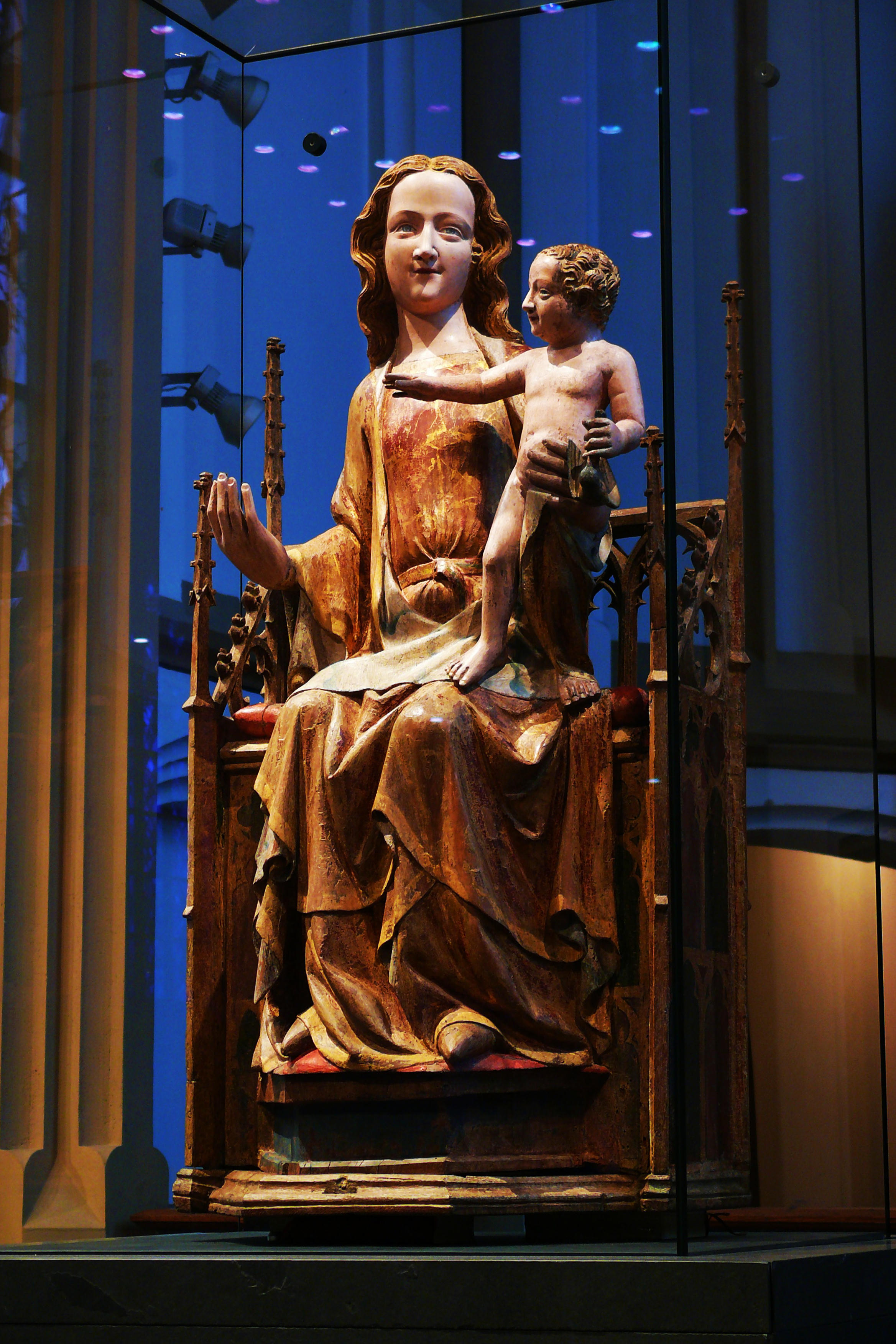
Madonna aus der ehemaligen Dietkirche in Bonn, um 1350
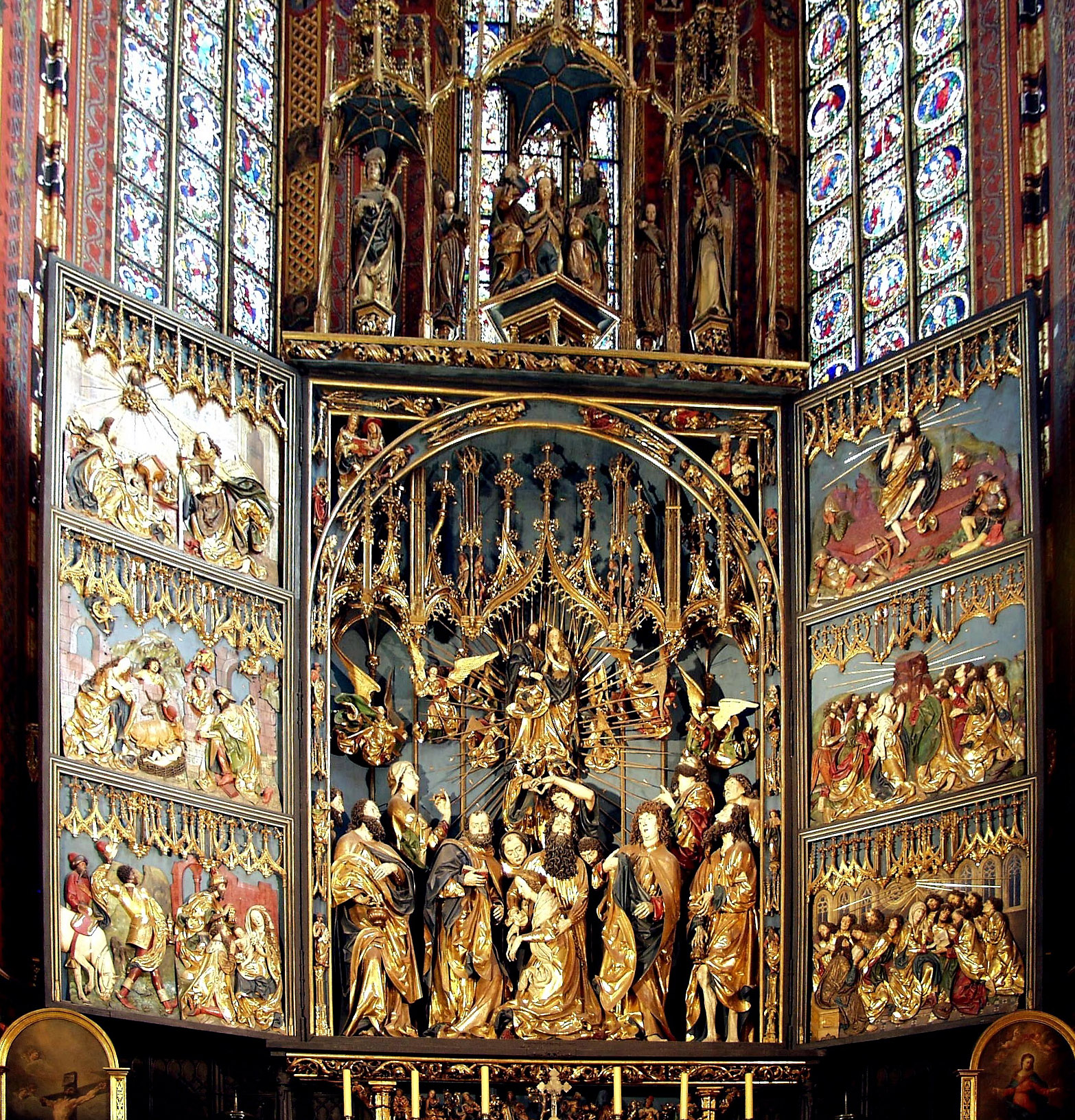
Krakauer Hochaltar von Veit Stoß, um 1477
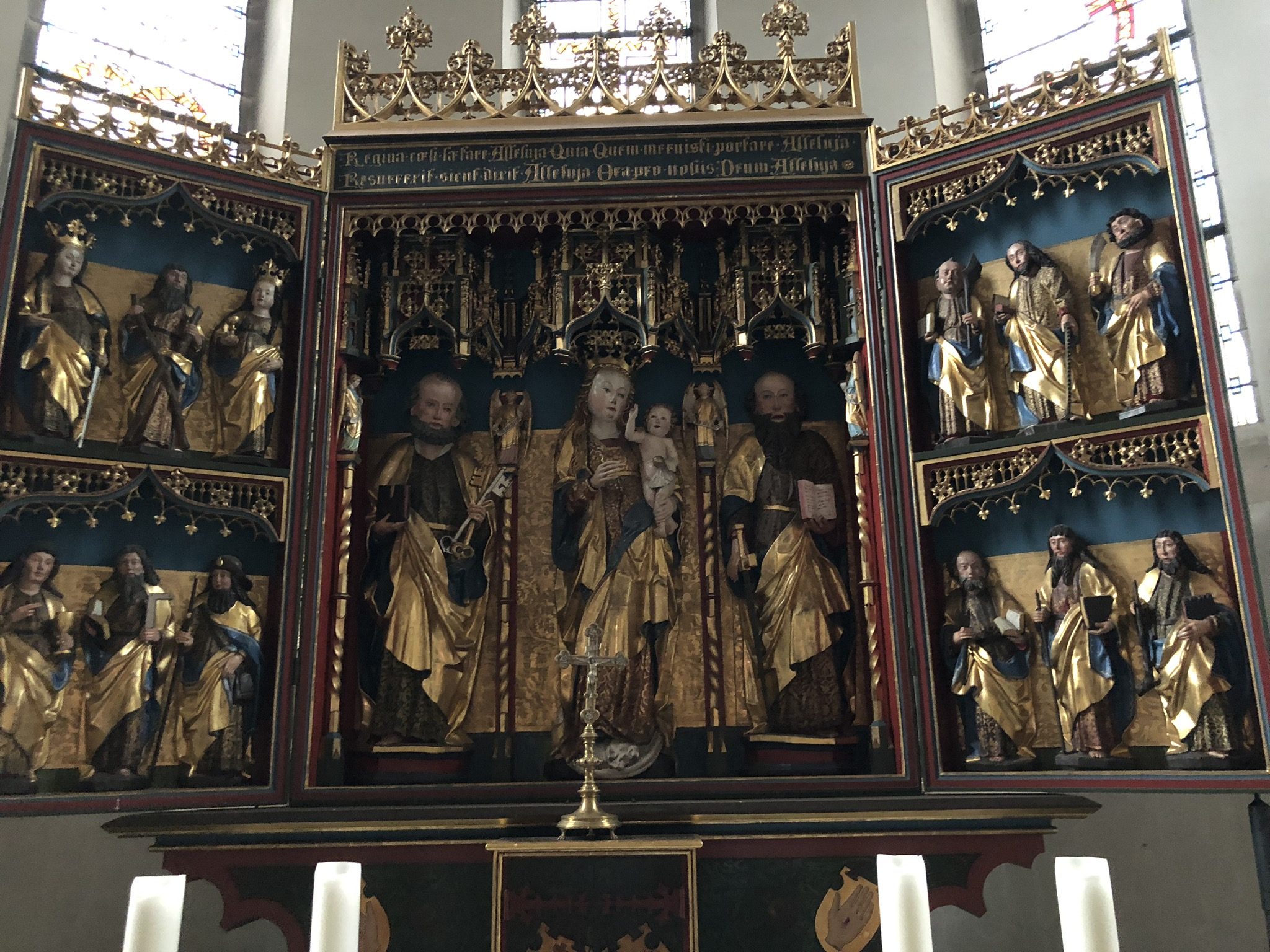
Roggendorfer Schnitzaltar um 1500, Herkunft unbekannt
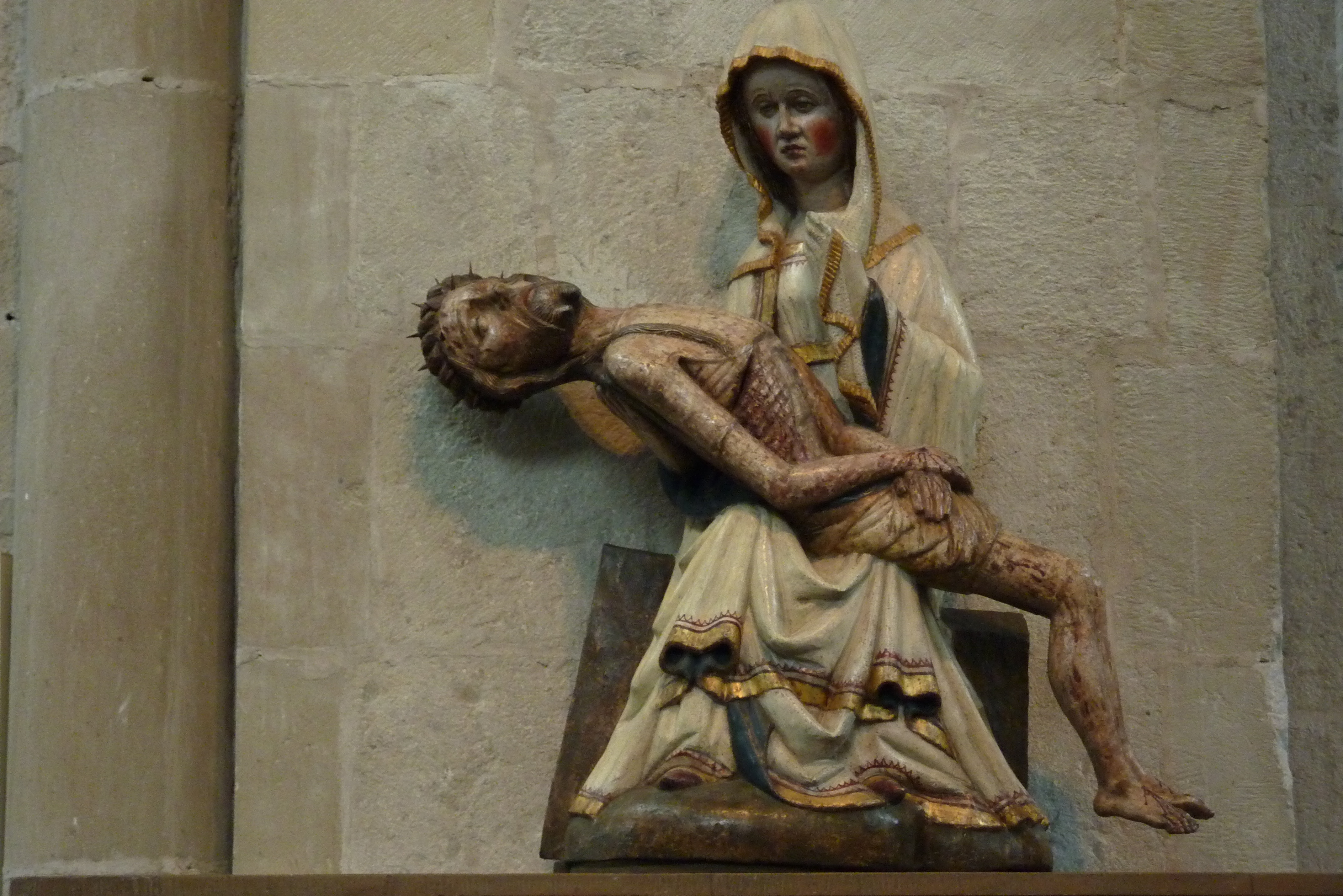
Pieta von Konrad Kuene van der Hallen

## Kunsthandwerk
Die überwiegende Zahl der erhaltenen gotischen Kleinkunstwerke stammt aus kirchlichem Besitz. Aus Gold und Silber, Elfenbein und Email, Seide und Edelsteinen wurden Objekte hergestellt, in denen sich künstlerischer Wert mit realen Gebrauchsfunktionen verband.
Am zahlreichsten erhalten blieben die Vasa Sacra: Kelche und Monstranzen und Schaubehälter für Reliquien waren möglichst aus vergoldetem Silber, die übrigen liturgischen Geräte, z. B. Leuchter oder Rauchfässer, wurden oft wohl auch aus anderen Materialien, wie Bronze und Messing, zur Not auch aus Zinn oder Holz gefertigt. Eine große Rolle spielten (bis in die Barockzeit) die Paramente, die liturgischen Textilien zur Bekleidung des Altars und der zelebrierenden Geistlichen. Die künstlerisch bedeutendsten bestehen aus Seidengeweben und -stickereien. Die Verarbeitung von Elfenbein nimmt in der Gotik bis um 1450 zu. Emailarbeiten nehmen (mit Ausnahme der Limoger Produktion) quantitativ eher ab, erreichen aber in den transluziden Glasflüssen auf Pariser Goldschmiedearbeiten vereinzelt ein außerordentliches Niveau (Goldenes Rössl). Auch andere Zweige der gotischen Schatzkunst entwickelten sich oft in bestimmten Zentren zu grenzüberschreitender Bedeutung: Die italienischen Großstädte waren führend in der Verarbeitung der aus dem Orient importierten Seiden, Limoges setzte sein seit der Romanik blühendes Emailhandwerk fort, Paris behauptet eine monopolartige Stellung in der Elfenbeinschnitzerei, Dinant ist ein Zentrum der Herstellung von Geräten, Gefäßen und Grabplatten aus Messing, Brügge und andere südniederländische Städte beliefern den europäischen Luxusmarkt mit Wandteppichen, England exportiert seriell hergestellte Alabasterreliefs.
Wie in anderen mittelalterlichen Kunstzweigen auch ist der Anteil der Gegenstände, die aus dem profanen Bereich erhalten blieben, verschwindend gering. Selbst von den Insignien der Herrscher, und mehr noch aus der für den privaten Bereich erworbenen und hergestellten Schatzkunst an Schmuckstücken und Gebrauchsgerät aus Silber ist materiell kaum etwas überkommen.

### Überblick
- Arno Borst: Lebensformen des Mittelalters. Frankfurt/Berlin/Wien 1979 (enthält u. a. eine deutsche Übersetzung des berühmten „Gervasius“-Berichts).
- Georges Duby: Die Zeit der Kathedralen. Kunst und Gesellschaft 980–1420 [1976]. Frankfurt am Main [1992]; 2. Auflage 1994.
- Géza Entz: Die Kunst der Gotik. Emil Vollmer, München 1981, ISBN 3-87876-340-9.
- Michael Camille: Die Kunst der Gotik. 1996.
- Florens Deuchler: Gotik. (= Belser Stilgeschichte). Pawlak, Herrsching 1981, ISBN 3-88199-042-9.
- Bruno Klein, Bruno Boerner (Hrsg.): Stilfragen zur Kunst des Mittelalters. Eine Einführung. Berlin 2006, ISBN 3-496-01319-2.
- Alain Erlande-Brandenburg: Gotische Kunst. Herder, Freiburg/Basel/Wien 1984.
- Matthias Puhle (Hrsg.): Aufbruch in die Gotik. Philipp von Zabern, Mainz 2009, ISBN 978-3-8053-4062-5.
- Heinz Thiele: Leben in der Gotik. München 1946.
- Rolf Toman, Achim Bednorz: Gotik. Architektur – Skulptur – Malerei. Könemann im Tandem-Verlag, 2005, ISBN 3-8331-1038-4.

### Architektur
- Günter Bandmann: Mittelalterliche Architektur als Bedeutungsträger. 10. Auflage. Gebr. Mann, Berlin 1994, ISBN 3-7861-1164-2.
- Lottlisa Behling: Die Pflanzenwelt der mittelalterlichen Kathedralen. Böhlau, Köln 1964.
- Günther Binding: Baubetrieb im Mittelalter. Wissenschaftliche Buchgesellschaft, Darmstadt 1993, ISBN 3-534-10908-2.
- Günther Binding: Maßwerk. Wissenschaftliche Buchgesellschaft, Darmstadt 1989, ISBN 3-534-01582-7.
- Günther Binding: Der früh- und hochmittelalterliche Bauherr als „sapiens architectus“. Wissenschaftliche Buchgesellschaft, Darmstadt 1998, ISBN 3-534-14248-9.
- Günther Binding: Hochgotik. Die Zeit der großen Kathedralen. Taschen, Köln 1999, ISBN 3-8228-7117-6.
- Günther Binding: Was ist Gotik? Eine Analyse der gotischen Kirchen in Frankreich, England und Deutschland 1140–1350. Wissenschaftliche Buchgesellschaft, Darmstadt 2000, ISBN 3-534-14076-1.
- Ute Germund: Konstruktion und Dekoration als Gestaltungsprinzipien im spätgotischen Kirchenbau. Untersuchungen zur mittelrheinischen Sakralbaukunst (= Manuskripte für Kunstwissenschaft in der Wernerschen Verlagsgesellschaft. 53). Wernersche Verlagsgesellschaft, Worms 1997, ISBN 3-88462-952-2.
- Günther Binding, Susanne Linscheid-Burdich, Julia Wippermann: Planen und Bauen im frühen und hohen Mittelalter nach den Schriftquellen bis 1250. Wissenschaftliche Buchgesellschaft, Darmstadt 2002, ISBN 3-534-15489-4.
- Louis Grodecki: Gotik. In: Weltgeschichte der Architektur. (= Storia universale dell’architettura). Deutsche Verlags-Anstalt, Stuttgart 1986, ISBN 3-421-02857-5.
- Matthew Holbeche Bloxam: The principles of Gothic ecclesiastical architecture. With an explanation of technical terms, and a centenary of ancient terms. Bogue, London 1849 (Digitalisat, Archive.org).
- Johann Josef Böker: Architektur der Gotik. Bestandskatalog der weltgrößten Sammlung an gotischen Baurissen (Legat Franz Jäger) im Kupferstichkabinett der Akademie der Bildenden Künste Wien, mit einem Anhang über die mittelalterlichen Bauzeichnungen im Wien Museum am Karlsplatz. Verlag Anton Pustet, Salzburg 2005, ISBN 3-7025-0510-5; Rezension von Klaus Jan Philipp in: Journal für Kunstgeschichte Band 10, 2006, Heft 4, S. 314–317 „C. 1 Architektur und Plastik“.
- Harald Busch, Bernd Lohse (Hrsg.): Baukunst der Gotik in Europa; Buch und Zeitverlag, Köln 1981.
- Ulrich Coenen: Die spätgotischen Werkmeisterbücher in Deutschland als Beitrag zur mittelalterlichen Architekturtheorie. Untersuchung und Edition der Lehrschriften für Entwurf und Ausführung von Sakralbauten. Verlag Mainz, Aachen 1989, ISBN 3-925714-20-0.
- Christian Freigang: Imitare ecclesias nobiles. Die Kathedralen von Narbonne, Toulouse und Rodez und die nordfranzösische Rayonnantgotik im Languedoc. Wernersche Verlagsgesellschaft, Worms 1992, ISBN 3-88462-085-1.
- Kurt Gerstenberg: Deutsche Sondergotik. Delphin, München 1913 (2. durchgesehene Auflage: Wissenschaftliche Buchgesellschaft, Darmstadt 1969).
- Johann Wolfgang von Goethe: Von der Deutschen Baukunst, D. M. Ervini Steinbach. o. O. 1772.
- Hans Jantzen: Kunst der Gotik. Klassische Kathedralen Frankreichs. Chartres, Reims, Amiens. Erweiterte Neuausgabe. Reimer, Berlin 1987, ISBN 3-496-00898-9.
- Bodo W. Jaxtheimer: Gotik. Die Baukunst. Bechtermünz Verlag, Eltville am Rhein 1990, ISBN 3-927117-43-9 (beschreibt die Baukunst der Gotik in Frankreich, Deutschland, England, Belgien, den Niederlanden, Skandinavien, Italien und auf der Iberischen Halbinsel; mit 350 Fotos und Zeichnungen).
- Hervé Kergall: Gotische Kathedralen und Kunstschätze in Frankreich. Bechtermünz, Eltville 1990, ISBN 3-927117-56-0.
- Dieter Kimpel, Robert Suckale: Die gotische Architektur in Frankreich. 1130–1270. Überarbeitete Studienausgabe. Hirmer, München 1995, ISBN 3-7774-6650-6.
- Manuel Maissen: Gewölbebau der Spätgotik in Graubünden. Dissertation ETH Zürich, 2020.
- Werner Müller: Grundlagen gotischer Bautechnik. Deutscher Kunstverlag, München 1990, ISBN 3-422-06055-3.
- Norbert Nußbaum, Sabine Lepsky: Das gotische Gewölbe. Die Geschichte seiner Form und Konstruktion. München 1999, ISBN 3-422-06278-5.[49]
- Norbert Nußbaum: Deutsche Kirchenbaukunst der Gotik. 2. Auflage. Wissenschaftliche Buchgesellschaft, Darmstadt 1994, ISBN 3-534-12542-8.
- Uwe A. Oster: Die großen Kathedralen. Gotische Baukunst in Europa. Primus, Darmstadt 2003, ISBN 3-89678-240-1.
- Erwin Panofsky: Gotische Architektur und Scholastik. Zur Analogie von Kunst, Philosophie und Theologie im Mittelalter. DuMont, Köln 1989, ISBN 3-7701-2105-8.
- Hans Sedlmayr: Die Entstehung der Kathedrale. Zürich 1950 (zuletzt VMA, Wiesbaden 2001, ISBN 3-928127-79-9).
- Otto von Simson: Die gotische Kathedrale. 2., verbesserte Auflage. Wissenschaftliche Buchgesellschaft, Darmstadt 1972, ISBN 3-534-04306-5.
- Reinhart Strecke: Gotische Kunst und städtische Lebensform. Von Saint-Denis nach Notre-Dame. Lukas-Verlag, Berlin 2020, ISBN 978-3-86732-375-8.
- Rolf Toman (Hrsg.): Gotik – Architektur. Skulptur. Malerei. Tandem Verlag, 2007, ISBN 978-3-8331-3511-8.
- Ernst Ullmann: Die Welt der gotischen Kathedrale. Union Verlag, Berlin 1981, ISBN 3-85063-117-6.
- Martin Warnke: Bau und Überbau. Soziologie der mittelalterlichen Architektur nach den Schriftquellen. Suhrkamp, Frankfurt 1984, ISBN 3-518-28068-6.